# Armatura cinese

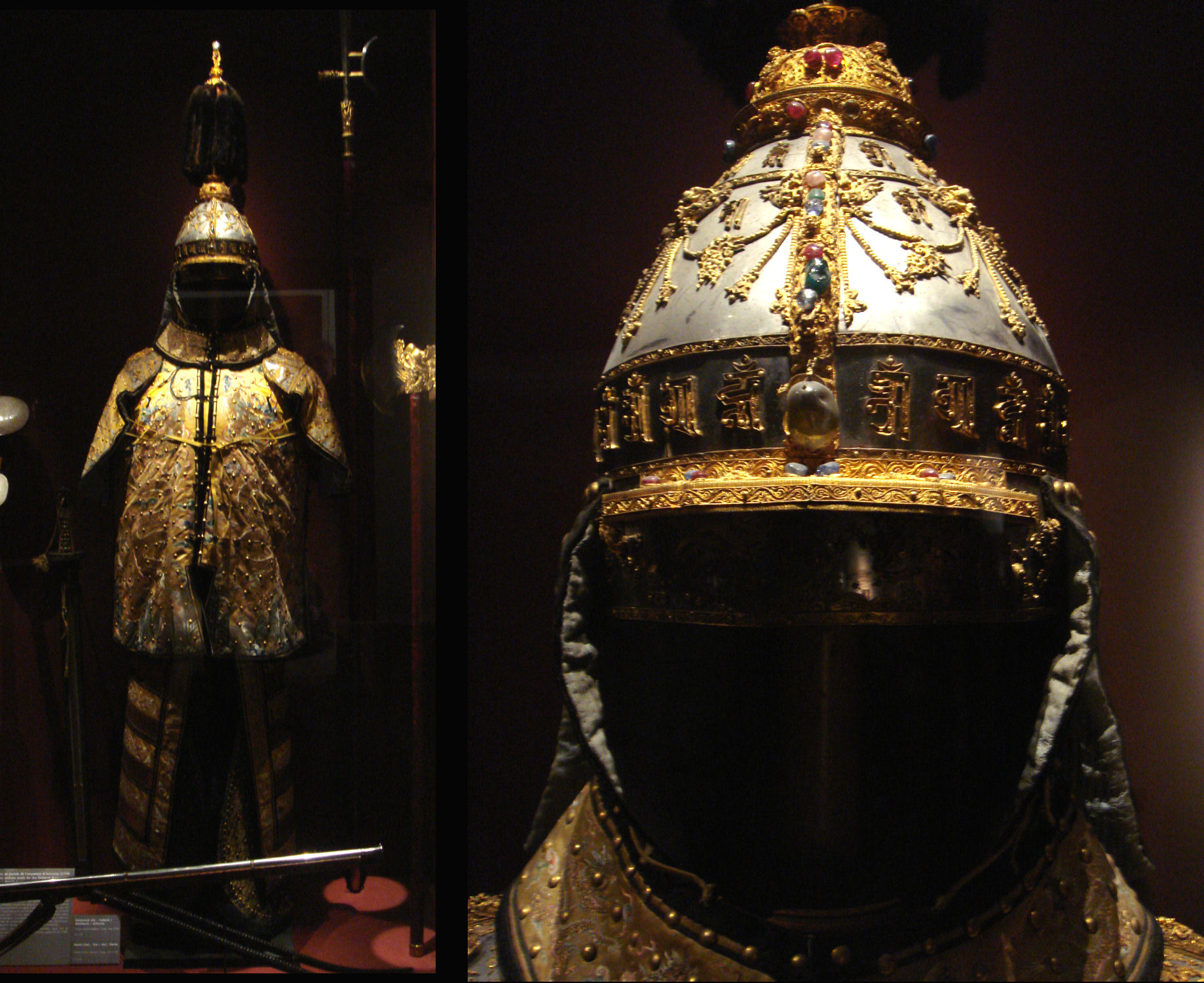
Brigantina cerimoniale dell'imperatore Qianlong (dinastia Qing) - Musée de l'Armée (Parigi).

La storia delle forze armate cinesi è caratterizzata dalla presenza di una grande varietà di armature (鎧S, kǎiP), le più frequenti delle quali furono: l'armatura a scaglie, l'armatura lamellare, l'armatura a piastre e, in epoca tarda, la brigantina ("armatura imbottita"). Scarsamente diffusa fu invece la cotta di maglia.
L'armatura cinese fu prevalentemente lamellare dal periodo degli Stati Combattenti (481 a.C.–221 a.C.) in poi. In tempi più antichi, erano state realizzate armature con cuoio di rinoceronte o bufalo e gusci di tartaruga. L'armatura lamellare ha convissuto con l'armatura a scaglie sin dagli Stati Combattenti (forse da prima). L'armatura a piastre, seppur parziale, si diffuse sotto le Dinastie del Nord e del Sud (420–589) mentre la cotta di maglia, conosciuta sin dalla dinastia Han (206 a.C.–220 d.C.), non si diffuse che sotto la dinastia Tang (618–907), restando comunque sempre un'armatura esotica/straniera, sfoggiata come status symbol dagli ufficiali. Durante la dinastia Ming (1368–1644), la brigantina iniziò a soppiantare l'armatura lamellare, perdurando anche sotto la dinastia Qing (1644–1912). Nel XIX secolo la maggior parte delle armature Qing, tutte brigantine, erano puramente cerimoniali, con borchie esterne per scopi estetici e ormai prive delle piastre metalliche protettive interne.

## Armatura antica

### Dinastia Shang (1600–1046 a.C.)
Le prime testimonianze archeologiche di armature in Cina risalgono alla dinastia Shang: pettorali fatti di conchiglie legate insieme o ottenuti da un pezzo di cuoio. Gli elmi erano fatti di bronzo e spesso sfoggiavano disegni elaborati costituiti da motivi zoomorfi. L'armatura era esclusivamente per i guerrieri della casta nobiliare, mentre i comuni soldati si contentavano d'uno scudo di bambù rivestito di pelle.

### Dinastia Zhou (1046–256 a.C.)
Le armature della dinastia Zhou consistevano o in un cappotto senza maniche di cuoio di rinoceronte o bufalo (armatura tipo 革甲S, gé jiǎP) o in un'armatura a scaglie di pelle bollita (armatura tipo wei jiǎP). Spesso, la pelle veniva ricoperta con della lacca per aumentarne la resistenza ai colpi ed alle intemperie. Gli elmi erano in gran parte simili a quelli degli Shang ma meno decorati. Il collasso del potere centrale Zhou nel "Periodo delle primavere e degli autunni" (770–454 a.C.) avviò una lunga serie di guerre durante le quali ebbe rapida diffusione in Cina il cocchio da guerra, utilizzato sia per dirigere le forze di fanteria sia per trasportare sul campo di battaglia gli arcieri. Le bighe erano corazzate con del cuoio e spesso dotate di un parasole da smontarsi prima dello scontro. La barda dei cavalli era composta da pelle o pelliccia di animale (molta diffusa la tigre) e consisteva principalmente nella gualdrappa seppur siano stati rinvenuti reperti di pettiera in lamelle di cuoio. Trasportato dalla biga e quindi non interessato da particolari problemi di movimento, il soldato di rango indossava un'armatura volta unicamente a garantirne l'incolumità e non la mobilità.

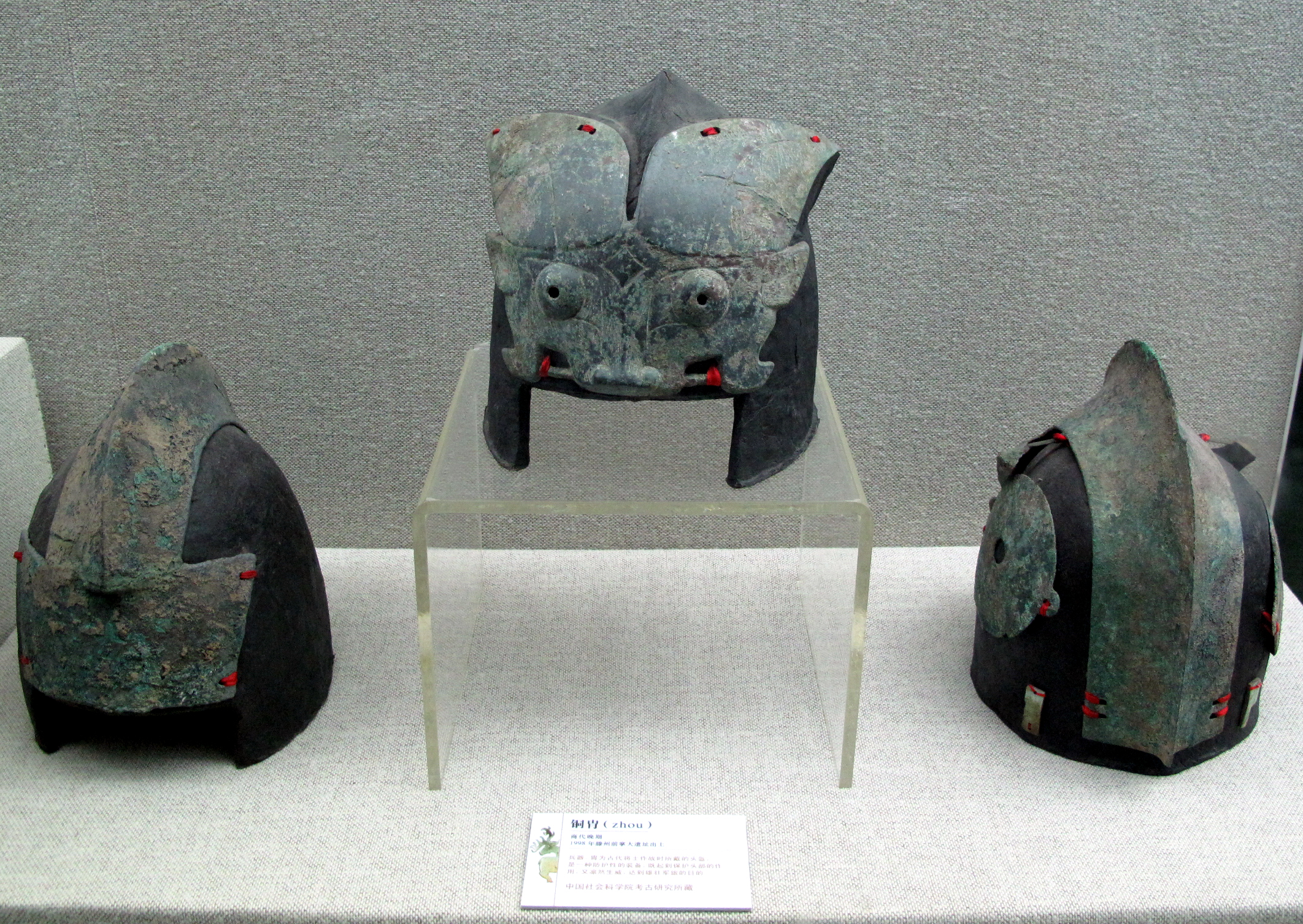
Resti di elmi in cuoio Shang
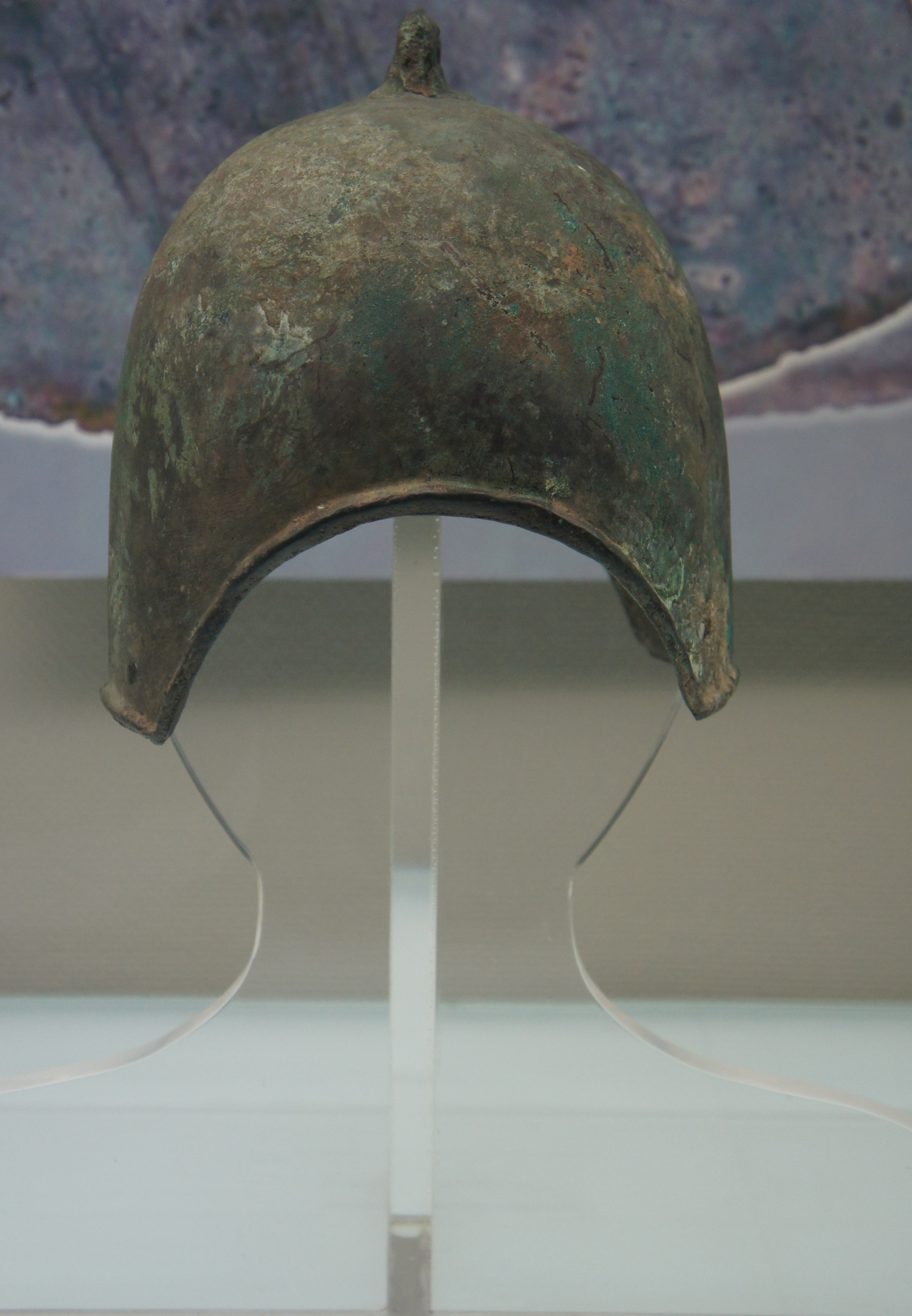
Elmo in bronzo Shang
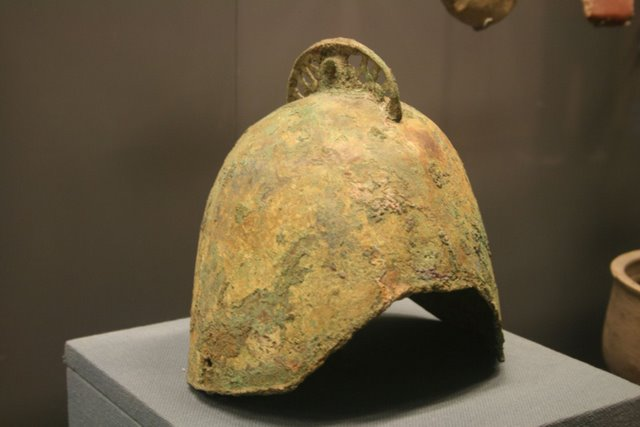
Elmo Zhou
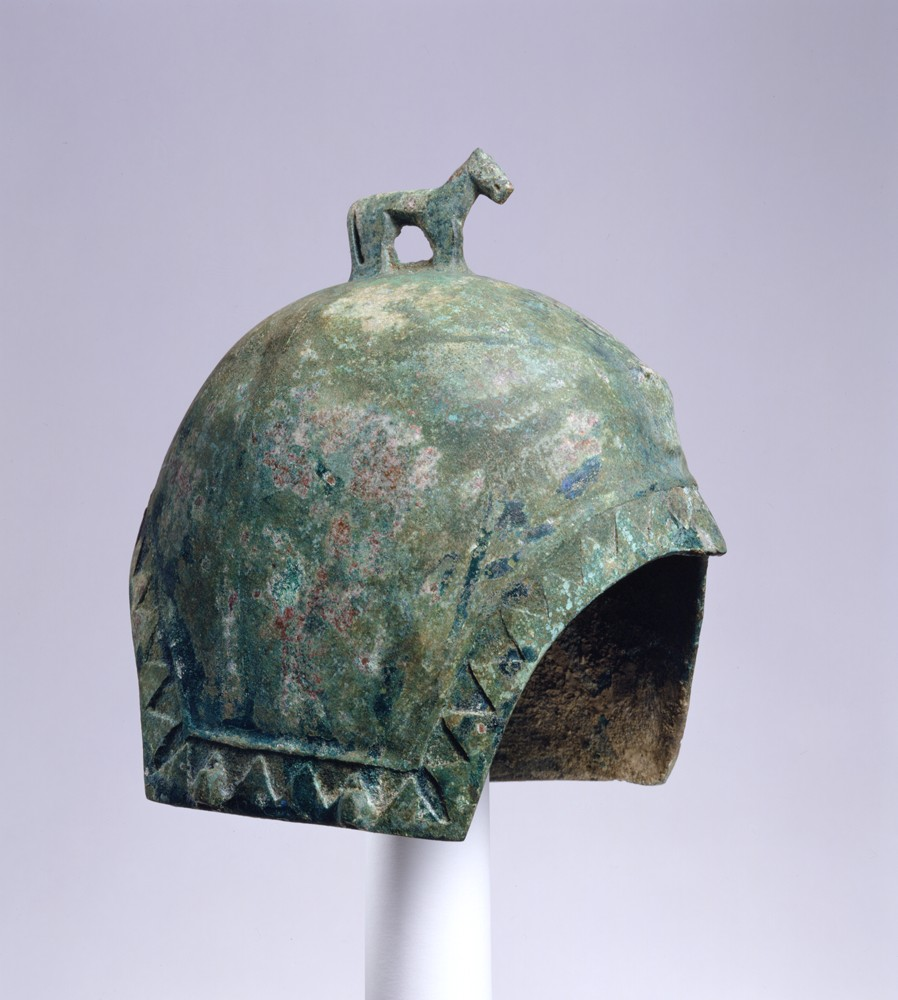
Elmo Zhou
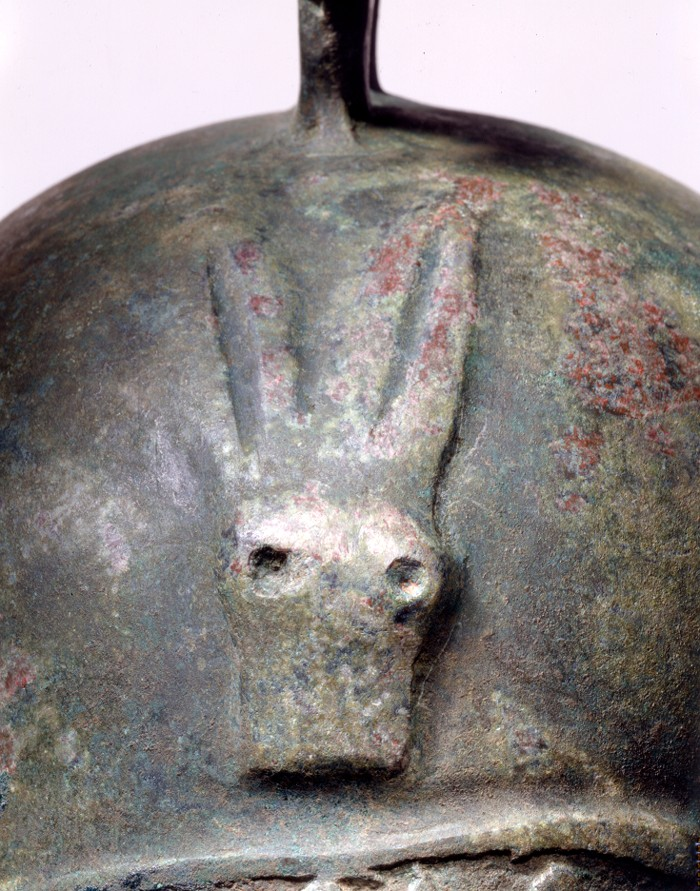
Elmo (particolare)
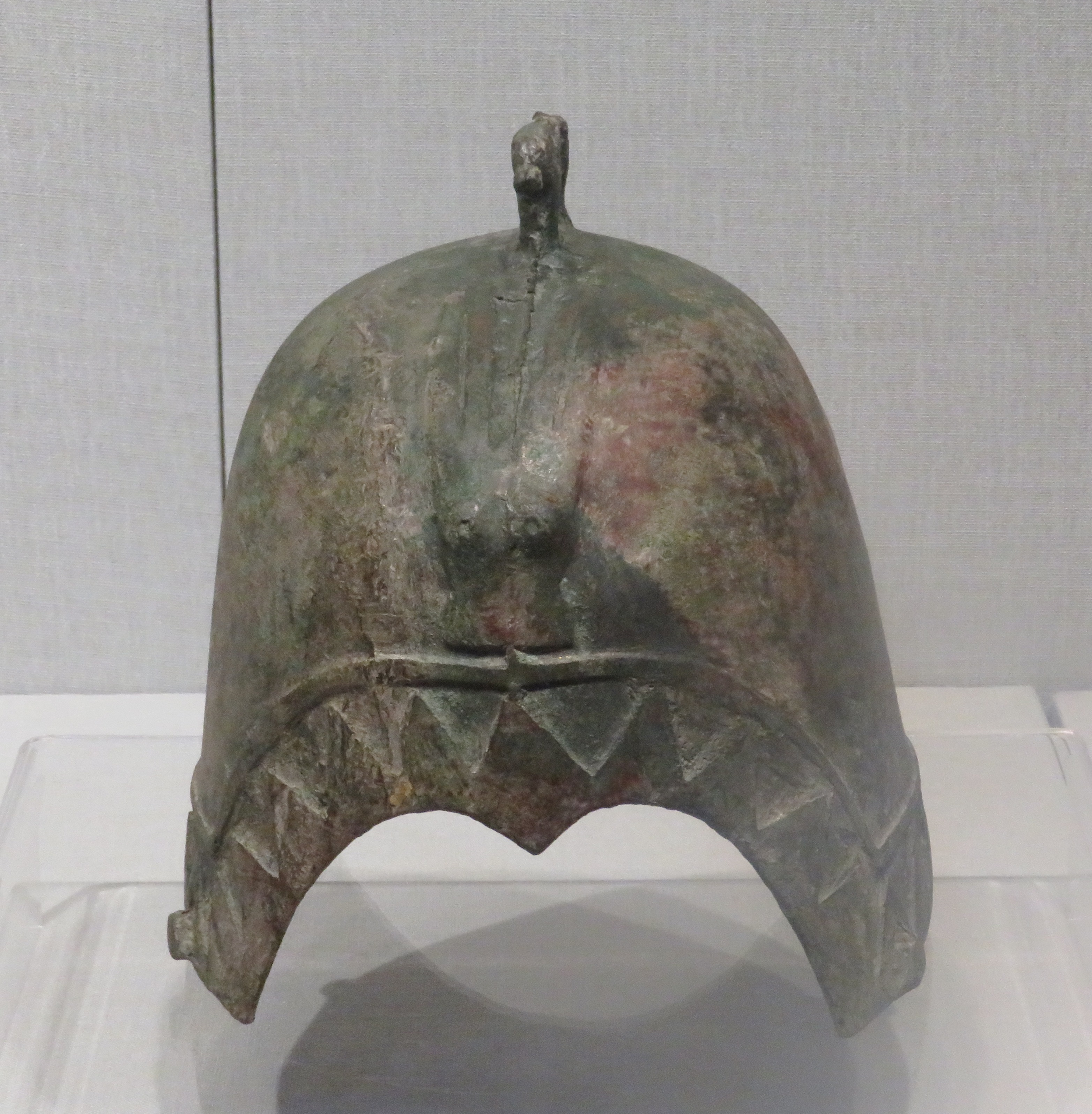
Elmo in bronzo degli Stati Combattenti

### Periodo degli Stati Combattenti (475–221 a.C.)
L'utilizzo dei carri da guerra declinò durante il Periodo degli Stati Combattenti, complici: (i) la diffusione della balestra; e (ii) il sempre più significativo utilizzo della cavalleria, imposto dalla necessità di arginare le sempre più frequenti incursioni delle popolazioni nomadi della steppa eurasiatica.

I vari Stati Combattenti mantennero eserciti permanenti di 30.000-100.000 unità. Complici la scarsità di risorse ed il livello tecnologico dell'epoca, non fu però chiaramente possibile per i condottieri del tempo dotare di armature tutti i soldati né uniformare le stesse (ancora nel IV secolo a.C. era utilizzata l'armatura in cuoio di rinoceronte). L'armatura "moderna" era quindi precipua dei combattenti di rango più agiato e costituita da un insieme di cuoio e metallo (fond. bronzo - seppur già diffuso nel V secolo a.C., il ferro non subentrò definitivamente al bronzo in Cina prima del II secolo a.C.). Parimenti, gli Stati Combattenti tennero in altissimo conto il valore di armi e armature, tanto che il cancelliere Guan Zhong consigliò al Duca Huan di Qi di misurare le punizioni dei crimini in armature e armi:
(Guan Zhong)

#### Armatura lamellare

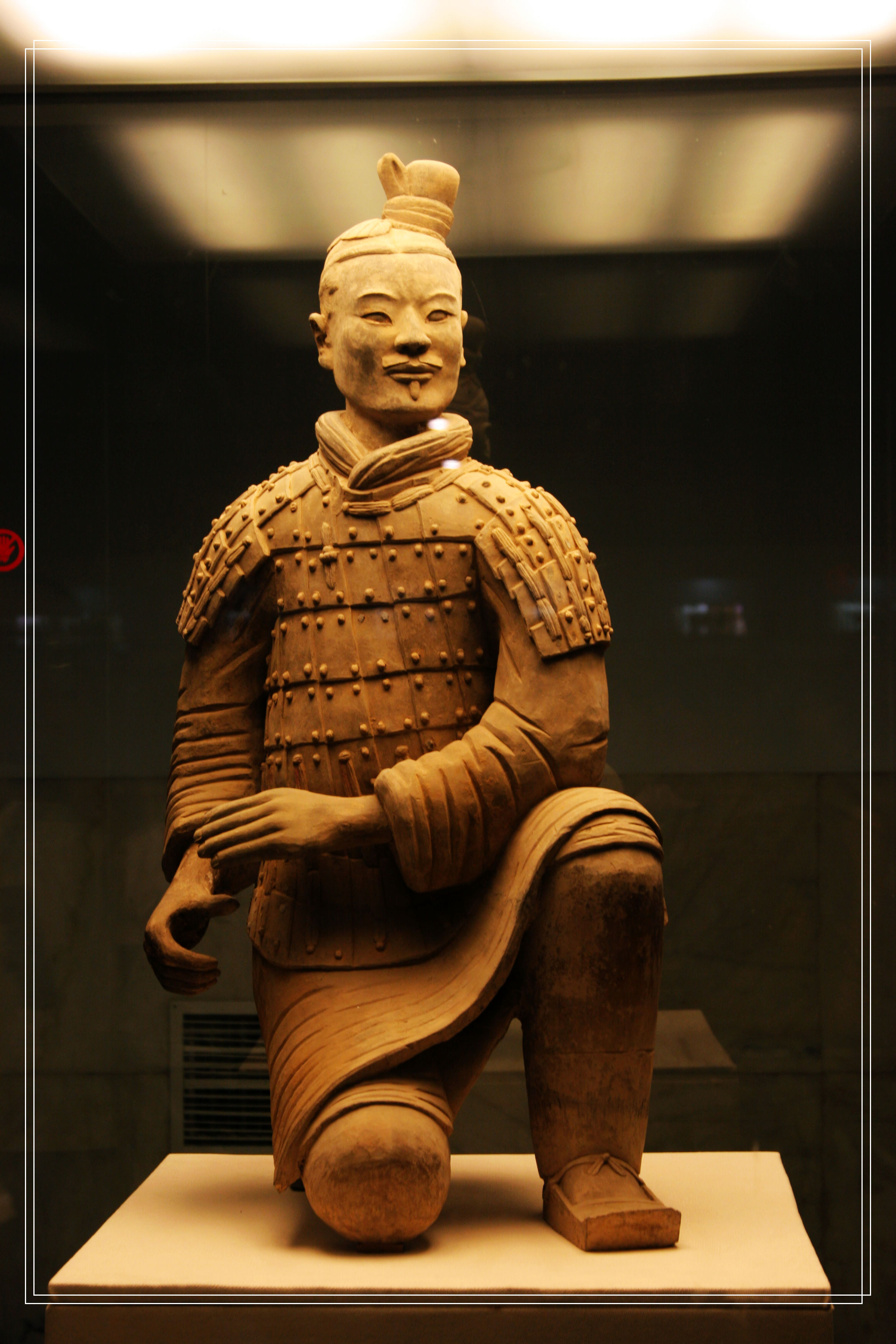
Soldato dell'Esercito di terracotta con armatura lamellare - (Dinastia Qin)

Le armature lamellari di cuoio (più appropriatamente considerate pelli grezze non conciate o conciate superficialmente), bronzo e ferro apparvero alla metà del IV secolo a.C. Consistevano in singoli pezzi di armatura (lamelle, lamelle singolari) che erano rivettati o allacciati insieme per formare un'armatura. Gli elmi di ferro costruiti con lamelle multiple iniziarono a sostituire i vecchi elmi di bronzo in un unico pezzo. Un campione scoperto nella contea di Yi, provincia di Hebei, era composto da 89 lamelle, in media 5x4 cm.
Nel III secolo a.C. divennero più comuni sia le armi sia le armature di ferro. Secondo Xunzi, "le lance di ferro duro di Wan (宛) [una città a Chu, vicino alla moderna Nanyang (南陽), Henan] sono crudeli come vespe e scorpioni". Le armi di ferro diedero anche agli eserciti cinesi un vantaggio sui barbari. Han Fei racconta che durante una battaglia con la tribù Gonggong (共 工), "le lance con la punta di ferro raggiunsero il nemico e quelli senza elmetti e armature robusti furono feriti". L'efficacia delle asce e degli scudi di bronzo potrebbe essere stata sostituita da nuove armi e armature di ferro. L'efficacia delle balestre tuttavia ha superato qualsiasi progresso nell'armatura difensiva. Era considerato un evento comune nell'antica Cina per cittadini comuni o contadini uccidere un signore con un dardo di balestra ben mirato, indipendentemente dall'armatura che avrebbe potuto indossare in quel momento.
(Han Fei)
Le armature più pesanti ed efficaci erano spesso riservate ai soldati d'élite, sebbene ogni stato distribuisse armature a modo suo. Lo stato di Chu considerava elitarie le unità di balestrieri corazzati e noti per la loro resistenza (potevano marciare per 160 km "senza riposare"). Le forze d'élite di Wei erano in grado di marciare per oltre 40 km in un giorno indossando un'armatura pesante, una grande balestra con 50 dardi, un elmo, una spada e tre giorni di razioni. Coloro che hanno soddisfatto questi standard hanno ottenuto un'esenzione dal lavoro di corvée e dalle tasse per tutta la loro famiglia. Al tempo della dinastia Qin, circa la metà dei soldati poteva essere equipaggiata con una qualche forma di armatura pesante come indicatoci dalla prova materiale del famoso Esercito di terracotta.
Secondo Su Qin, lo stato di Han creò le armi migliori, in grado di fendere le armature, gli scudi, gli stivali di cuoio e gli elmi più forti. I loro soldati indossavano maschere di ferro.
Entro la fine del III secolo a.C. almeno alcuni cavalieri indossavano armature di un qualche tipo.

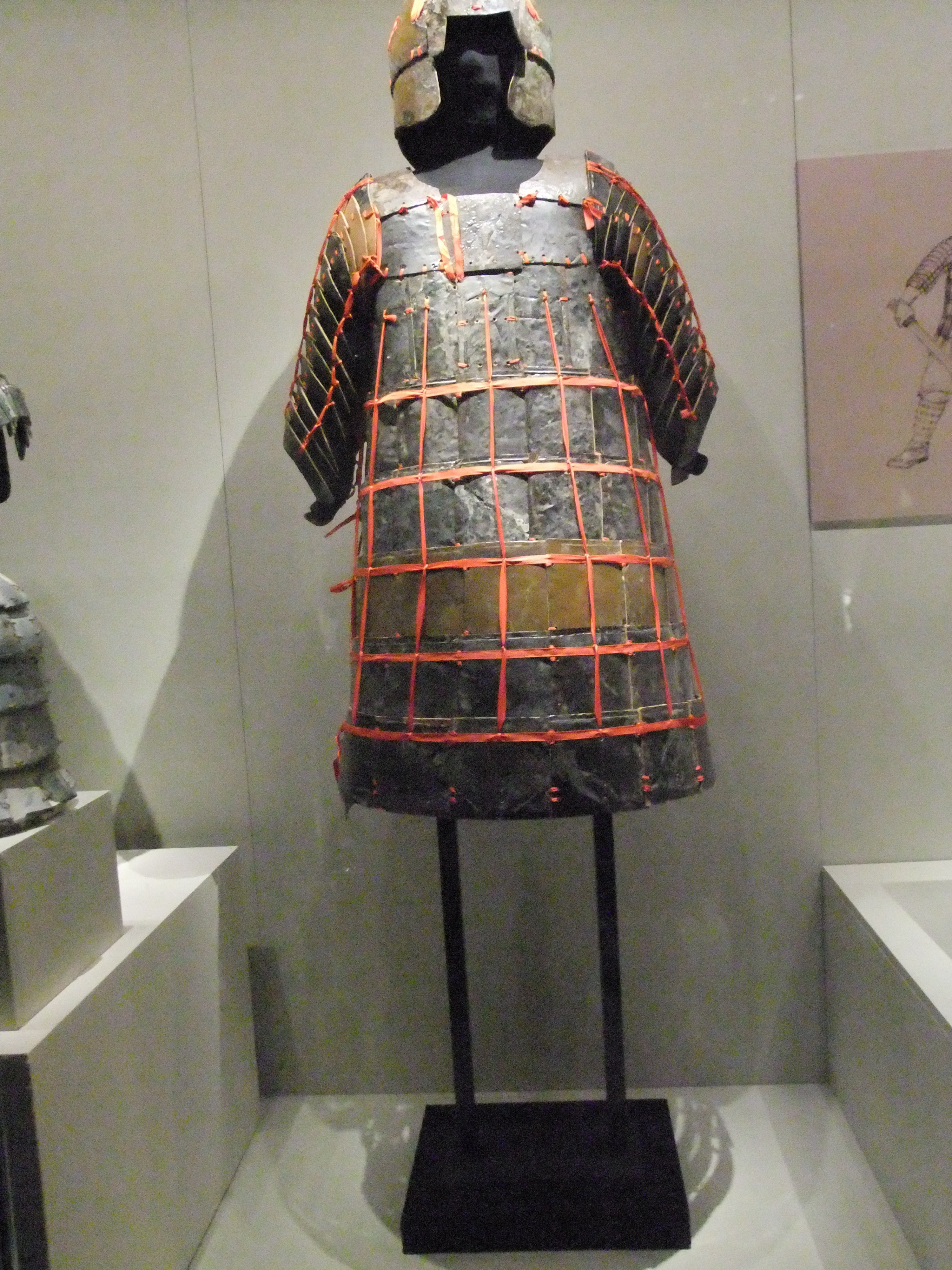
Primitiva armatura lamellare di cuoio degli Stati Combattenti
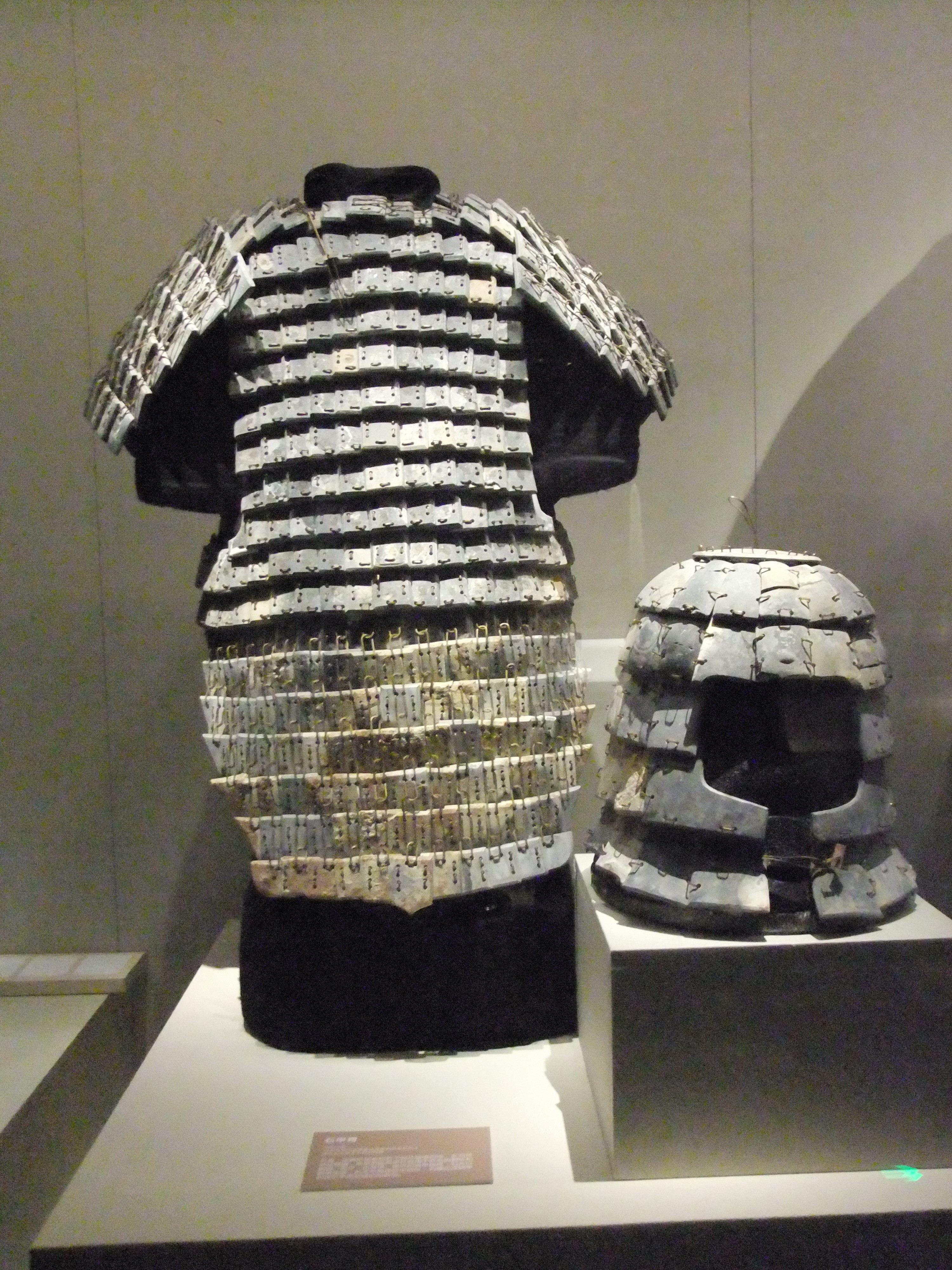
Primitiva armatura lamellare Qin in pietra
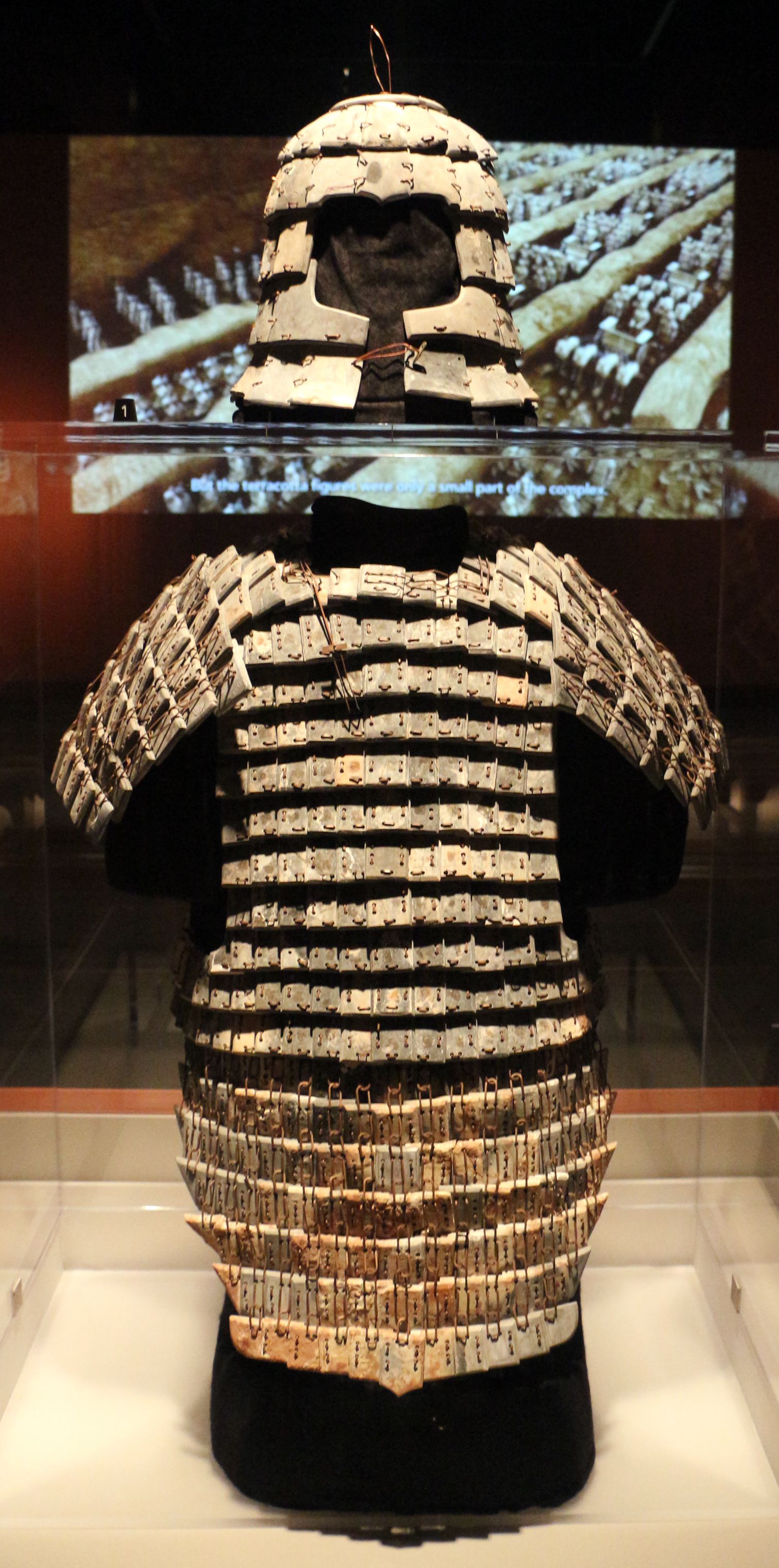
Primitiva armatura lamellare Qin in pietra
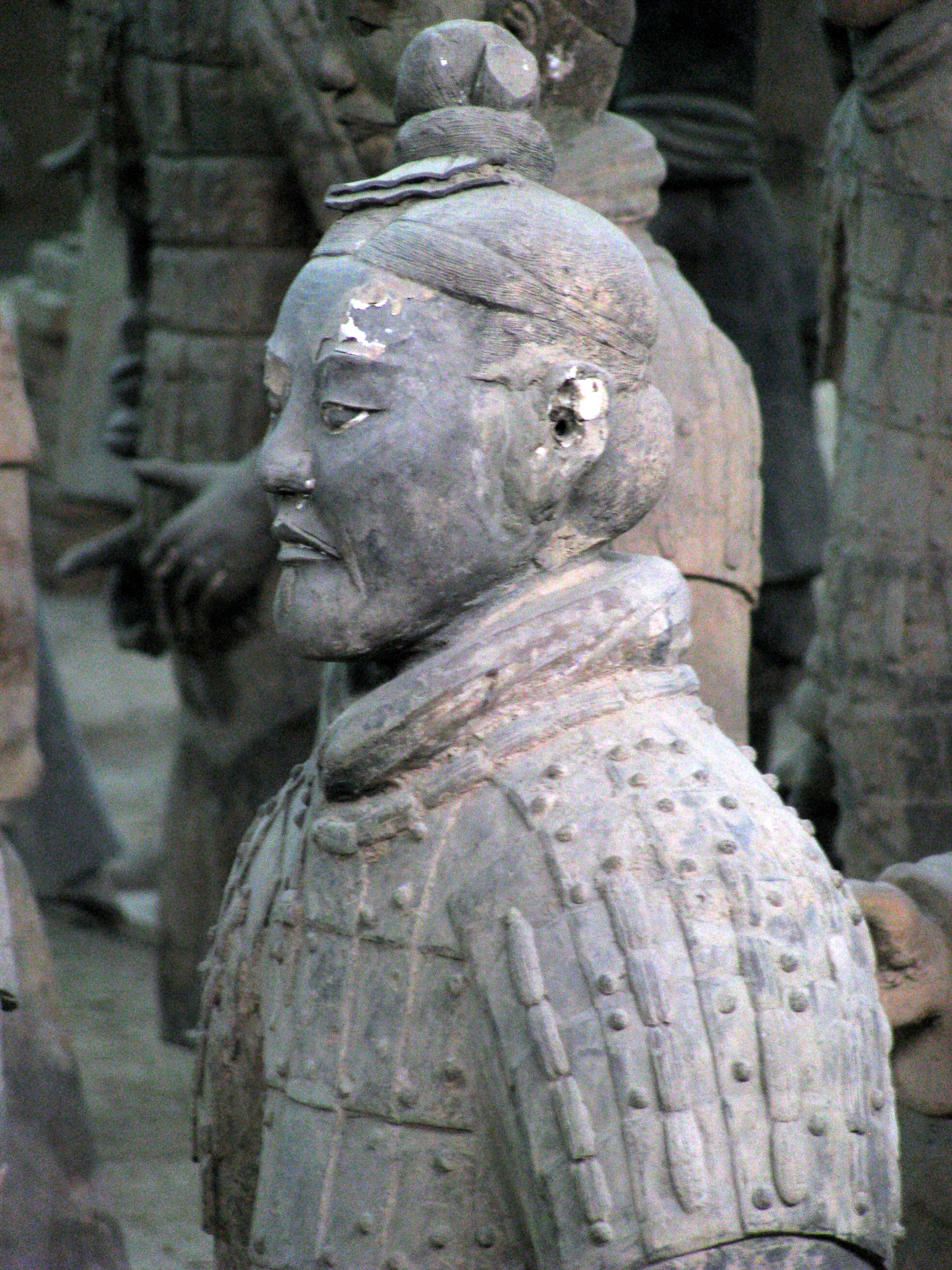
Soldato dell'Esercito di terracotta (particolare del torso)

#### Armatura Qin
Lo stato di Qin, come sopra ricordato, commisurava la pena dei crimini con armature (crimini più gravi), scudi (crimini meno gravi) e monete per i soli reati veniali. I soldati Qin a volte si toglievano l'armatura in una sorta di rabbia furiosa e si lanciavano in cariche fanatiche. L'armatura Qin usava solitamente lamelle rettangolari con dimensioni di 7,5x8,5 cm e 10,5x7,8 cm. Le dimensioni delle lamelle utilizzate per l'armatura dell'auriga variano tra la parte superiore del corpo, la parte inferiore del corpo e le braccia. Le lamelle sulla parte superiore del corpo erano 7x6 cm, la parte inferiore del corpo 9x6,5 cm e le braccia 4-7,5x4 cm. Le lamelle sui cavalieri erano 8x5,7 cm. Un set completo di armature Qin, a giudicare dai ritrovamenti nell'Esercito di terracotta, consisteva in un totale di 250-612 pezzi, escluso l'elmo.
Nell'Esercito di terracotta sono stati identificati sei gruppi di armature corrispondenti al grado e alla divisione militare. I soldati ordinari sono equipaggiati senza alcuna armatura, i cavalieri con un'armatura che copriva il torace, fanteria armata con armatura che copre il busto e le spalle, ufficiali di basso rango con armature che utilizzano grandi lamelle, ufficiali di medio rango con armature più corte che coprono il busto e la vita o solo il petto, ma con decorazioni come nastri e generali con un cappotto distintivo che mostra l'armatura del busto e nastri per indicare il loro status. Nessuno dei soldati di terracotta è stato trovato con indosso un elmo o con in mano uno scudo. I generali indossano un copricapo a coda di fagiano mentre gli ufficiali di grado medio indossano un lungo berretto piatto. Sia la fanteria armata che i cavalieri hanno berretti morbidi, ma mentre il berretto di fanteria ospita il nodo superiore, il berretto per i cavalieri è piatto e legato sotto il mento.
Ci sono alcune prove che l'armatura per i cavalli potrebbe essere esistita per la cavalleria Qin a giudicare dalle 300 lamelle troppo grandi per uso umano.

### Dinastia Han (206 a.C.–220 d.C.)

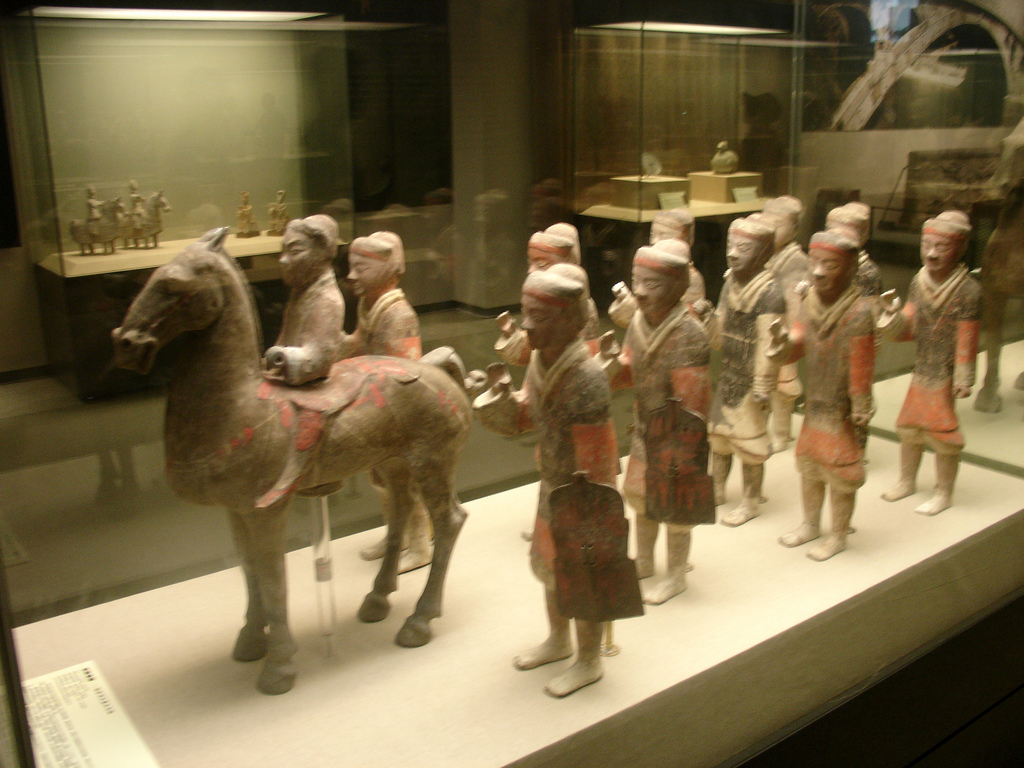
Portatori di scudo Han

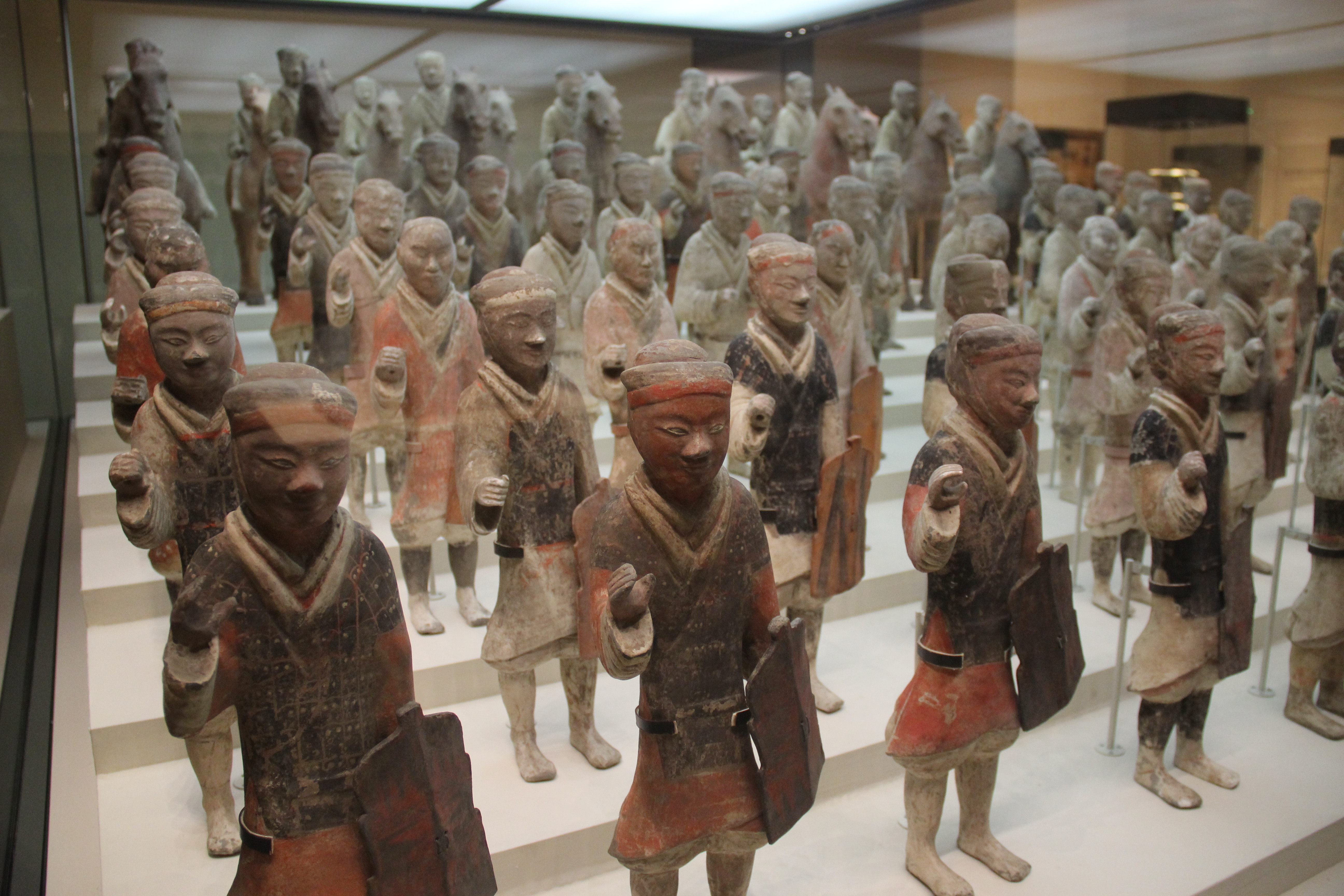
Portatori di scudo Han

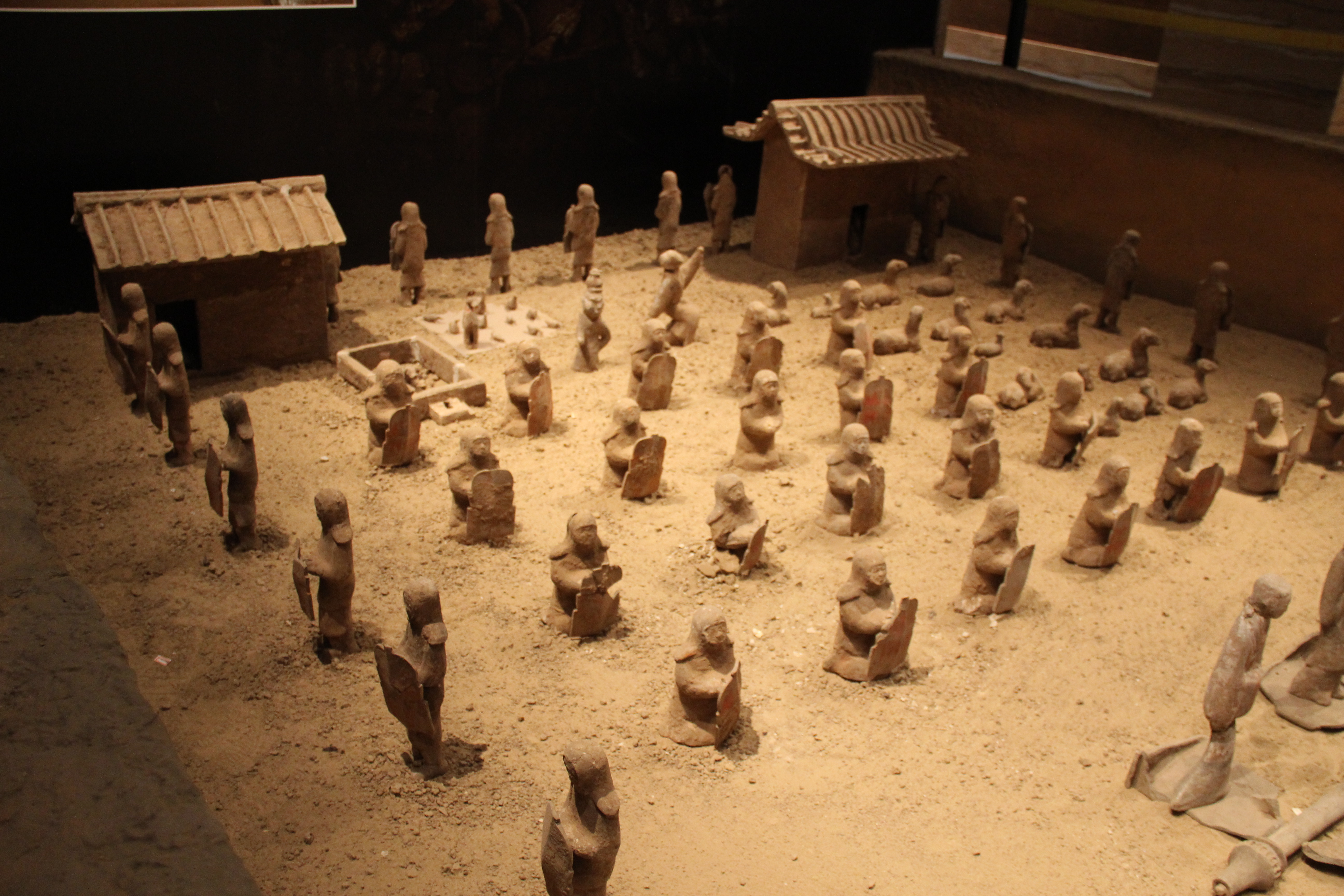
Portatori di scudo Han con cappuccio corazzato

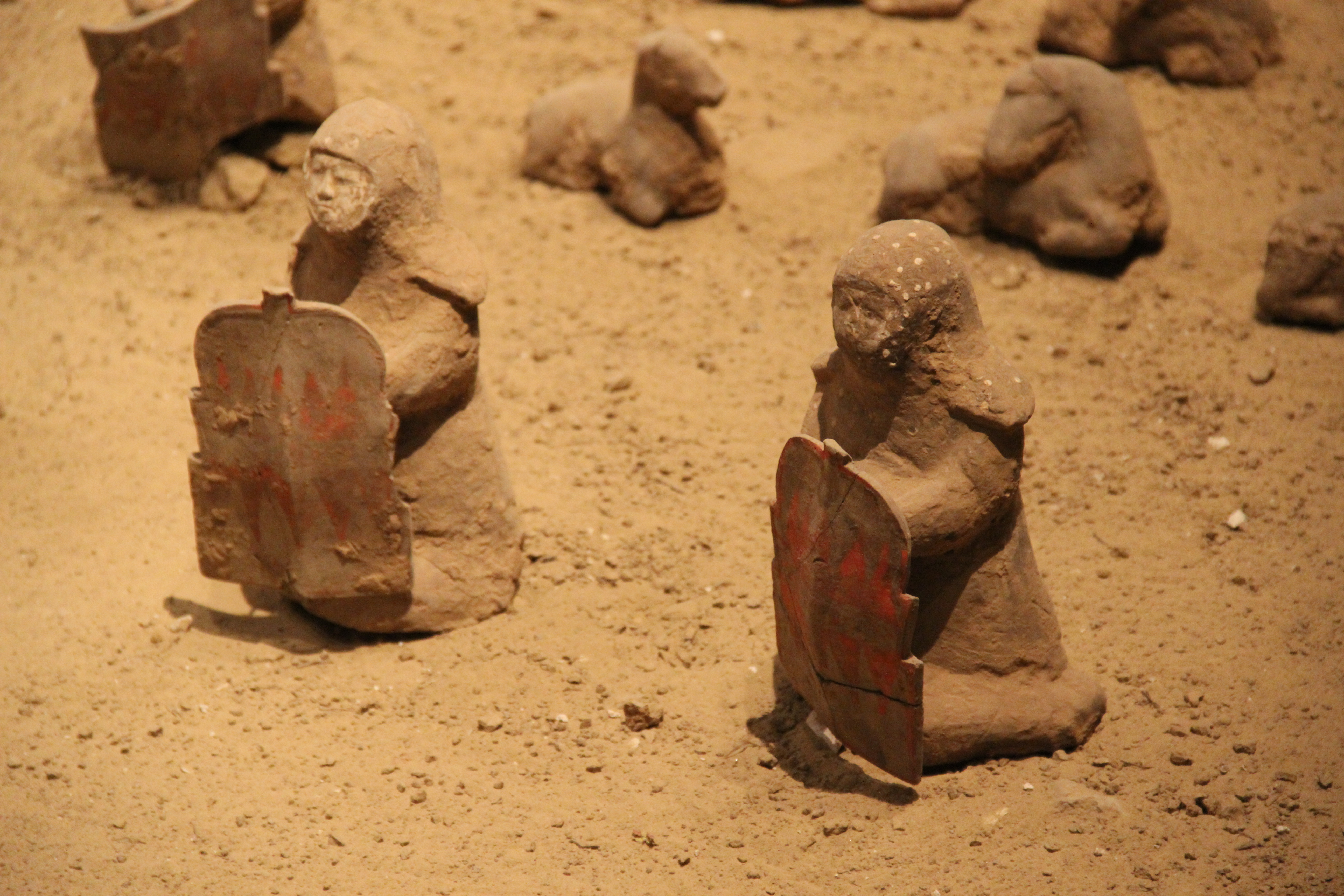
Portatori di scudo Han con cappuccio corazzato (particolare)

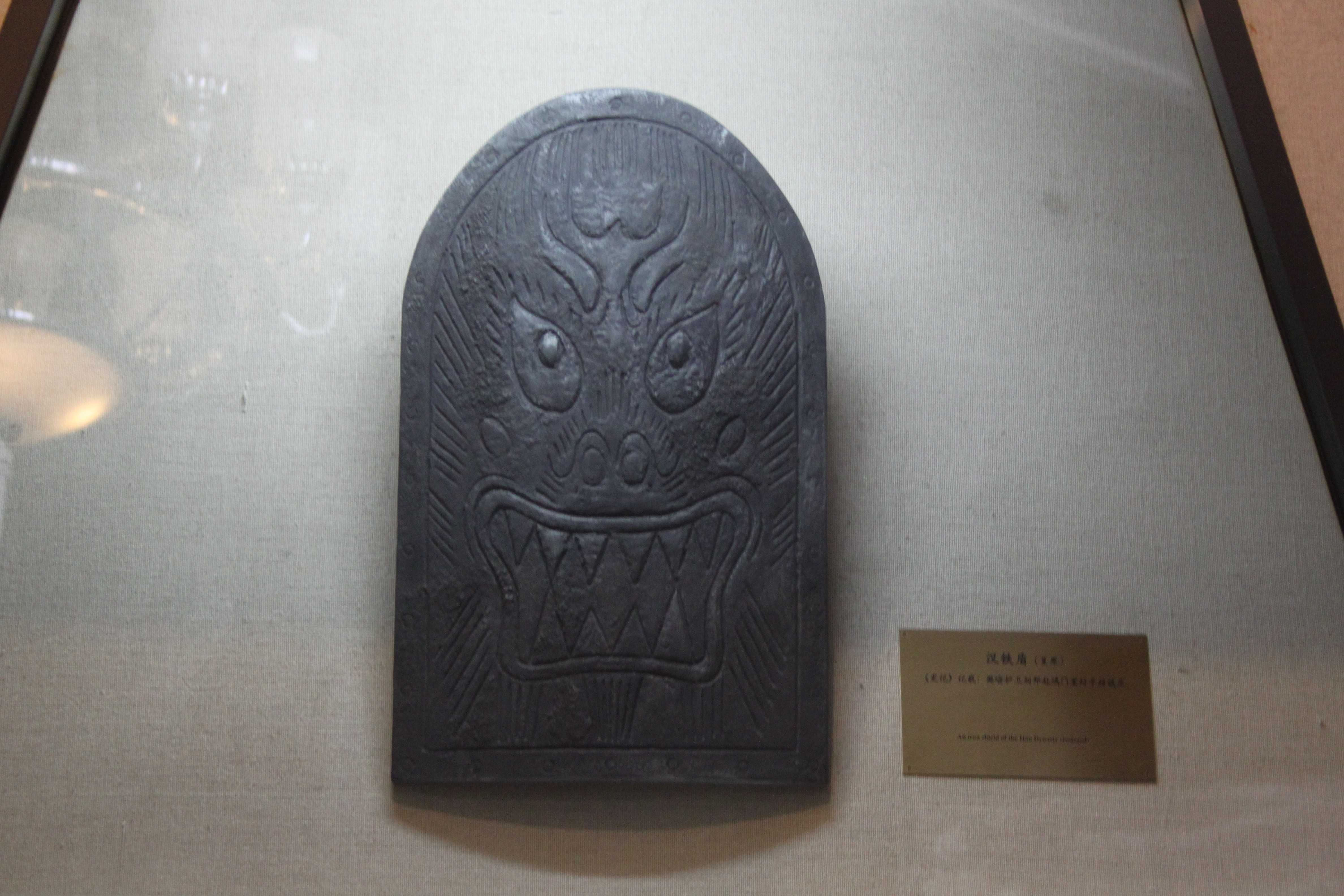
Scudo Han in ferro

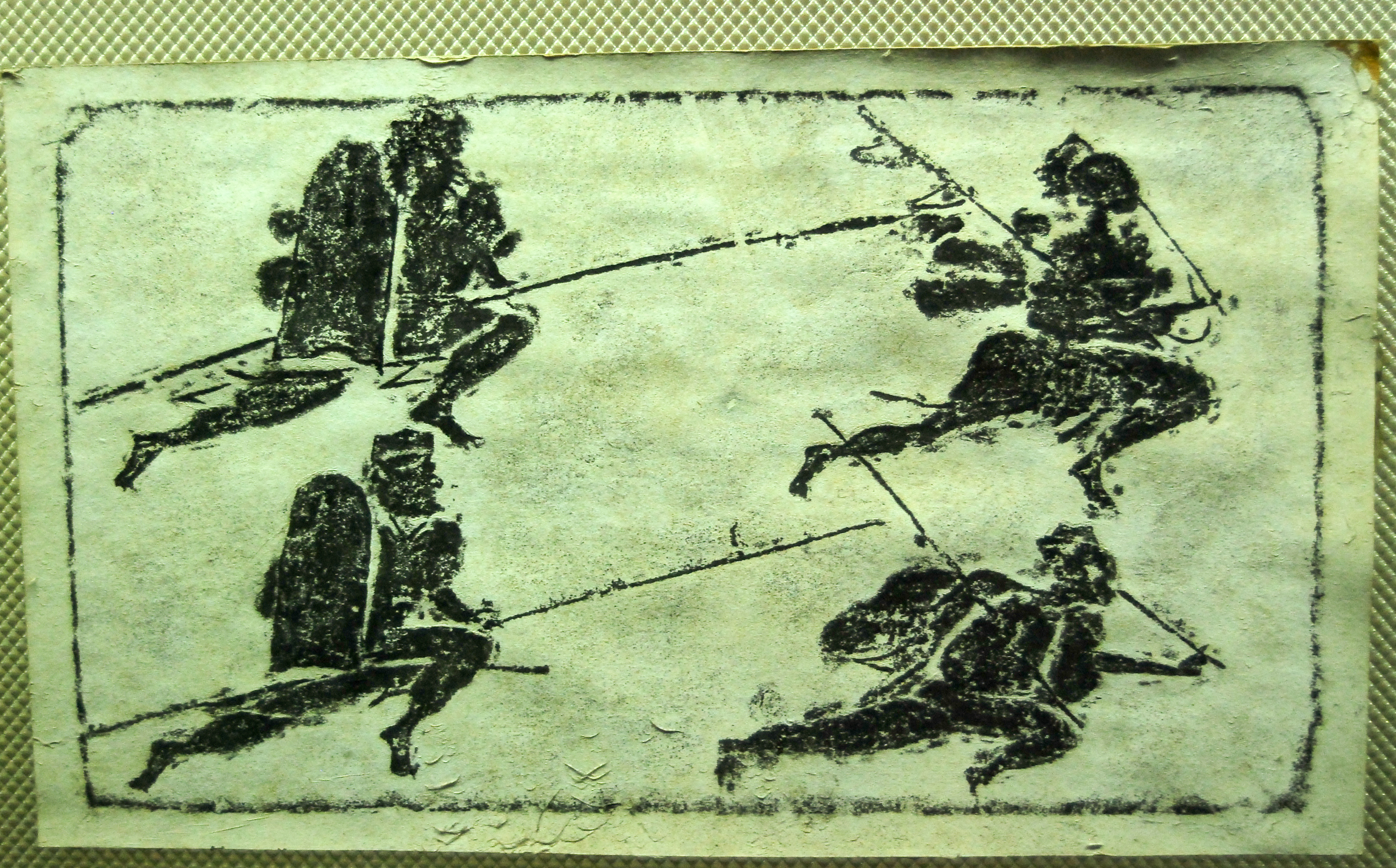
Portatori di scudo Han del tardo periodo

La dinastia Han subentrò a Qin al vertice del neonato impero e lo resse per quattro secoli, diffondendone l'influenza su Vietnam, Asia centrale, Mongolia e Corea. L'esercito Han era poco dissimile a quello Qin e, del parti, l'armatura al tempo degli Han variò minimamente il modello delle armature Qin. La fanteria indossava corazze di pelle (grezza, parzialmente conciata o trattata) laccata o armature lamellari di ferro (anche lega di ferro e acciaio) e cappelli/elmi di ferro. Un'armatura di ferro risalente al c.d. Periodo Han Occidentale consisteva in 328 lamelle. Alcuni cavalieri indossavano armature e portavano scudi e alcuni cavalli erano corazzati. Tuttavia, l'uso massivo di una barda completa non è attestata fino alla fine del II secolo.
Alla fine del II secolo a.C., il governo Han istituì il monopolio sulle ferriere, causando una diminuzione della qualità del ferro e delle armature. Bu Shi ha affermato che i prodotti risultanti erano inferiori perché erano stati realizzati per soddisfare le quote piuttosto che per uso pratico. Questi monopoli discussi nei Discorsi sul sale e sul ferro furono aboliti all'inizio del I secolo d.C. Nel 150 d.C., Cui Shi fece simili reclami sulla questione del controllo di qualità nella produzione governativa a causa della corruzione: "non molto tempo dopo i sorveglianti smisero di essere attenti, e gli uomini sbagliati furono promossi dal decreto imperiale. Ufficiali avidi litigano per il resto i materiali e gli abili artigiani li imbrogliano [...] Il ferro [cioè l'acciaio] viene spento nell'aceto, rendendolo fragile e facile da [?] Le armature sono troppo piccole e non si adattano correttamente."
Gli archi compositi erano considerati efficaci contro i nemici non armati a 165 iarde e contro gli avversari corazzati a 65 iarde.

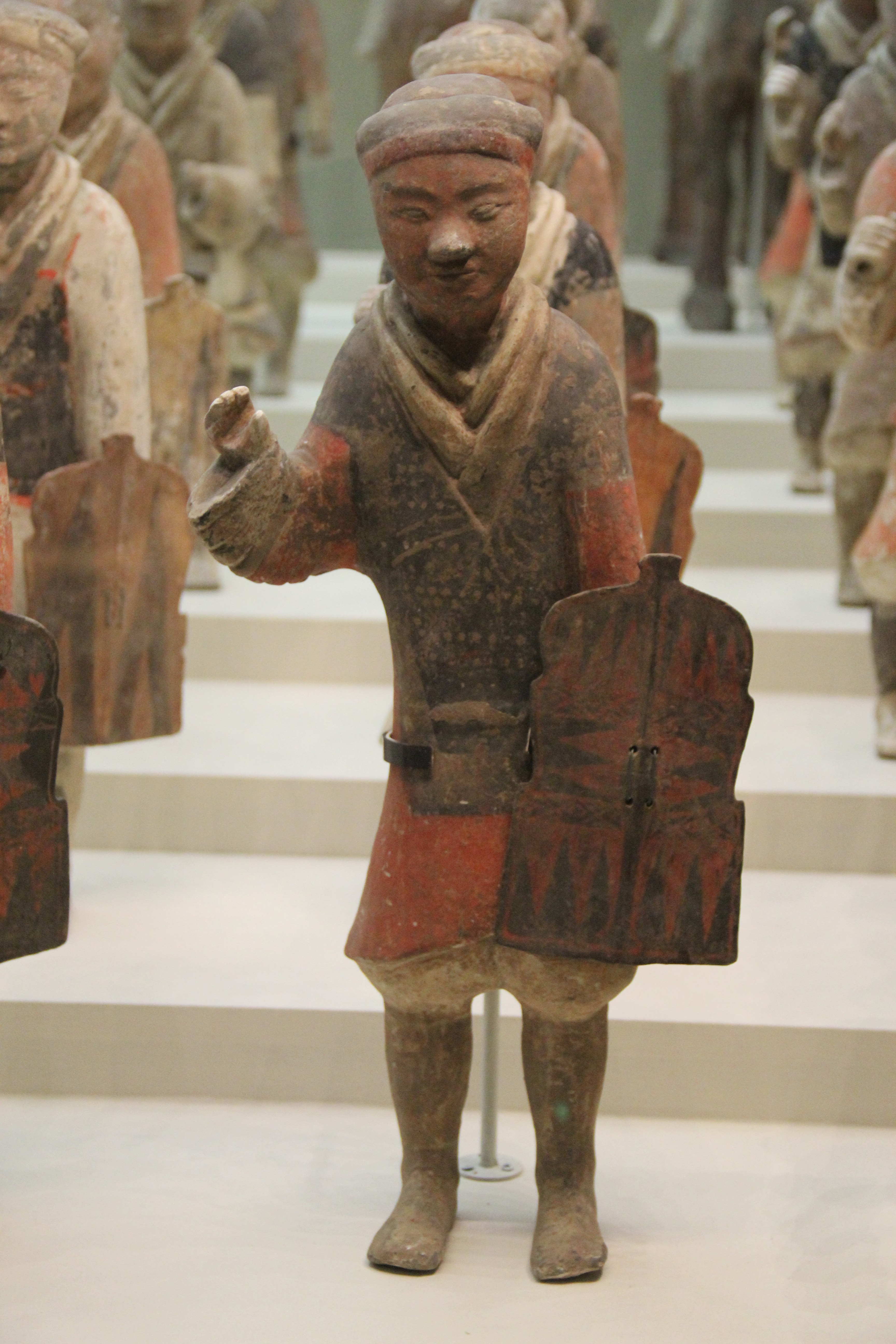
Soldato Han
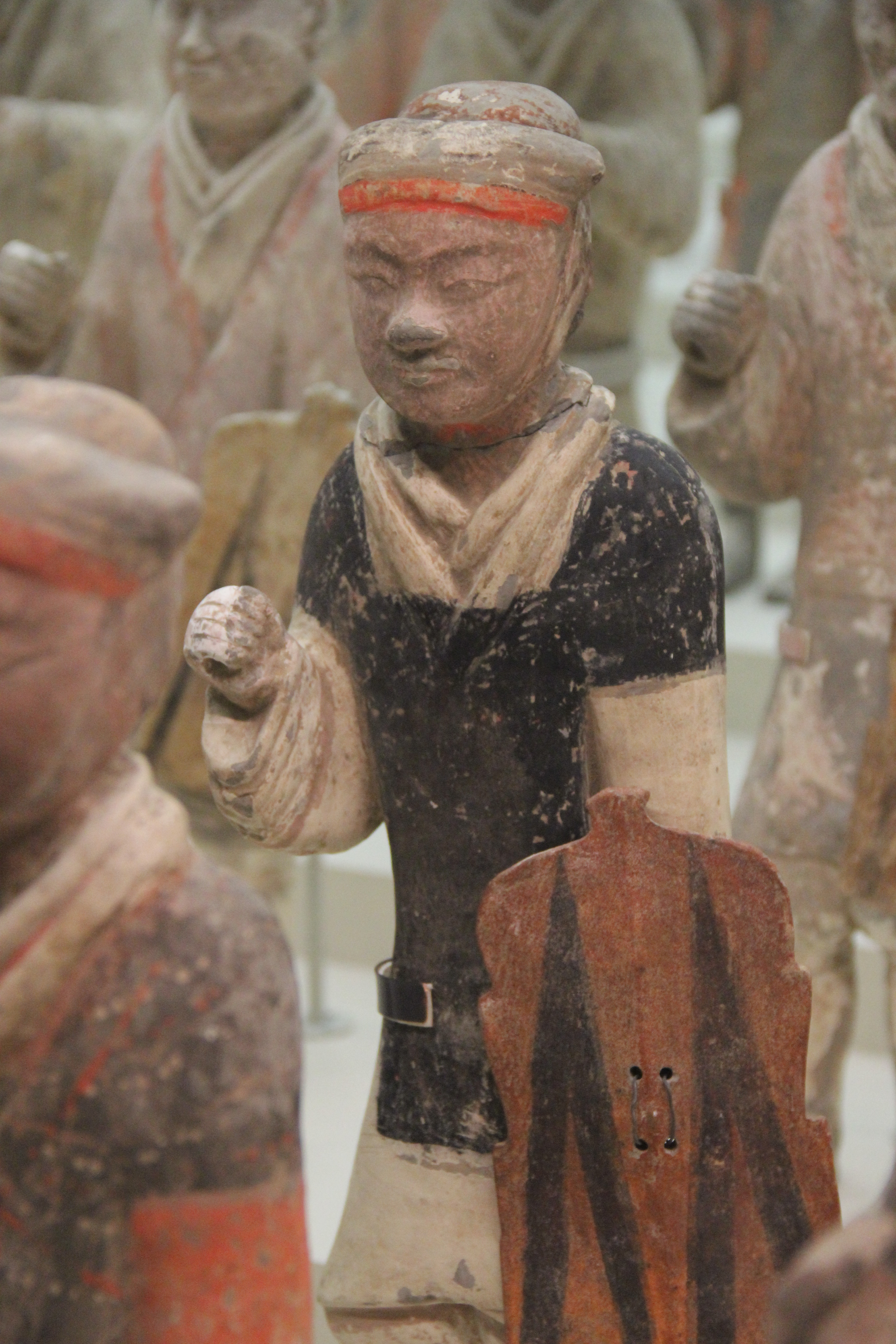
Soldato Han
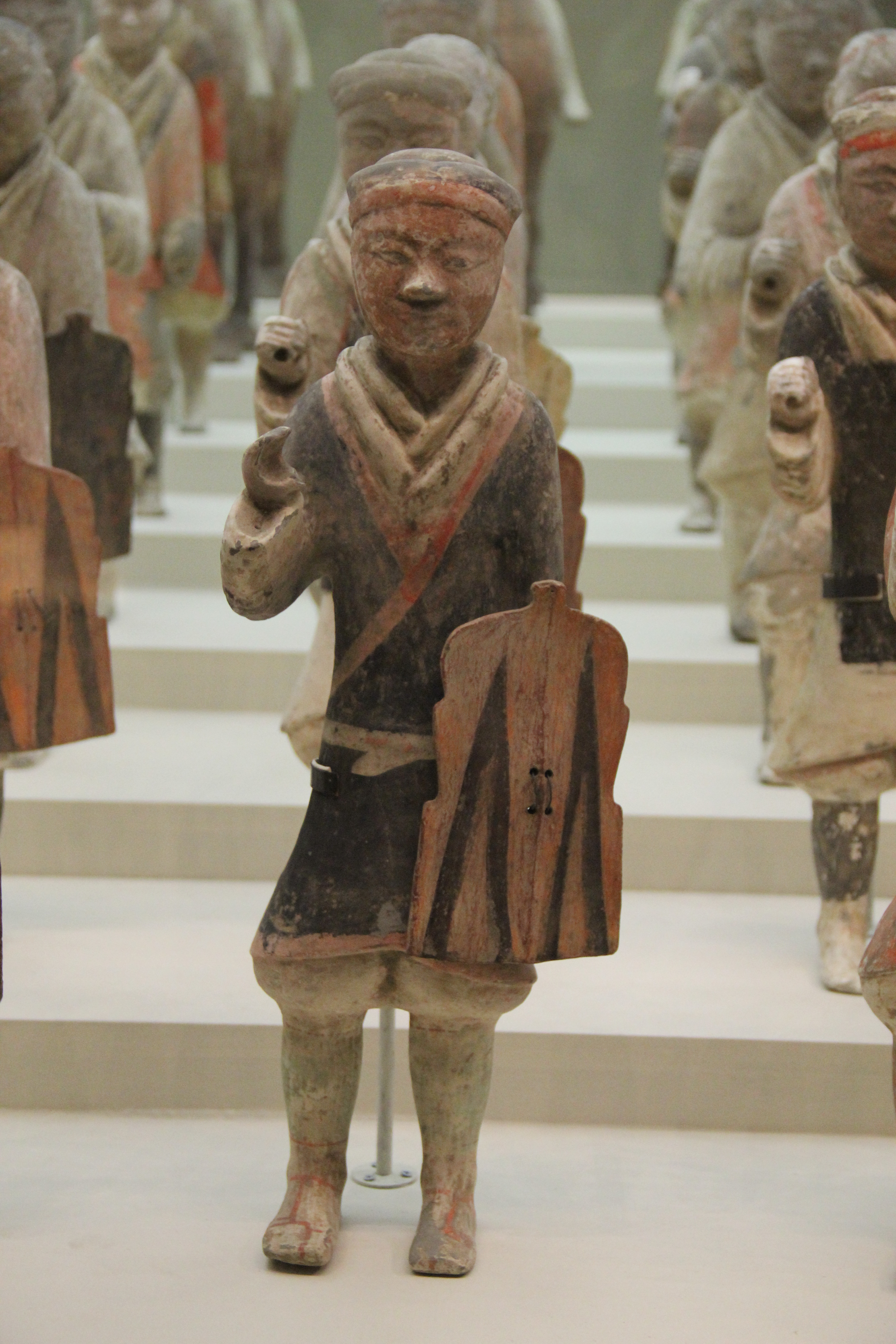
Soldato Han
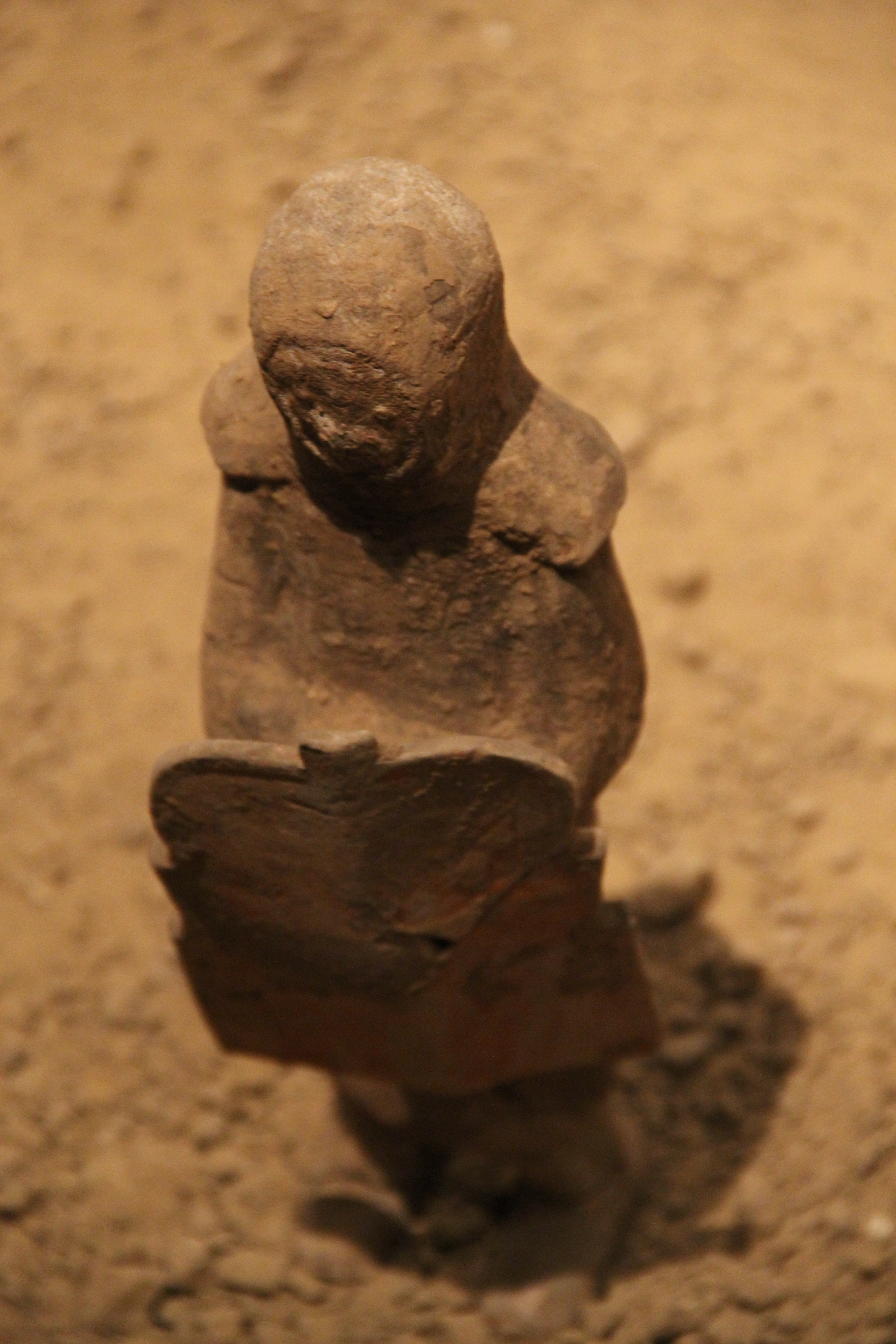
Portatore di scudo Han con cappuccio corazzato
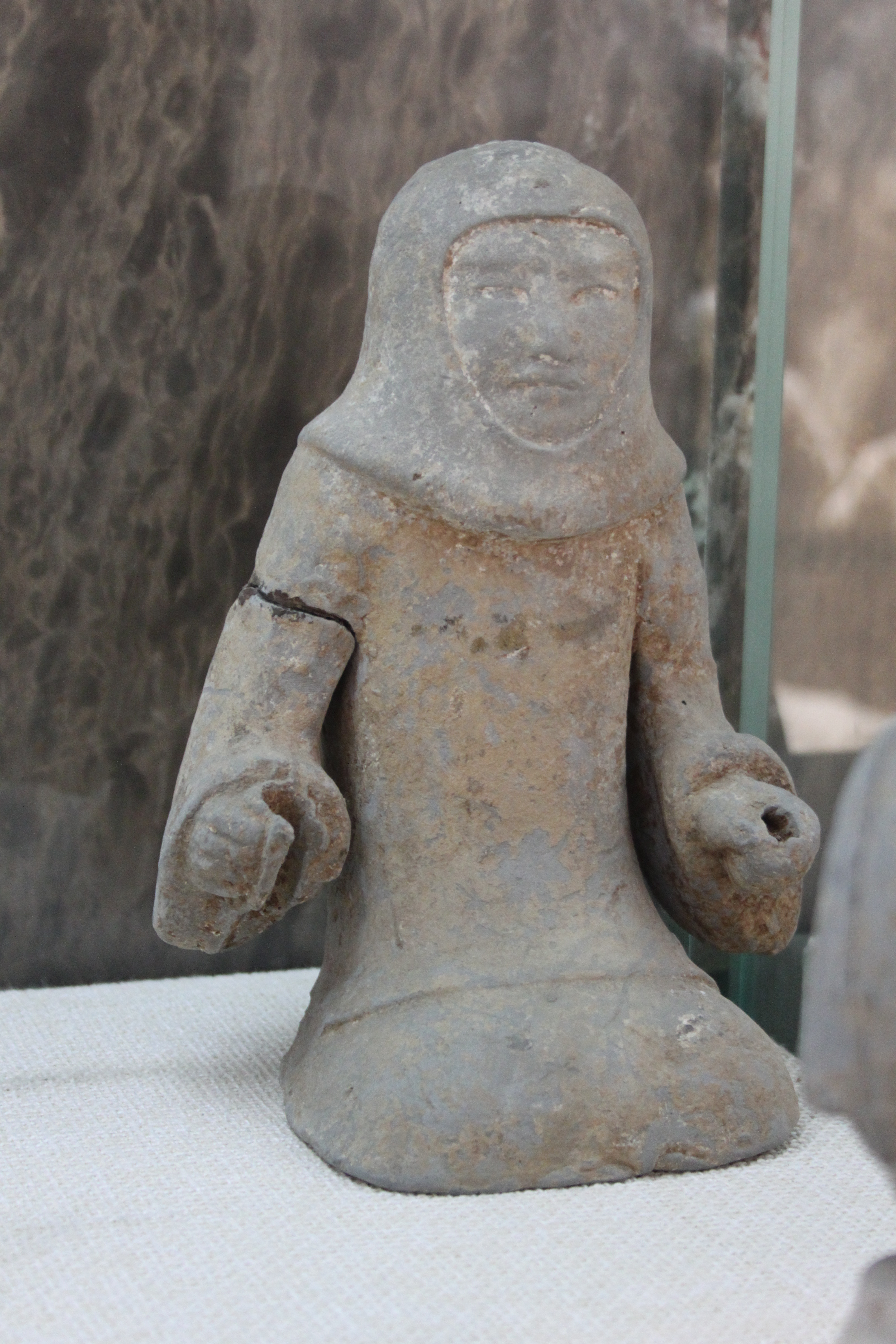
Portatore di scudo Han con cappuccio corazzato

#### Scudo uncinato Han
Durante la dinastia Han, uno scudo a uncino veniva usato in combinazione con una spada quando si combatteva contro le armi ad asta. Lo scudo uncino era un piccolo scudo di ferro che aveva ganci in alto e in basso per agganciare alabarde o lance. A volte aveva una sporgenza spinosa nel mezzo per attaccare.

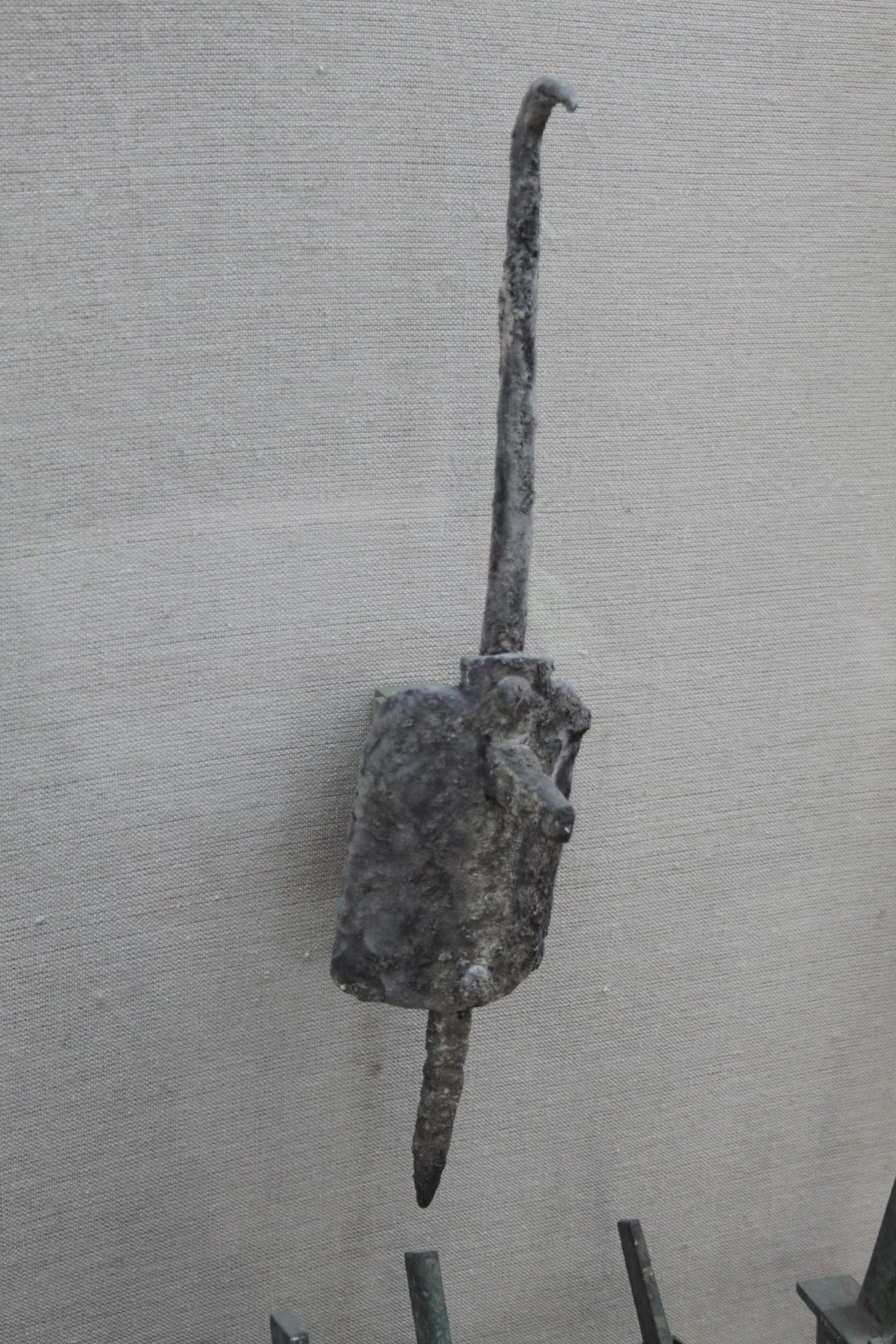
Scudo uncinato Han
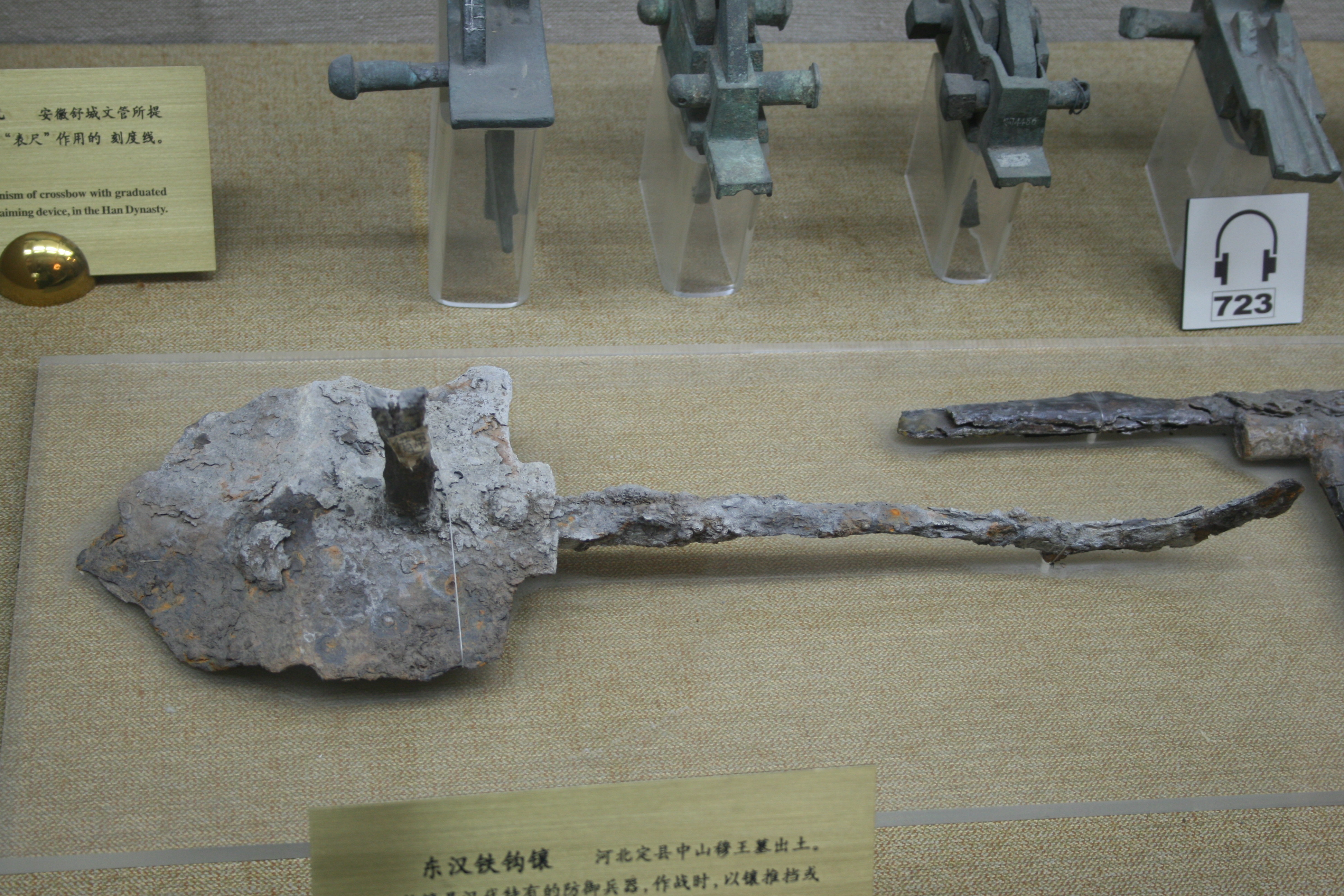
Scudo uncinato Han

### Periodo dei Tre Regni (220–280)

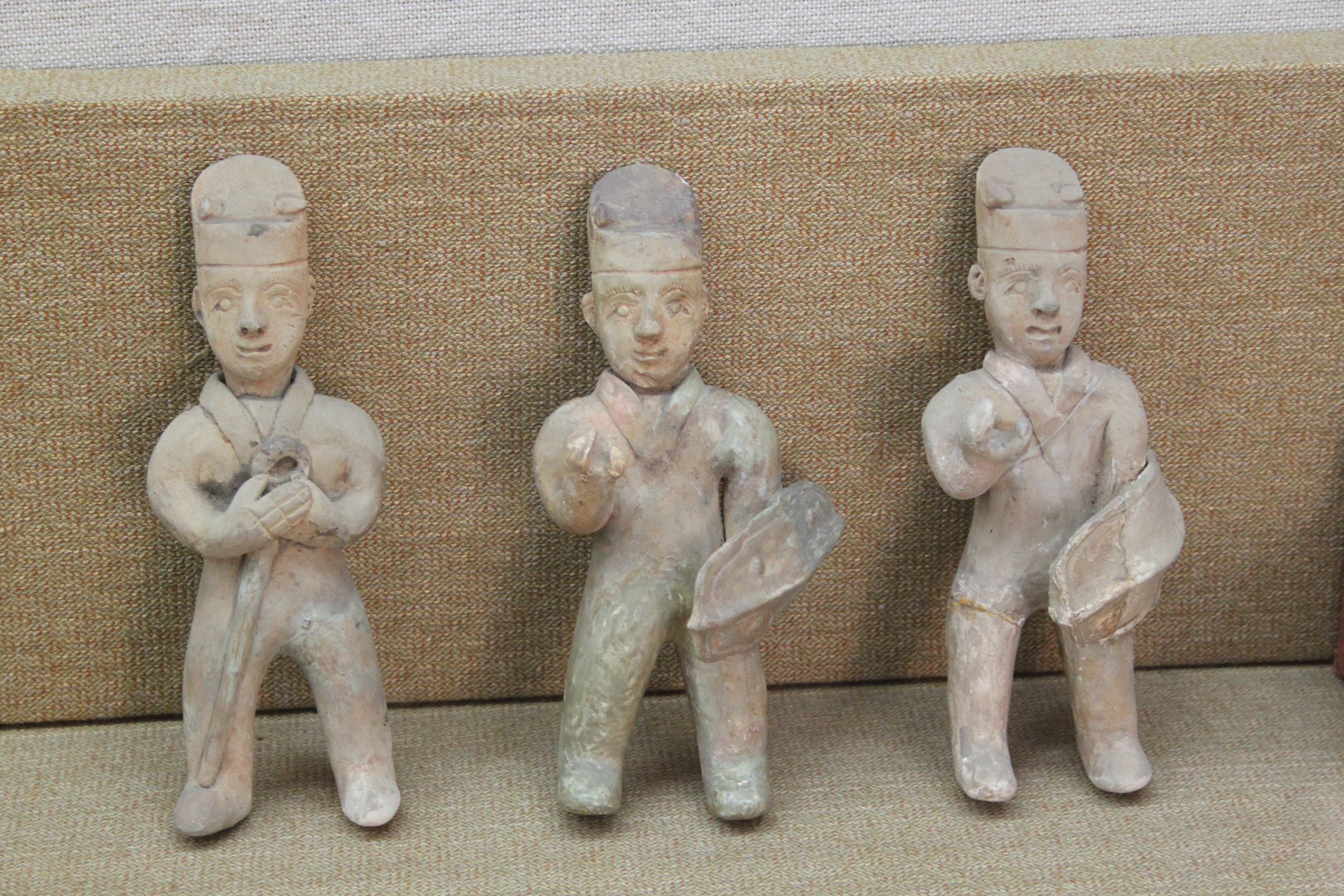
Soldati Jin con scudi.

Nell'ultimo decennio del II secolo d.C., il potere Han iniziò a ristagnare. La Rivolta dei Turbanti Gialli (184–205) fu il preludio del sessantennio di torbidi politici e guerre civili noto come Periodo dei Tre Regni, durante il quale l'unità dell'impero cinese parve prossima alla fine. L'evoluzione bellica, in questo periodo, accelerò. L'uso dell'armatura da parte dei cavalieri e della barda per le cavalcature si fece più comune: in una battaglia, il cancelliere Cáo Cāo si vantò d'aver affrontato un nemico con trecento armature ma solo dieci barde. La barda potrebbe tuttavia essere stata al tempo solo parziale: una piastra frontale in metallo e/o una barda completa ma composta da cuoio e metallo.
In questo periodo, "grandi scudi" vengono schierati nelle prime linee per proteggere picchieri e balestrieri. Gli scudi erano anche comunemente utilizzati dalla cavalleria in combinazione con la sempre più diffusa sciabola (dao). Le descrizioni della battaglia di Guandu (200 d.C.) menzionano che i soldati di Cáo Cāo impiegavano una copertura di scudi sopra le loro teste ogni volta che si spostavano allo scoperto a causa dell'opprimente tiro delle frecce dalle torri di legno di Yuan Shao.

#### Armatura "oscura"
Un rapporto del 231 menziona la cattura di 5.000 pezzi di armatura "oscura" (玄鎧S, xuankǎiP o 玄甲S, xuanjiaP) e 3.100 balestre. L'armatura oscura appare anche nei testi Han ma solo come abbigliamento indossato dalle guardie d'onore durante i cortei funebri. L'unico tratto noto dell'armatura oscura è che rifletteva i raggi del sole. Questo probabilmente significa che l'armatura "oscura" era fatta in acciaio di alta qualità, al tempo associato a materiale ferroso di colore nero.

#### Armatura "brillante"
Cao Zhi menziona tre diversi tipi di armature, due delle quali erano varianti di armature "brillanti":
(Cao Zhi)
L'armatura "brillante" era realizzata in acciaio decarburato che brilla di colore blu-nero quando viene lucidato, da cui prende il nome. Chen Lin la descrisse con queste parole:
(Chen Lin)

##### Armatura doppia
L'armatura doppia (liangtang) citata da Cao Zhi era in buona sostanza una corazza composta da due pezzi (piastrone e dorso), tra loro allacciati tramite nappe sulle spalle, con una gonna sul fondo. Si tratta del primo esempio di armatura a piastre cinese (seppur ne esistessero esemplari anche realizzati in cuoio). I soldati la combinavano con un elmo in ferro ornato di penne di fagiano.

### Dinastia Jìn e Sedici Regni (265–439)

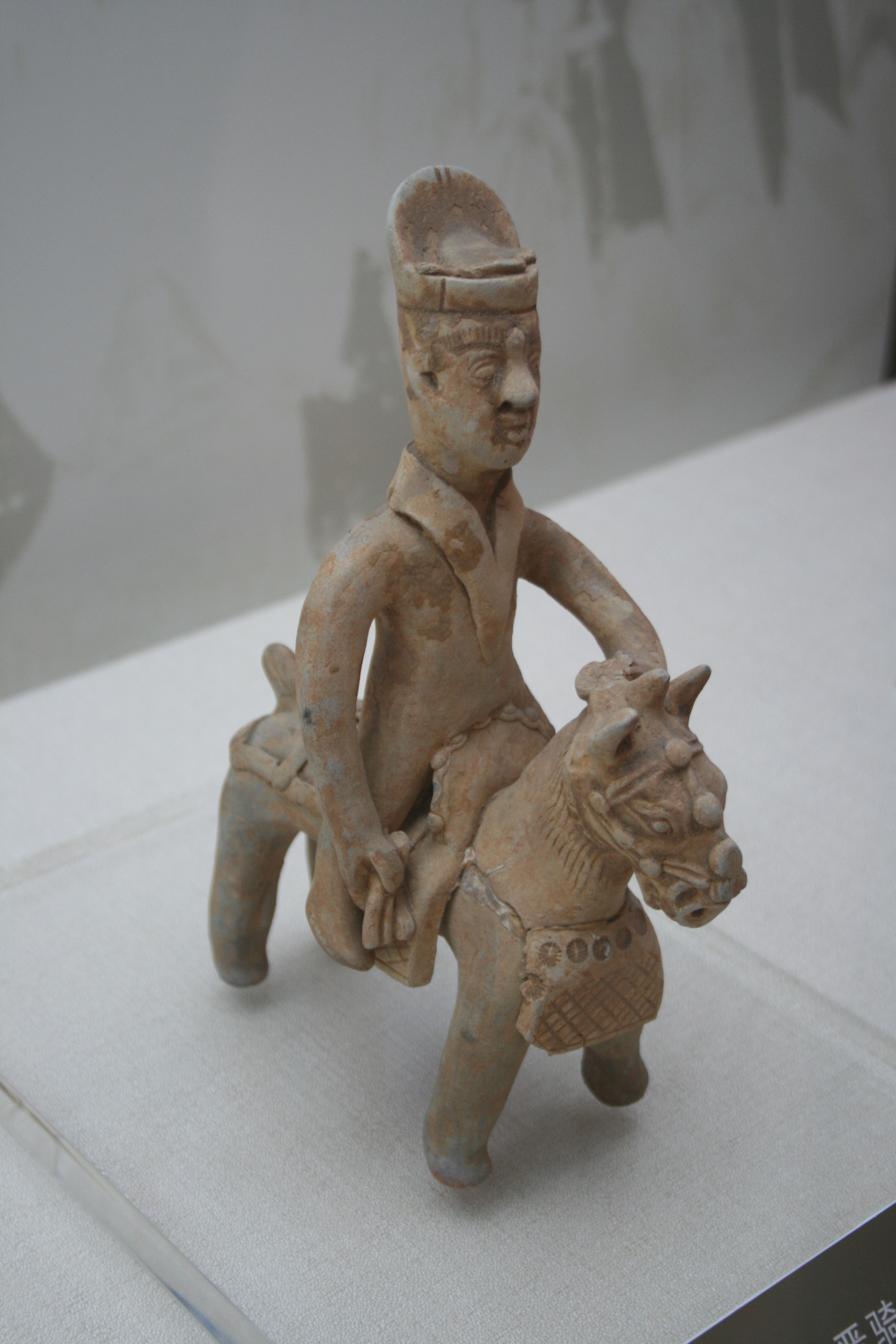
Cavaliere Jìn.

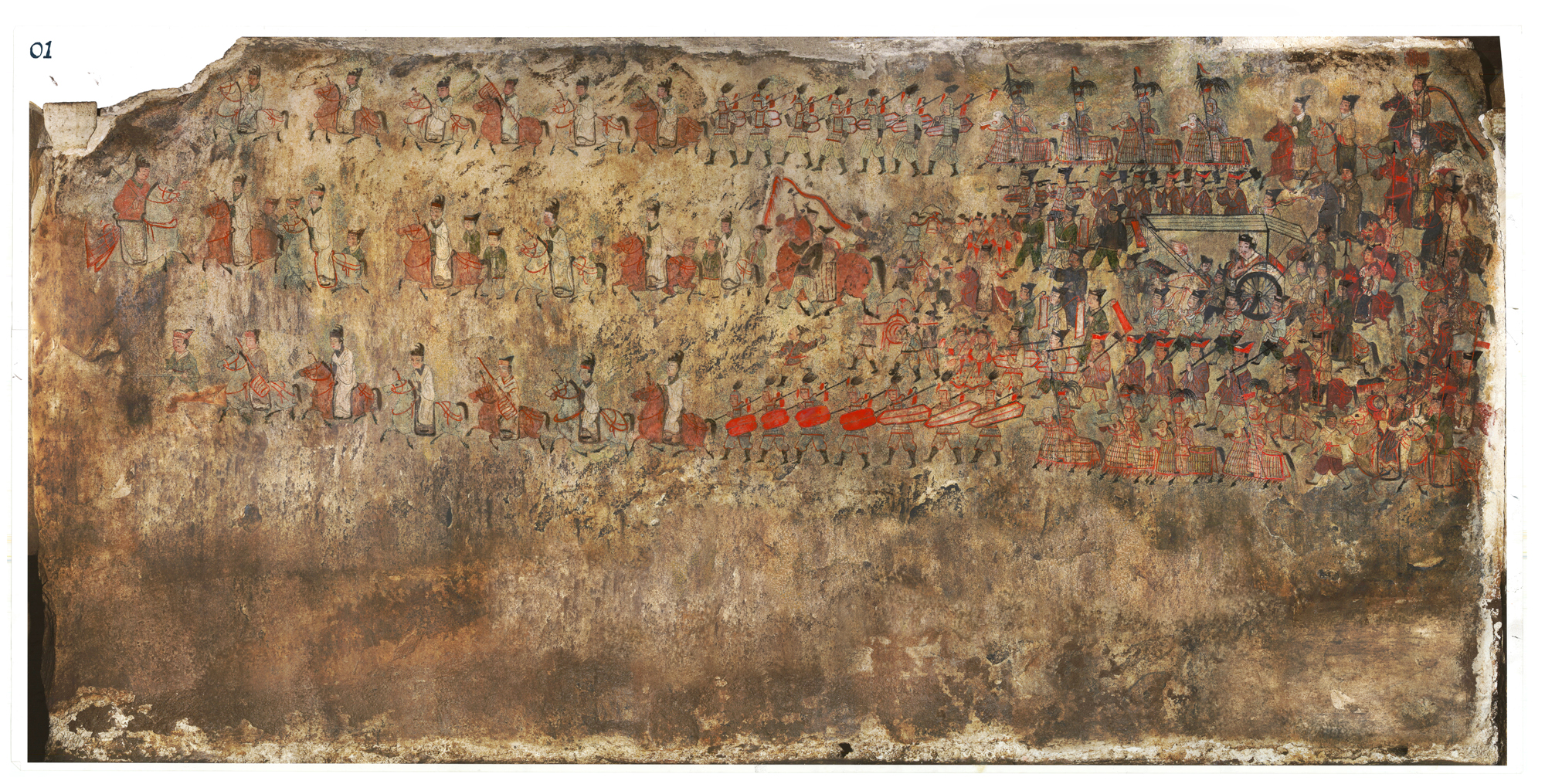
Cavalleria Yan in processione.

Nel 280, la dinastia Jìn riuscì a restaurare l'unità dell'impero ma non fu in grado di contenere le invasioni e le rivolte delle popolazioni nomadi dopo la devastante Guerra degli otto principi (291-306). Il sistematico incontro/scontro dei Cinesi con i Nomadi, in questo periodo, portò nel IV secolo, presumibilmente ad opera dei mongoli Xianbei (popolazione gravitante intorno all'impero nomade degli Xiongnu e già alleatasi contro questi con gli Han), alla diffusione dei catafratti: cavalleria pesante caratterizzata da cavaliere completamente corazzato e cavallo coperto da barda completa (come ben raffigurato da alcuni murales nelle tombe coeve nel Yunnan).
Fonti menzionano la cattura di migliaia di "cavalli corazzati" in una singola battaglia.

#### Armatura a cinque colori
Si diceva che la guardia del corpo di Shi Hu avesse indossato una "raffinata armatura a cinque colori" ( wuse xikai ), tanto abbagliante da accecare l'occhio. Si trattava probabilmente di una particolare tipologia di armatura "brillante" (v. sopra).

### Dinastia del Nord e del Sud (420–589)

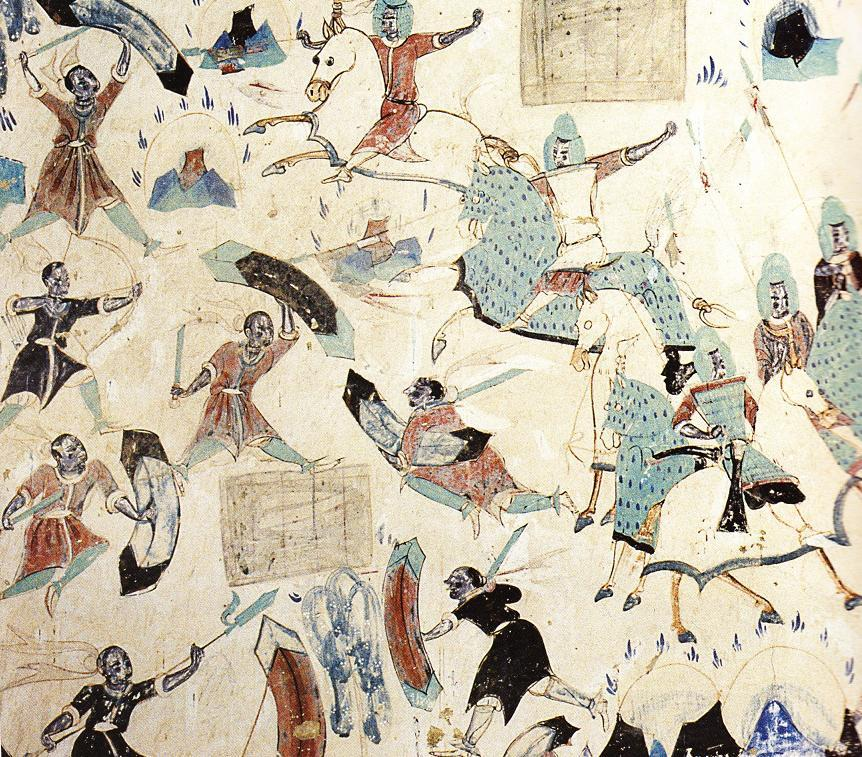
Cavalleria del Wei Occidentale.

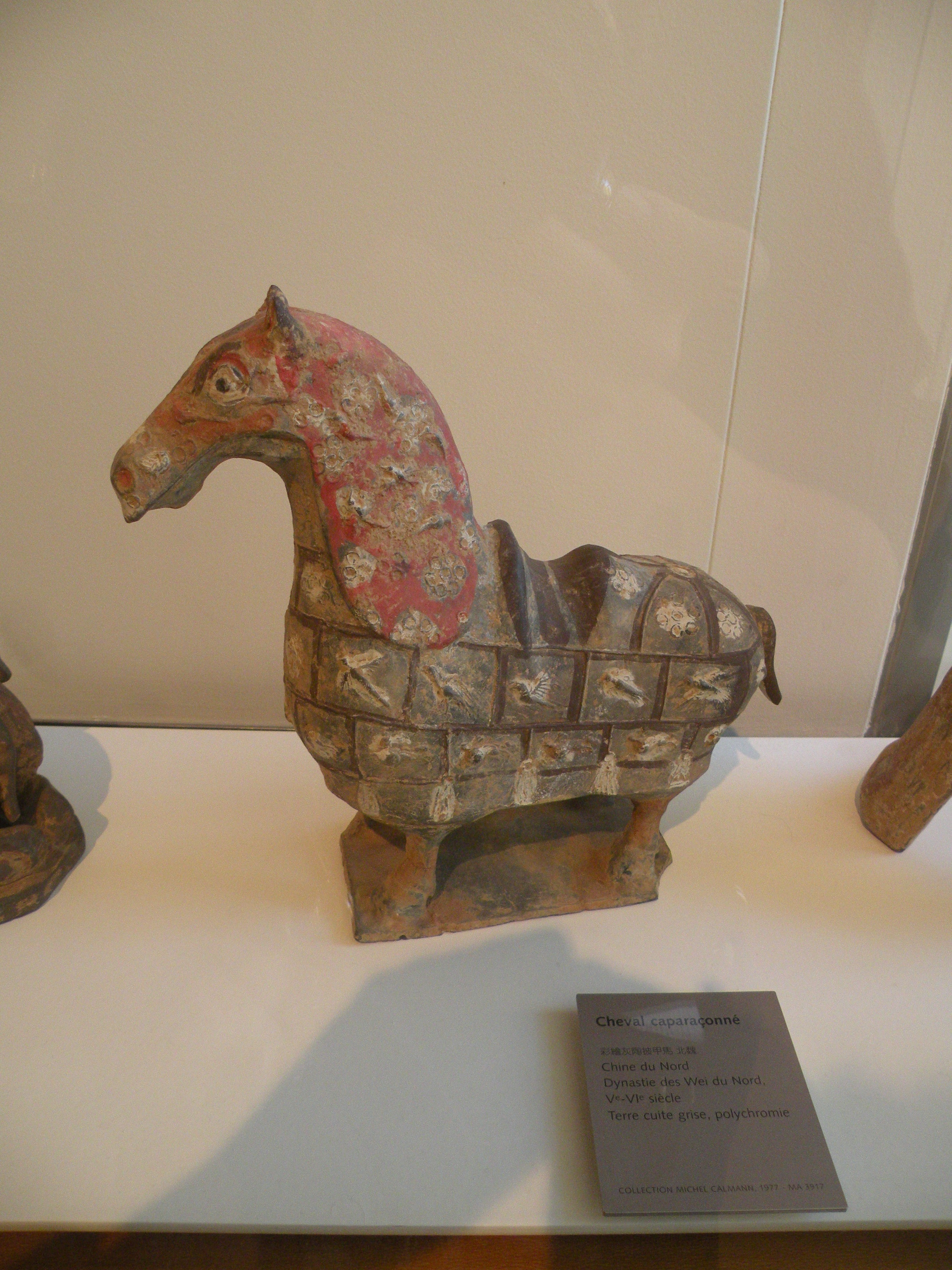
Statua di cavallo bardato del Wei Settentrionale.

Durante il periodo delle Dinastie del Nord e del Sud, l'armatura "brillante" mantenne un ruolo di preminenza. Nel 518, la corte del Wei del Nord donò ad un ambasciatore degli Avari delle armature di cavalleria sia brillanti sia di ferro. Il dispiegamento di cavalleria corazzata era comune per il Wei Settentrionale, specialmente tra la tribù Erzhu "rivestita di ferro" specializzata nella cavalleria corazzata. Riferimenti alla cavalleria pesante come "cavalli di ferro" si trovano nella poesia di Lu Chui. Nel 543, il generale Cai Yu di Wei divenne noto come "Tigre di ferro" per la sua caratteristica armatura chiara e brillante.

Tuttavia, nuove tipologie di armatura ben distinte svilupparono nel periodo, imponendo la categorizzazione delle armature in leggere e pesanti.

#### Armatura "corda-e-piastra"
Tra le Dinastie del Nord e del Sud si diffuse un'armatura chiamata "corda-e-piastra". Era in realtà una corazza formata da quattro piastre, due nella parte anteriore e due in quella posteriore, congiunte (a volte tramite telaio) da due spallacci e cinturini, che veniva calzata sopra la consueta armatura lamellare. I soldati con "corda-e-piastra" sono spesso raffigurati armati di scudo ovale/rettangolare e spada lunga.

#### Armatura laminare

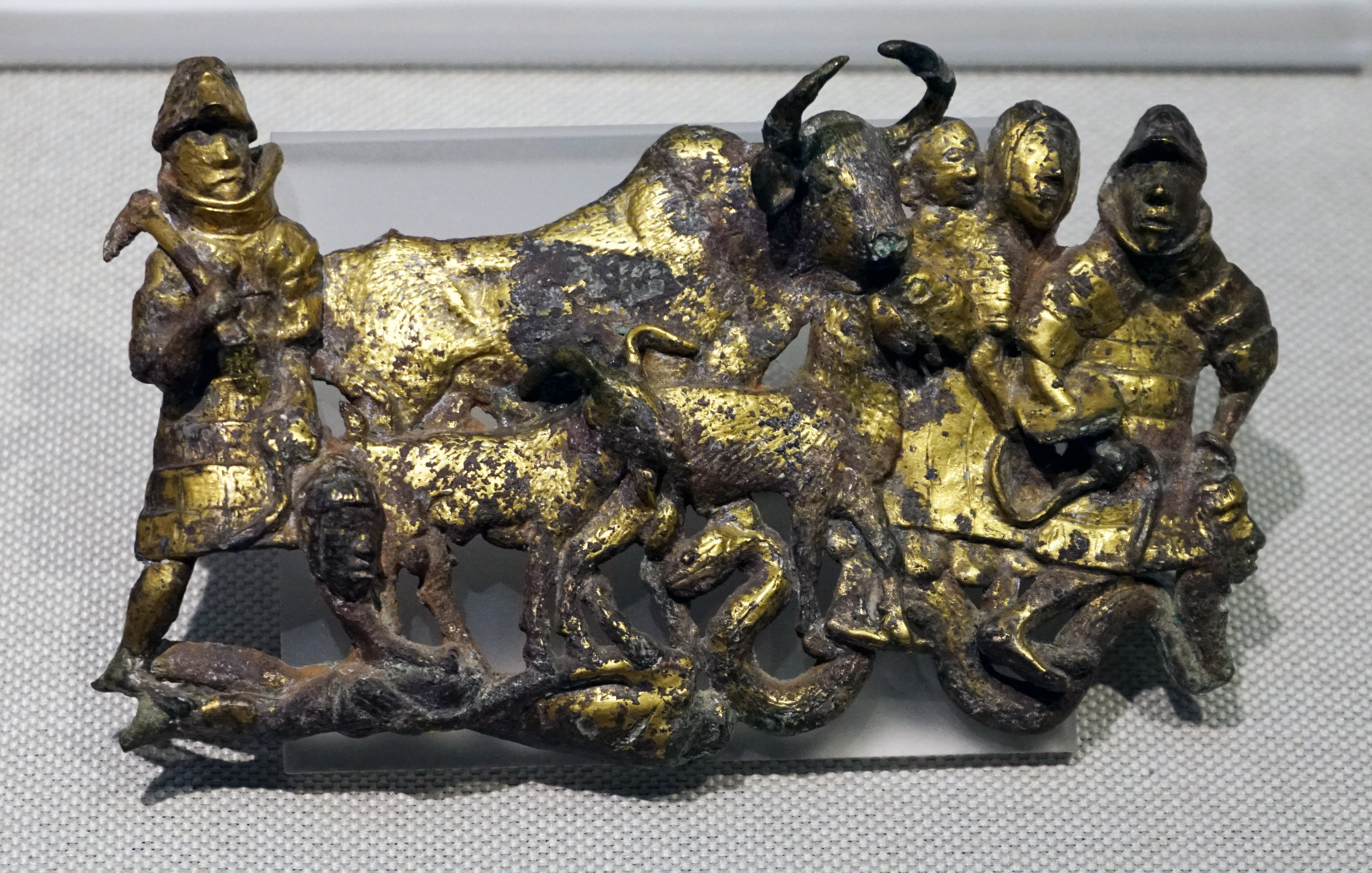
Soldati del Regno di Dian con armatura laminare.

Le prime raffigurazioni di armature laminari compaiono nelle statuette di bronzo del Regno di Dian (279–109 a.C.) Più tardi, l'armatura laminare apparve nella Cina delle Dinastia del Nord e del Sud e nelle raffigurazioni artistiche dei Tang. Questo tipo d'armatura si componeva di lunghe lamine orizzontali, simili alla lorica segmentata dei Romani. Le guardie imperiali della dinastia Jin furono descritte con indosso quest'armatura: a lamine blu per le guardie "di sinistra" (bandiera del drago giallo) e a lamine rosse per le guardie "di destra" (bandiera del drago rosso). L'armatura laminare, in Cina, è ancor più rara dell'elusiva armatura a "scaglie-montagna" e della cotta di maglia.

#### Impatto dell'acciaio di co-fusione sulle armature cinesi
Nel VI secolo, Qimu Huaiwen introdusse nello stato di Qi il processo di produzione dell'acciaio di "co-fusione" che utilizzava metalli con diverso contenuto di carbonio per creare l'acciaio. Apparentemente, le sciabole realizzate con questo metodo erano in grado di penetrare 30 lamelle dell'armatura. Non è chiaro però se l'armatura fosse di ferro o di cuoio.
(Wagner 2008, p. 256)

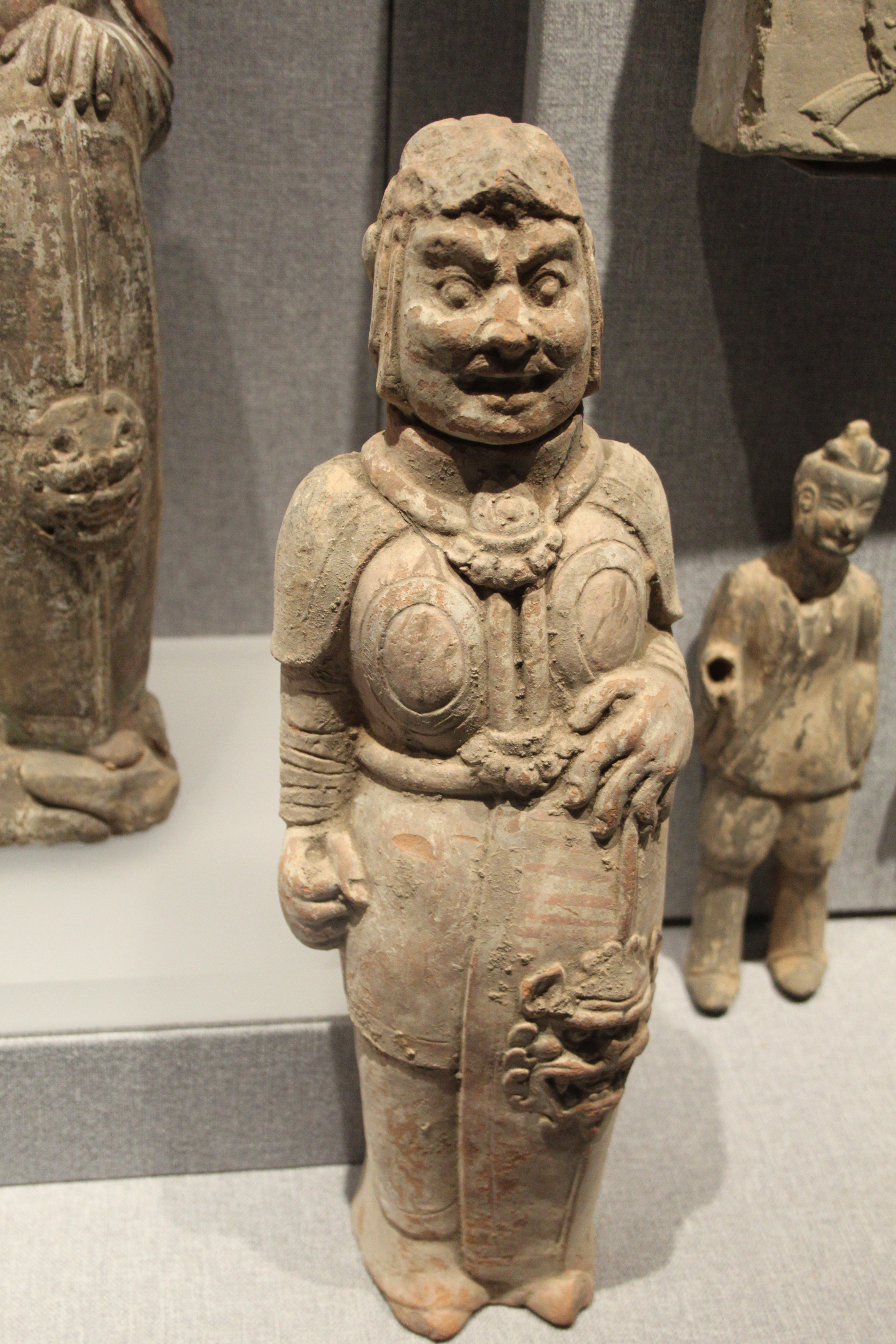
Portatore di scudi delle Dinastie del Nord e del Sud in armatura "corda-e-piastra"
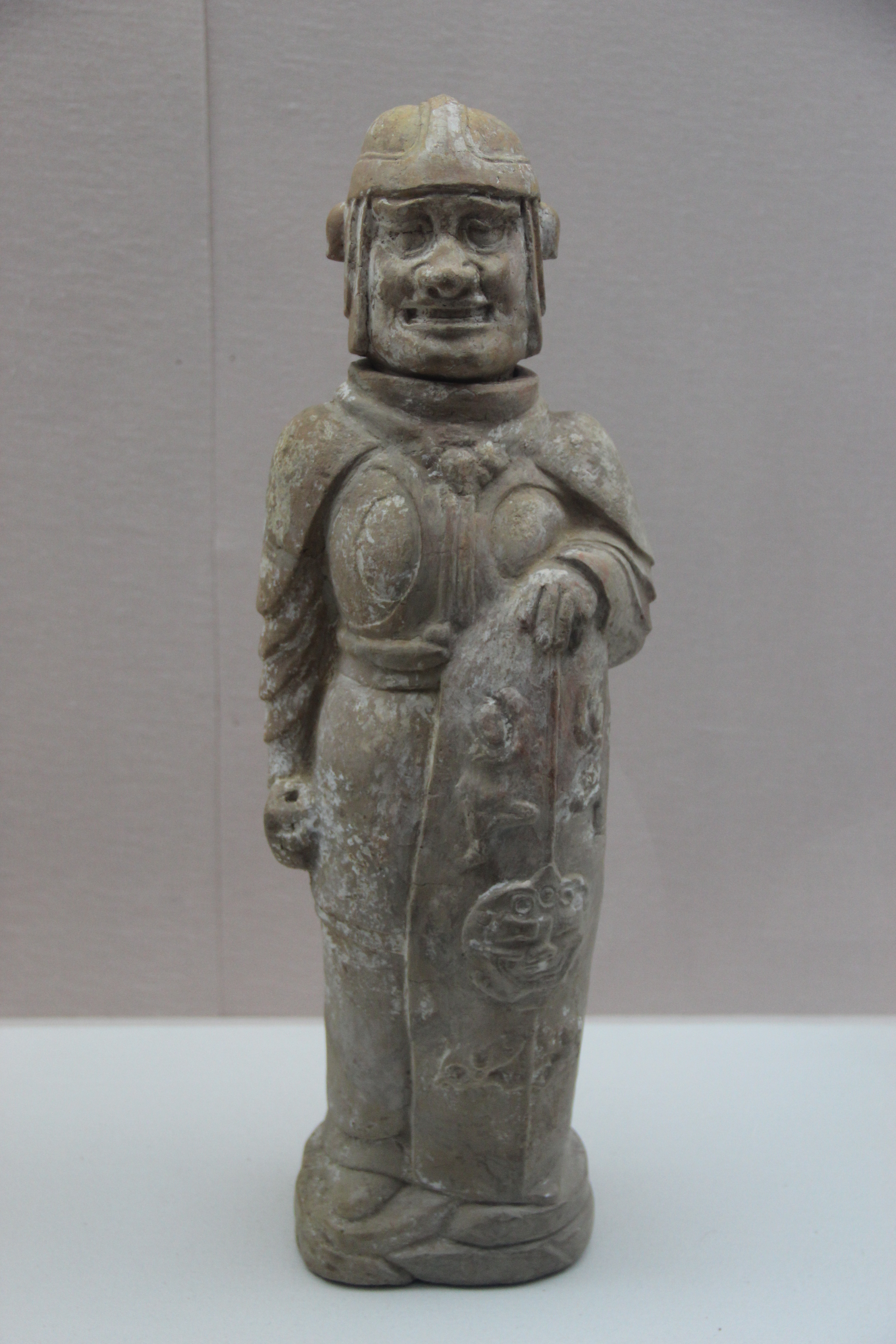
Soldato Qi Settentrionale
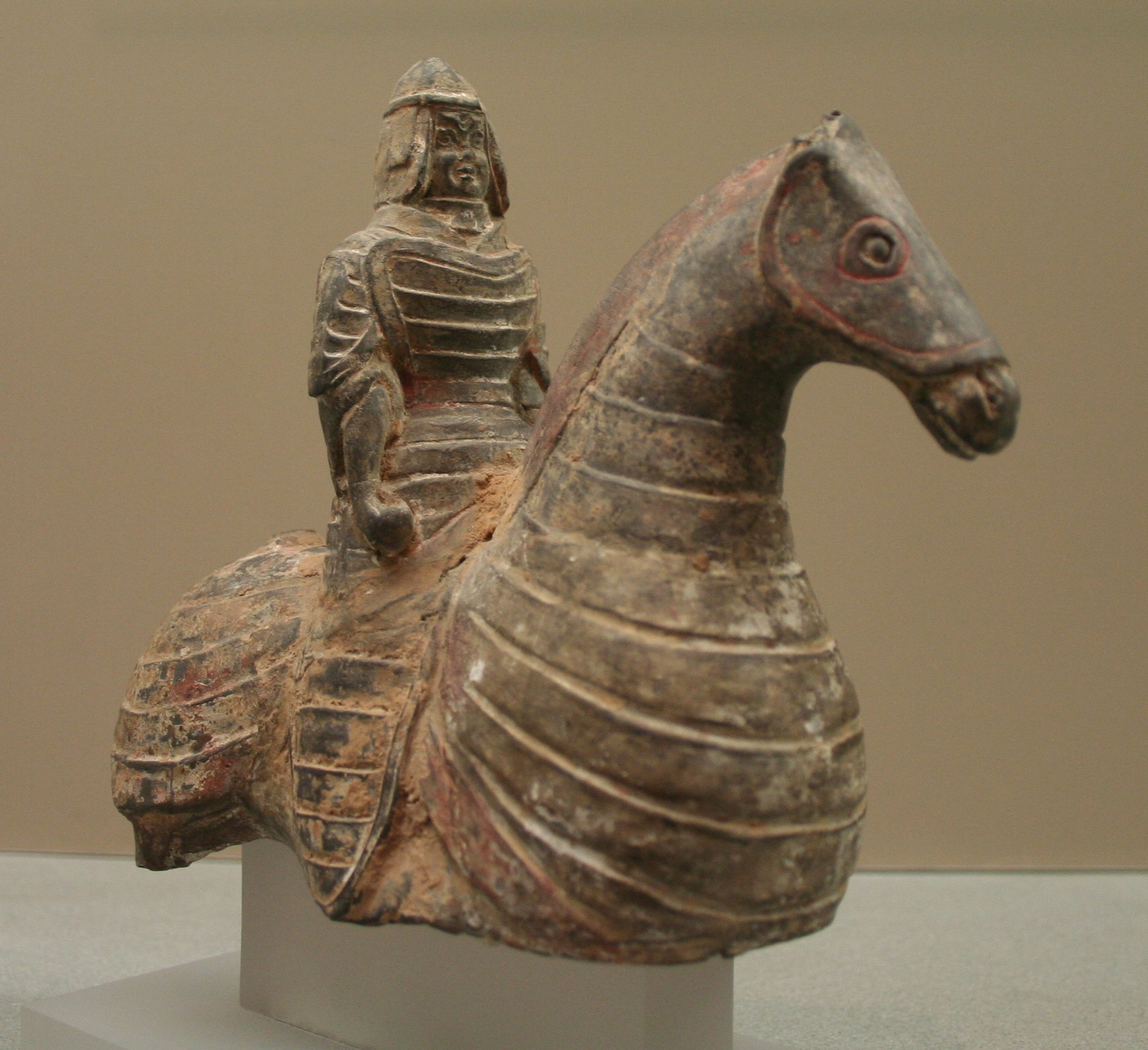
Statuetta funeraria della cavalleria pesante del Wei Settentrionale.
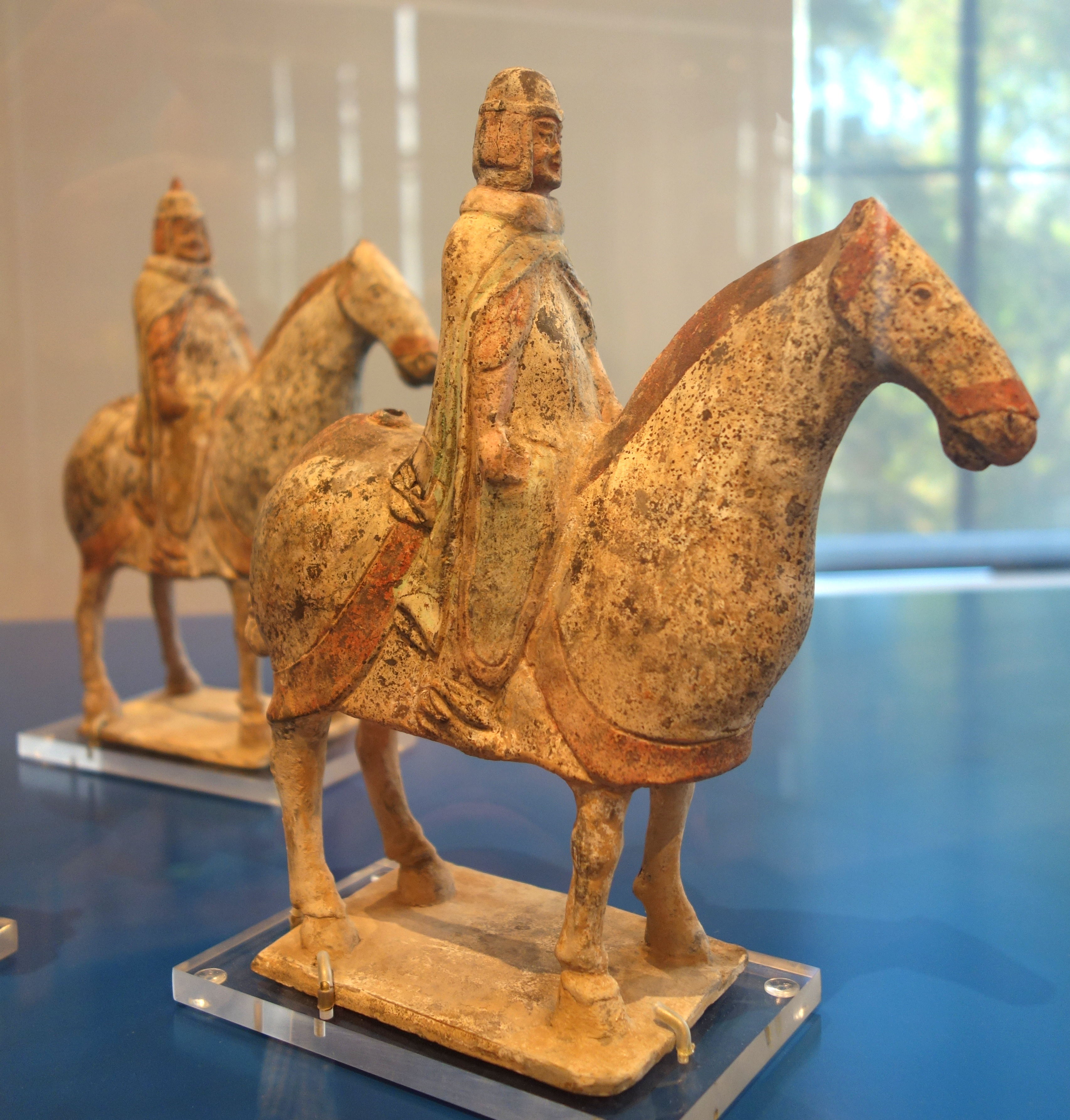
Cavalleria del Wei Settentrionale.
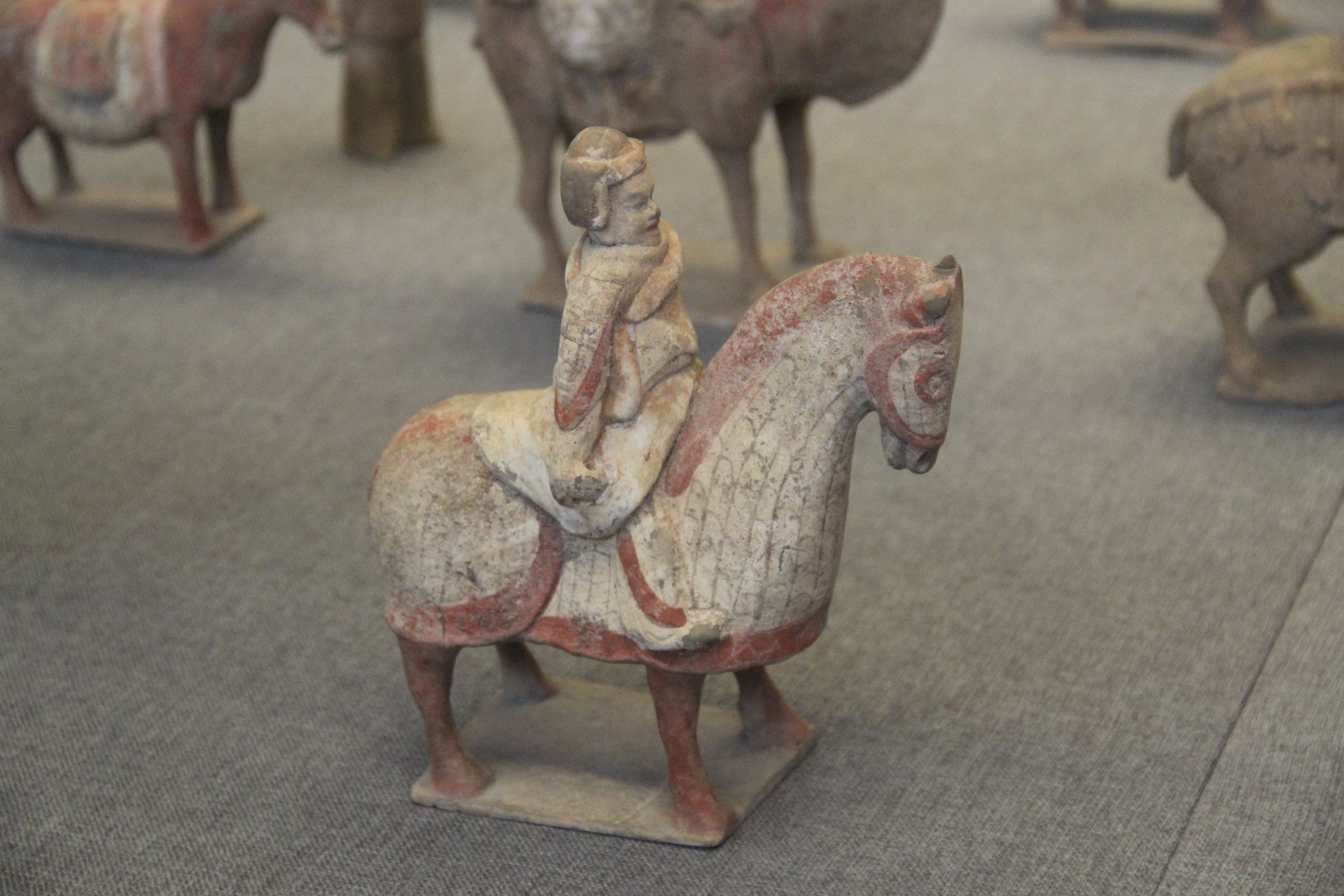
Cavaliere del Wei Settentrionale
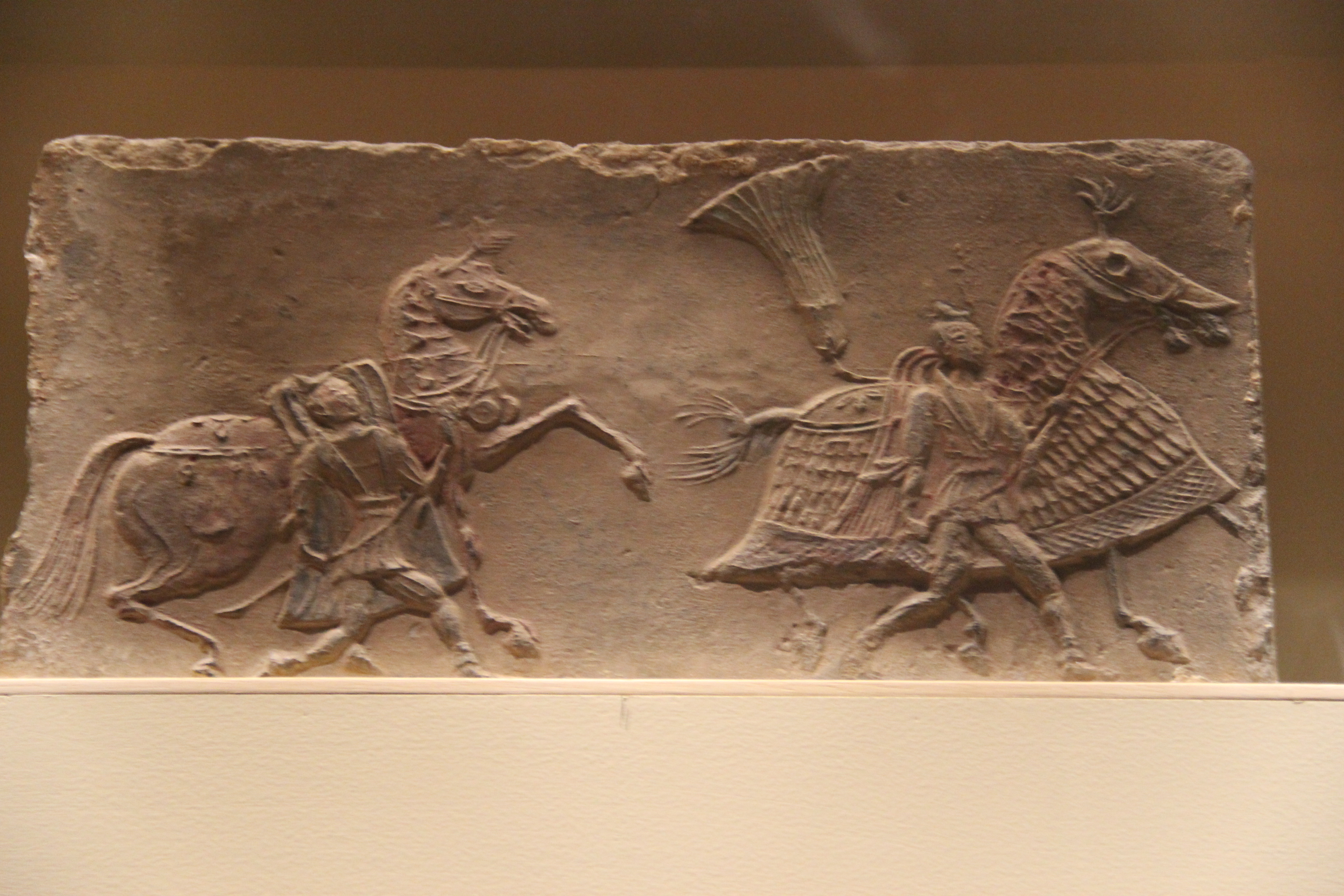
Cavalleria delle dinastie meridionali.

## Armatura medievale
Nel corso del IV secolo, i sempre più massicci contatti tra i cinesi e le popolazioni dell'Asia centrale (sia stanziali sia nomadi) portarono alla diffusione, seppur limitata, della cotta di maglia. Il primo contatto sinico con la nuova tipologia di armatura si verificò nel 384, quando soldati dei Kuchi raggiunsero l'Impero protetti da "armature simili a catene". Nel 718, l'imperatore Xuan Zong ricevette come tributo una cotta di maglia da popolazioni centroasiatiche. Sino al tempo delle dinastie Yuan e Ming, la cotta di maglia restò comunque armatura poco diffusa e preziosa. La Cina restò infatti legata al vecchio modello dell'armatura lamellare, più adatto ad armare rapidamente un gran numero di soldati in un teatro di scontri bellici coinvolgenti molti armati.

### Dinastia Sui (581–618)
La dinastia Sui, pur di breve durata, riunificò la Cina dopo quasi quattro secoli di anarchia politico-militare, completando l'opera dei Wei del Nord e rilanciando il paese come superpotenza. I Sui fecero un uso prodigioso della cavalleria pesante, corazzando sia i cavalli sia i cavalieri. La Storia di Sui fornisce un resoconto dei "primi battaglioni di cavalleria" dei c.d. "Ventiquattro eserciti" della dinastia. Indossavano "armature brillante" (mingguang) in acciaio decarburato collegate da corde verde scuro, i loro cavalli indossavano armature di ferro con nappe verde scuro ed erano contraddistinti da bandiere di leoni. Anche altri battaglioni si distinguevano per i propri colori, motivi e bandiere ma non vengono menzionate né l'armatura brillante né l'armatura di ferro.

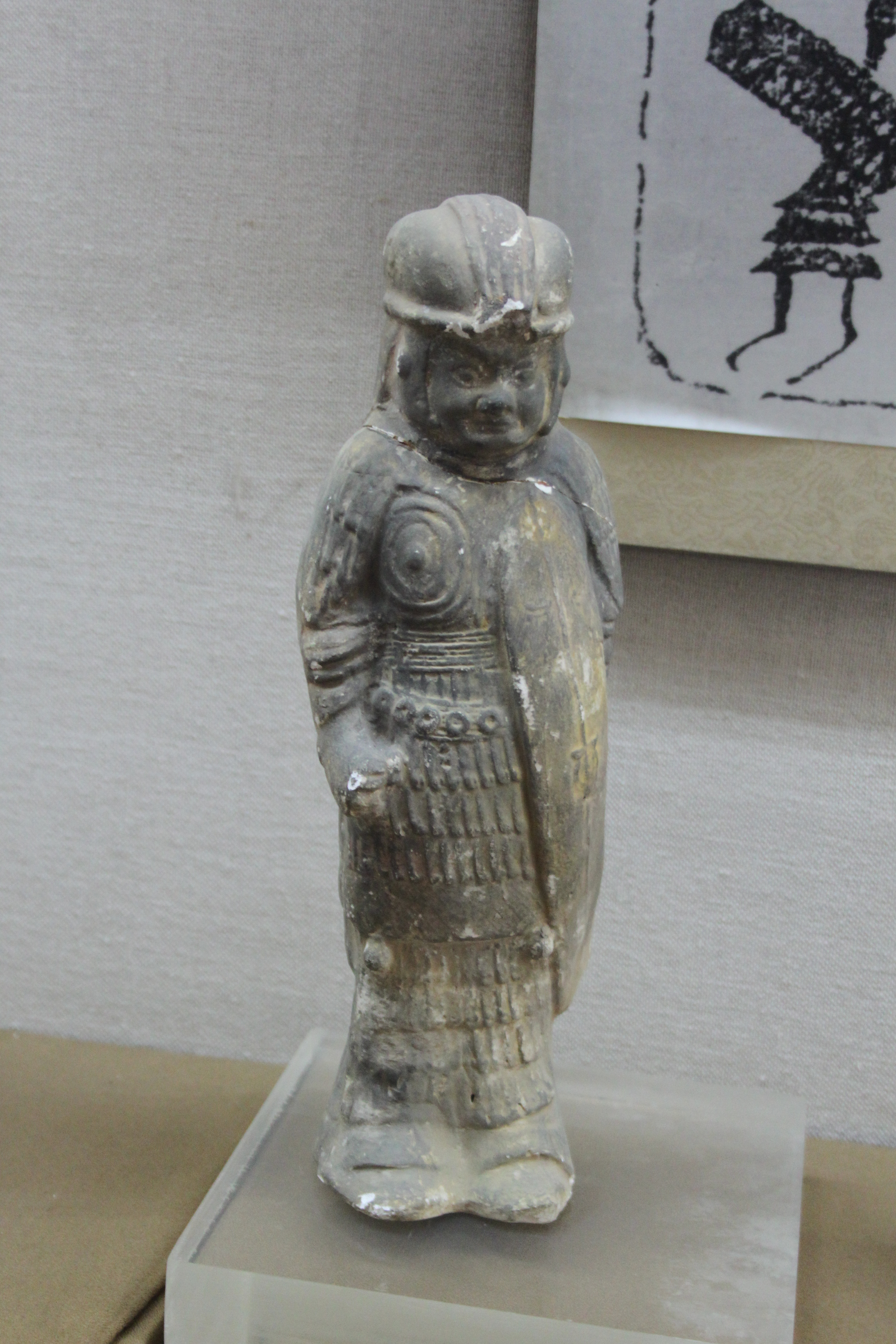
Soldato Sui
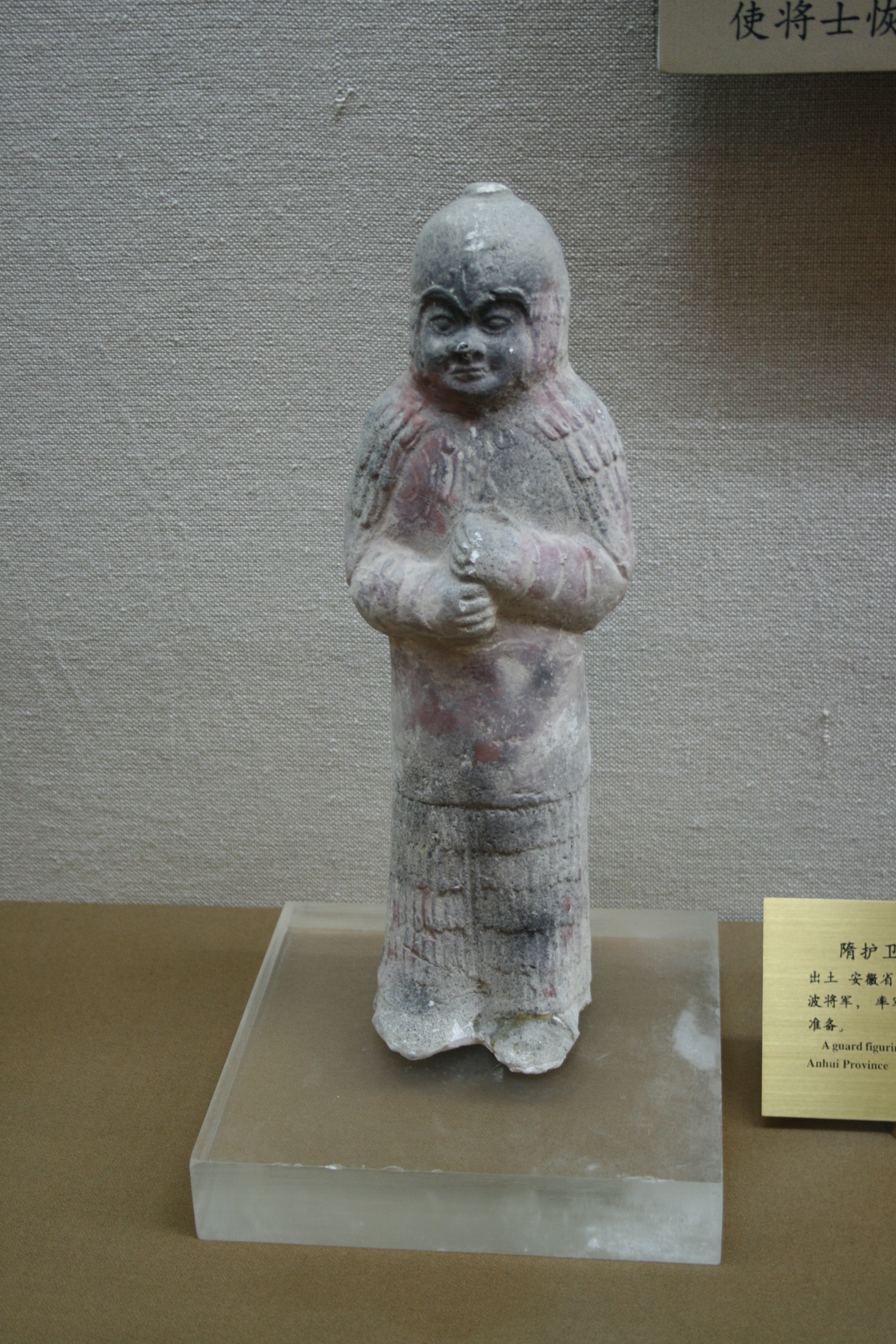
Soldato Sui
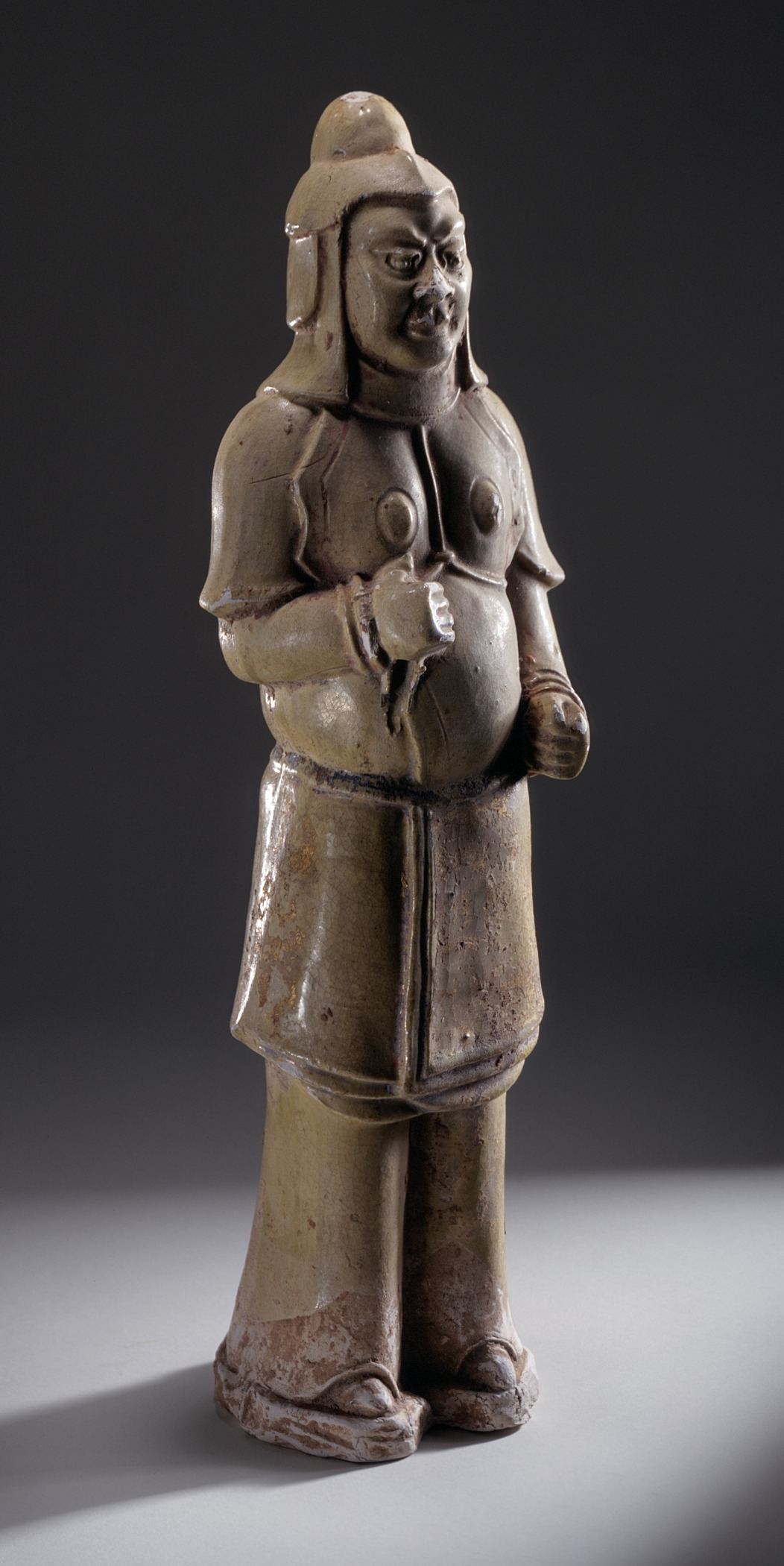
Soldato Sui
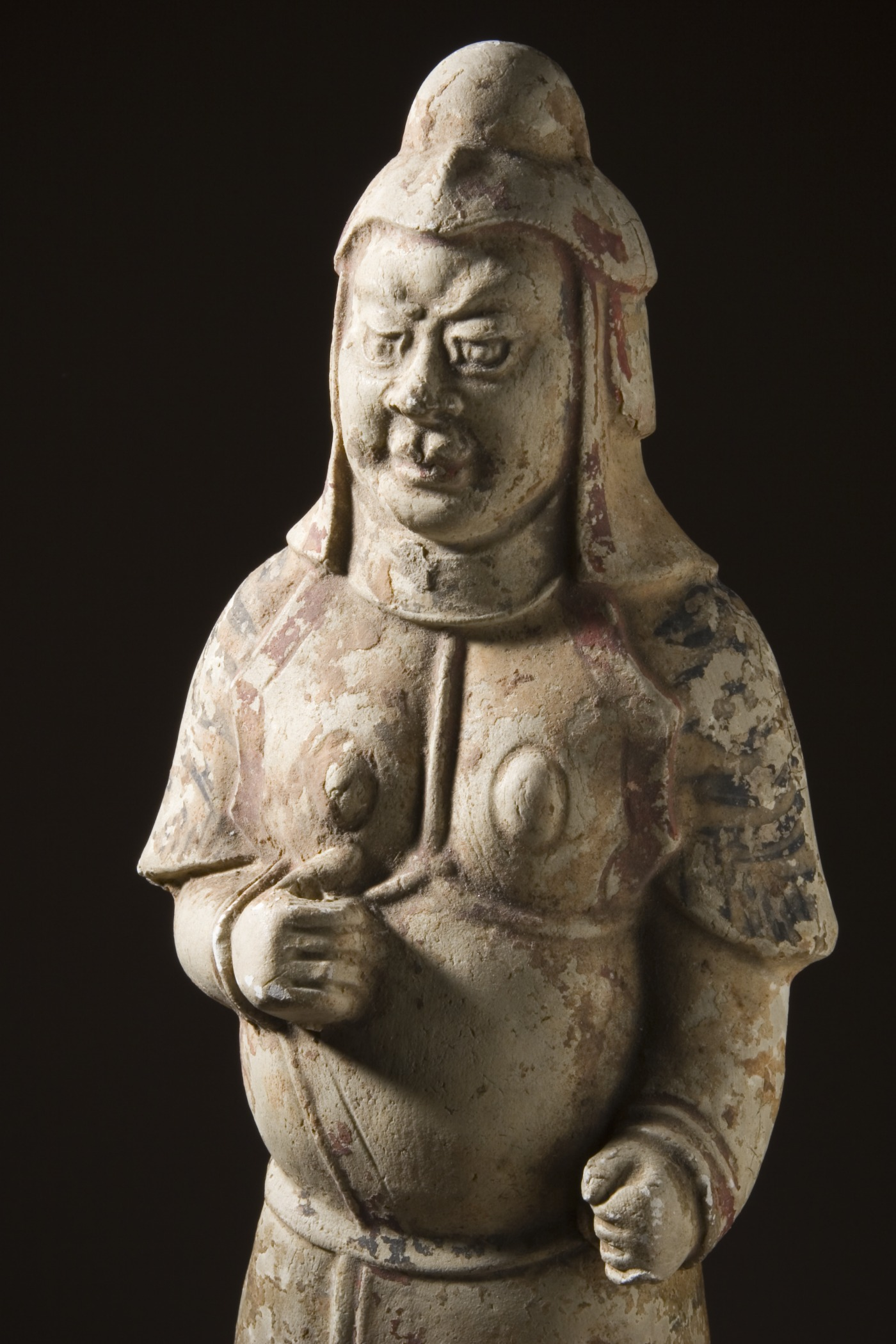
Soldato Sui

### Dinastia Tang (618–907)

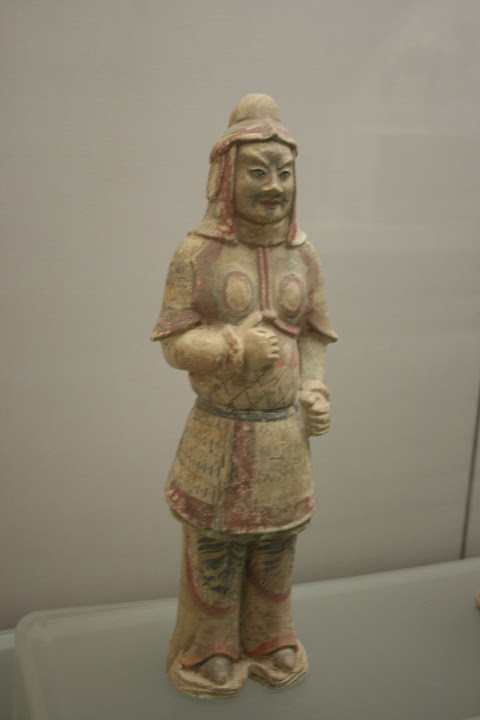
Soldato Tang con armatura corda-e-piastra

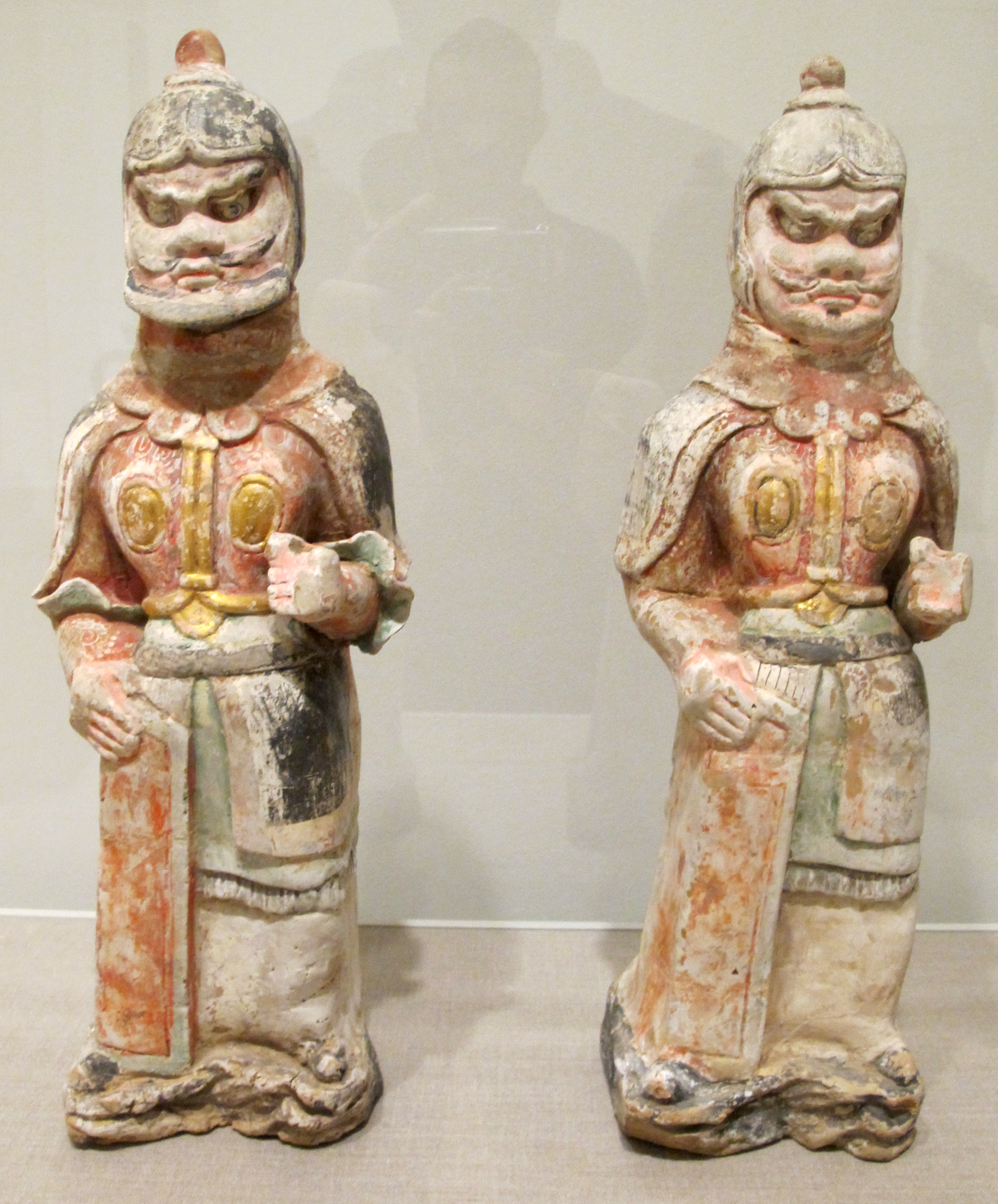
Portatore di scudo Tang con armatura corda-e-piastra

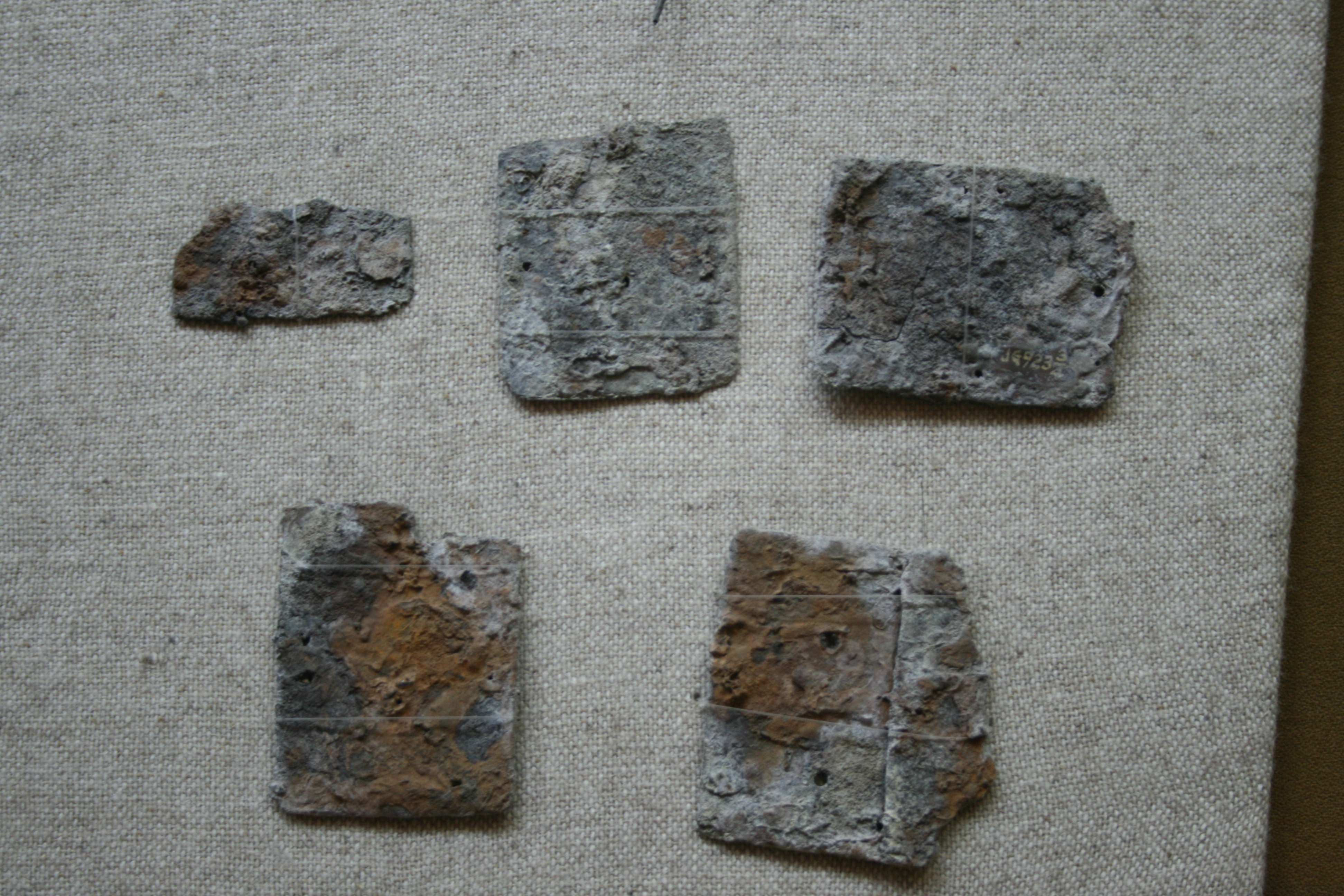
Armatura lamellare Tang (resti)

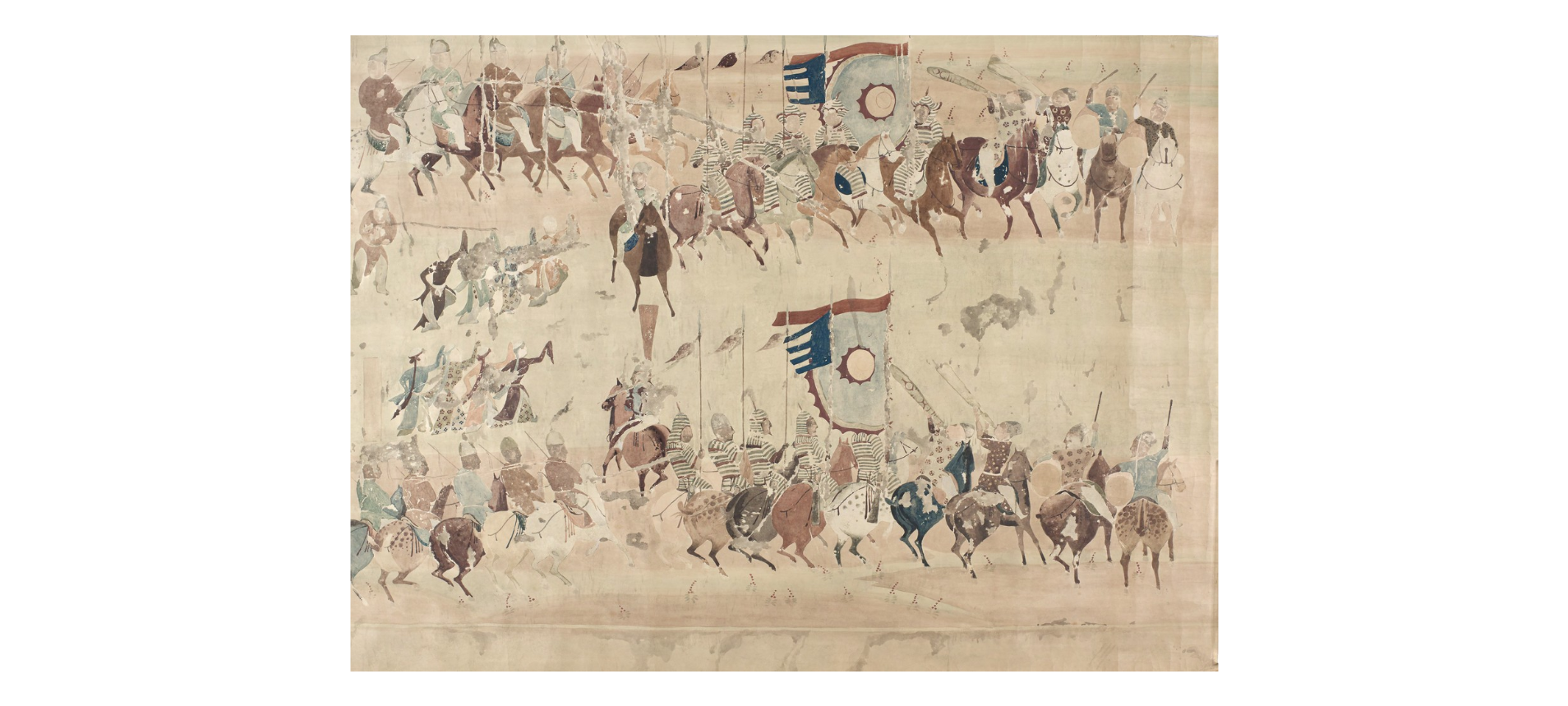
Cavalleria del Circuito Guiyi.

Nel 617, il generale Gao Zu profittò della debolezza della dinastia Sui, si alleò con i Turchi Göktürk e conquistò la capitale Chang'an (odierna Xi'an), avviando l'anno dopo la dinastia Tang che traghettò la Cina verso un nuovo imperialismo, allargandone la sfera d'influenza sino all'Afghanistan ad ovest ed a tutto il litorale pacifico dell'Asia ad est. In quest'epoca, la produzione di armatura divenne più sistematica, centralizzata, e la panoplia cinese di arricchì di nuovi elementi.
La qualità delle armature Tang, stando ai resoconti, era ragguardevole: durante la battaglia di Hulao (621) il cugino del principe Li Shimin (futuro imperiatore Tai Zong), Li Daoxuan, si fece strada attraverso la massa nemica di soldati Xia e poi tornò indietro, ripetendo l'operazione diverse volte prima che la battaglia fosse vinta e ritrovandosi con così tante frecce conficcate nell'armatura che sembrava un "porcospino". In quel tempo, la distanza per un tiro efficace con l'arco composito contro nemici corazzati era compresa tra 65 e 90 m.
L'uso dell'armatura da parte della fanteria divenne più comune e circa il 60% dei soldati Tang era equipaggiato con armature di un qualche tipo. L'armatura poteva essere un prodotto Tang o del bottino di guerra: es. 10.000 armature di ferro furono catturate durante la Guerra Goguryeo-Tang (645-668). Armature e cavalcature, comprese le bestie da soma, erano fornite dall'Impero attraverso fondi statali, e quindi considerate proprietà dello Stato. La proprietà privata di attrezzature militari come barde, picche e balestre era proibita poiché il possesso era inteso come intento di ribellione o tradimento. L'esercito tracciava armature e armi in registri dettagliati. Se veniva scoperta una carenza, al soldato corrispondente veniva ordinato di rimborsarla. Lo stato forniva anche indumenti e vettovaglie per le guarnigioni di confine e gli eserciti di spedizione. Ci si aspettava che i soldati non in servizio attivo si mantenessero da soli, sebbene i soldati "professionisti" ricevessero esenzioni fiscali.
Le fonti riportano che la guardia a cavallo di Li Shimin (i c.d. "Cento Cavalieri" 百骑) indossava una distintiva armatura nera "rivestita di ferro" ma la cavalleria pesante declinò quando l'influenza militare turco-mongola fece della cavalleria leggera l'arma prevalente. Le forze di spedizione Tang in Asia centrale preferivano un misto di arcieri a cavallo cinesi leggeri e pesanti. Dopo la Ribellione di An Lushan (755-763) e la conseguente perdita dei ricchi pascoli nord-occidentali in favore dell'impero tibetano, la cavalleria cinese scomparve quasi del tutto come forza militare rilevante: molti dei cavalli rimasti a disposizione dell'Impero, allevati nel sud del paese, erano infatti considerati troppo piccoli o fragili per trasportare un soldato corazzato.
La tipologia di armatura prevalente in Cina restò comunque quella lamellare: le lamelle di ferro Tang erano lunghe da 9,6–9 cm, larghe da 2,6-1,3 cm e spesse da 0,28-0,22 cm.

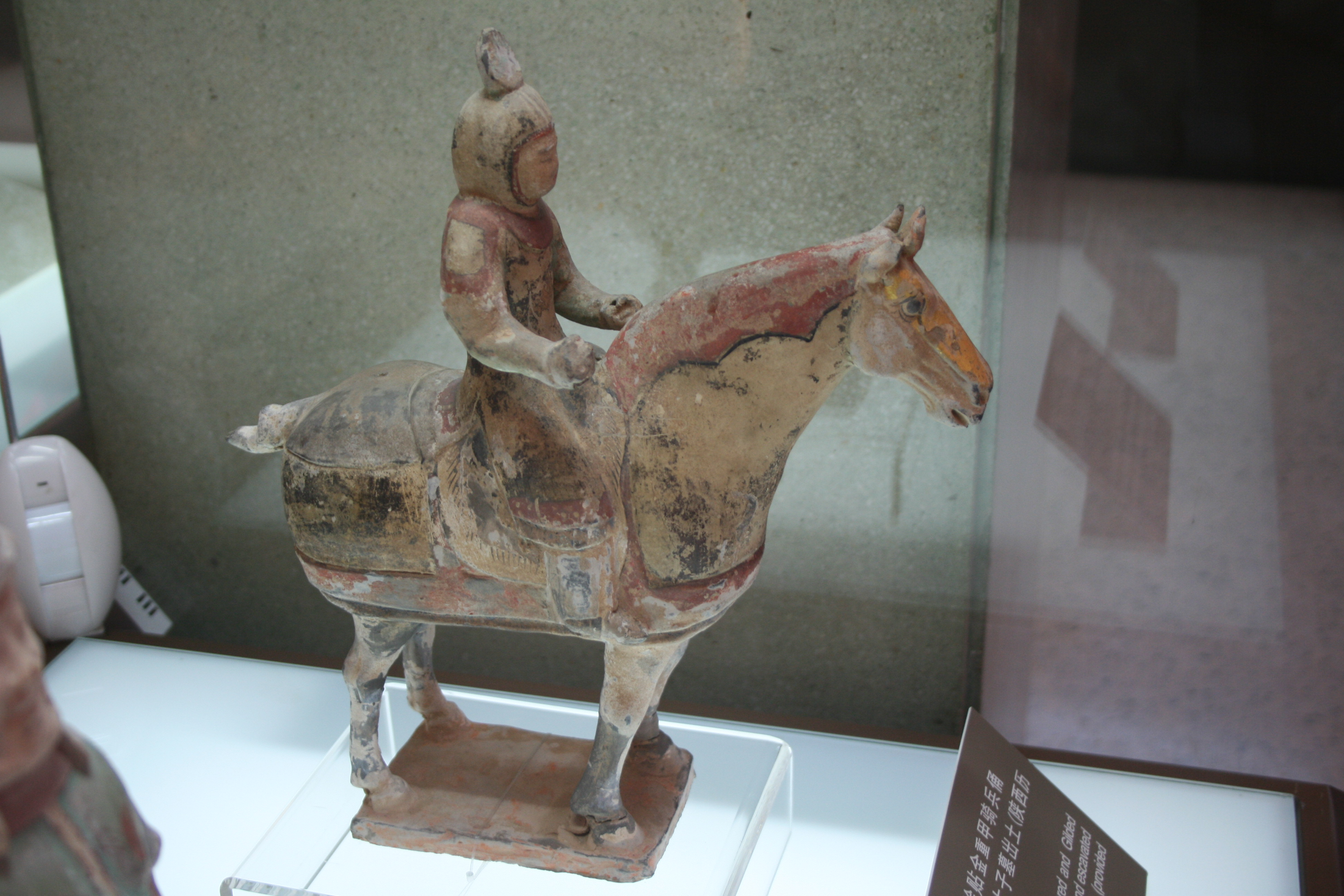
Statuetta di cavalleria Tang
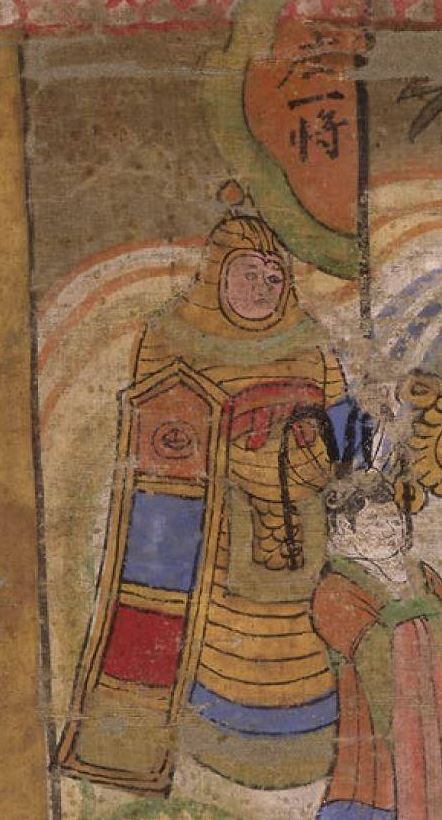
Soldato Tang in un murale
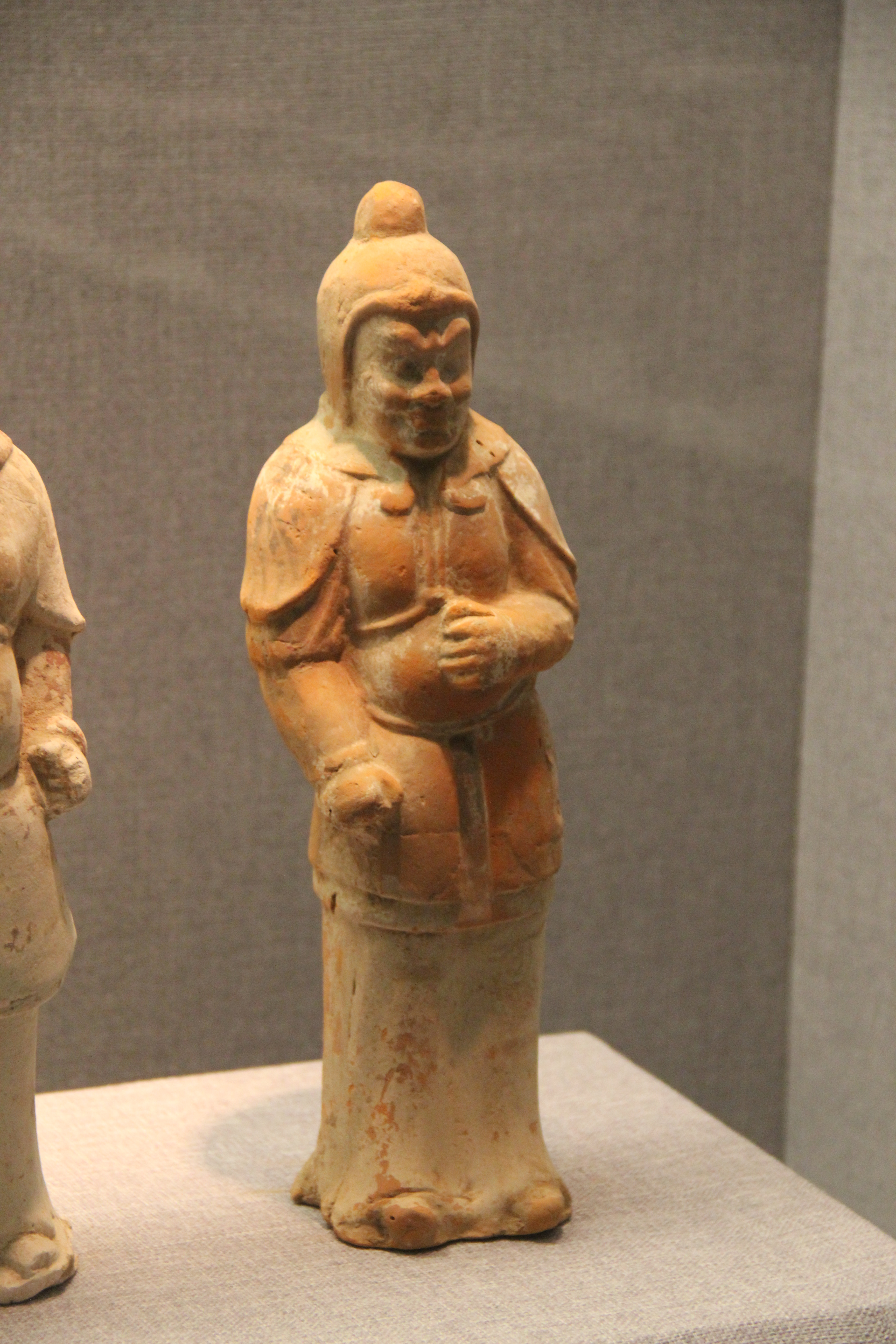
Soldato Tang
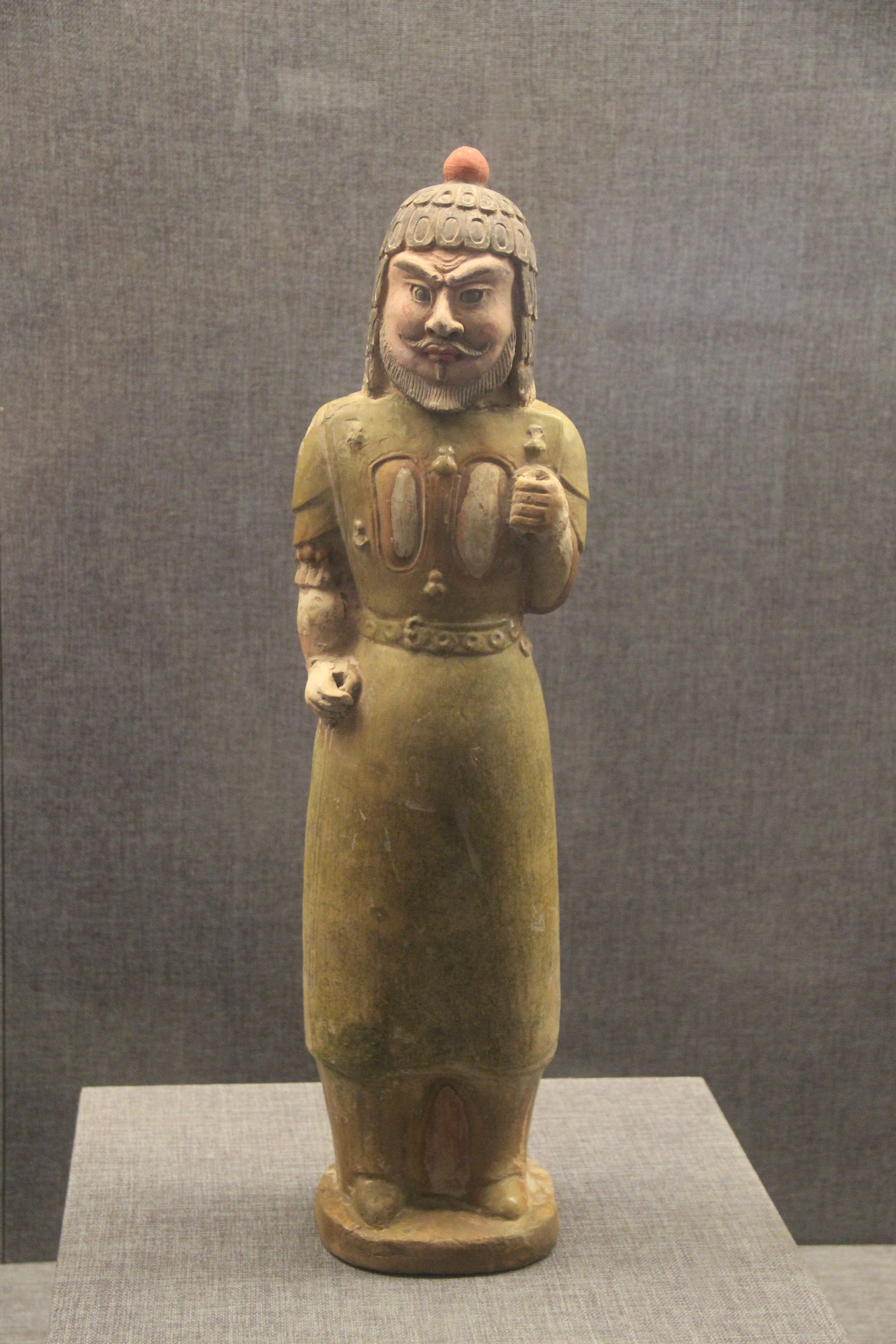
Soldato Tang
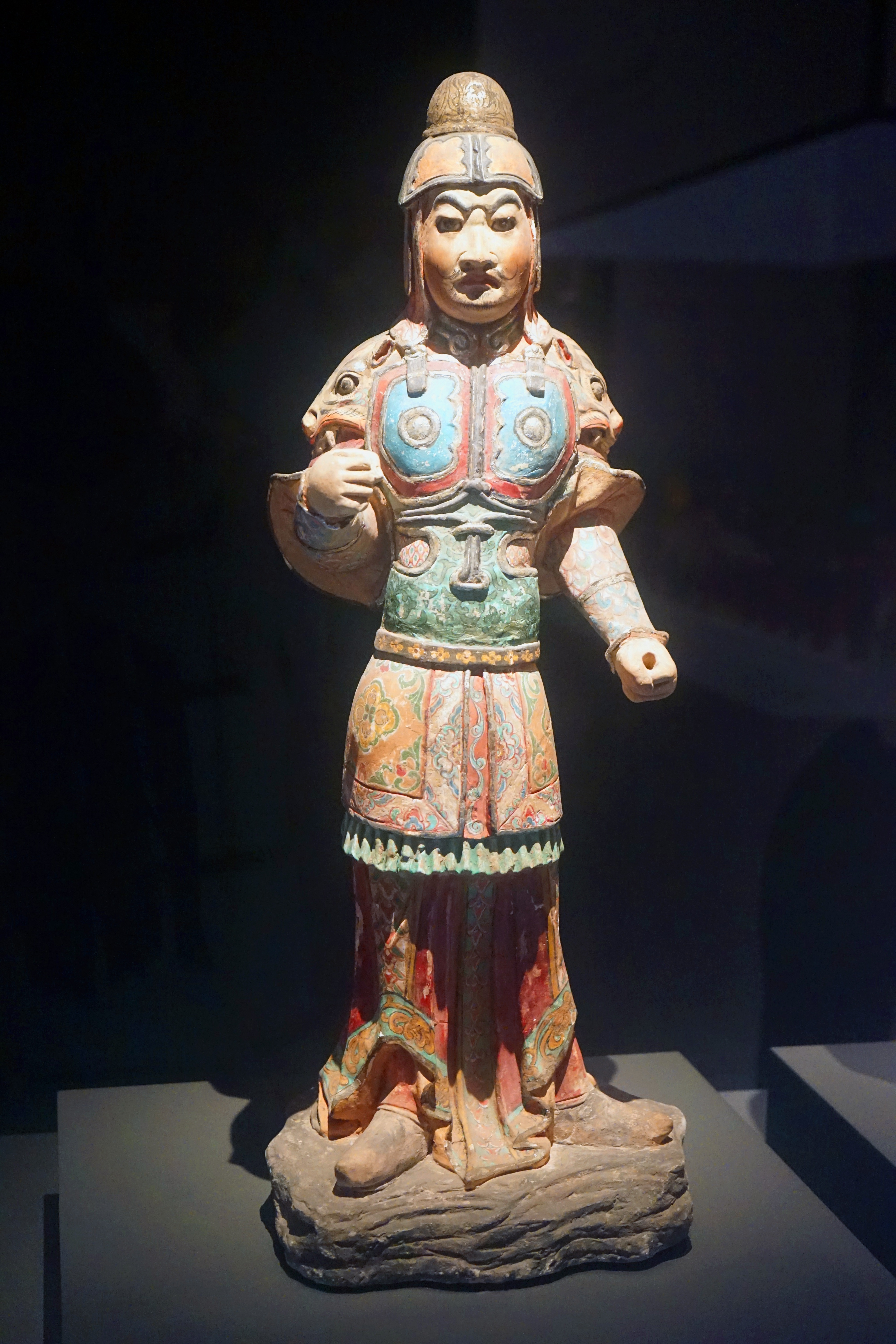
Figura dipinta del VII secolo di un ufficiale militare Tang
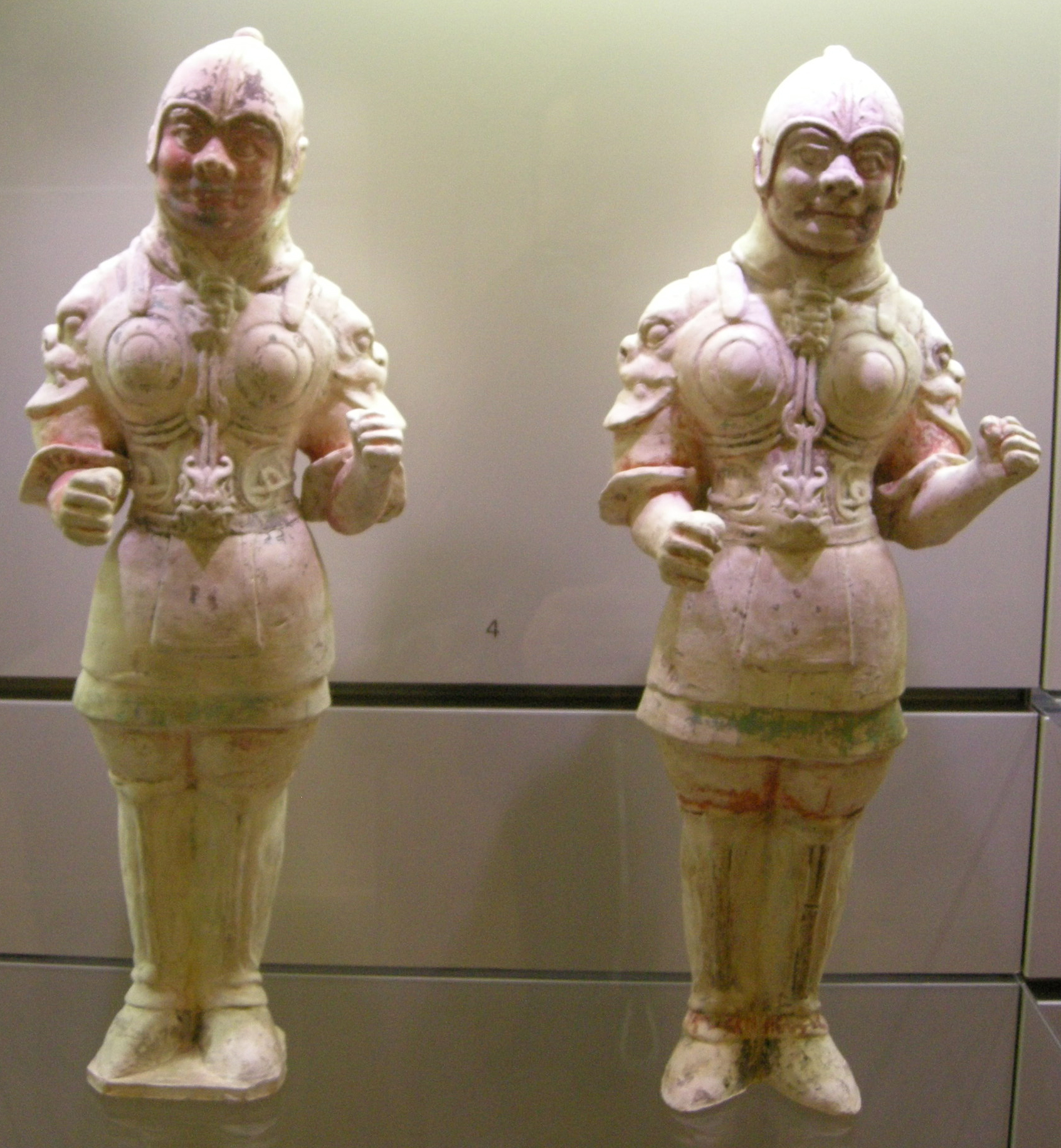
Statuine Tang con armatura in corda e placca

#### Cotta di maglia
La maglia di ferro era già nota ai Cinesi dal 384, quando i loro alleati Kuchi arrivarono indossando "un'armatura simile a una catena". Tuttavia l'armatura di maglia non fu più menzionata fino al 718, quando una missione tributaria da Samarcanda presentò all'imperatore Tang una cotta di maglia. La cotta di maglia fu successivamente migliorata sotto la dinastia Song per resistere meglio alle frecce: prob. tramite anelli interbloccati. Tuttavia la cotta di maglia non è mai stata utilizzata in numero significativo ed è stata sempre vista come un prezioso status symbol dei ricchi che potevano permettersela. La forma dominante dell'armatura cinese continuava ad essere lamellare.

#### Armatura a "scaglie-montagna"
L'armatura a "scaglie-montagna" (山文鎧S, shānwénkǎiP) compare durante la dinastia Tang (v.si Sei Statuti della dinastia Tang) ma i testi storici non forniscono alcuna spiegazione o diagramma di come funzionasse effettivamente né ci sono esempi sopravvissuti. Tutto ciò che si sa sulle armature a "scaglie-montagna" proviene da dipinti e statue, tipicamente dei periodi Song e Ming. Non era unica della Cina, poiché è stata trovata raffigurata in Corea, Vietnam, Giappone e persino Thailandia, tuttavia le raffigurazioni non religiose sono limitate solo a Cina, Corea e Vietnam.
Le teorie circa l'esatta natura dell'armatura a "scaglie-montagna" sono molteplici. Anzitutto, va precisato che i progetti di ricostruzione di questo tipo di armatura non sono riusciti a produrre buoni risultati. Secondo alcuni studiosi, quest'armatura era costituita da una moltitudine di piccoli pezzi di ferro o acciaio in foggia di tridente, rassomiglianti l'ideogramma cinese 山S, lett. "montagna". Le scaglie erano intrecciate e rivettate su un supporto in tessuto o pelle. Copriva il busto, le spalle e le cosce pur rimanendo comoda e sufficientemente flessibile per consentire il movimento: si costituiva quindi come un surrogato all'armatura lamellare quale nuova tipologia di armatura standard. Secondo altri, l'armatura a "scaglie-montagna" non è mai esistita ed è semplicemente il risultato di rappresentazioni molto stilizzate di alcune cotte di maglia. Tuttavia, le rappresentazioni note di cotte di maglia nell'arte cinese non corrispondono a quelle dell'armatura a "scaglie-montagna".

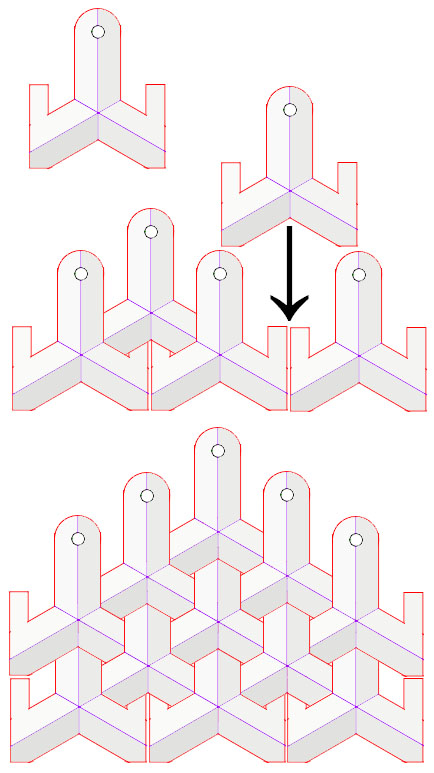
Schema incastro delle scaglie/lamelle nell'armatura a "scaglie-montagna"
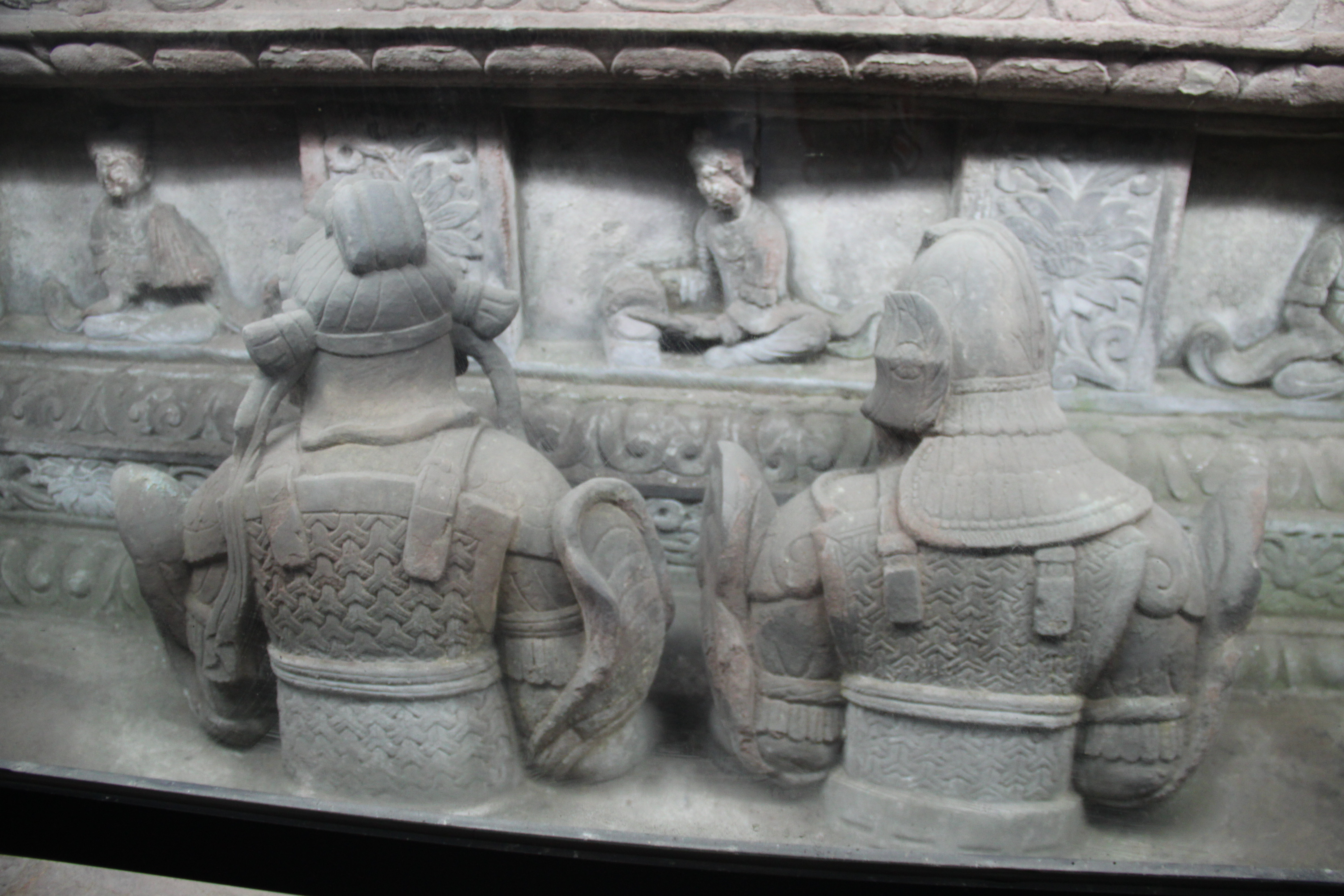
Guardiani della tomba Tang che indossano armatura a "scaglie-montagna" - Tomba di Wang Jian (900 circa)
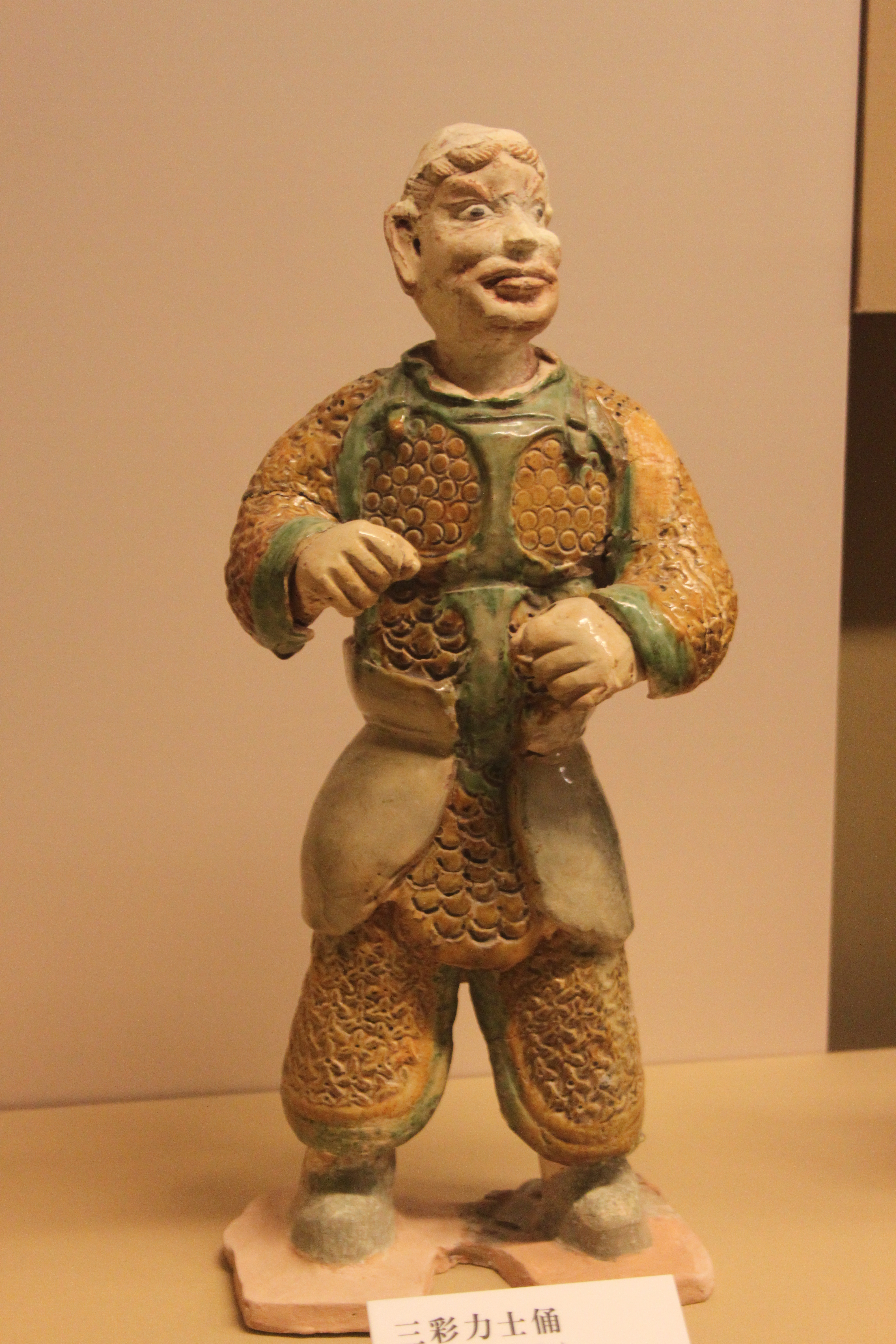
Soldato Tang che indossa una combinazione di maglia, corda-e-piastra e armatura a "scaglie-montagna".
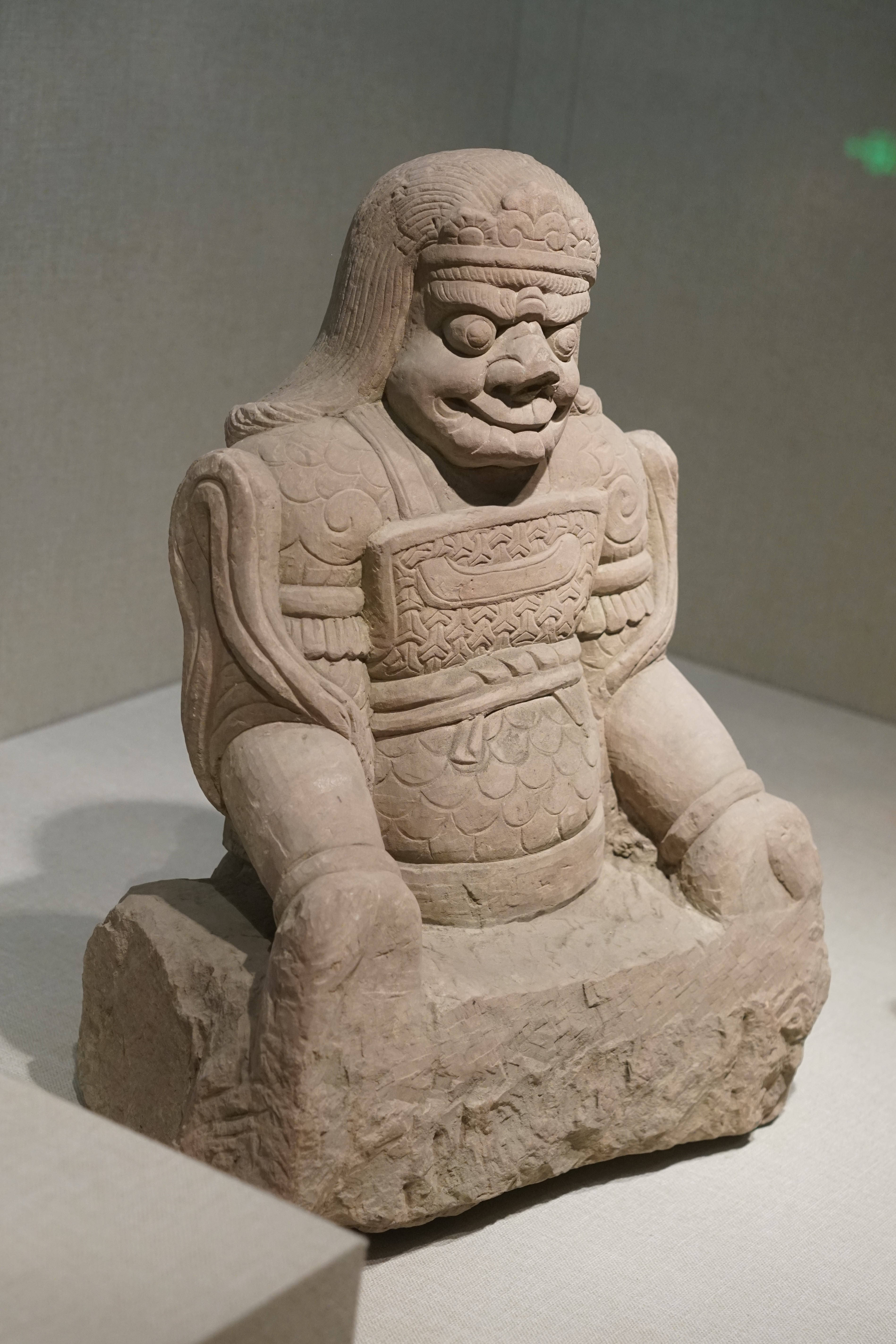
Guardiano di pietra del Periodo delle Cinque Dinastie e dei Dieci Regni che indossa un'armatura a "scaglie-montagna".
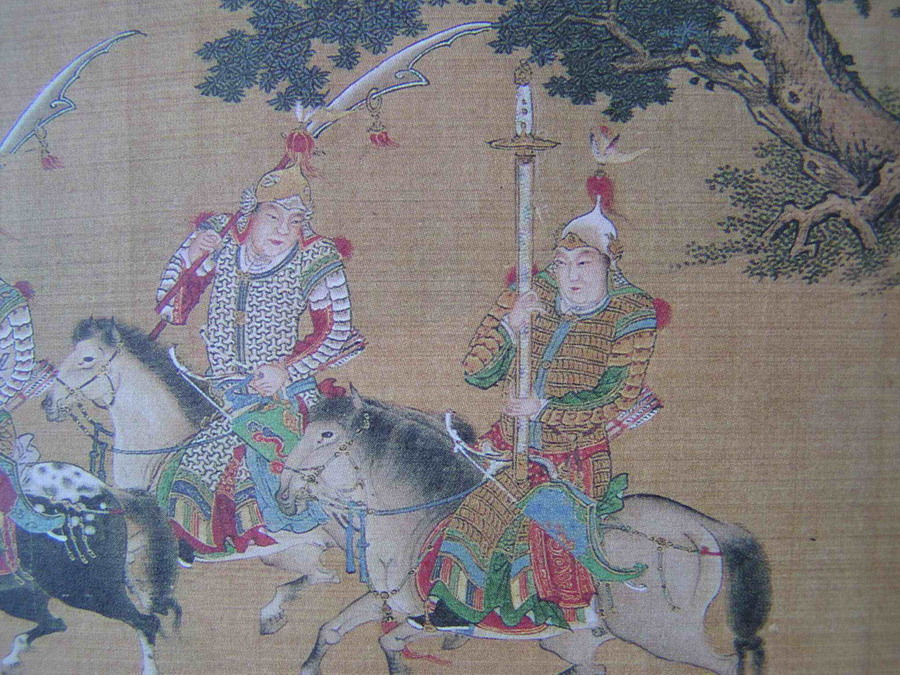
Soldati Ming con armature lamellari e armature a "scaglie-montagna"
Armatura a "scaglie-montagna" nota come "Armatura da bestia Tang" (tang ni kai)
armatura a "scaglie-montagna" (Paraspalle)
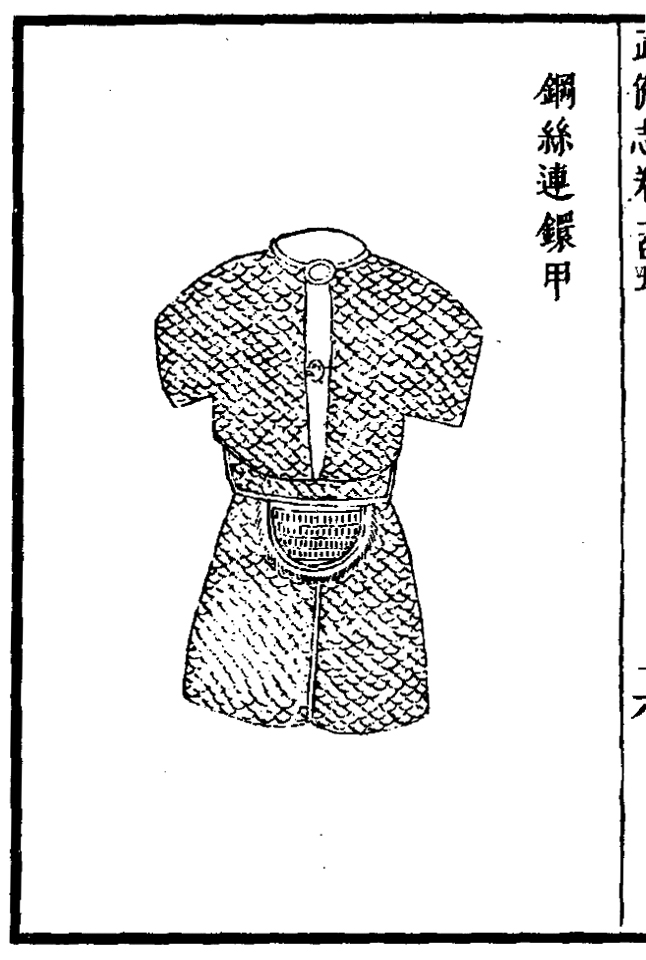
armatura a "scaglie-montagna" Ming - il testo dice "filo d'acciaio che collega l'armatura ad anello".

#### Armatura "splendente"
In epoca Tang, gli alti ufficiali cinesi iniziarono ad utilizzare l'armatura a specchio (護心鏡S, hùxīnjìngP) come protezione aggiuntiva per il torace. Come consuetudine anche presso altre culture interessate dalla diffusione dell'armatura a specchio (es. India), i cinesi la portavano sopra un'altra armatura (lamellare, "scaglie-montagna", o pelle/stoffa). Questa panoplia, nel suo insieme, costituiva la c.d. "armatura splendente".

### Cinque dinastie e dieci regni (907–960)

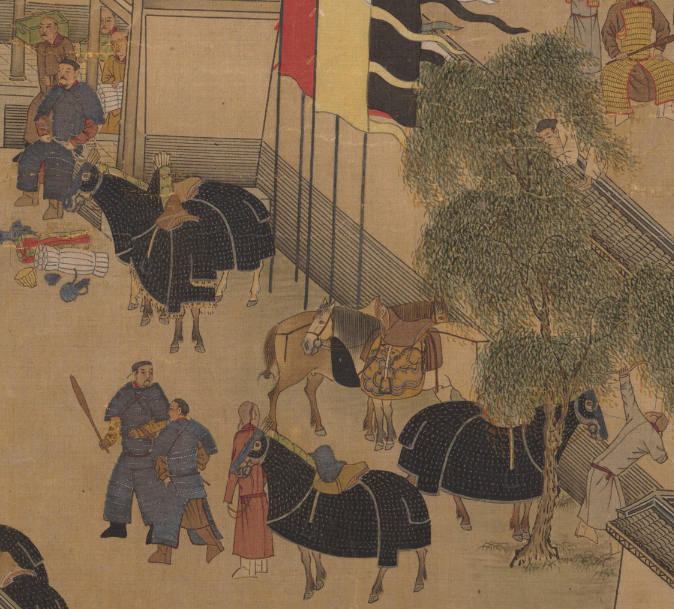
Raffigurazione "storica" Song dei nomadi Xiongnu, raffigurati come Kitai.

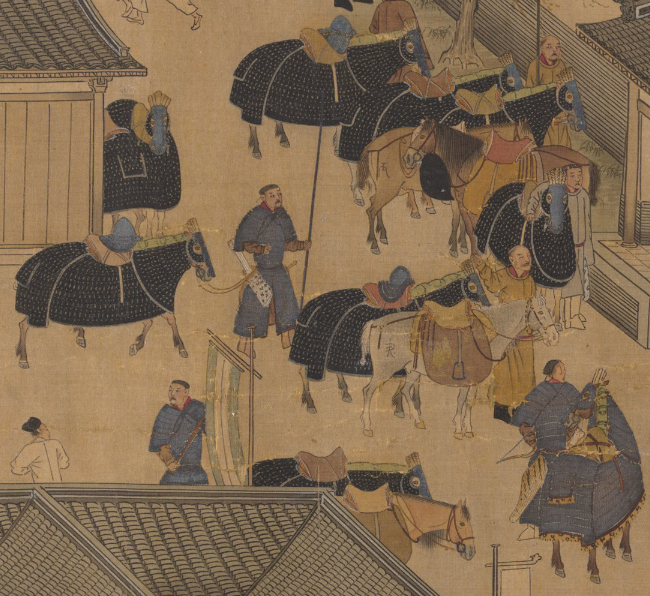
Cavalleria kitana.

Nel 907, il generale Tang Zhu Wen prese per sé il trono, eliminò la vecchia dinastia ed avviò un cinquantennio d'instabilità politica per la Cina noto come "Cinque dinastie e dieci regni" durante il quale il Nord della Cina vide l'avvicendarsi di cinque dinastie di durata effimera, mentre nella zona meridionale del paese si affermarono invece i dieci regni. Grande influenza in Cina, in questo periodo, venne esercitata dalle popolazioni turco-mongole: es. i turchi Shatuo fondarono tre delle Cinque Dinastie e uno dei Dieci Regni. Fu l'ultimo prolungato periodo di frammentazione politica del paese.

#### Armatura di carta
Durante le guerre tra gli Zhou posteriori e i Tang meridionale, i civili Tang crearono "Armature bianche" dal nome dell'armatura di carta bianca che indossavano. Questi eserciti civili Tang hanno avuto un certo successo nel cacciare piccoli contingenti di forze Zhou ma hanno evitato il confronto con l'esercito. La milizia dell'armatura bianca fu successivamente riunita per combattere contro la dinastia Song ma si rivelò inefficace e fu sciolta.
I successivi testi Ming forniscono descrizioni di armature di carta. Una versione era fatta di carta di seta e funzionava come un gambesone indossato sotto un'altra armatura o da solo. La carta di seta potrebbe essere utilizzata anche per le protezioni per le braccia. Un'altra versione utilizzava carta più spessa e flessibile, martellata morbida e fissata con borchie. Si dice che questo tipo di armatura di carta abbia funzionato meglio se inzuppato d'acqua.
L'armatura di carta era ancora indossata dagli Hui nello Yunnan alla fine del XIX secolo. Era composta da carta di corteccia in strati di 30-60 fogli, seta e cotone ed era considerata una protezione abbastanza buona contro le palle di moschetto e le baionette che rimanevano bloccate negli strati di carta ma non contro i proiettili dei fucili a culatta a distanza ravvicinata.

### Dinastia Liao (907–1125)
Sfruttando l'emigrazione dei turchi Uiguri verso ovest e la caduta della dinastia Tang, i mongoli Kitai fondarono la Dinastia Liao con capitale Nanchino (attuale Pechino), divenendo una potenza rilevante a nord della pianura cinese che si espanse sistematicamente verso sud e ovest. A differenza di altri imperi originati da tribù nomadi, i Kitai preferivano combattere in fitte formazioni di cavalleria pesante piuttosto che nelle ampie formazioni di arcieri a cavallo: il loro schieramento standard prevedeva cavalleria leggera in avanguardia e una forza (doppia) di cavalleria pesante; anche gli schermagliatori erano corazzati. Le unità di cavalleria pesante kitana erano organizzate in gruppi di 500-700 uomini.

### Dinastia Song (960–1279)

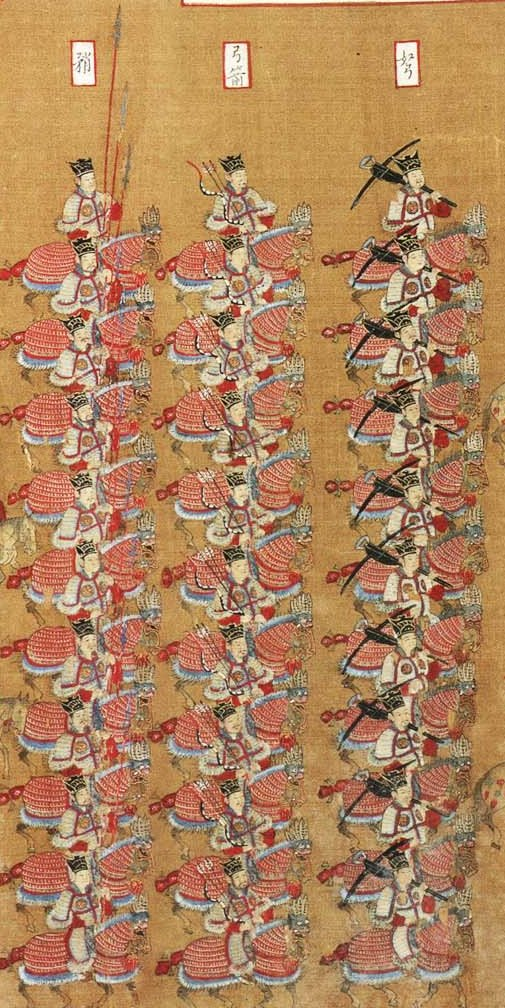
Cavalleria pesante Song.

Dopo aver usurpato il trono della dinastia dei Zhou posteriori, Song Taizu (regno 960–976) trascorse sedici anni conquistando il resto della Cina: riunificò la maggior parte dei territori una volta appartenuti agli imperi Han e Tang; stabilì a Kaifeng un forte governo centrale e fondò la dinastia Song. In quest'epoca divenne comune creare verruche su pezzi di armatura per imitare l'acciaio forgiato a freddo, un prodotto tipico della manifattura non-Han nel Qinghai moderno dovuto alle macchie di carbonio più elevato nell'acciaio originale: erano meramente estetiche. Secondo Shen Kuo, l'armatura costruita con acciaio forgiato a freddo era impenetrabile alle frecce lanciate da una distanza di 50 passi che, all'impatto, si danneggiavano. Tuttavia le balestre erano ancora apprezzate per la loro capacità di penetrare armature pesanti.
La Storia di Song osserva che «gli strumenti di guerra [della dinastia] erano estremamente efficaci, mai visti prima di allora [...] le loro armi e armature erano molto buone [ma] le loro truppe non erano sempre efficaci.»

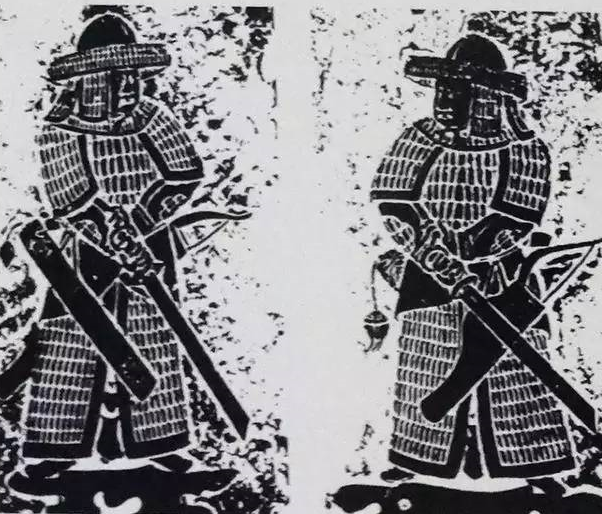
Soldati Song con armatura lamellare
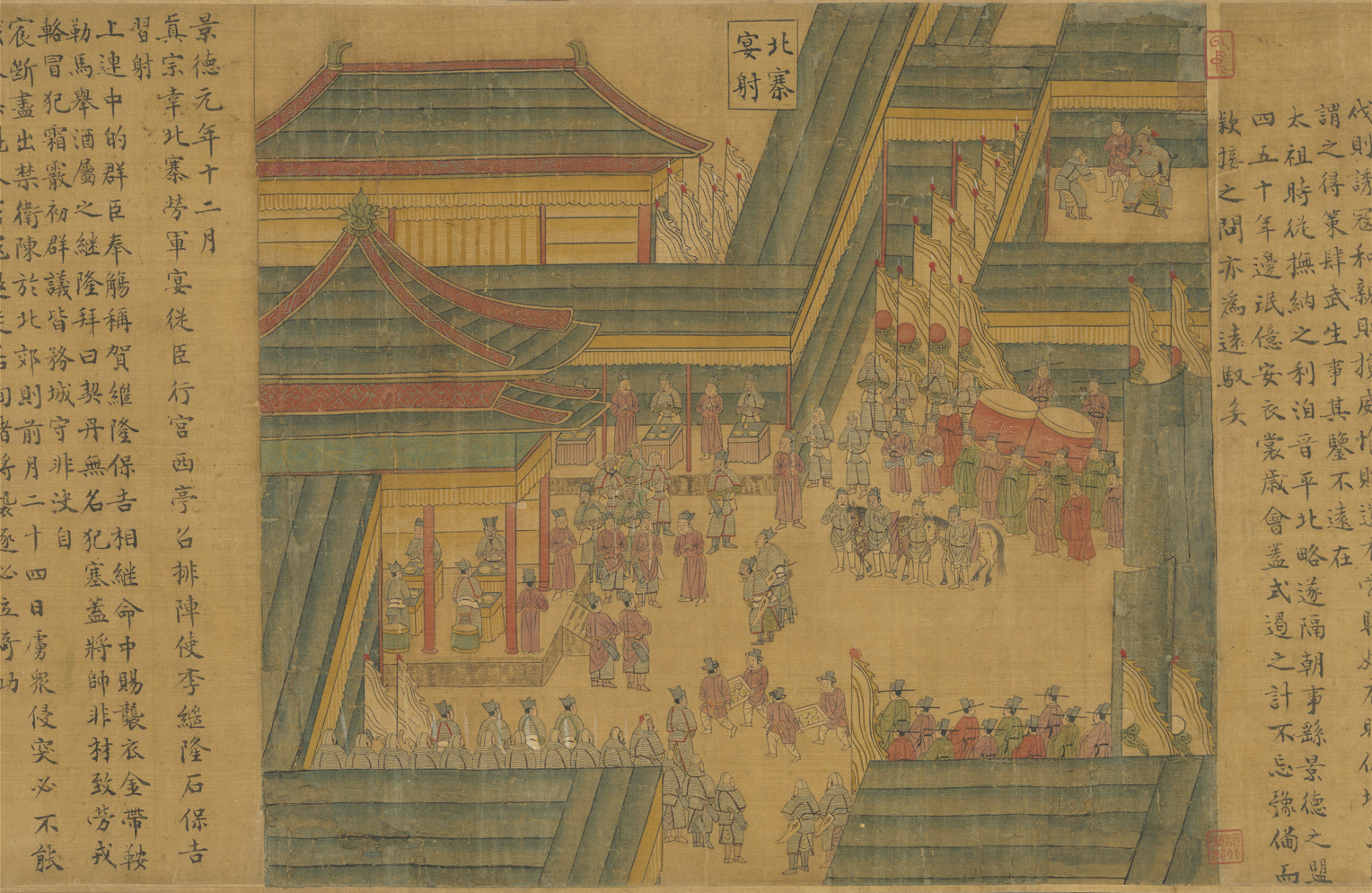
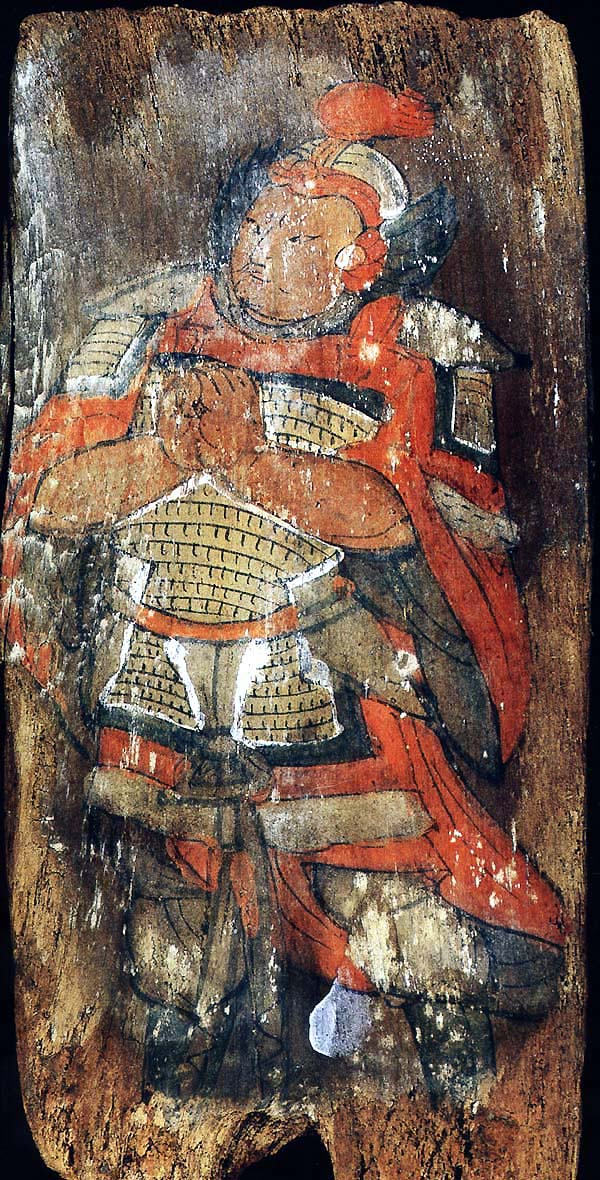
Guerriero Song in un murale dei Tangut
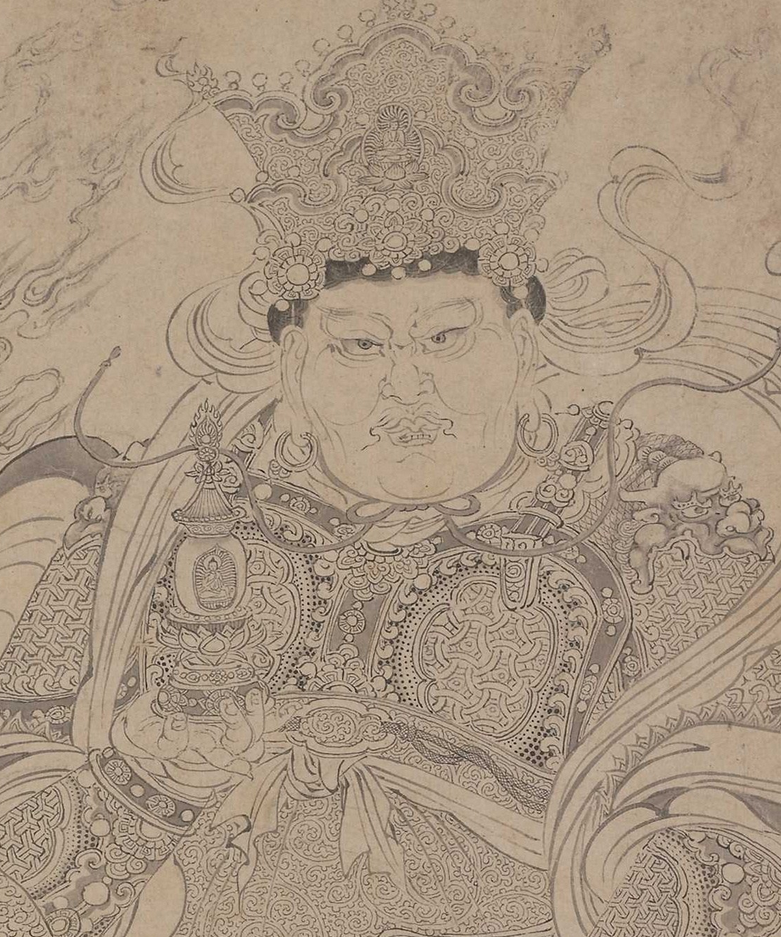
Divinità Song che indossa una cotta di maglia con armatura a "scaglie-montagna"
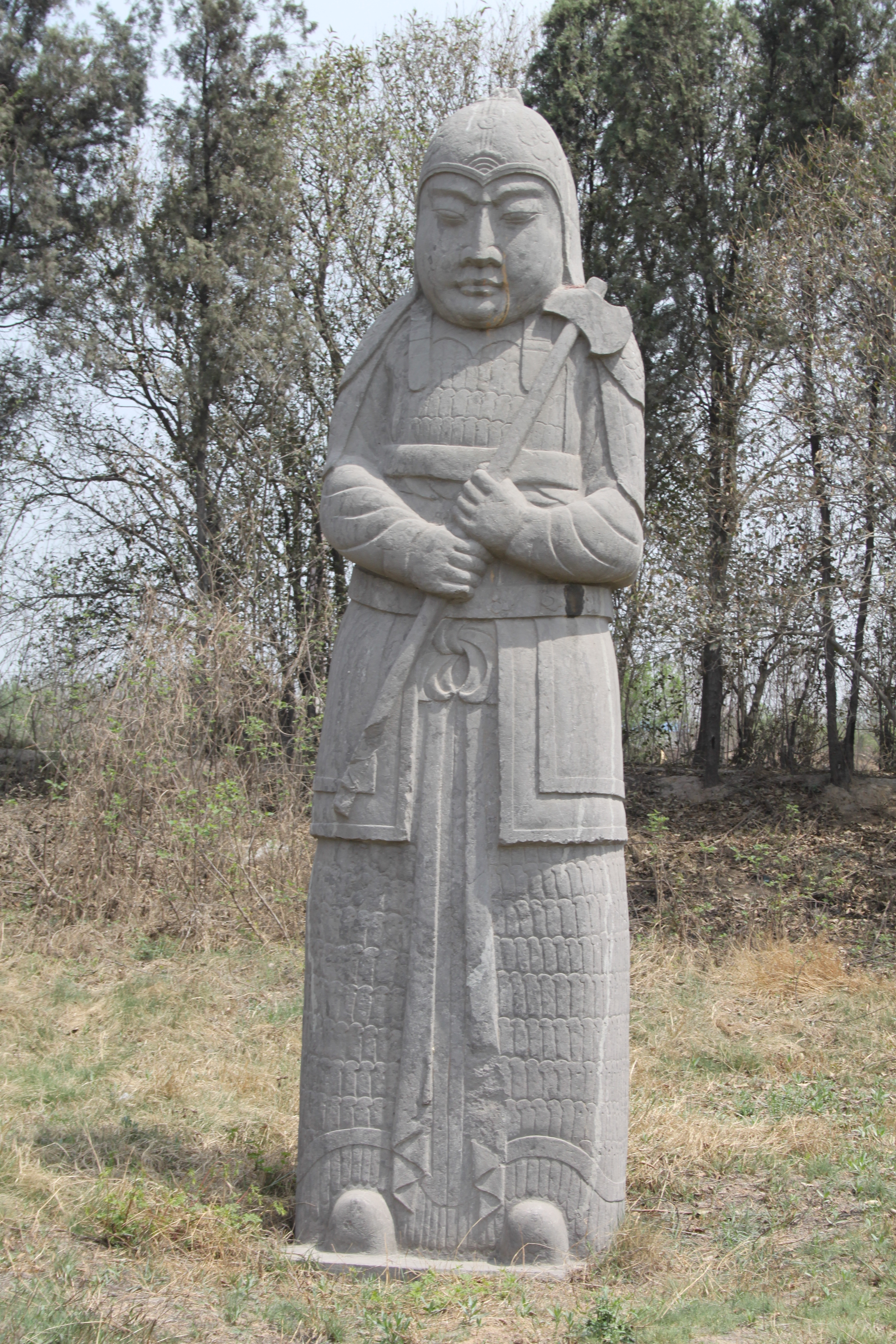
Guardiano di tomba Song in armatura lamellare che tiene una scure
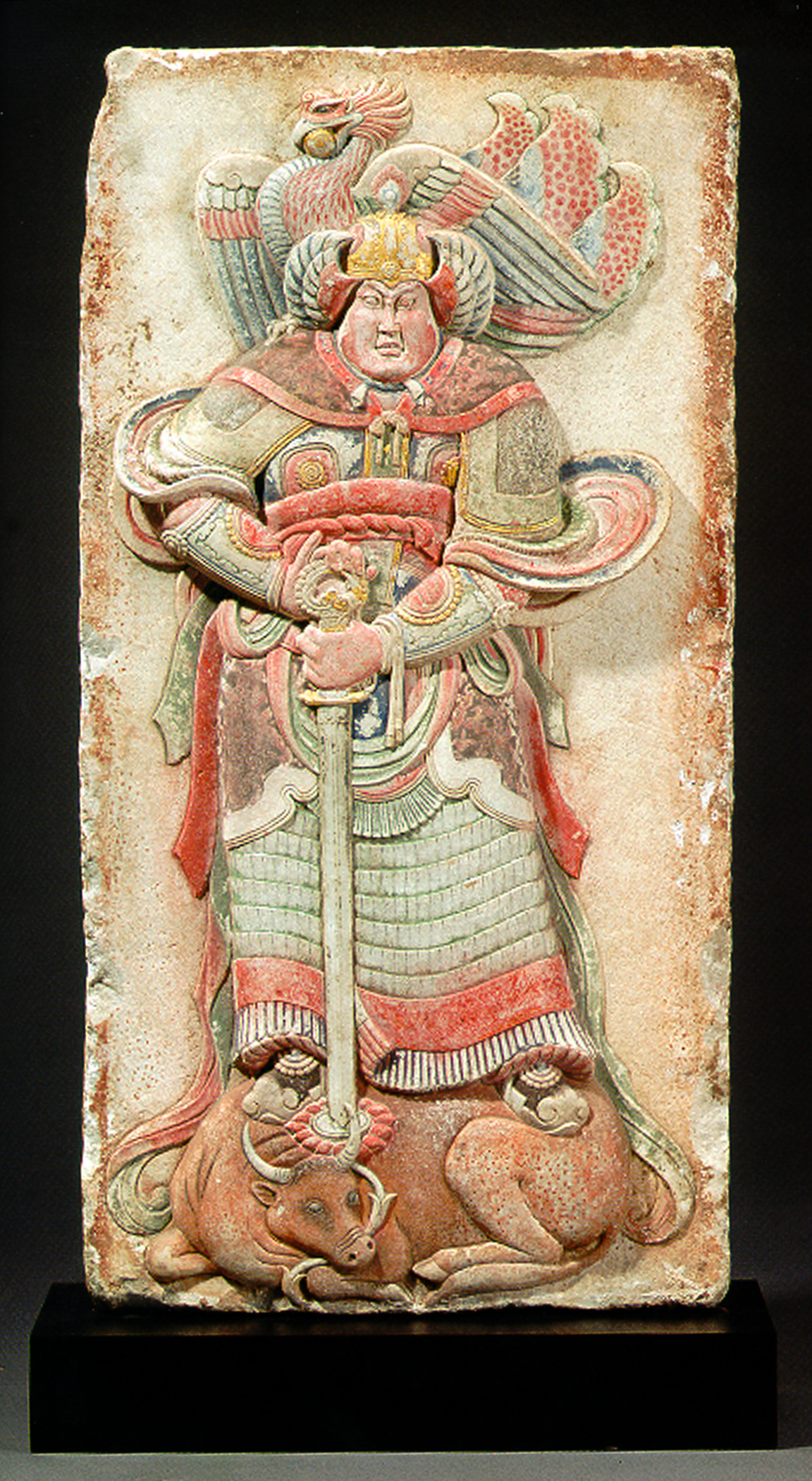
Divinità Song che indossa una gonna di corazzata lamellare - Tomba di Wang Chuzhi

### Dinastia Xia Occidentale (1038–1227)
Nel 1038, il popolo tibeto-birmano dei Tangut si assicurò il controllo dello strategico corridoio di Hexi, garante il controllo sulla rotta settentrionale della via della seta, grazie ad un esercito di 500.000 uomini nel quale la cavalleria pesante giocava un ruolo marginale (3.000 unità in tutto). La neonata Dinastia Xia occidentale, con capitale a Xingzhou, contese pertanto ai Liao ed ai Song il controllo sulla Cina.

### Dinastia Jīn (1115–1234)
Nel 1115, il khan Aguda dell'impero-nomade tunguso degli Jurchen si proclamò imperatore dopo aver sconfitto la dinastia Liao e fondò la dinastia Jīn, impegnandosi poco dopo anche in guerra contro i Song. Entro il 1125, i Jīn assorbirono i Liao ed occuparono la loro capitale, ribattezzandola Zhongdu (attuale Pechino). Gli Jurchen avevano la reputazione di fabbricare armature e armi di alta qualità. Utilizzavano sia l'armatura di metallo sia quella trapuntata. L'esercito Jurchen era organizzato in unità di mille e di cento uomini. Ogni centuria era composta da due cinquantine d'uomini dette punian. Ogni punian si schierava su cinque file di 10 uomini di cui 20 lancieri/alabardieri in armatura e 30 arcieri.
Nel 1232, gli Jurchen usarono bombe in ghisa contro i Mongoli di Ögödei Khan per difendere la loro nuova capitale, Kaifeng (Zhongdu era stata saccheggiata da Gengis Khan nel 1215). La Storia di Jīn afferma che il fuoco creato dall'esplosione potava penetrare anche nelle armature di ferro.

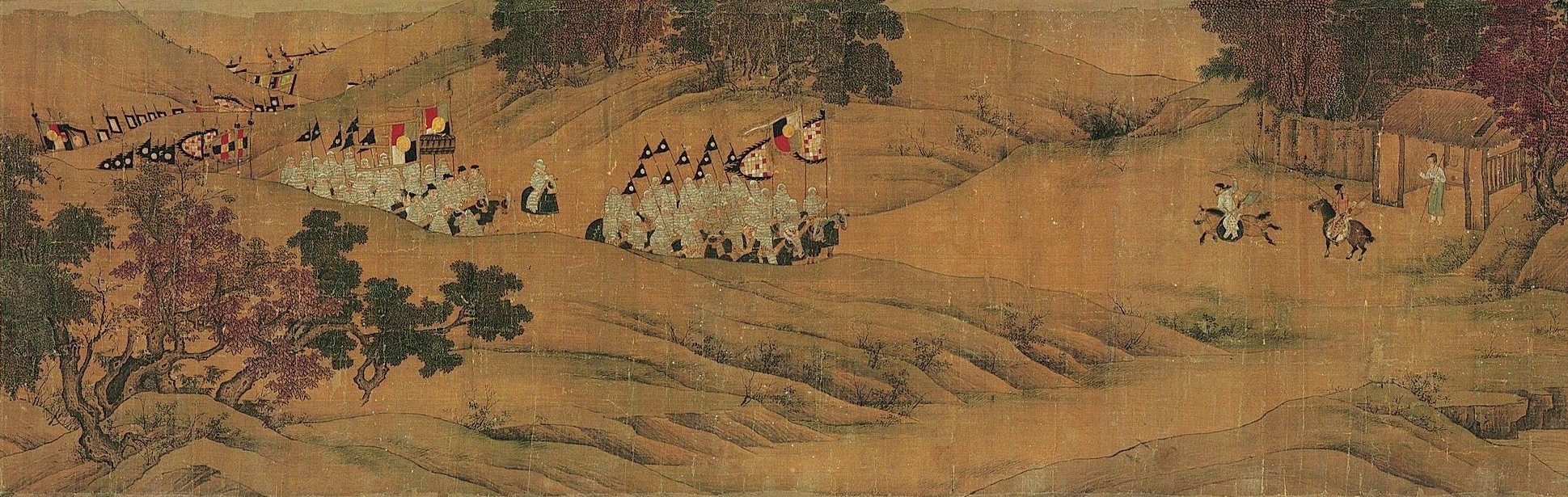
Cavalleria Jurchen con armature tp. "pagoda di ferro"
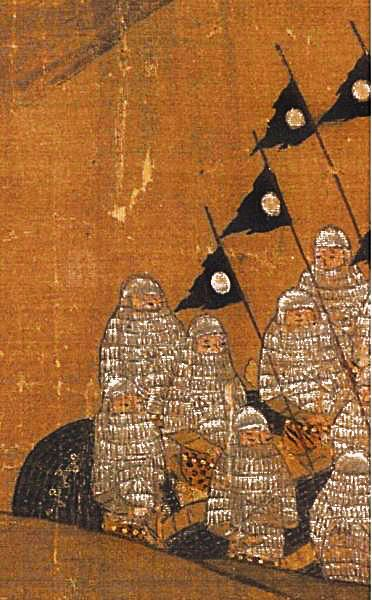
Cavalleria Jurchen con armature tp. "pagoda di ferro" (particolare)
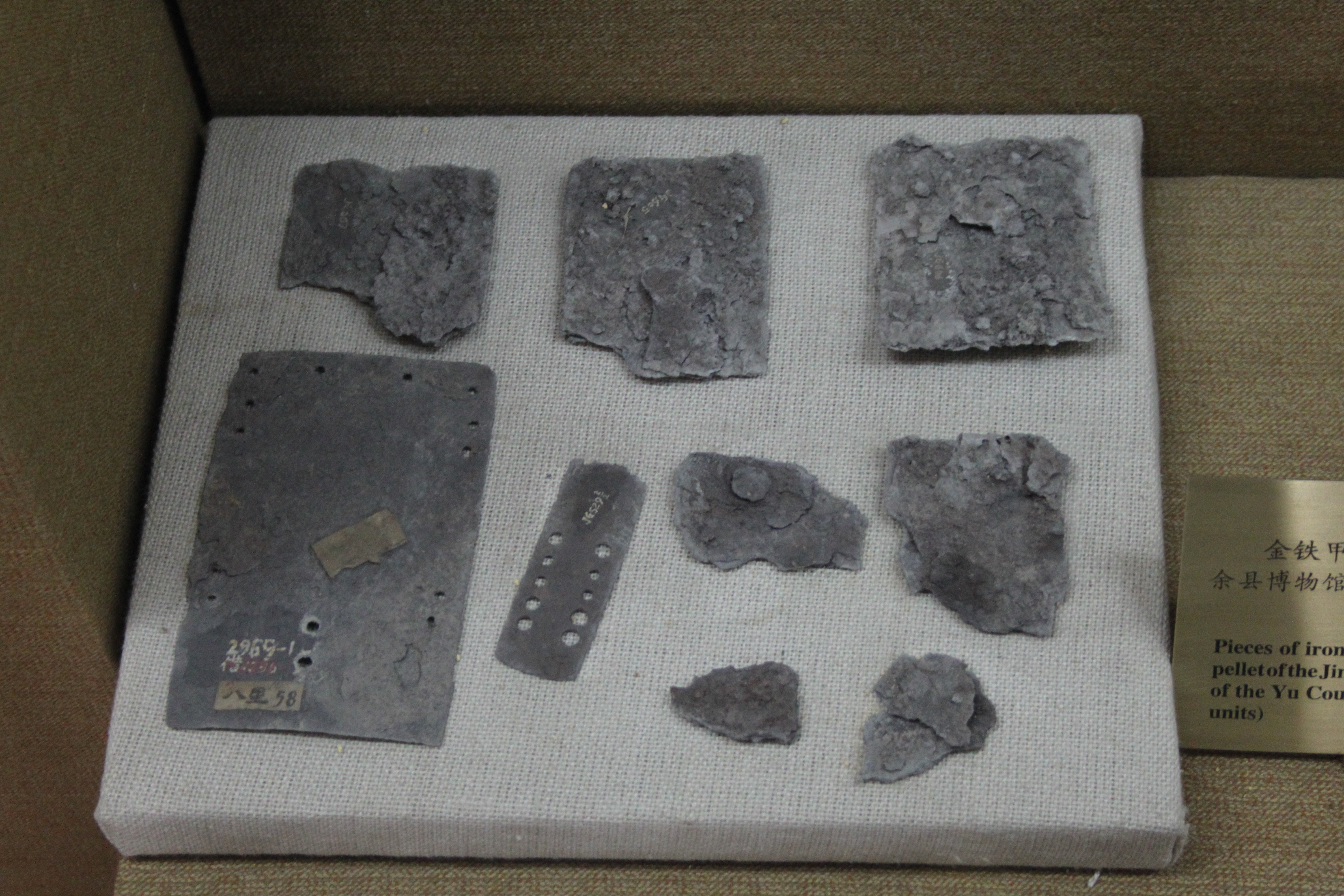
Armatura lamellare Jin (reperti)

### Dinastia	Yuan (1271–1368)
L'invasione mongola della Cina, avviata da Gengis Khan, portò alla riunificazione della Cina sotto la dinastia Yuan fondata da Kublai Khan, nipote di Gengis Khan, ed aprì un secolo di dominazione diretta (e oltre sei secoli d'influenza culturale indiretta) dei Mongoli sul Celeste Impero. Il motivo per cui furono i Mongoli, rispetto ad altri popoli della steppa, a prevalere sui Cinesi fu, secondo Meng Hong, la loro maggior disponibilità di ferro. Fonti sia cinesi sia europee concordano sul fatto che i mongoli indossassero un'armatura consistente in grado di fermare le frecce. Una fonte Song riporta infatti che l'unico modo per abbattere i mongoli pesantemente corazzati era usare piccole frecce in grado di entrare nelle fessure per gli occhi del loro elmo. Secondo Tommaso Arcidiacono, le frecce mongole erano in grado di penetrare tutti i tipi di armatura conosciuti all'epoca ma la loro armatura di cuoio poteva resistere alle frecce dei nemici. Tuttavia menziona anche che i Mongoli temevano le balestre.
Giovanni da Pian del Carpine (1182-1252) ci descrive accuratamente la panoplia mongola, confermando che le impenetrabili armature mongole non differivano molto dalle consuete armature lamellari cinesi:
(Historia Mongalorum)
Come parte dell'Impero mongolo, la Cina degli Yuan risentì pesantemente della nuova linea estetica (tanto per le armature quanto per le armi) dettata dai conquistatori.

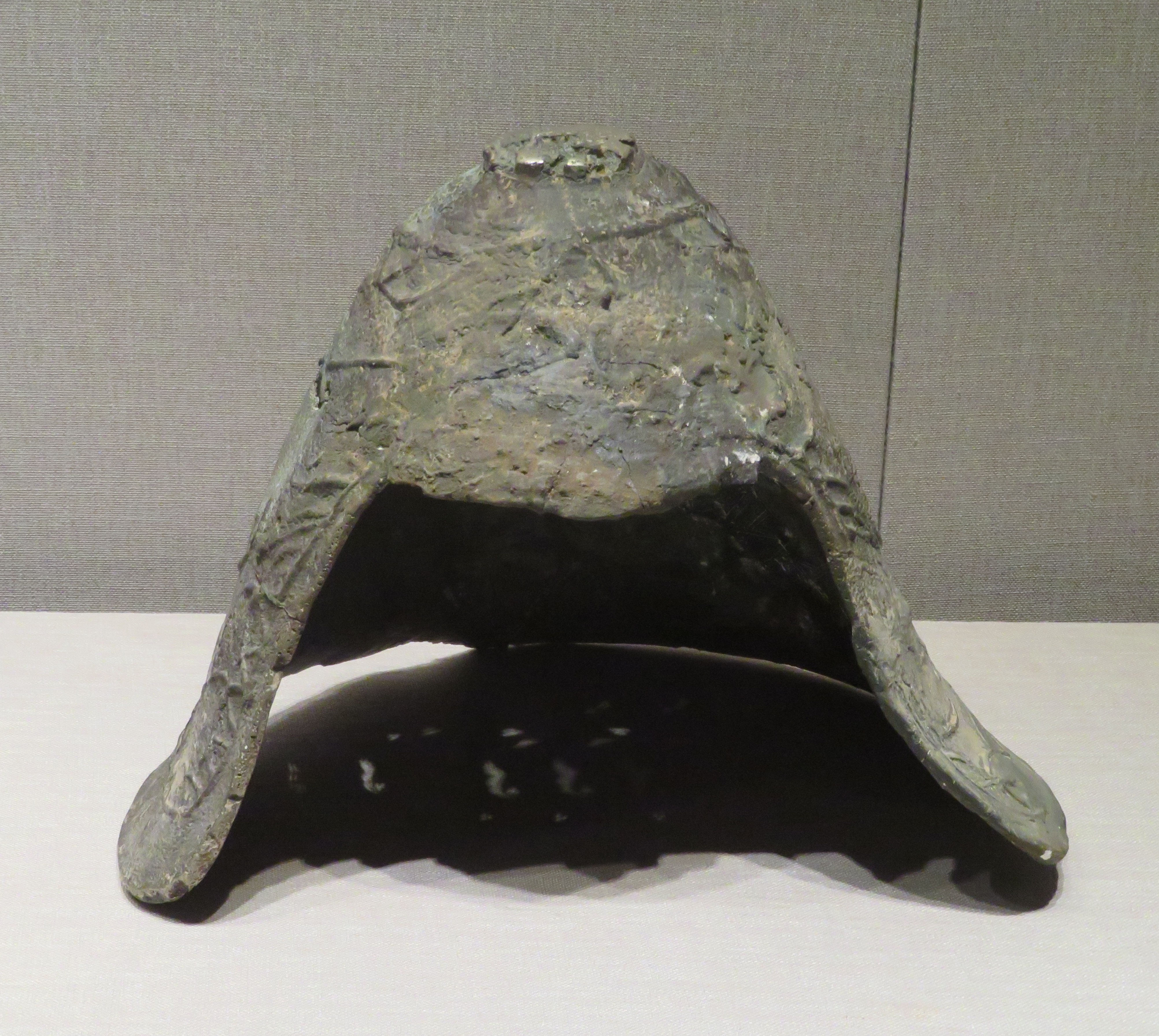
Elmo in bronzo dell'Impero mongolo
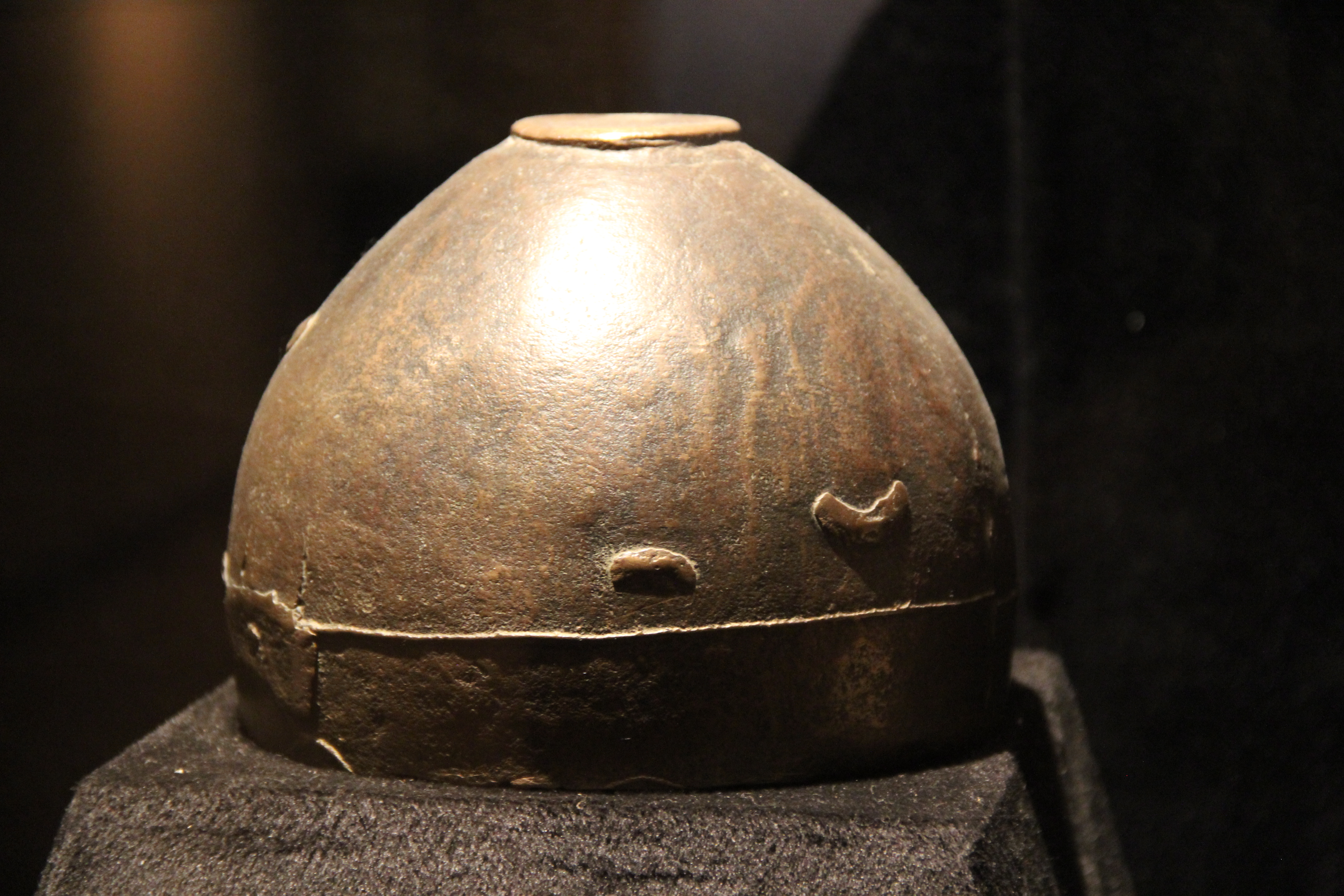
Elmo in ferro dell'Impero mongolo
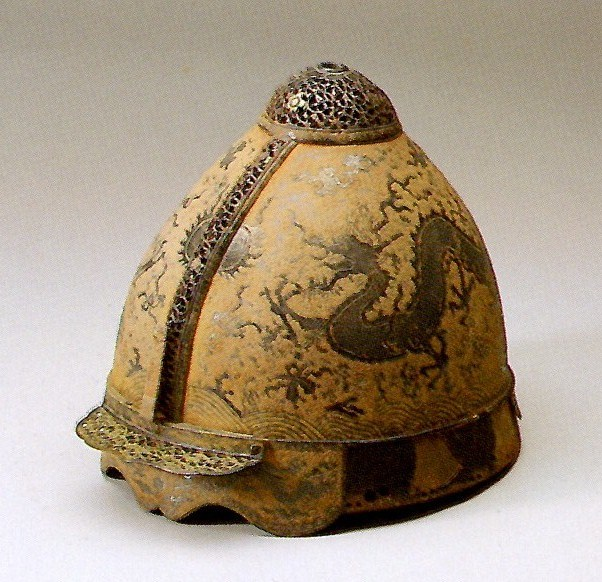
Elmo Yuan
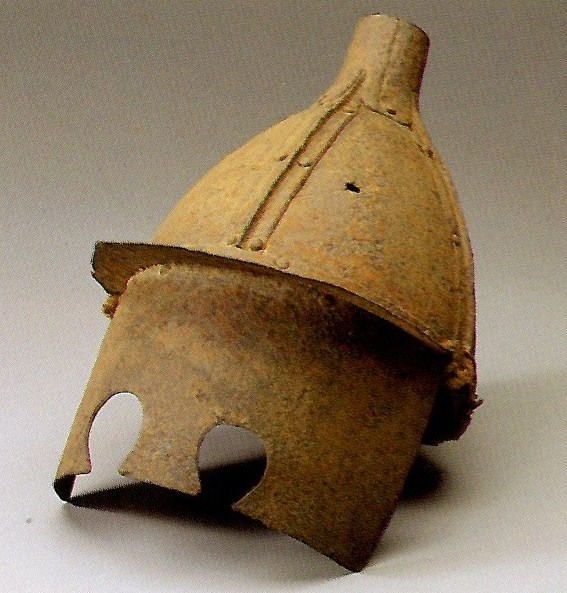
Elmo Yuan
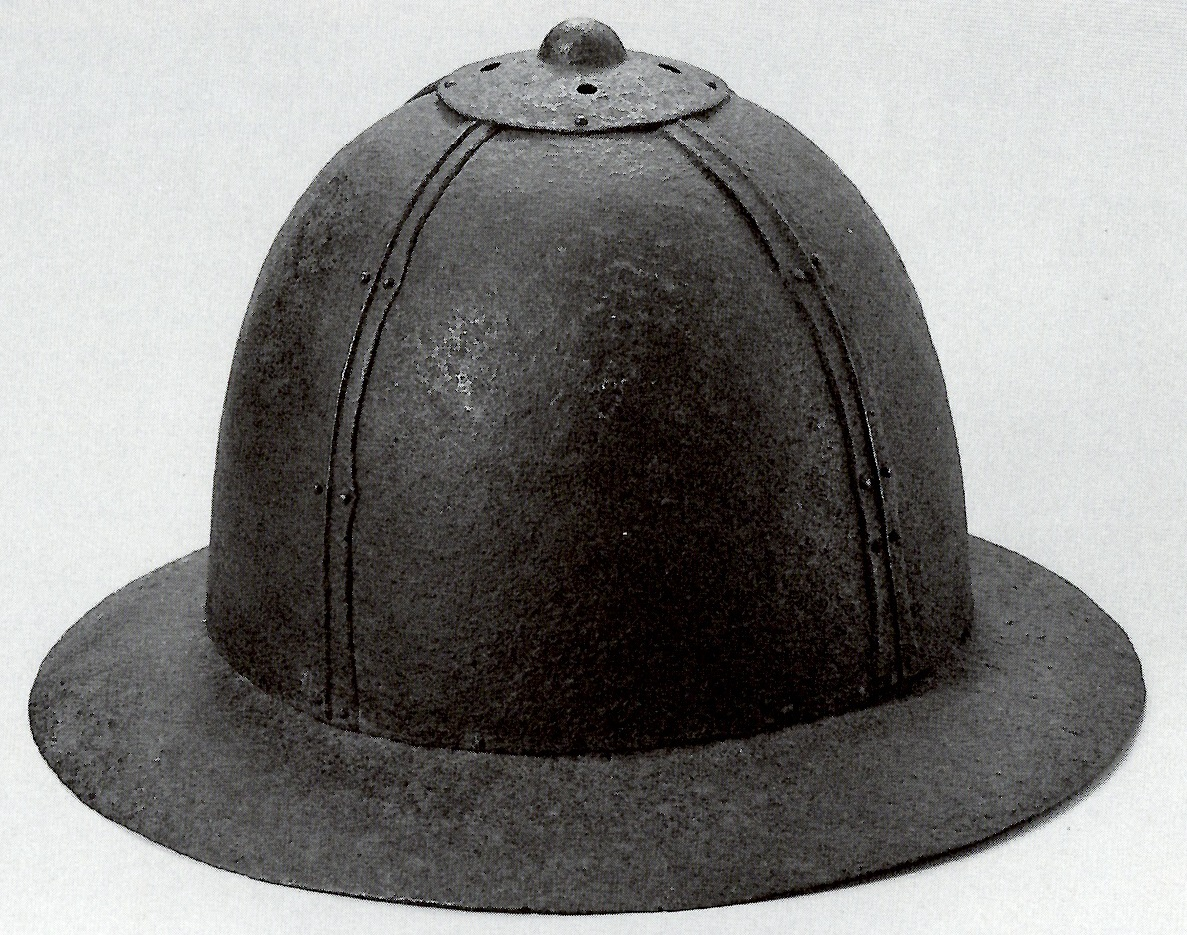
Elmo Yuan
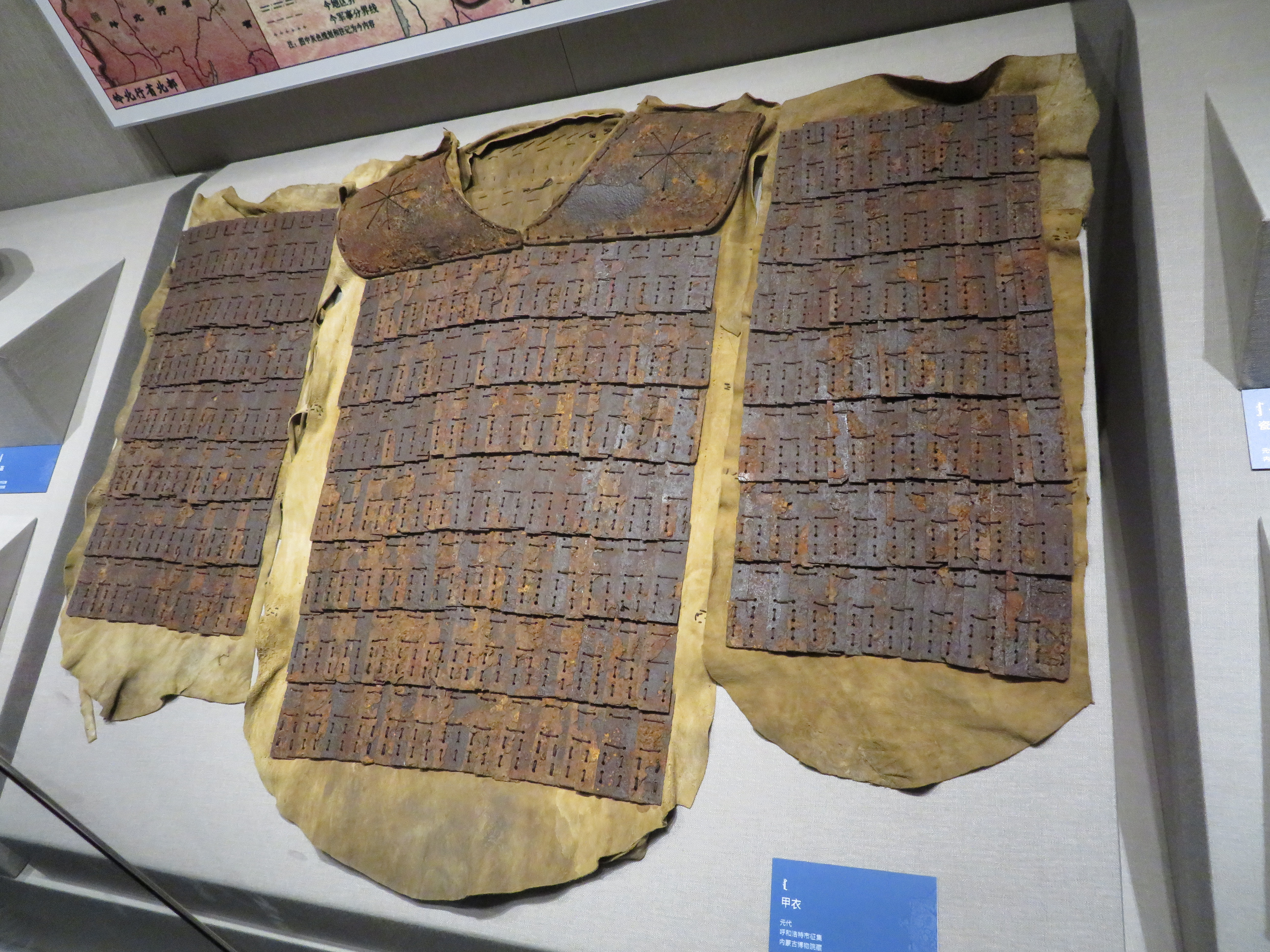
Armatura lamellare Yuan
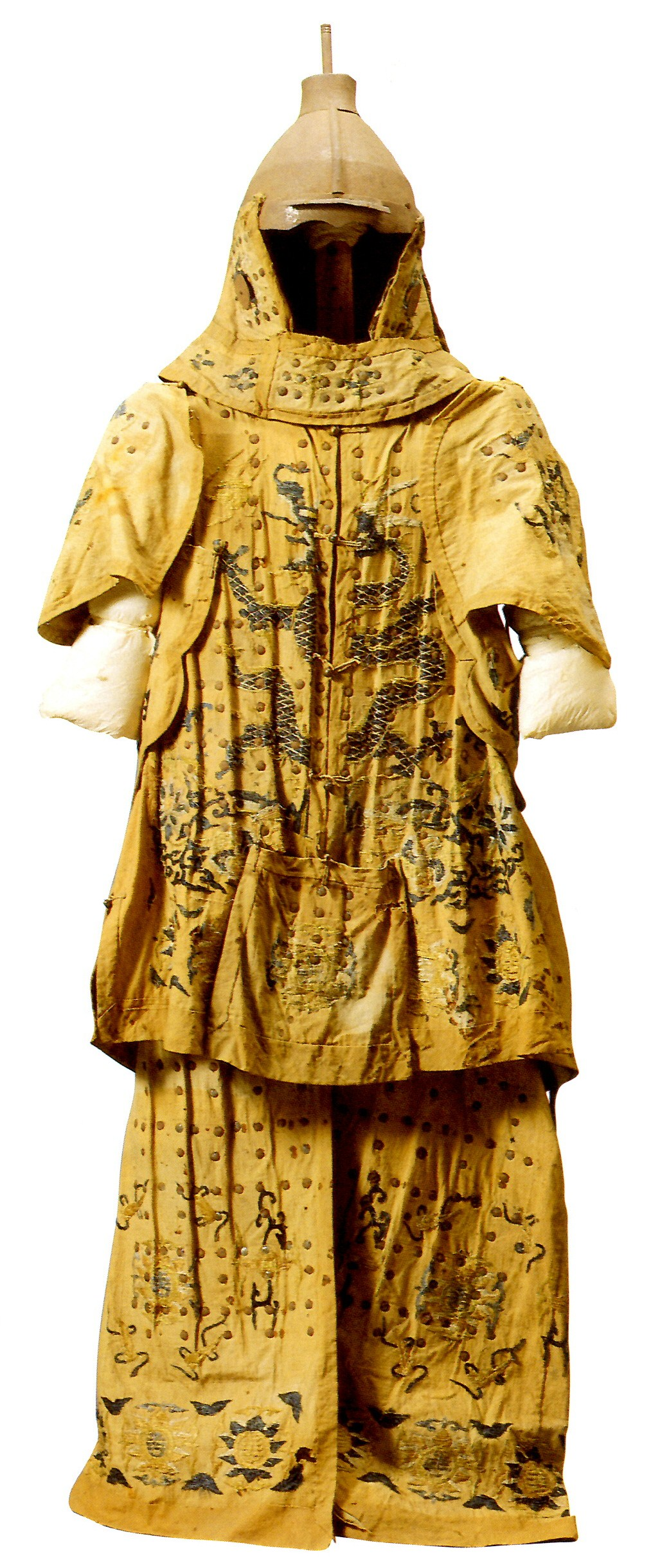
Brigantina Yuan

## Armature del tardo impero

### Dinastia Ming (1368–1644)

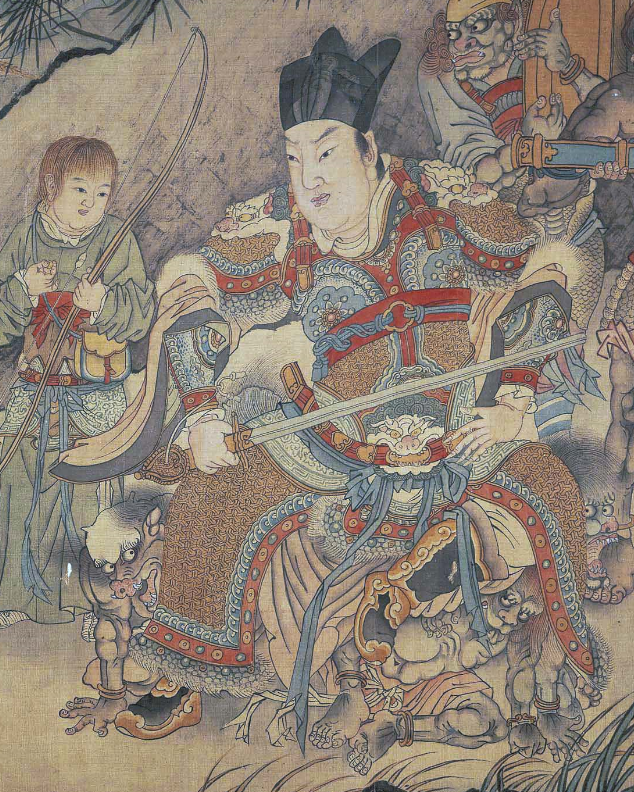
Soldato Ming in armatura-montagna.

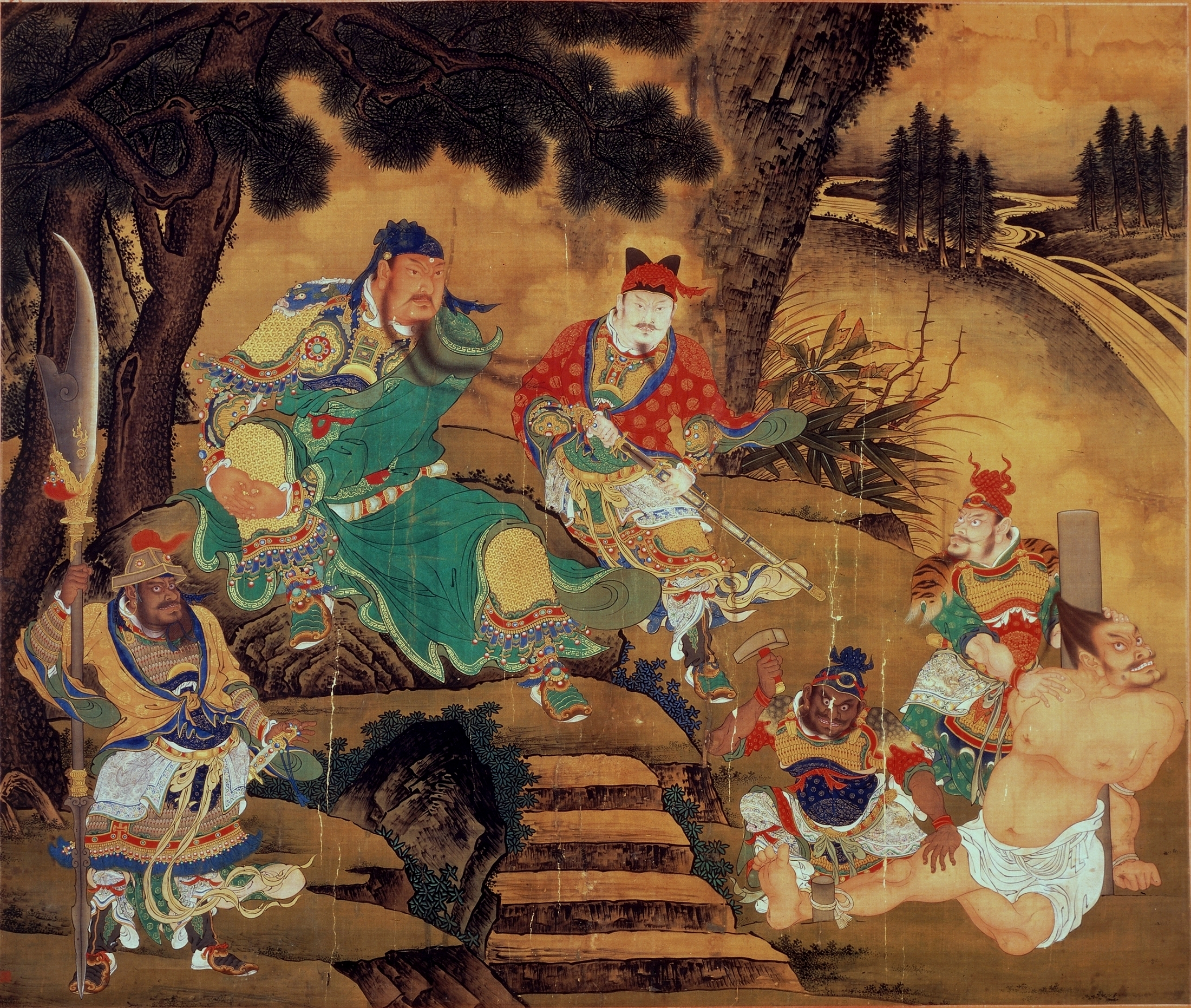
Guan Yu in armatura-montagna.

Nel 1368, Zhu Yuanzhang cavalcò il malcontento Han verso i Mongoli organizzando una rivolta che scacciò gli Yuan nella nativa Mongolia e portò alla fondazione della dinastia Ming che avrebbe retto la Cina per i successivi tre secoli, traghettando il paese nell'Età Moderna e in una nuova fase di rinascita e splendore.
Al tempo dei Ming, la maggior parte dei soldati non indossava l'armatura, riservata agli ufficiali e a una piccola parte delle diverse centinaia di migliaia d'uomini che componevano l'esercito Ming. Parimenti, la barda era usata solo da una piccola porzione della cavalleria, ormai una minuscola porzione dell'armata sinica. Le unità di mercenari mongoli presenti nell'esercito Ming (fond. truppe di cavalleria) continuarono probabilmente ad utilizzare le loro armature tipiche.
L'uso dell'armatura declinò perché fu al tempo dei Ming che si diffuse l'uso bellico massivo delle armi da fuoco, sia campali sia portatili. Era già stato riconosciuto dal primo ufficiale di artiglieria Ming Jiao Yu che i cannoni "si sono comportati come draghi volanti, in grado di penetrare strati di armatura". I soldati completamente corazzati potevano e venivano uccisi dai cannoni. Il Maresciallo Ming Cai era una di queste vittime. Un racconto dal lato nemico afferma: "Le nostre truppe hanno usato cannoni da fuoco per sparargli e abbatterlo, e il grande esercito lo ha rapidamente sollevato e riportato alle sue fortificazioni". È possibile che l'armatura cinese abbia poi rivelato una qualche utilità nel bloccare le palle di moschetto. Uno scudo composito di diversi strati di materiale noto come Duo Qian Fang Pai (lett. "scudo di difesa cattura piombo") è stato progettato specificamente per fermare i proiettili. Secondo i giapponesi, durante la battaglia di Jiksan, i cinesi indossavano armature e usavano scudi che erano almeno parzialmente anti-proiettile.
Frederick Coyett descrisse l'armatura lamellare Ming come una protezione completa dalle "armi leggere" anche se a volte viene erroneamente tradotta come "proiettili di fucile":
(Frederick Coyett)
I portatori di razzi spesso indossavano armature pesanti per una protezione extra in modo che potessero sparare a distanza ravvicinata.

#### Brigantina
La brigantina (釘甲S, Dīng jiǎP) fu introdotta in Cina durante l'era Ming e consisteva in piastre rivettate ricoperte di tessuto.

#### Armatura a piastre
Parziale armatura a piastre a forma di corazza cucita insieme a tessuto è menzionata nel Wubei Yaolue (1638). Non si sa quanto fosse diffusa quest'armatura a piastre durante la dinastia Ming e nessun'altra fonte la menziona.

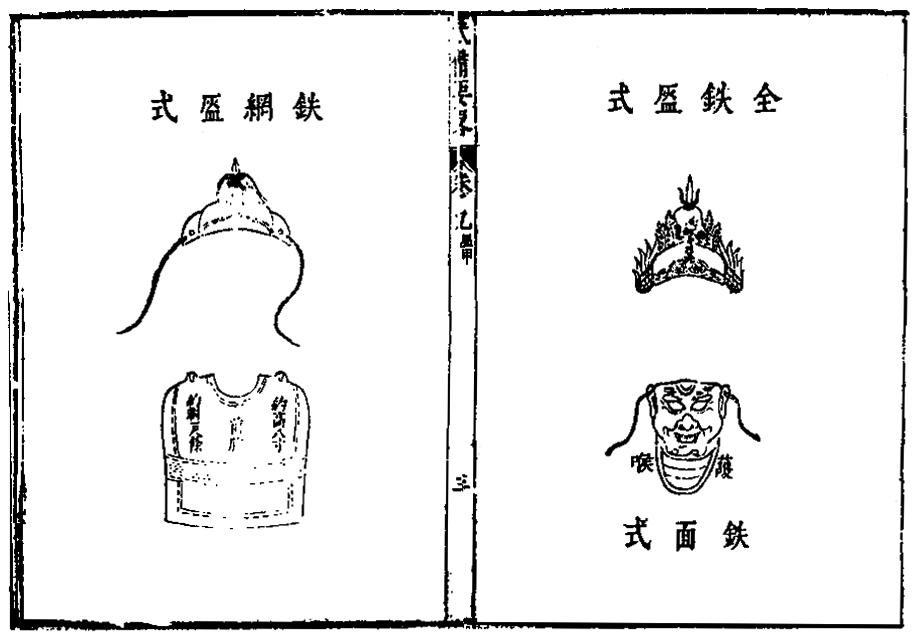
Elmo, corazza e maschera Ming dal Wubei Yaolue
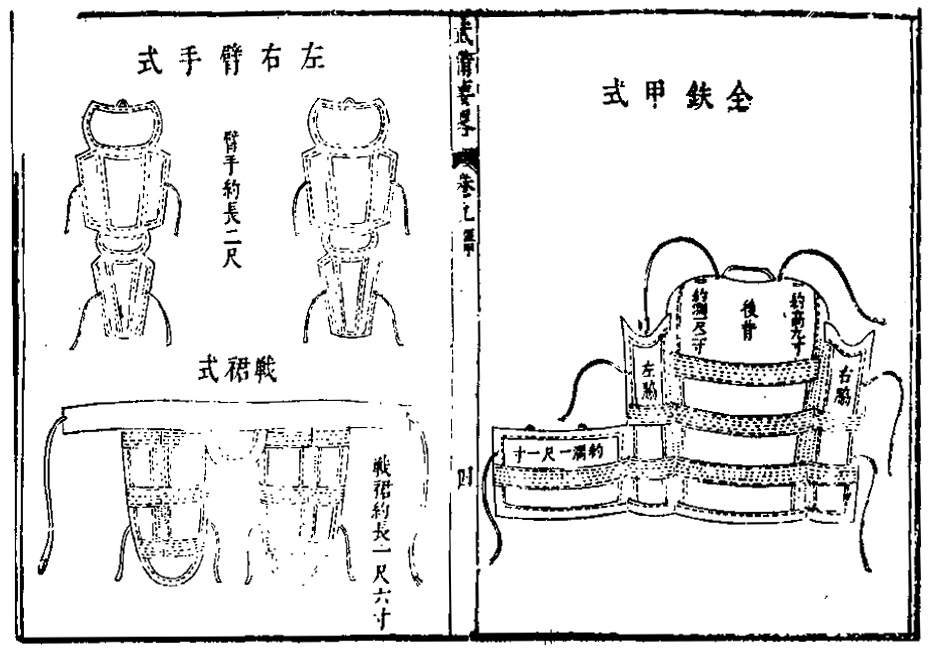
Bracciale, cosciale e piastra posteriore di armatura Ming dal Wubei Yaolue

### Dinastia Qing (1644–1912)

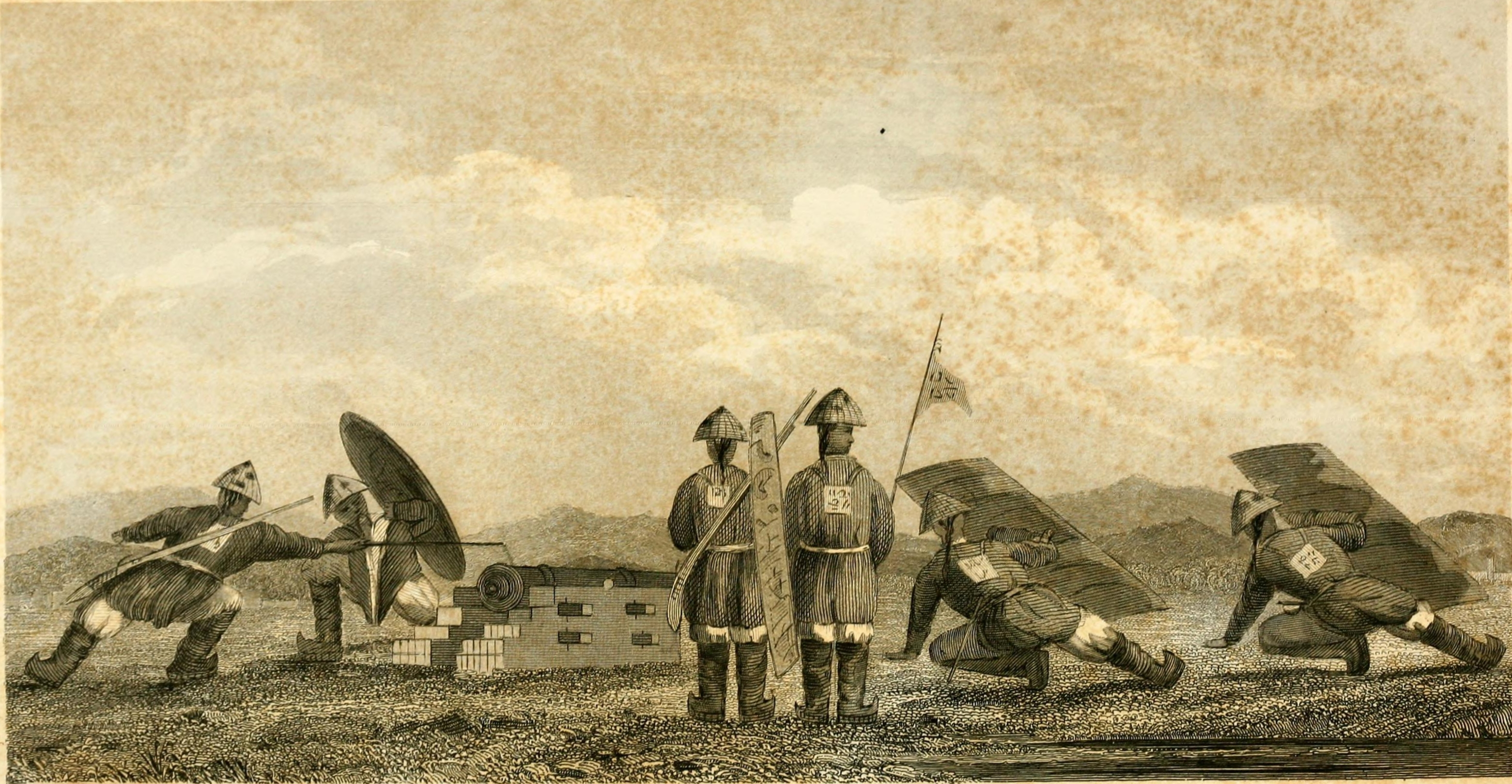
Soldiati Qing armati di scudo.

Dopo la conquista da parte dell'emergente (ed effimera) dinastia Shun della capitale Pechino nel 1644, gli aristocratici fedeli alla causa dei Ming si organizzarono nelle loro roccaforti nelle province meridionali del paese, c.d. "Ming Meridionali". Nel frattempo, i tungusi Manciù del principe-reggente Dorgon stroncarono l'effimera l'usurpazione Shun e presero per sé il potere, fondando la dinastia Qing che restò al potere in Cina sino al XX secolo.
Nel XVII secolo l'esercito dei Qing-Manciù era dotato di armature sia lamellari sia brigantine. Dopo la conquista della Cina e la pacificazione dell'impero, molti soldati divennero pigri e si rifiutarono d'indossare l'armatura. Nel XVIII secolo, l'imperatore Qianlong disse: "I nostri vecchi costumi Manciù rispettano la rettitudine e riveriscono la giustizia. Giovani e vecchi, nessuno si vergogna di combattere per loro. Ma dopo aver goduto di un così lungo periodo di pace, inevitabilmente, le persone vogliono evitare di mettere in armatura e unirsi ai ranghi della guerra'". Nel XIX secolo la maggior parte delle armature Qing erano puramente ornamentali. Mantennero le borchie esterne della brigantina per scopi estetici ma hanno omesso le piastre protettive di ferro. Secondo una fonte inglese di fine Ottocento, solo la Guardia imperiale indossava armature (di vario tipo) e queste guardie erano tutte nobili della famiglia imperiale.
Sempre fonti inglesi ottocentesche menzionano scudi cinesi in rattan che erano "quasi a prova di moschetto", tuttavia un'altra fonte inglese di fine secolo afferma che non fecero nulla per proteggere i loro utenti durante un'avanzata su una roccaforte musulmana, in cui sono stati tutti invariabilmente uccisi a colpi d'arma da fuoco.

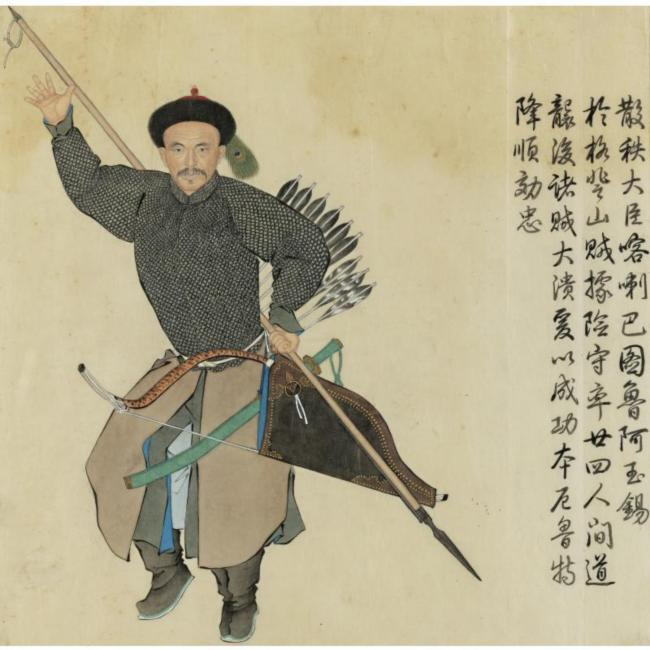
Ayusi, ufficiale Dzungar dell'esercito Qing, in cotta di maglia.
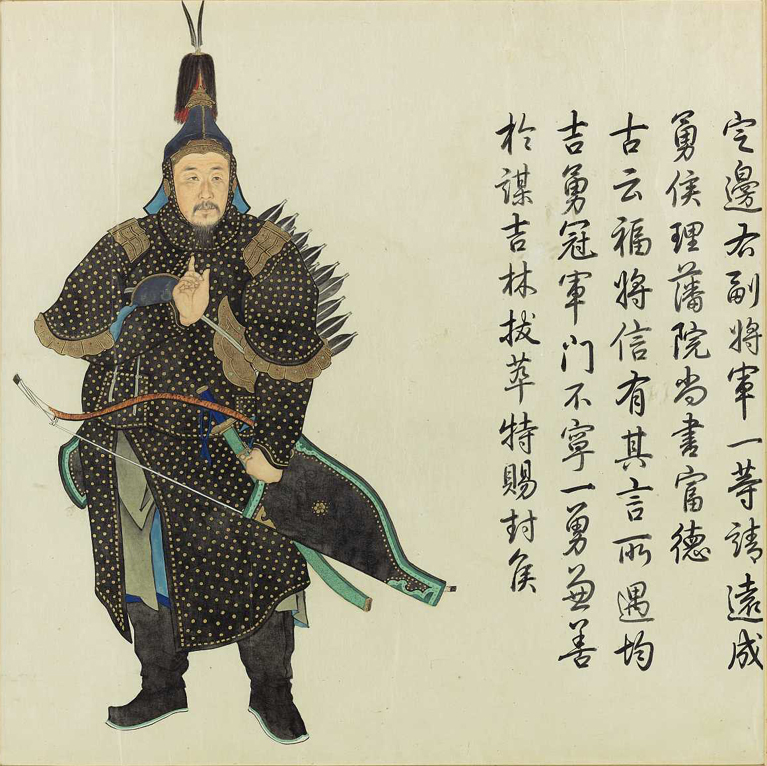
Fude (d. 1776), ufficiale Manciù della Bandiera a Fondo Giallo, in brigantina.
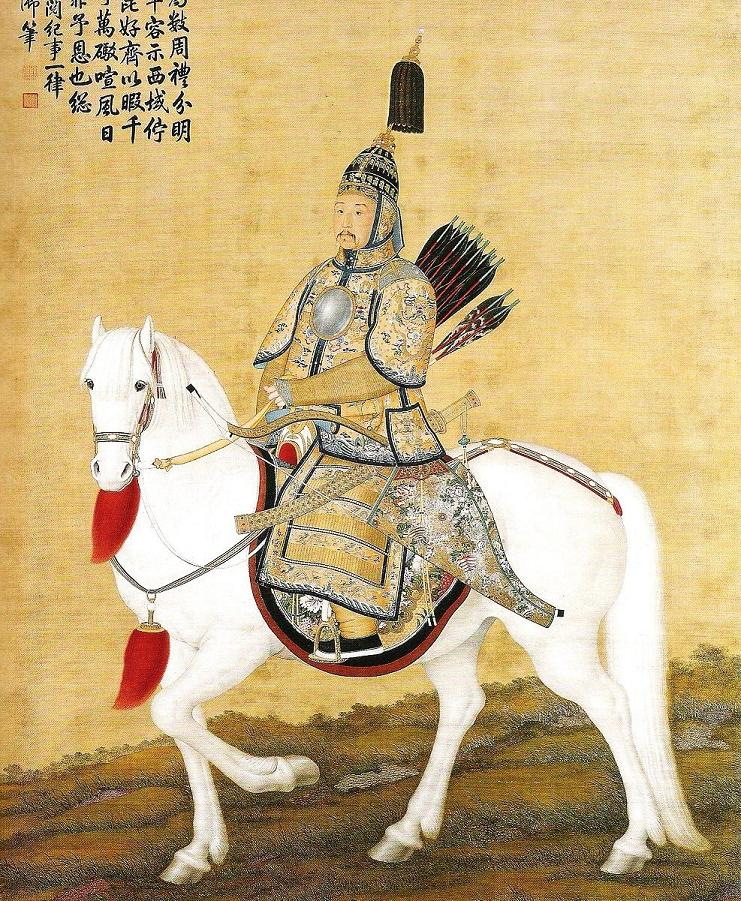
L'imperatore Kangxi in armatura cerimoniale
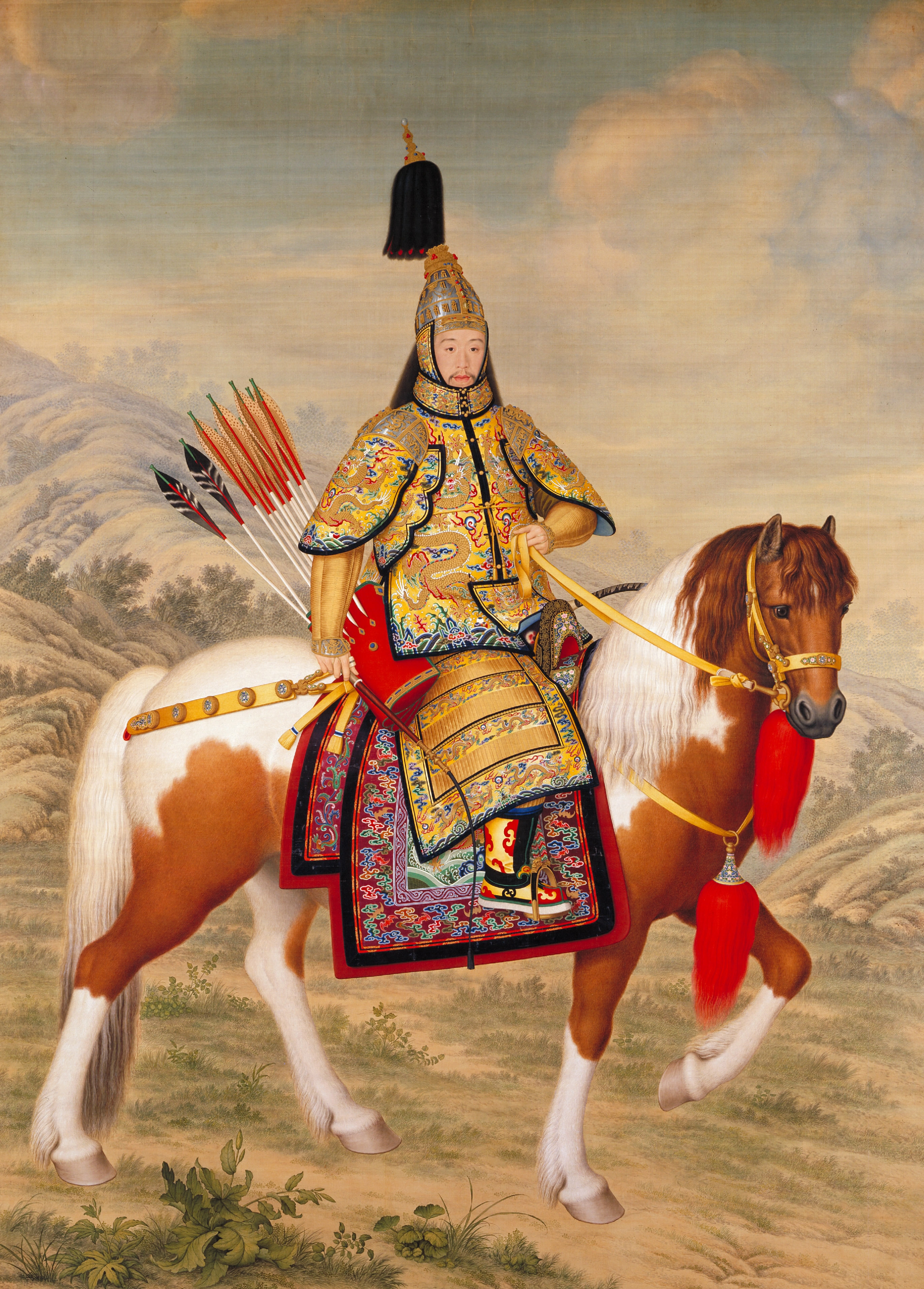
L'imperatore Qianlong in armatura cerimoniale
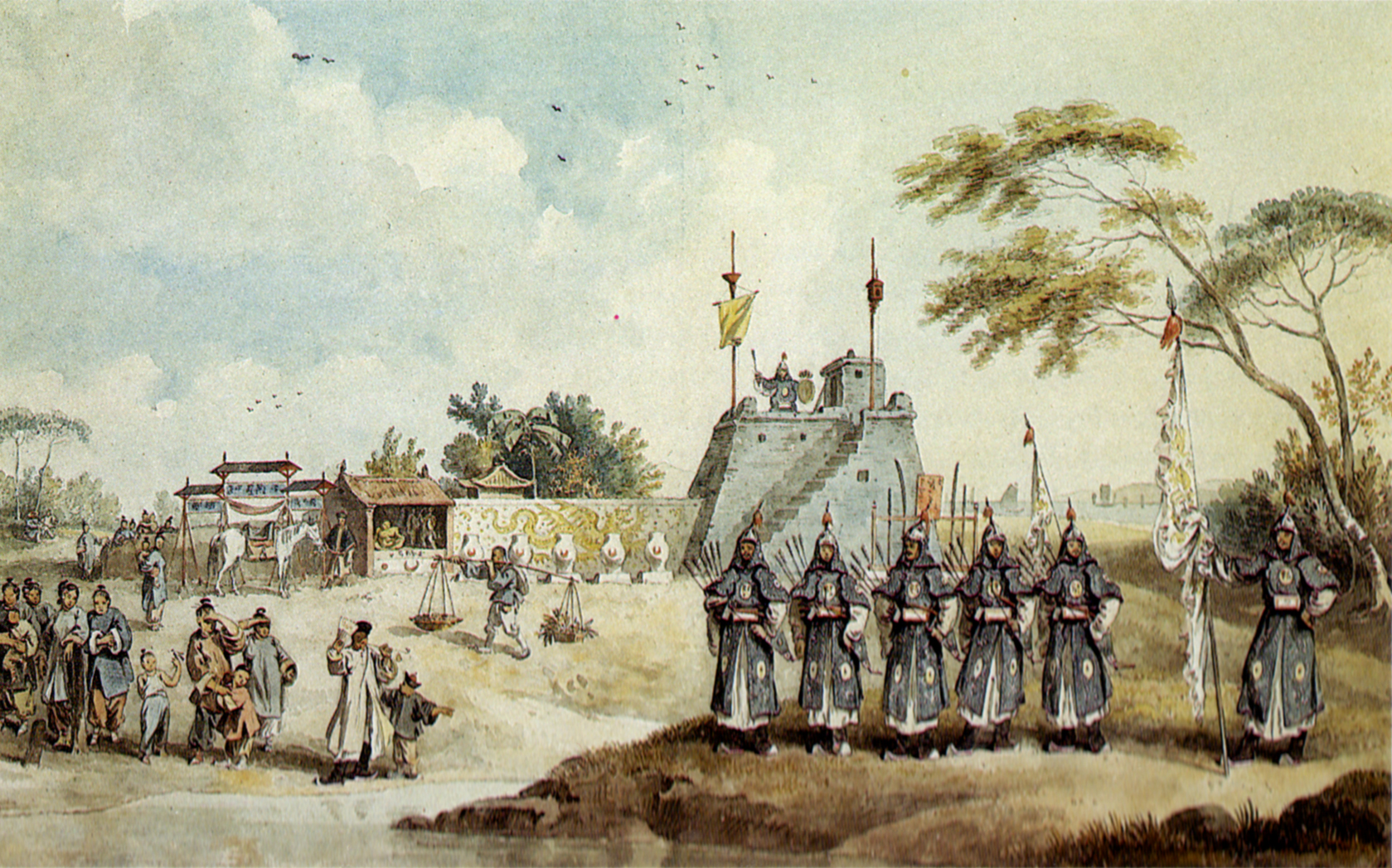
Soldati Qing (1793)
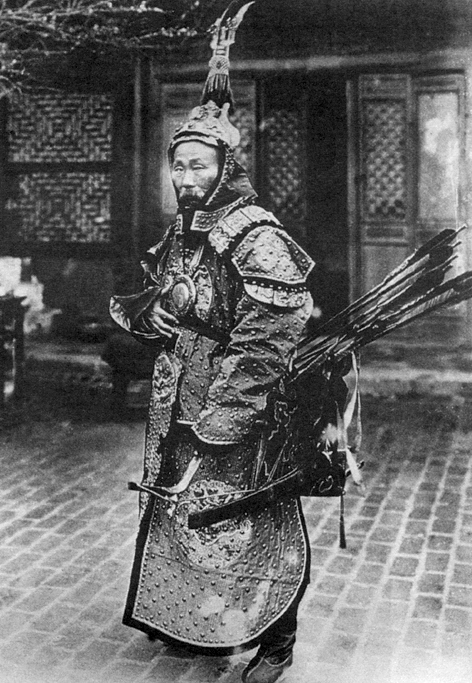
Su Yuanchun, generale durante la Guerra sino-francese (1884-1885)

## Galleria delle armature

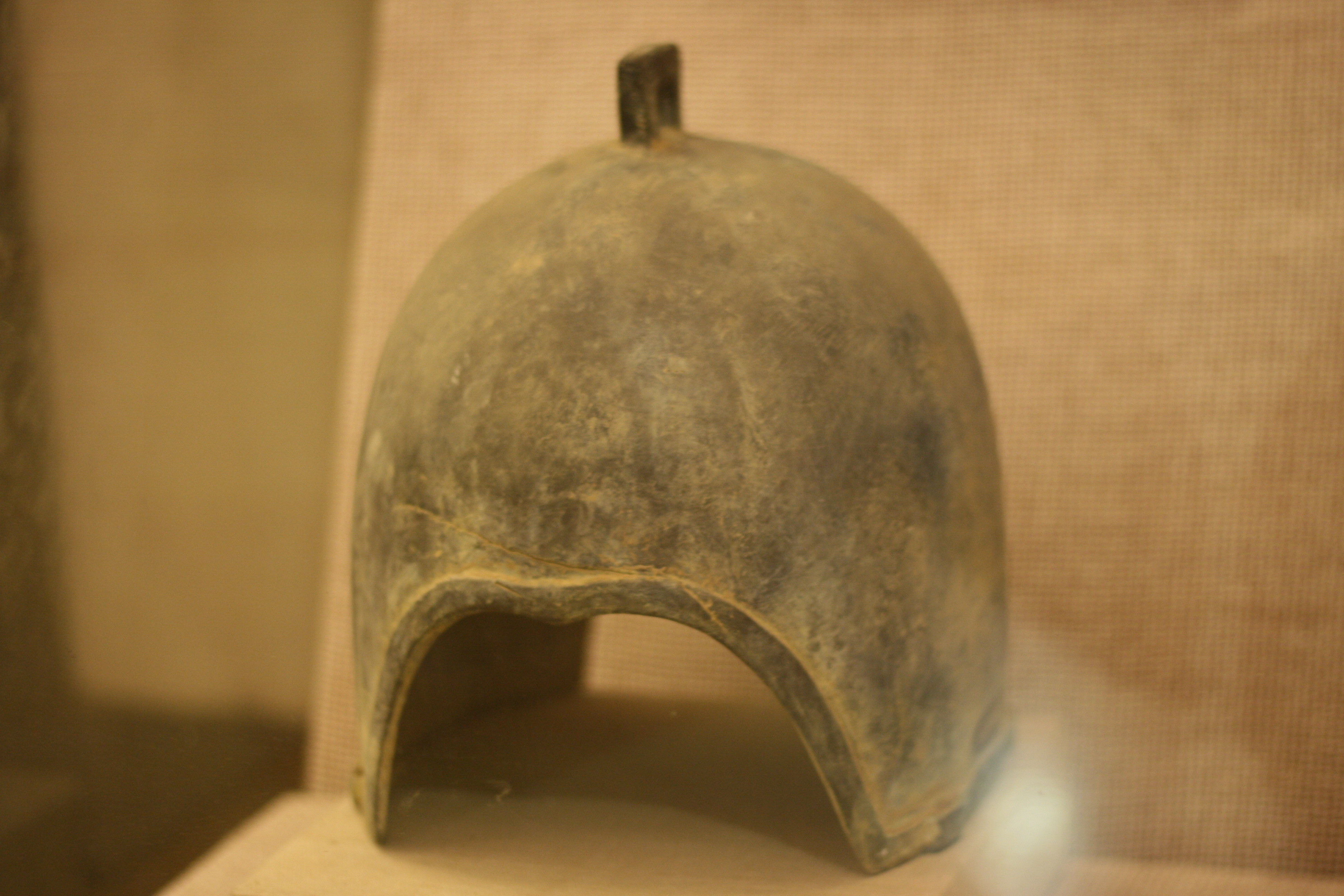
Elmo degli Stati Combattenti
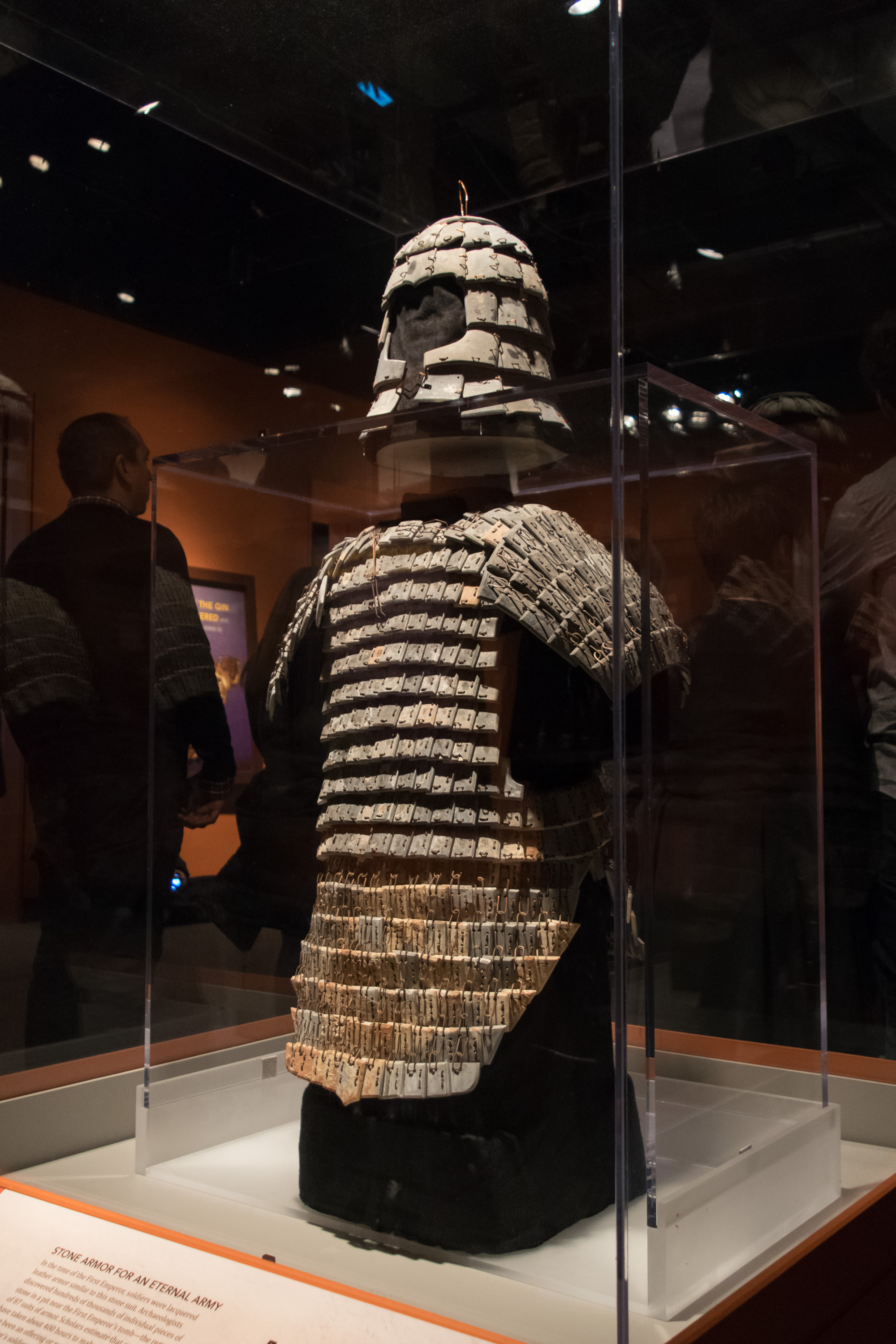
Elmo e armatura lamellari Qin
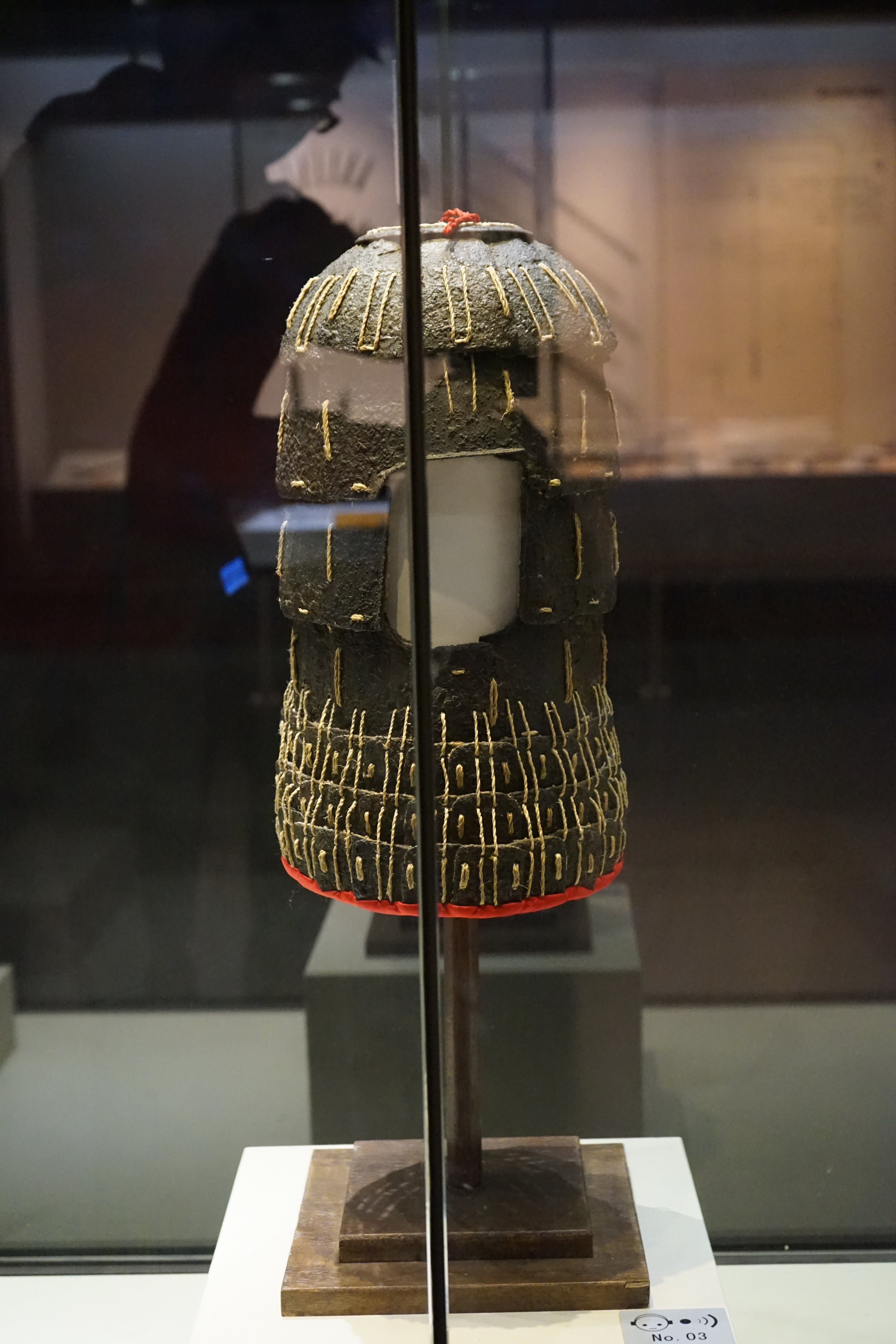
Elmo lamellare Han
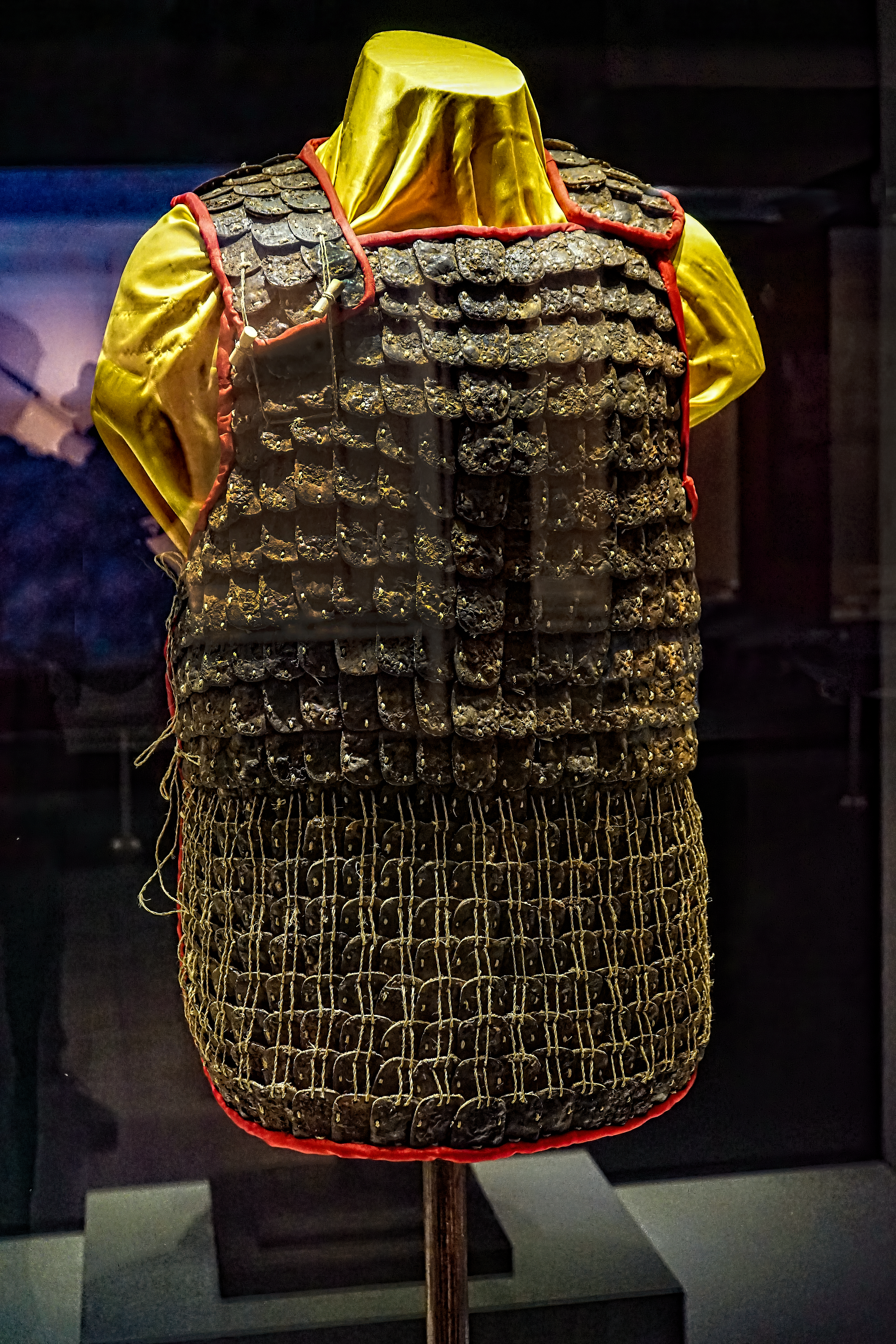
Armatura lamellare Han
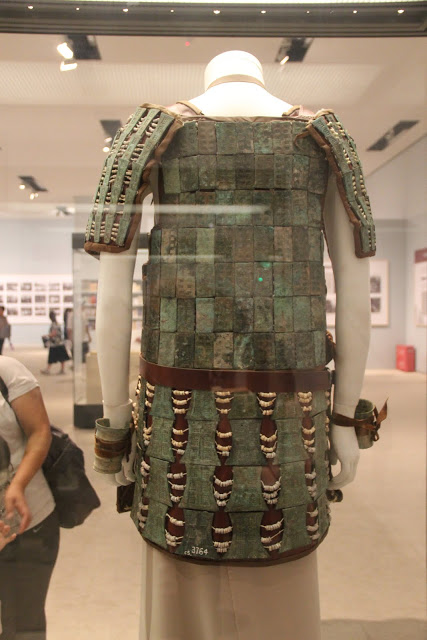
Armatura a scaglie di bronzo Han
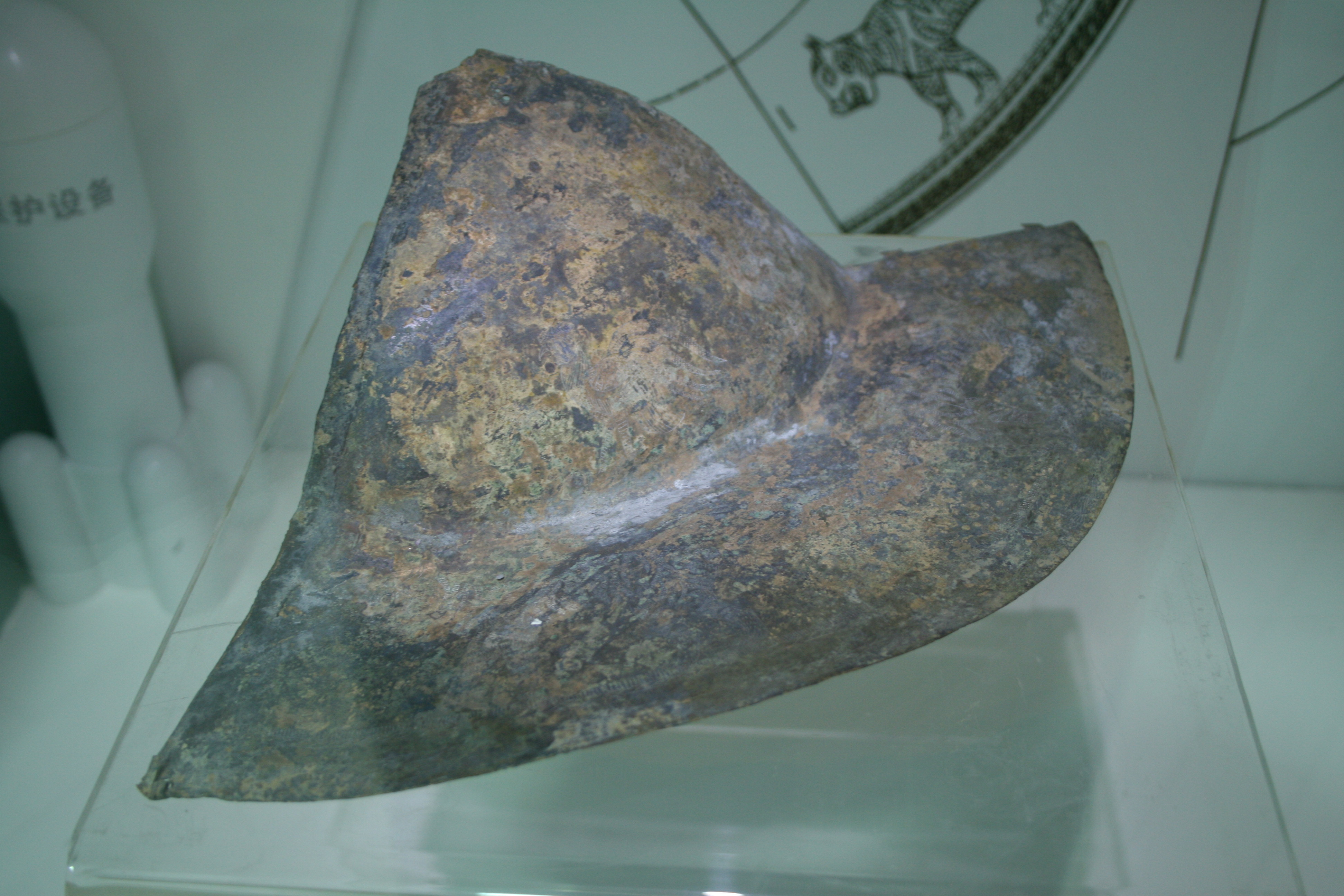
Elmo in bronzo Han
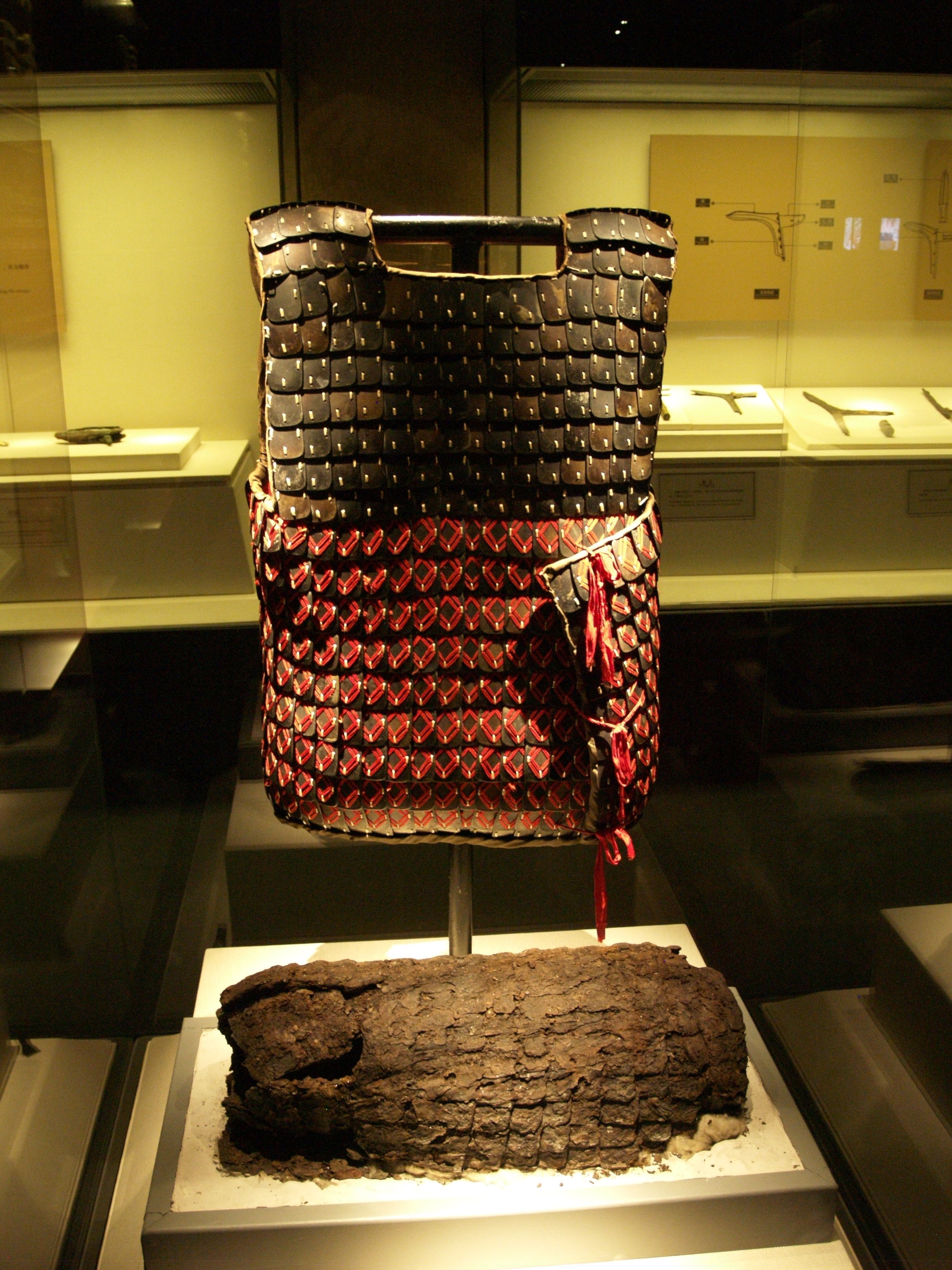
Armatura lamellare in ferro di Nanyue
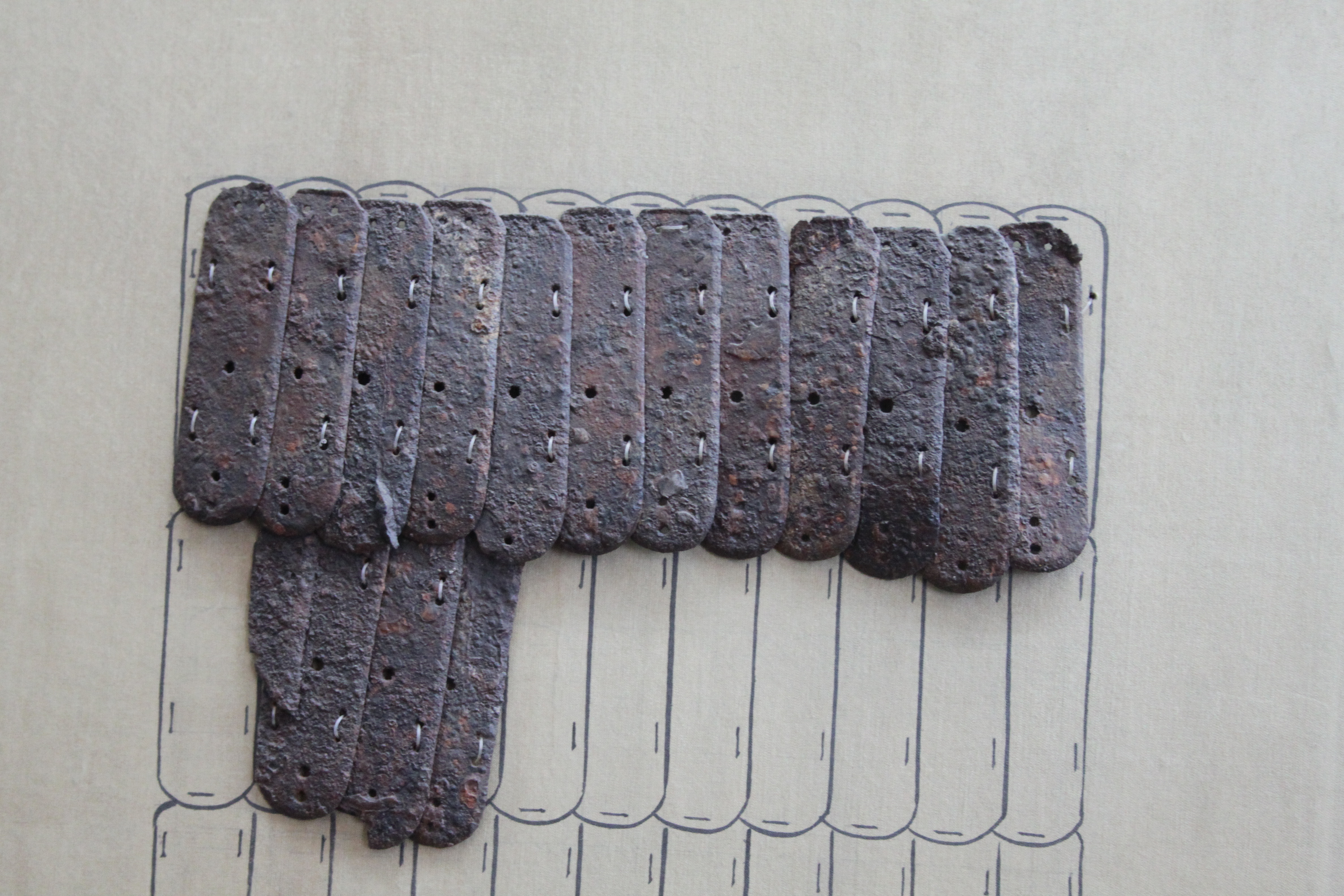
Lamelle Han
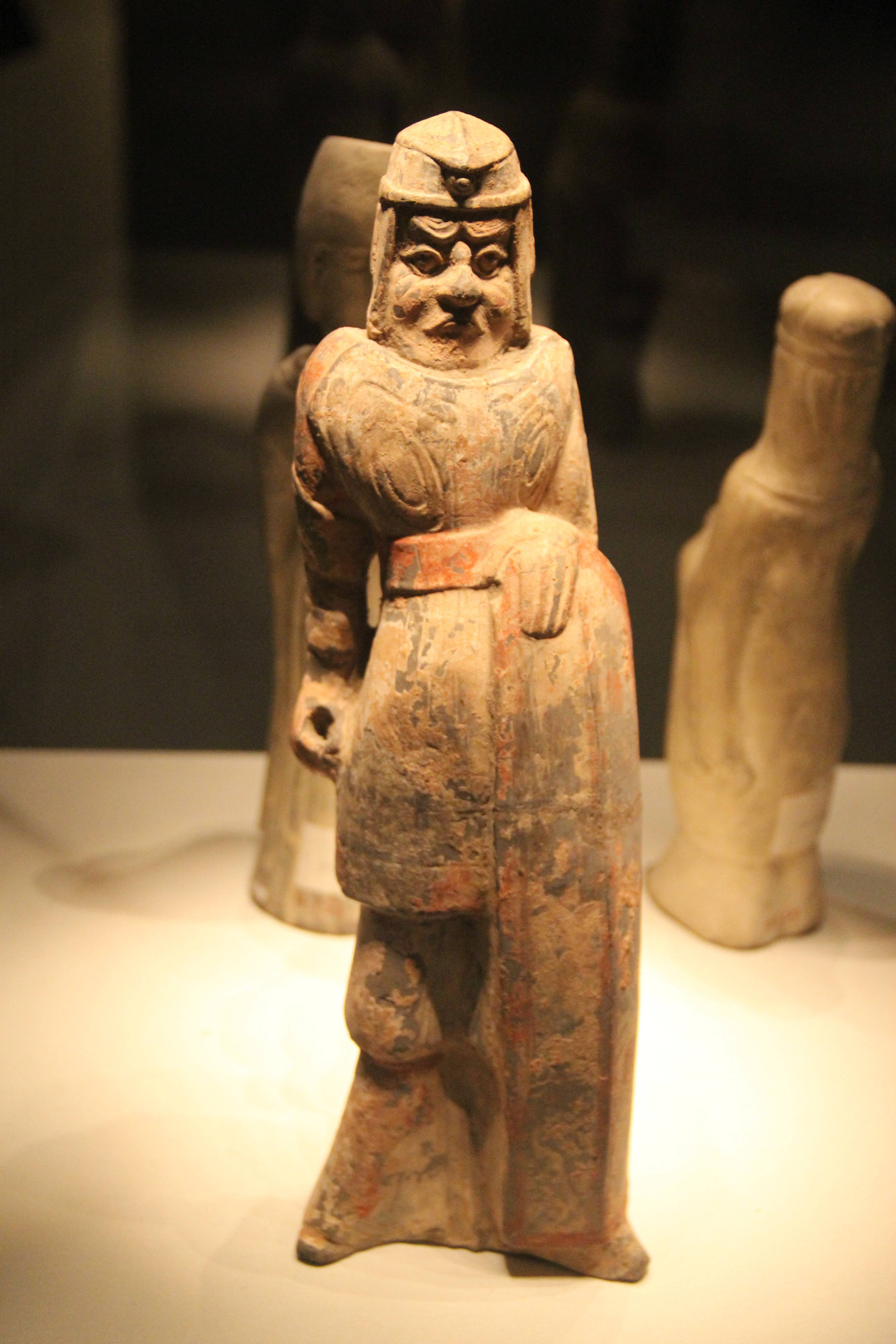
Portascudo Wei con armatura di corda e piastra
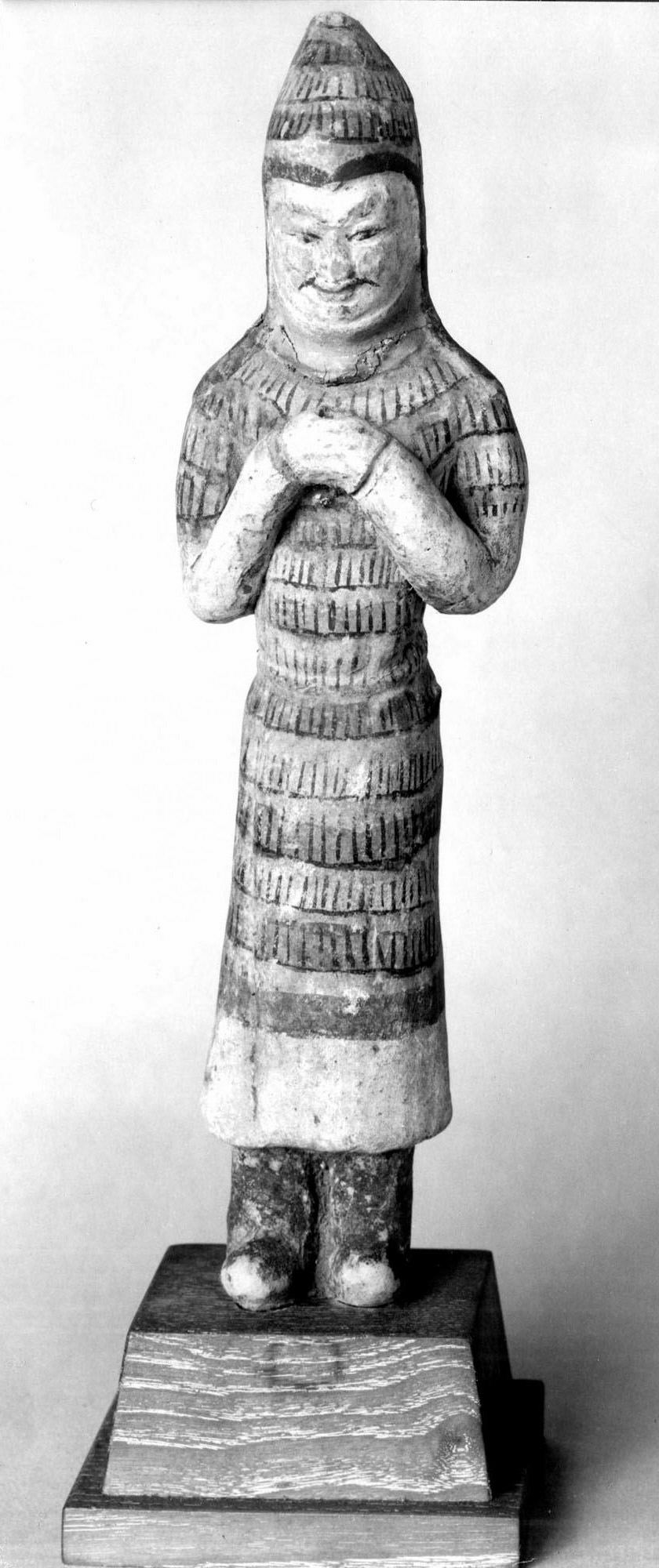
Soldato Tang in armatura lamellare
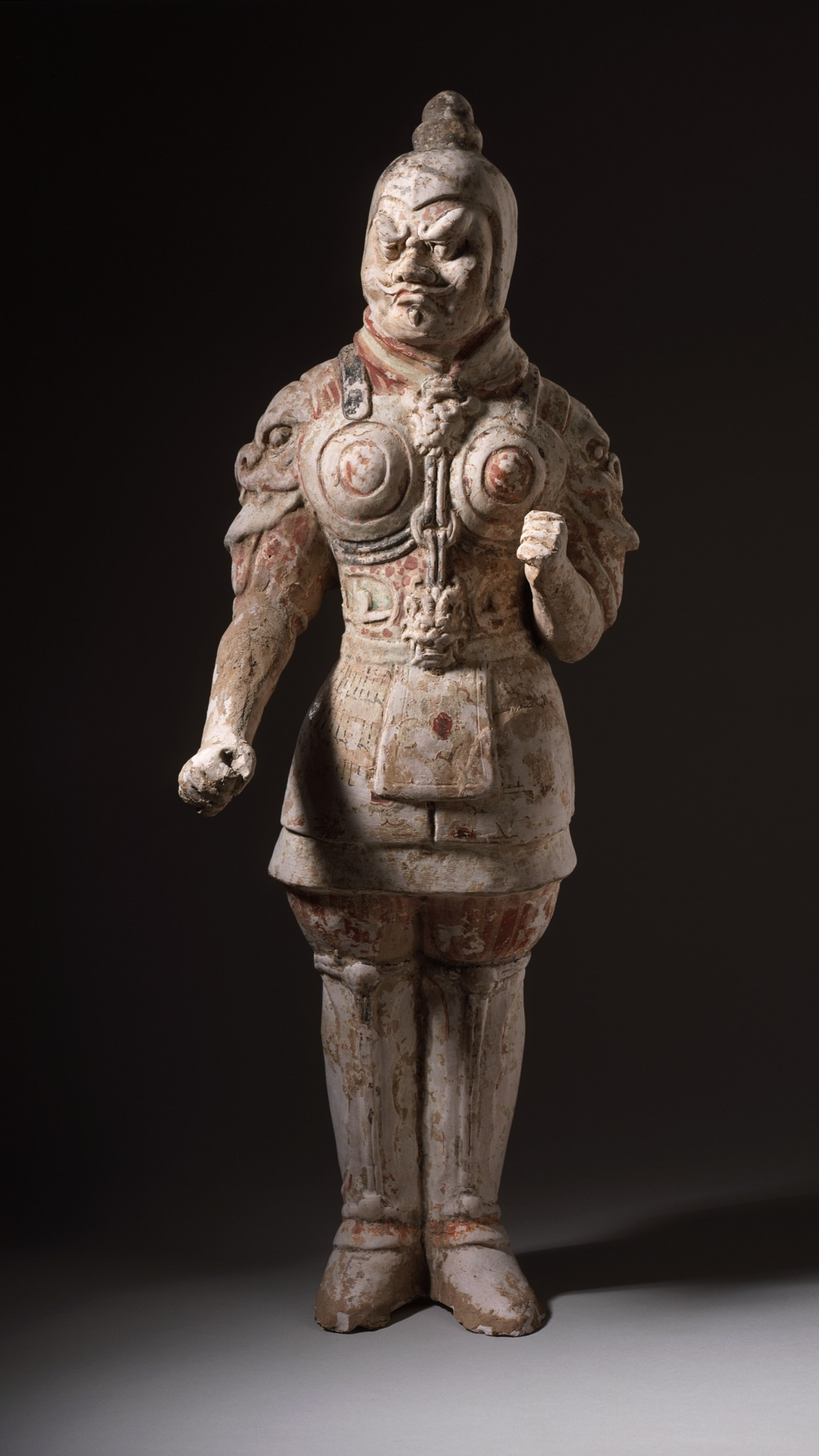
Soldato Tang con armatura di corda e piastra
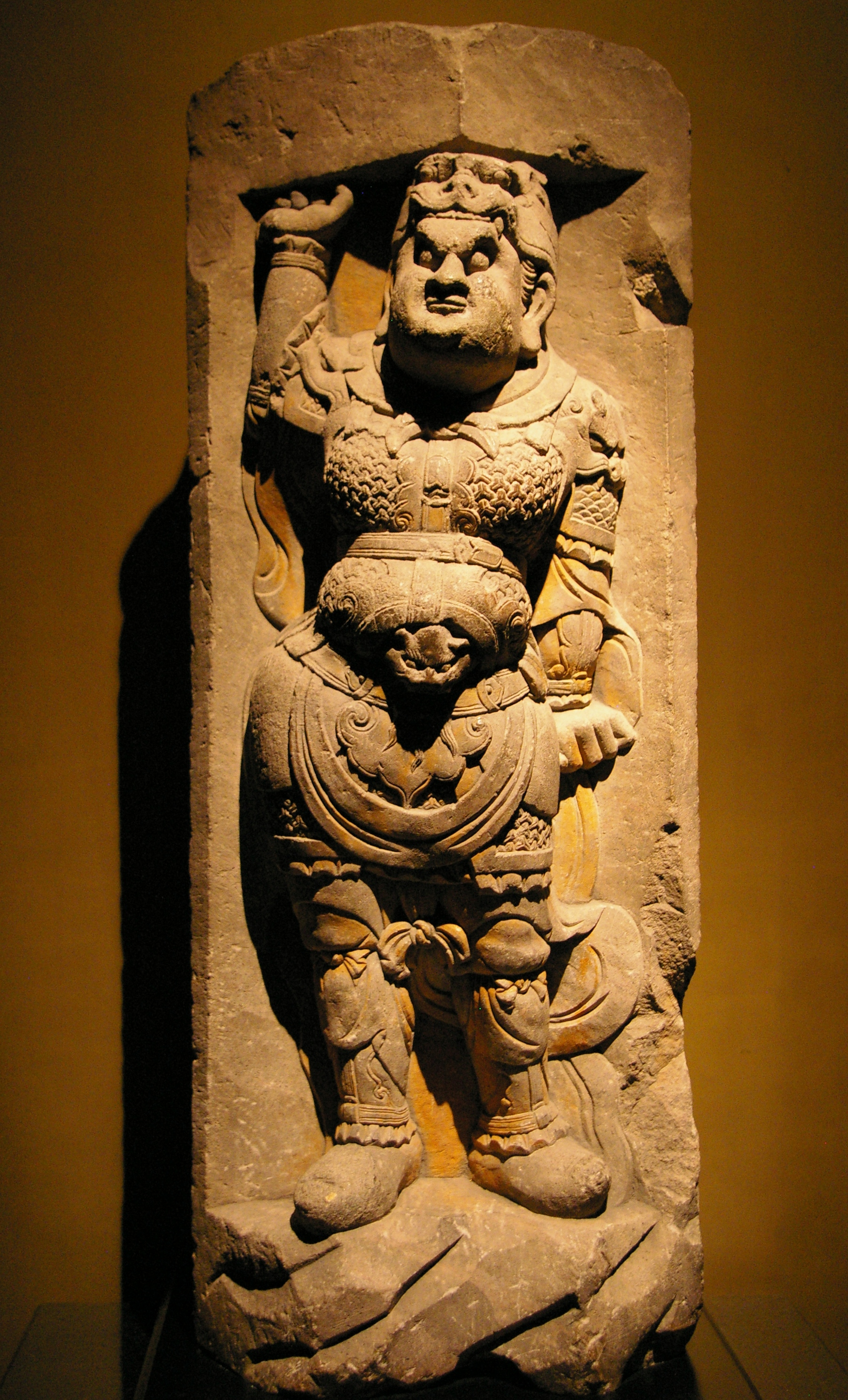
Soldato Tang con armatura a scaglie-montagna
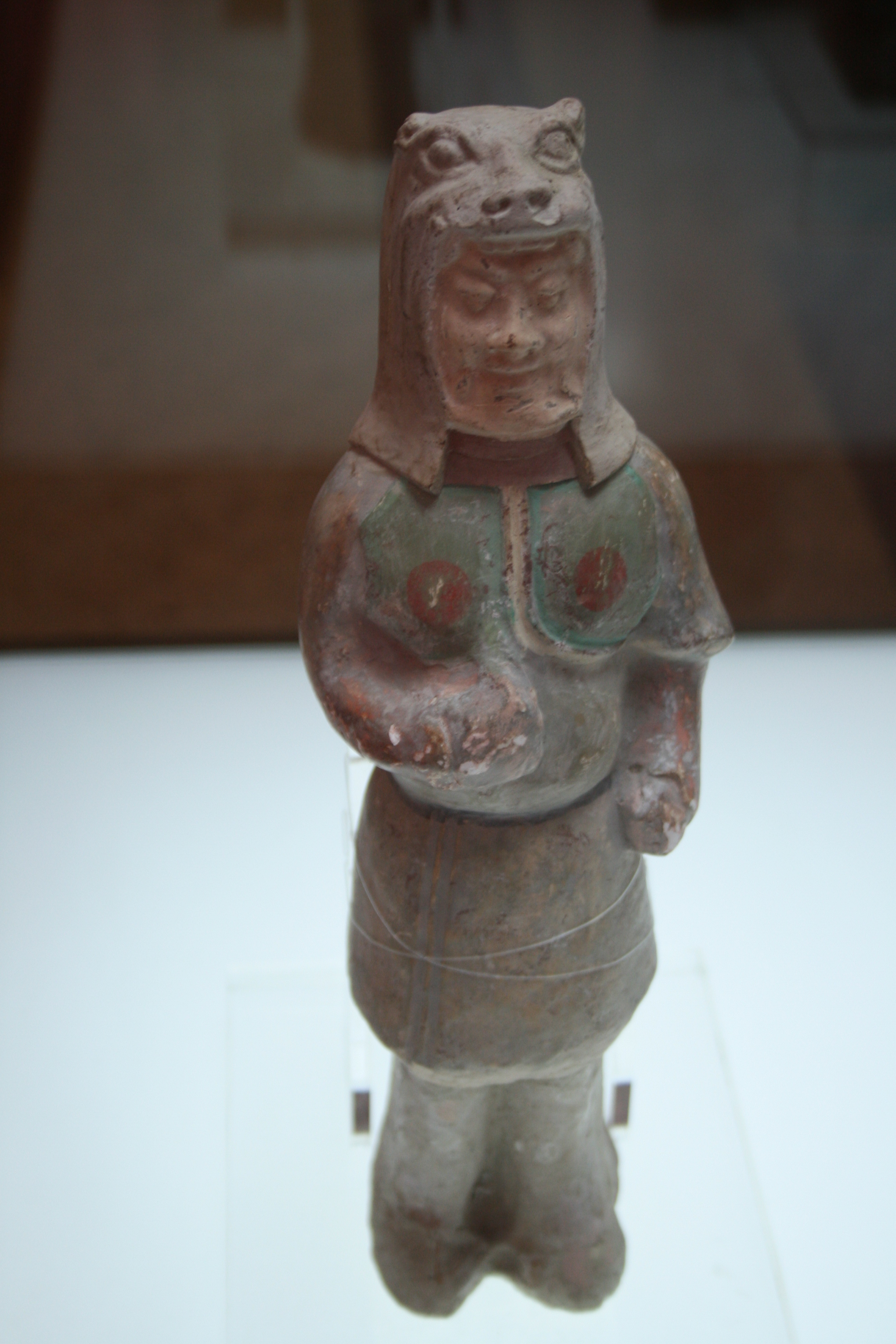
Soldato Tang con mantello di tigre
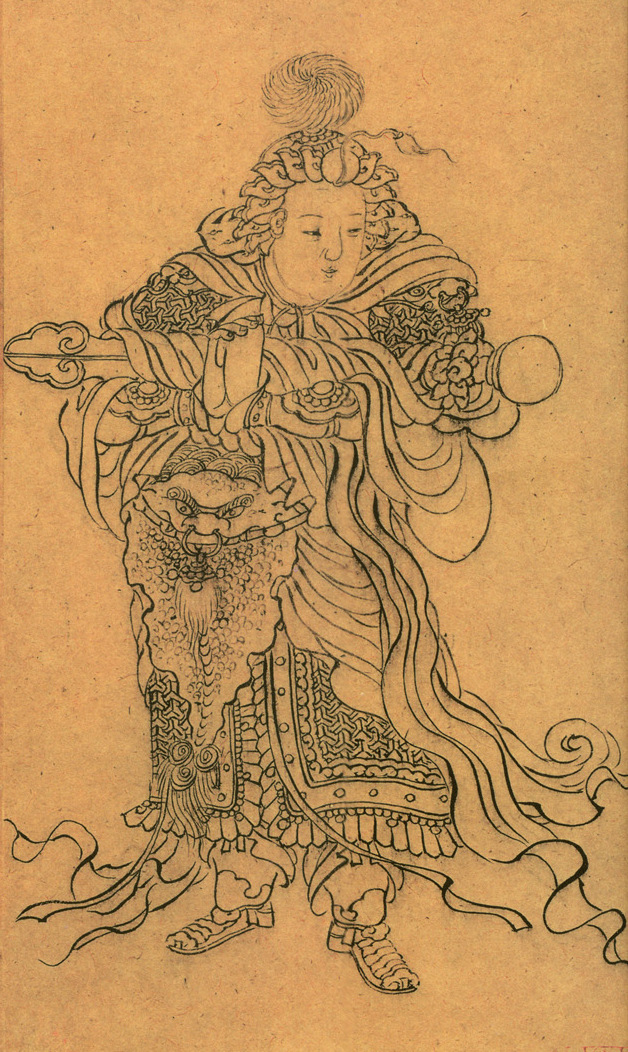
Wei Tuo in armatura a "scaglie-montagna" (raffigurazione Yuan)
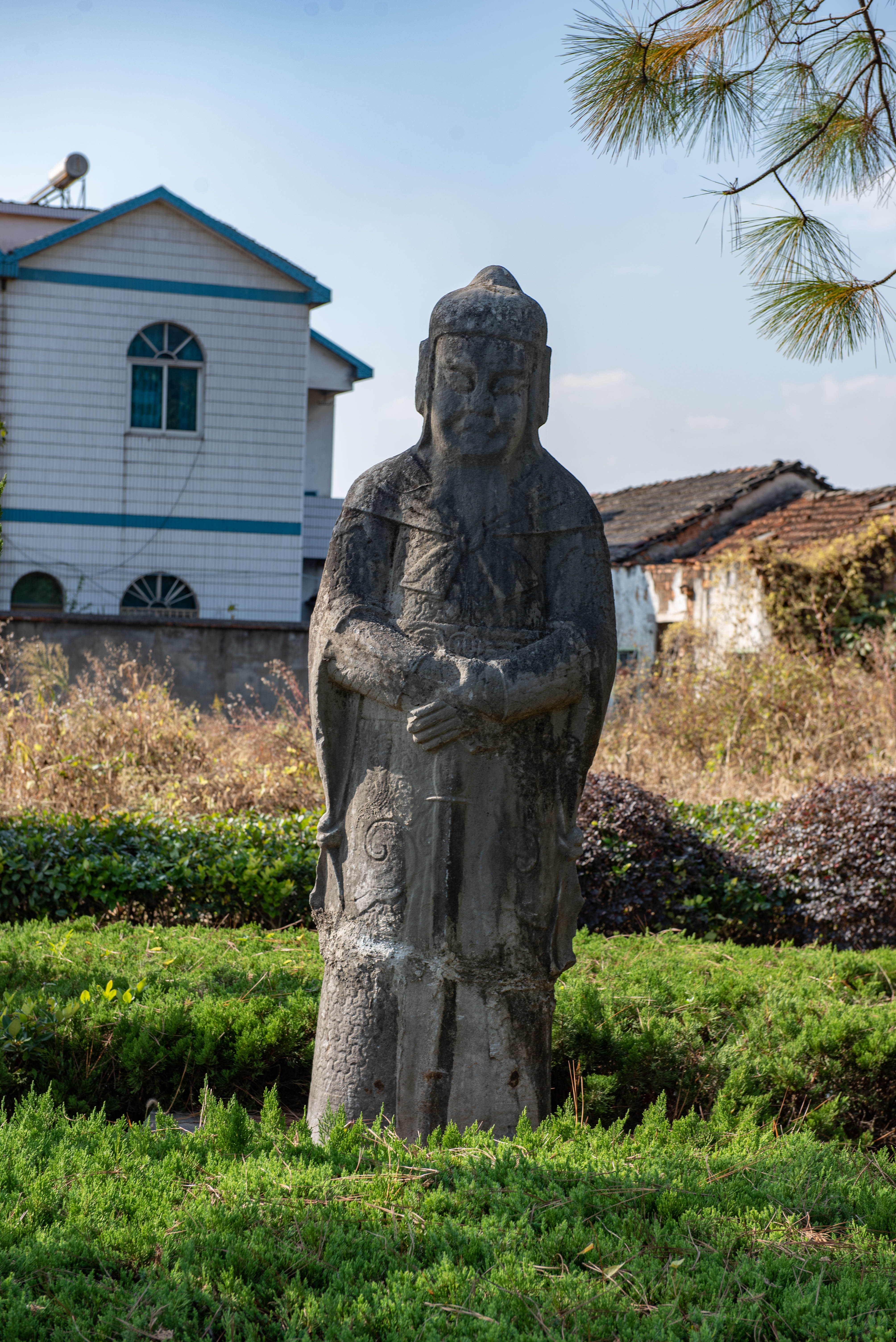
Soldato Yuan in armatura a "scaglie-montagna"
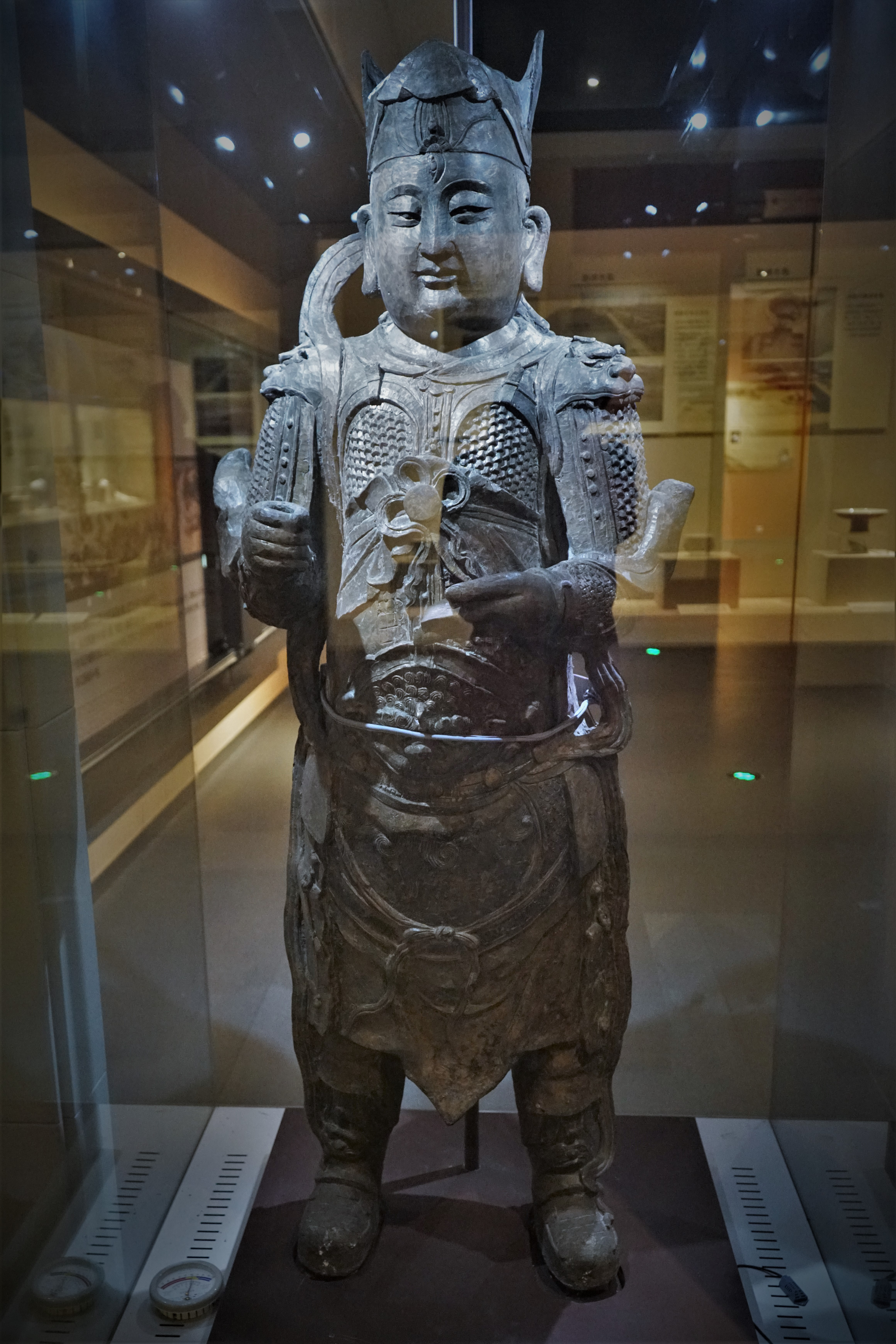
Soldato Ming in armatura a "scaglie-montagna"
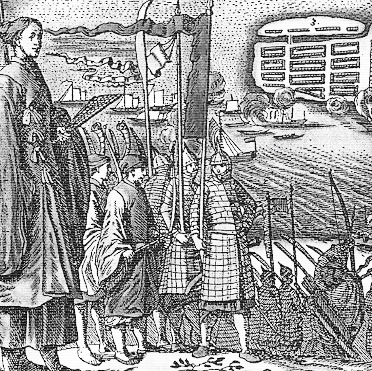
Armatura lamellare dei Ming Meridionali
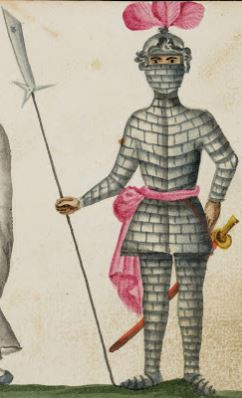
Armatura lamellare dei Ming Meridionali
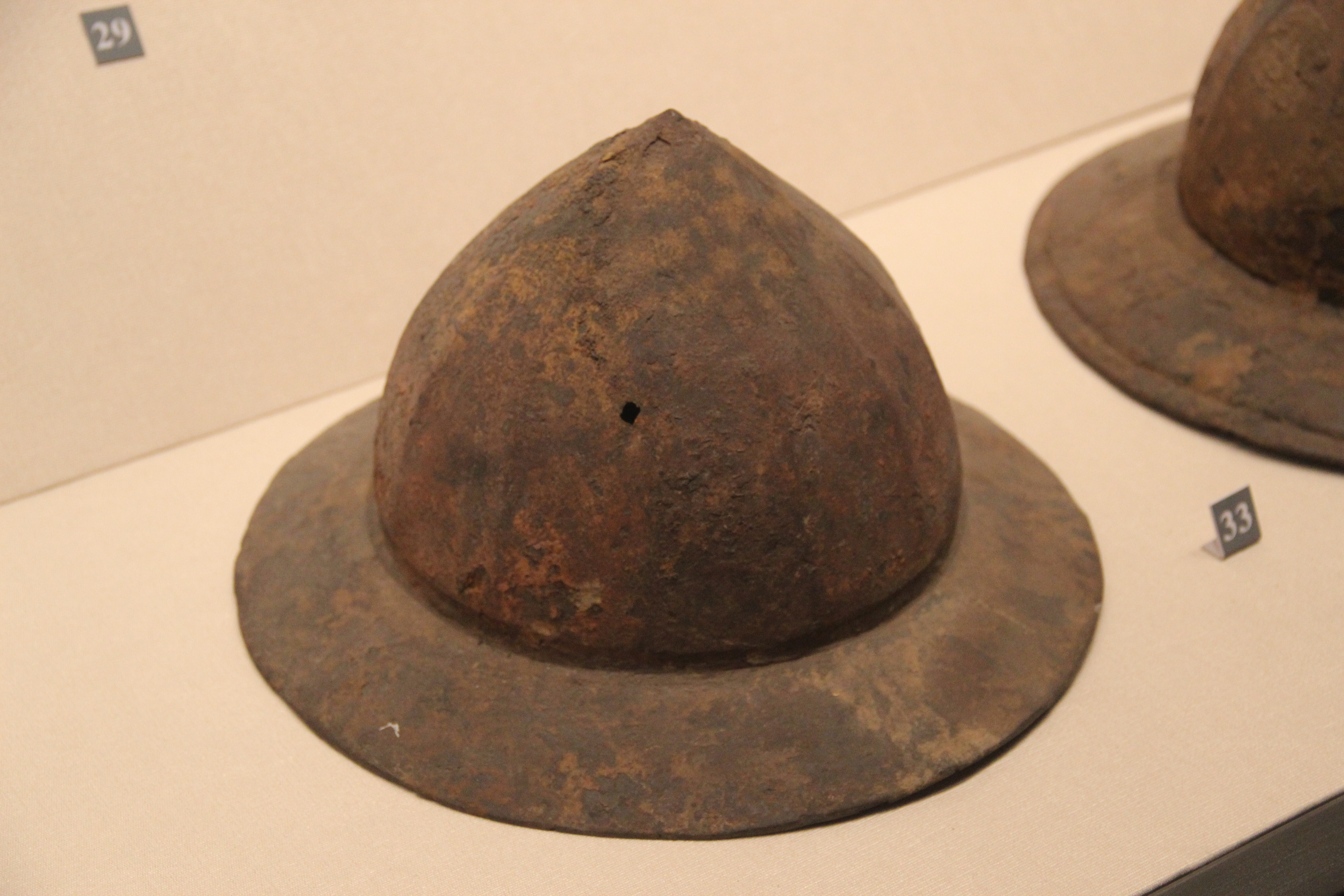
Elmo Ming
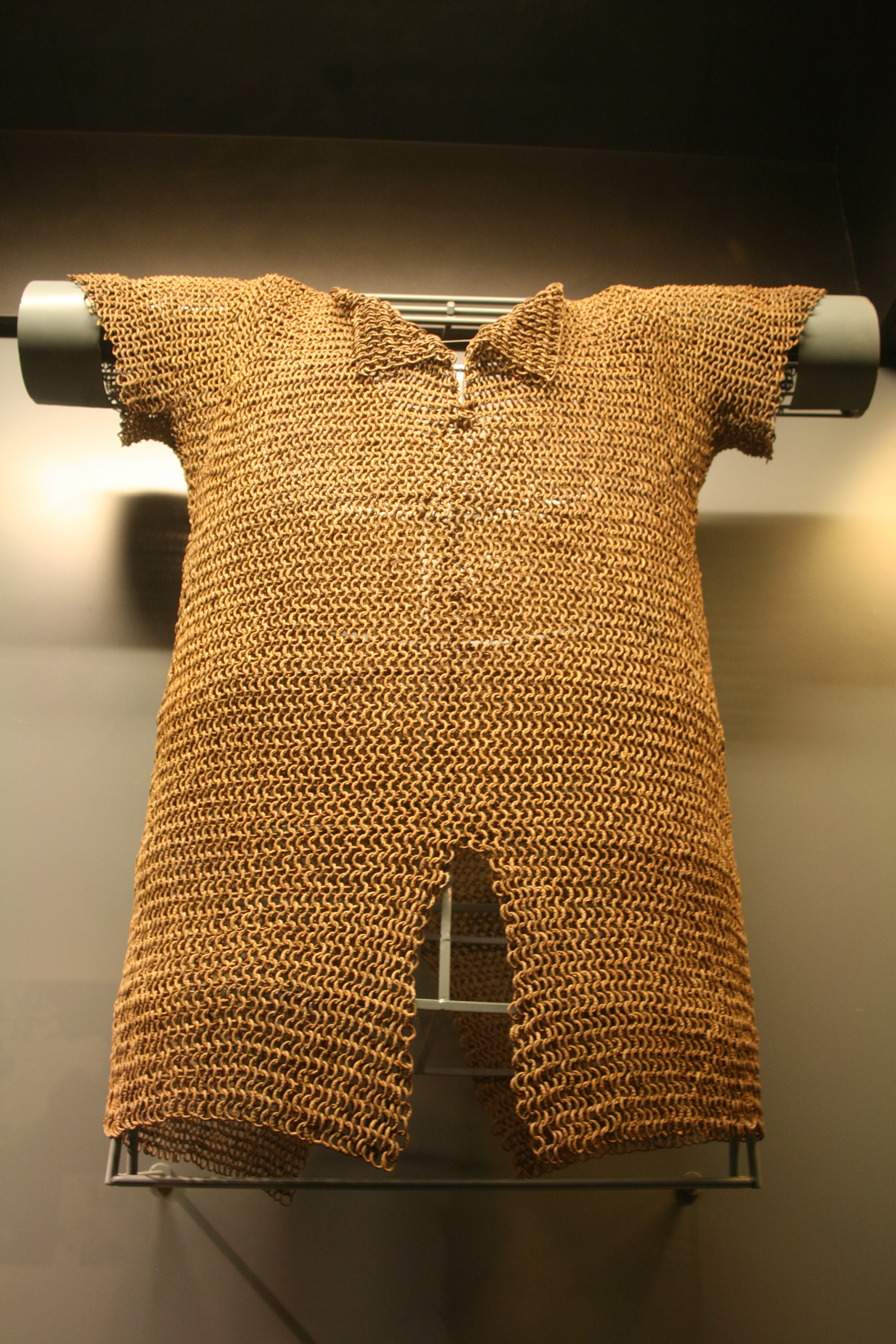
Cotta di maglia Qing

## Galleria delle Barde

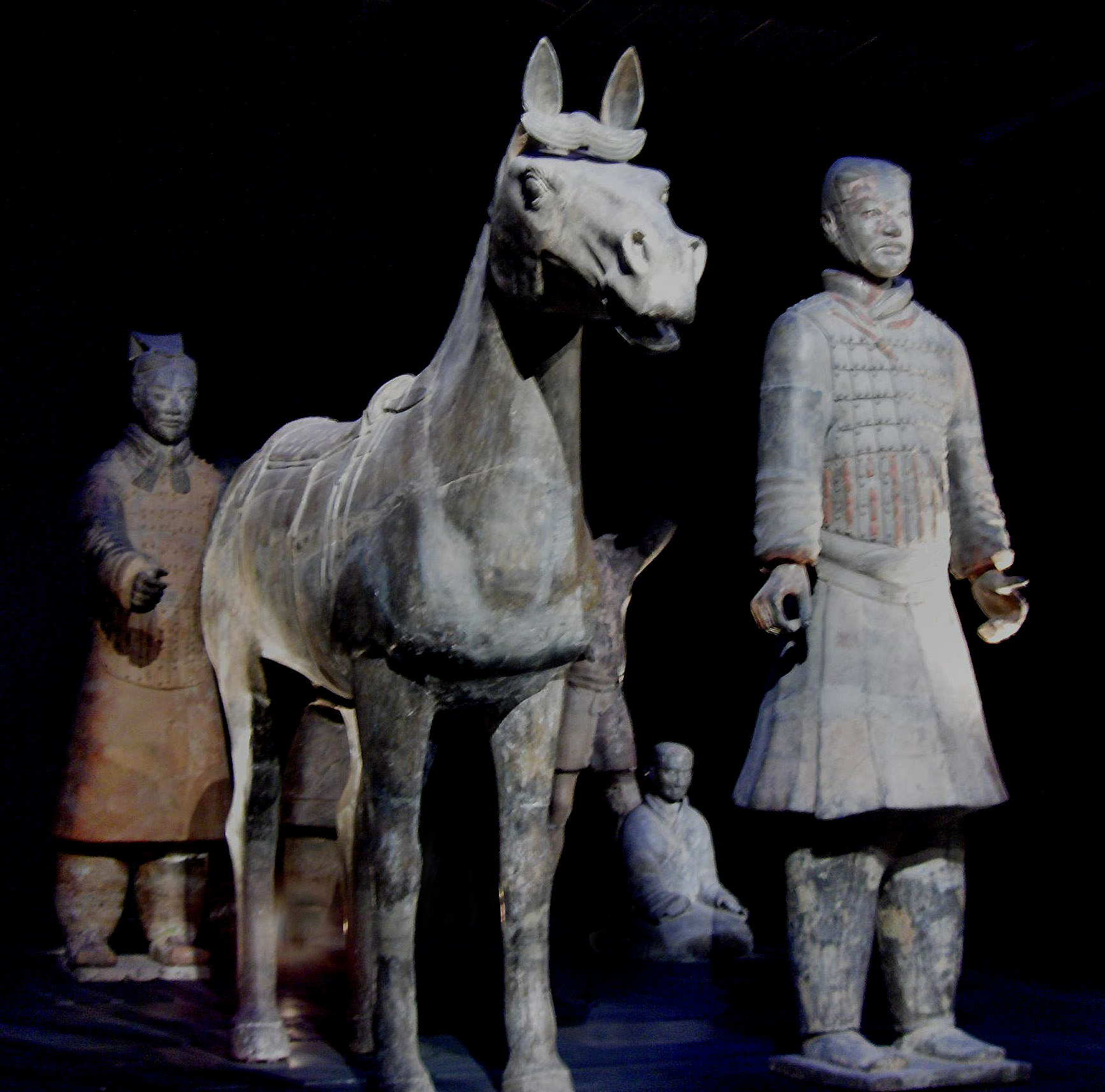
Cavaliere Qin
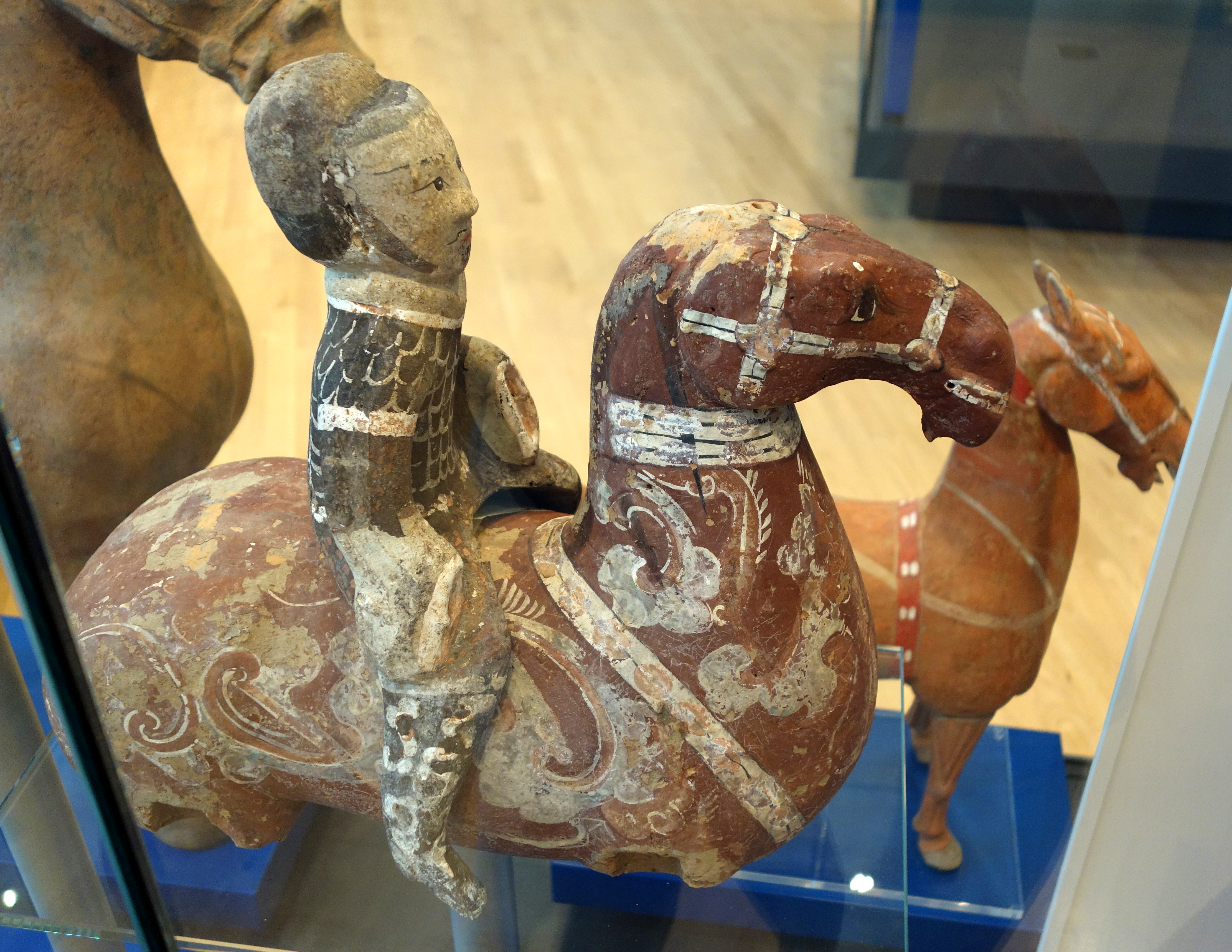
Cavaliere Han
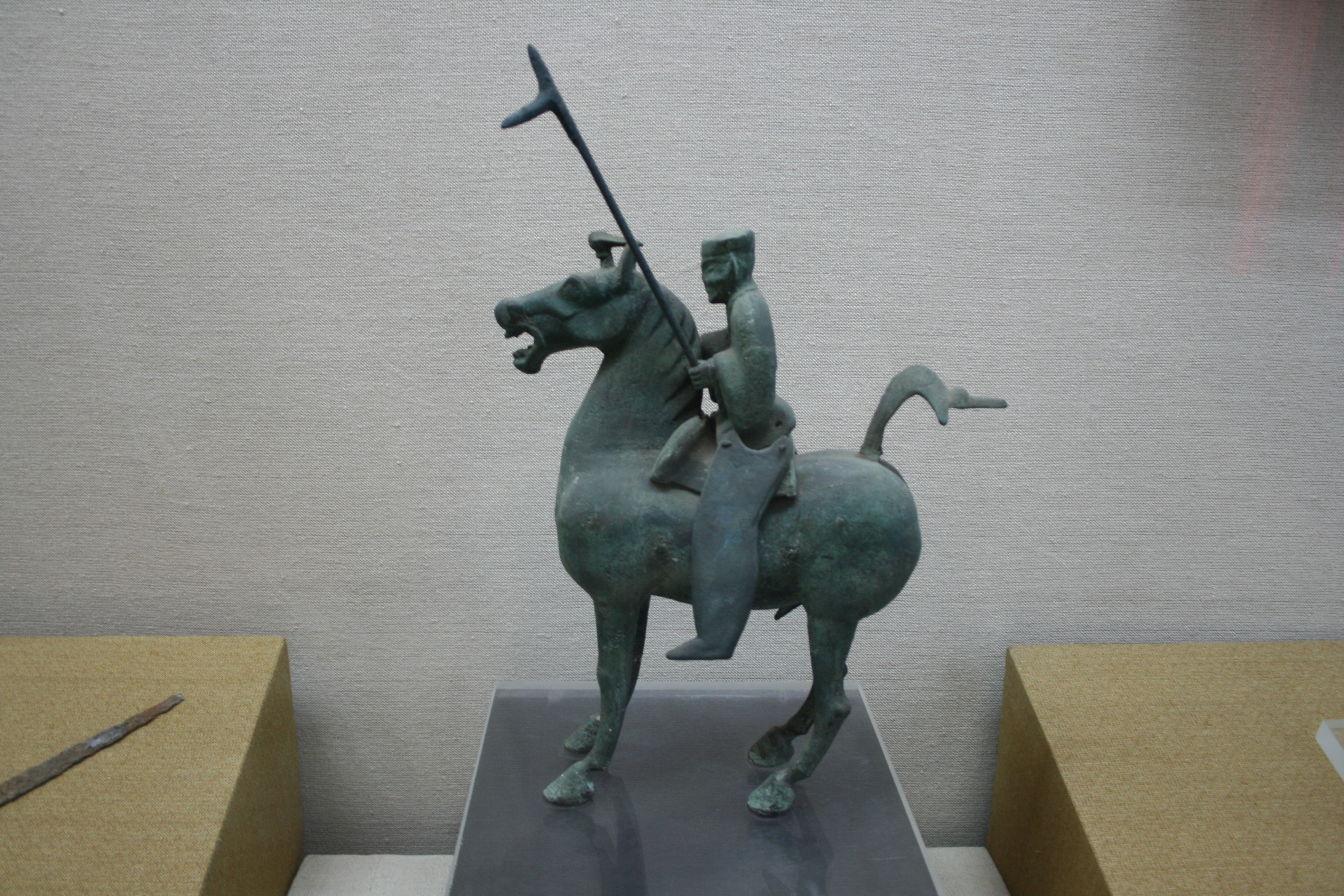
Cavaliere Han
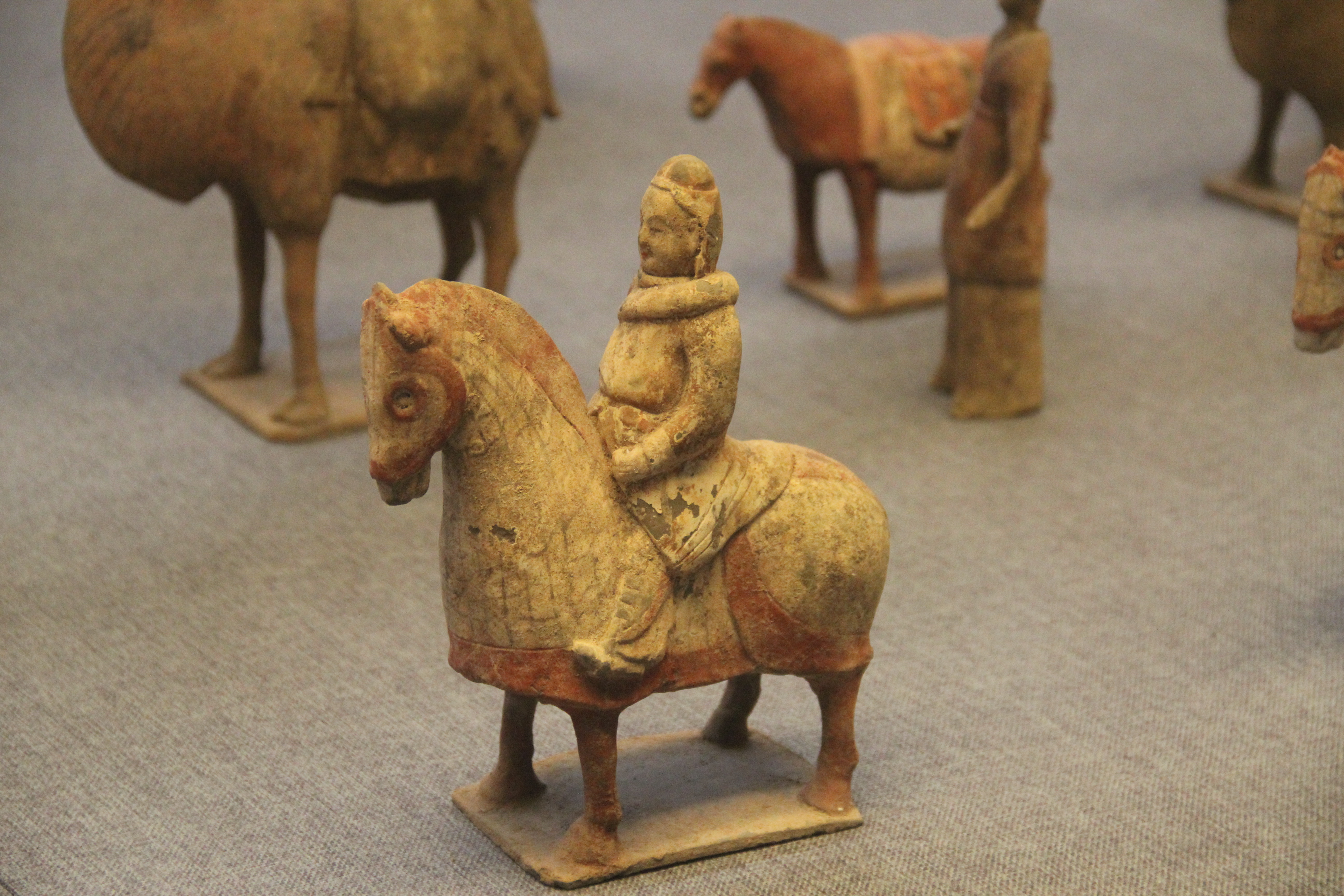
Cavaliere Wei settentrionale
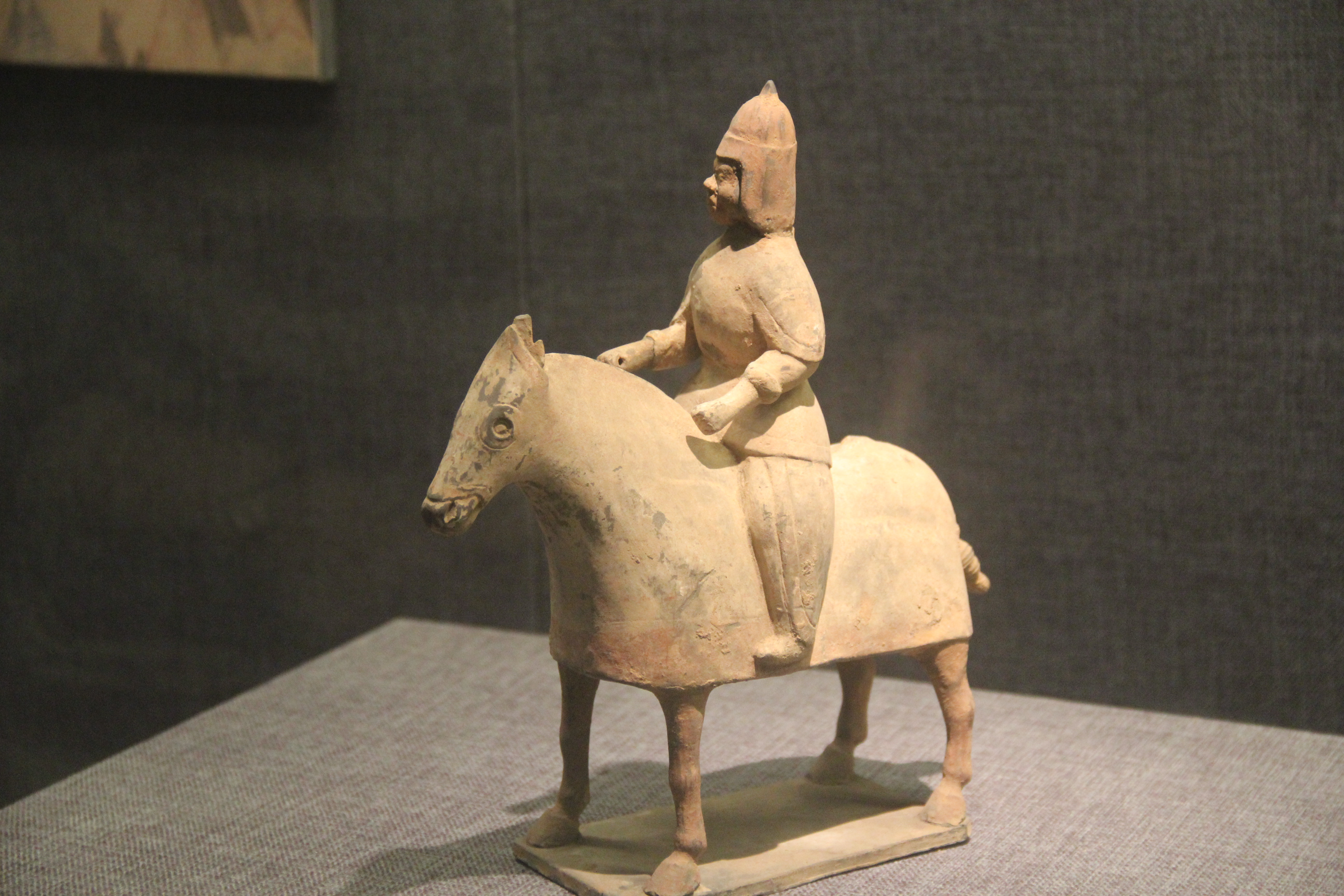
Cavaliere Wei settentrionale
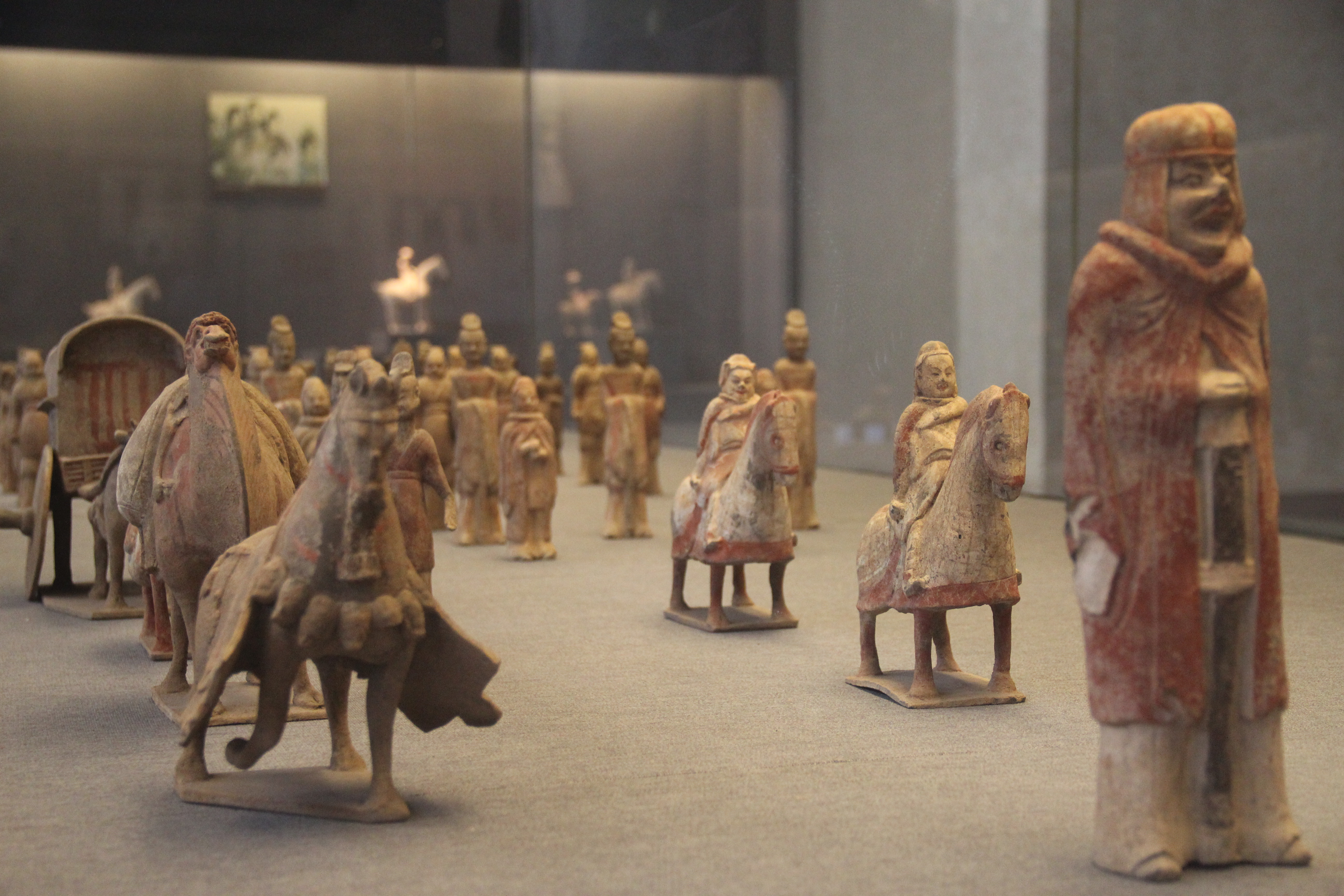
Cavalleria Wei settentrionale
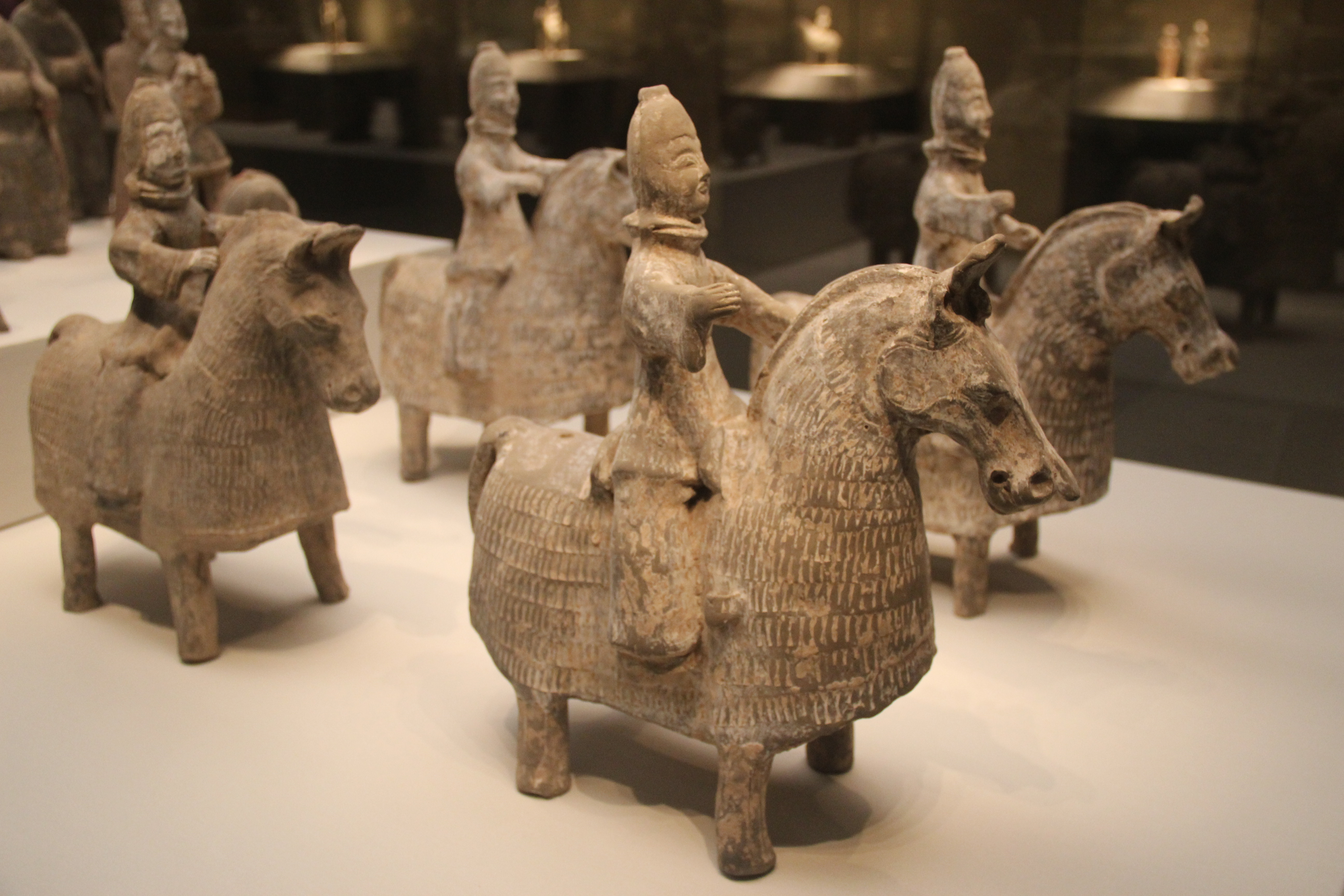
Cavalleria Wei settentrionale
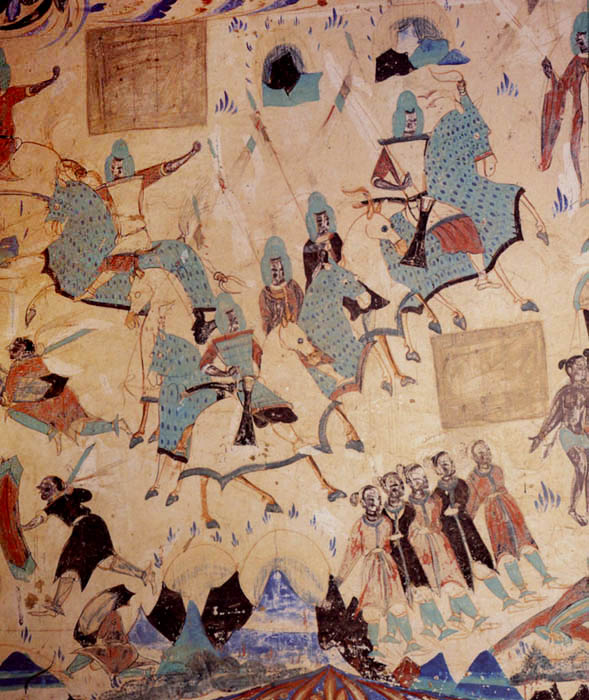
Cavalleria Wei occidentale
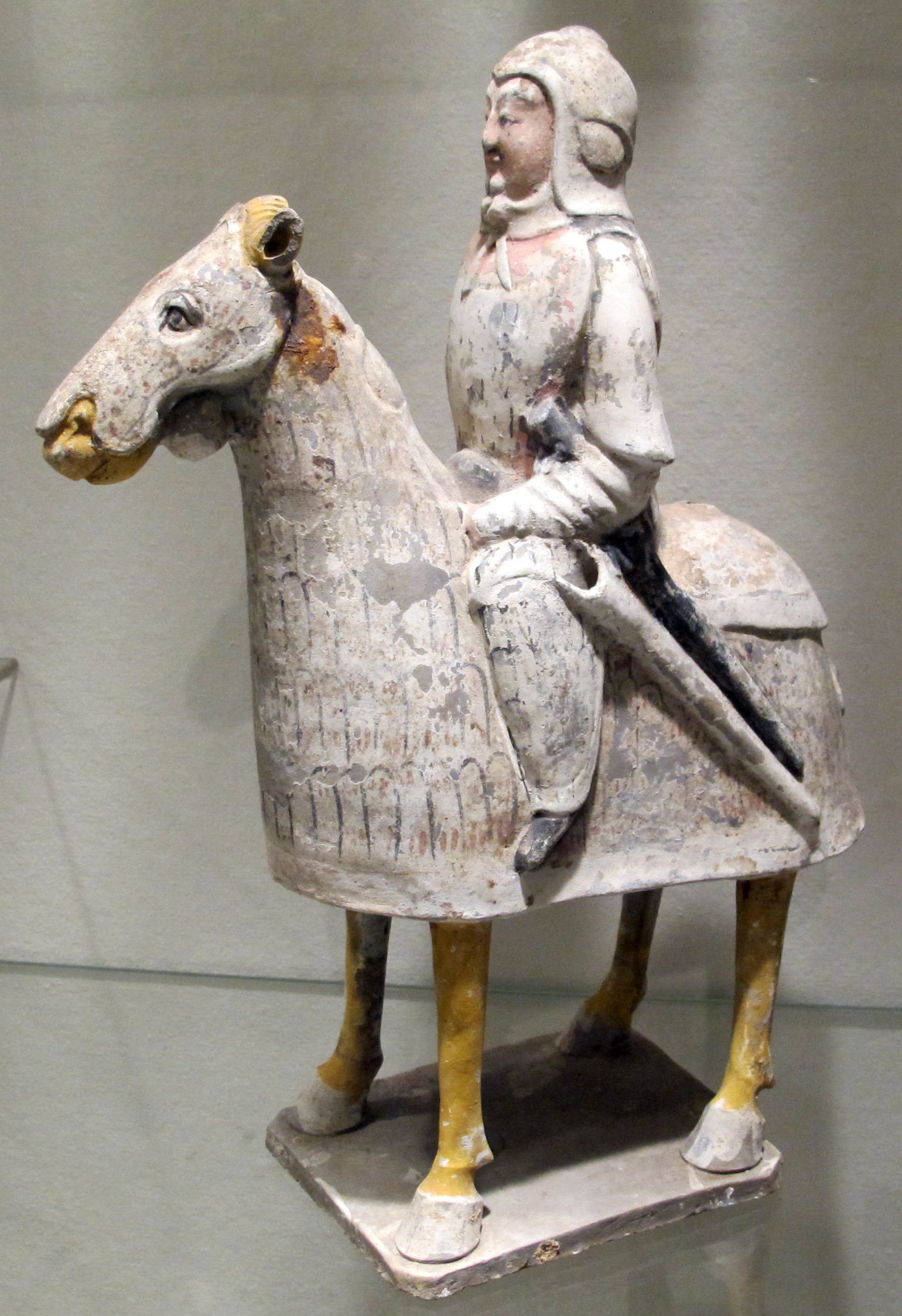
Cavaliere Qi settentrionale
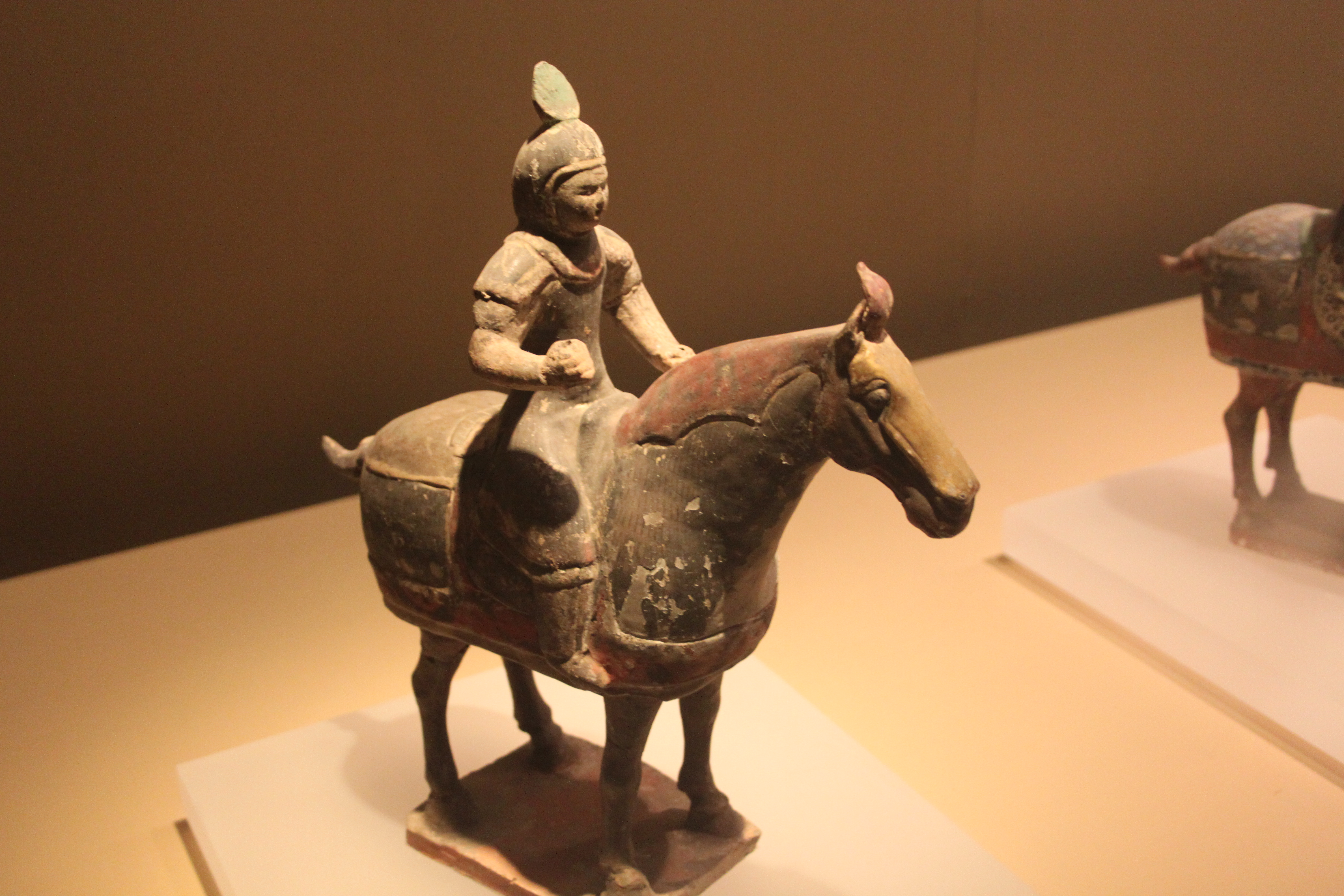
Cavaliere Tang
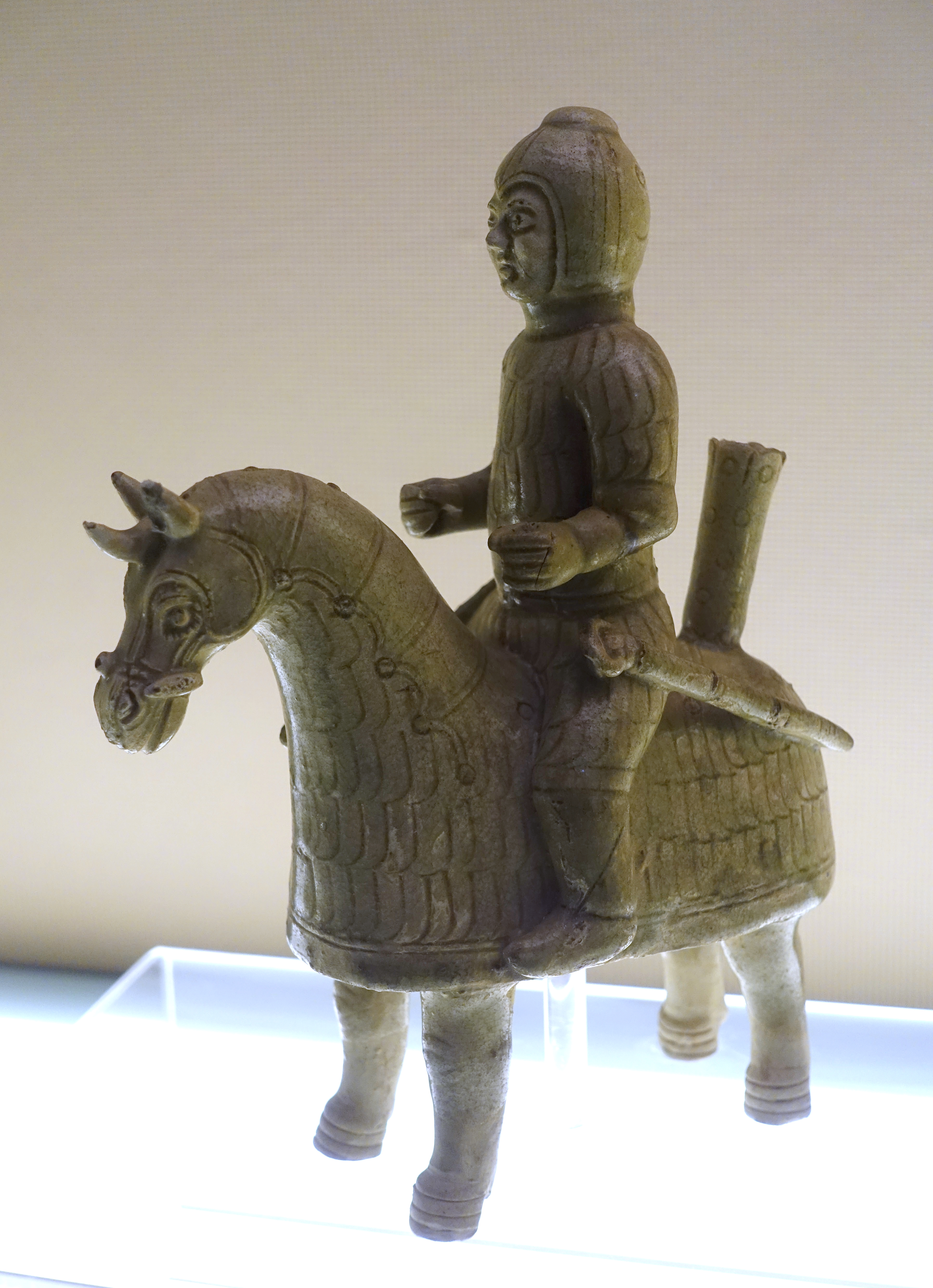
Cavaliere Tang
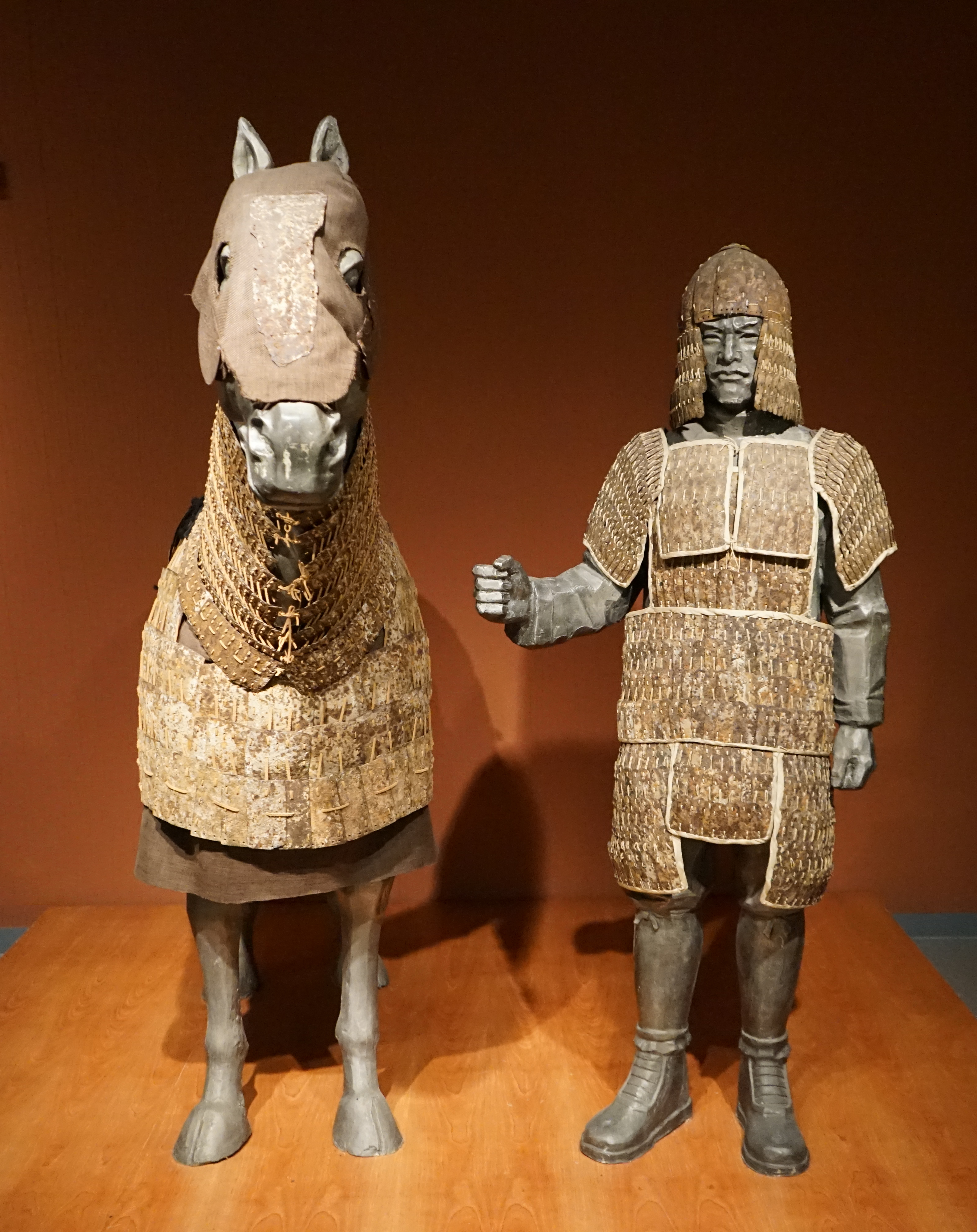
Cavaliere corazzato e cavallo bardato Liao
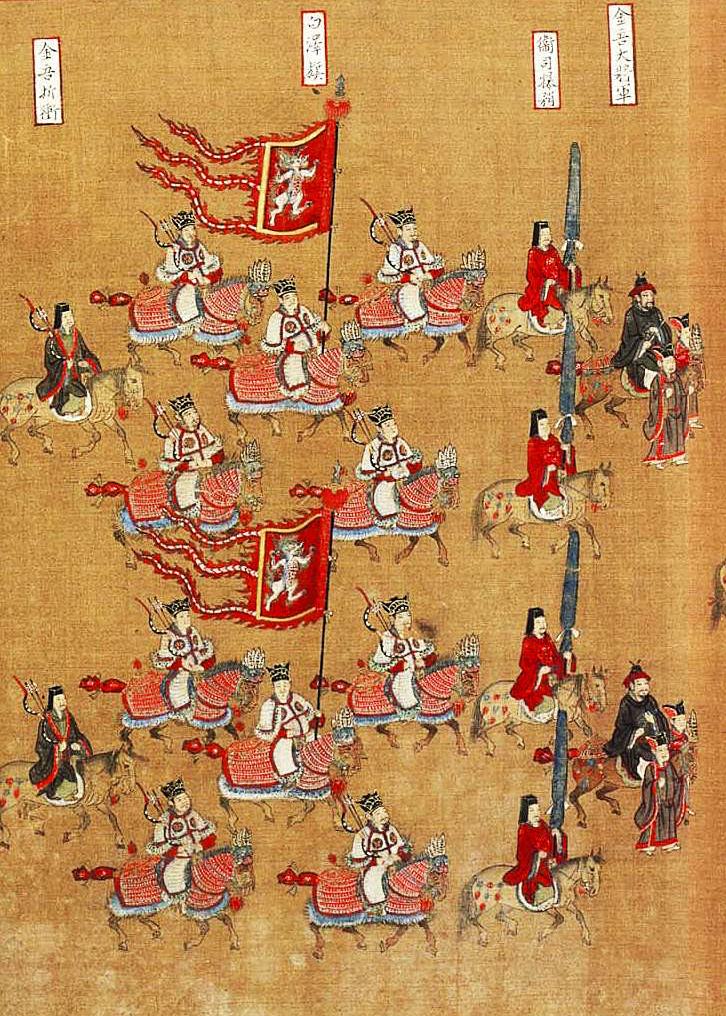
Cavalleria Song
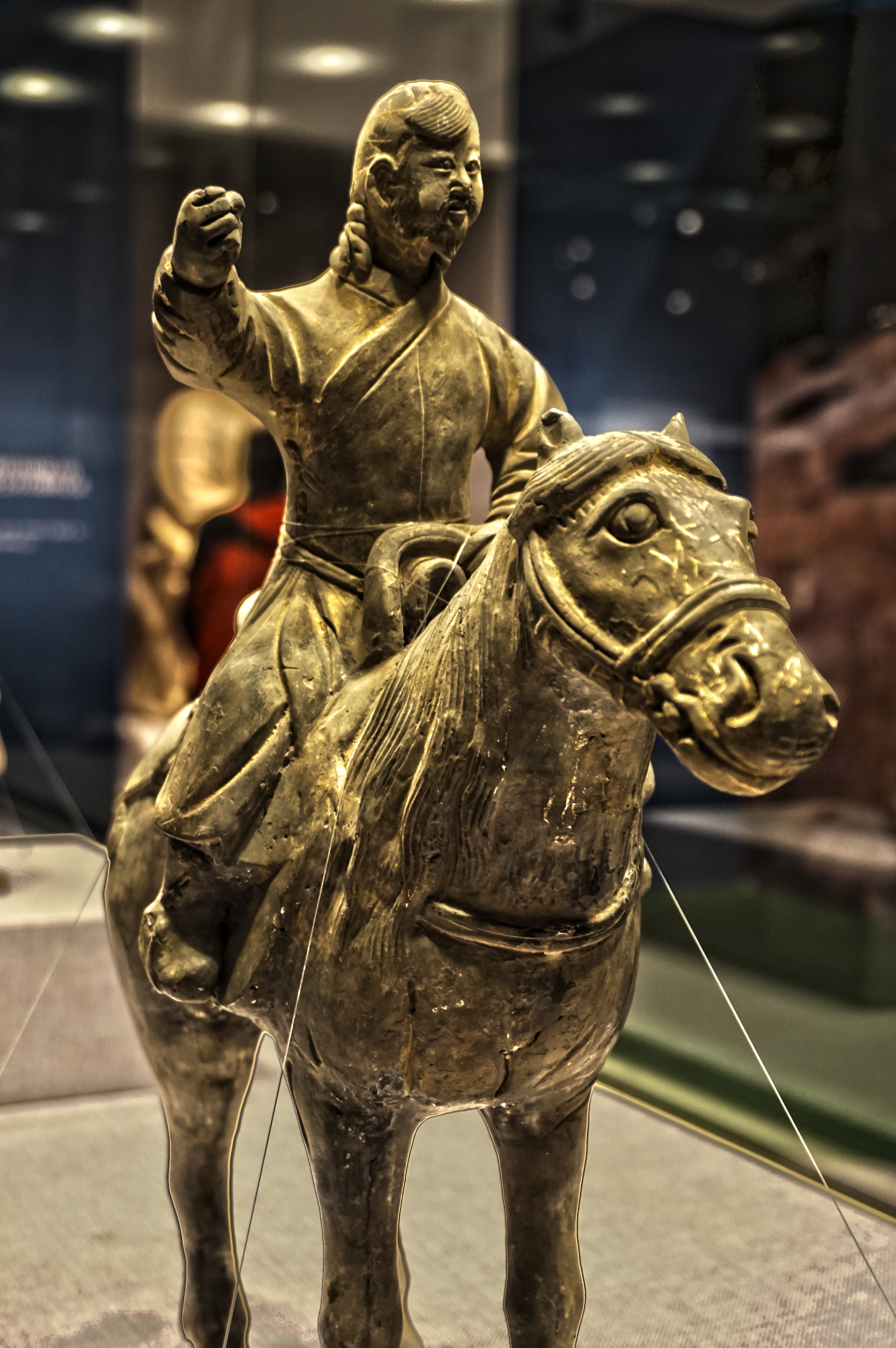
Cavaliere Yuan
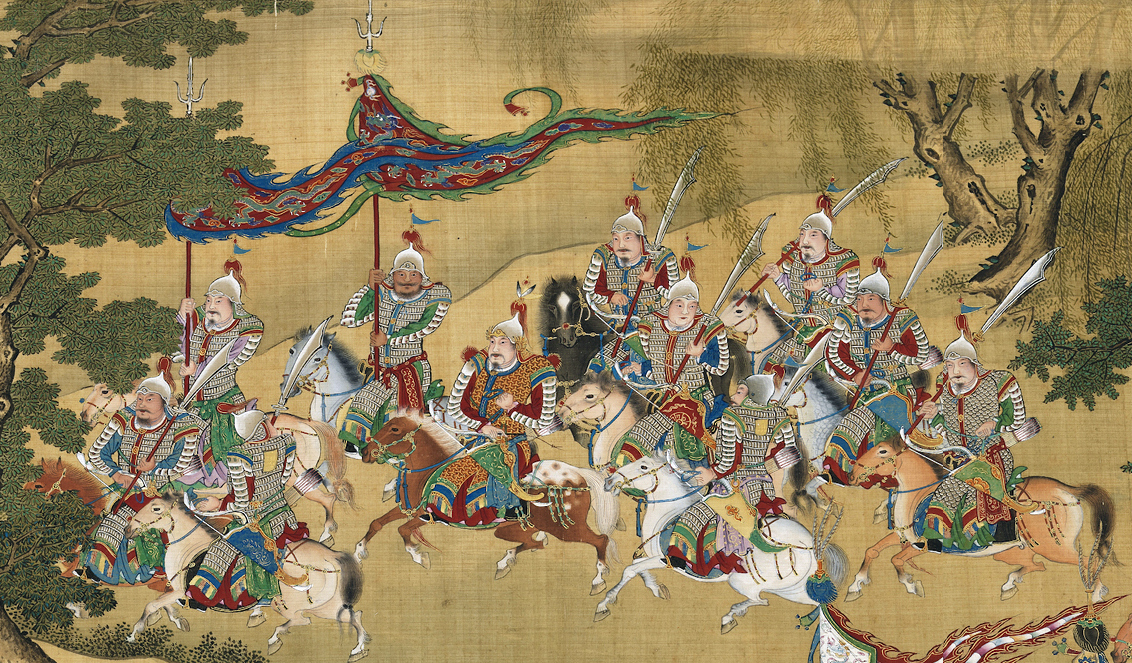
Cavalleria Ming
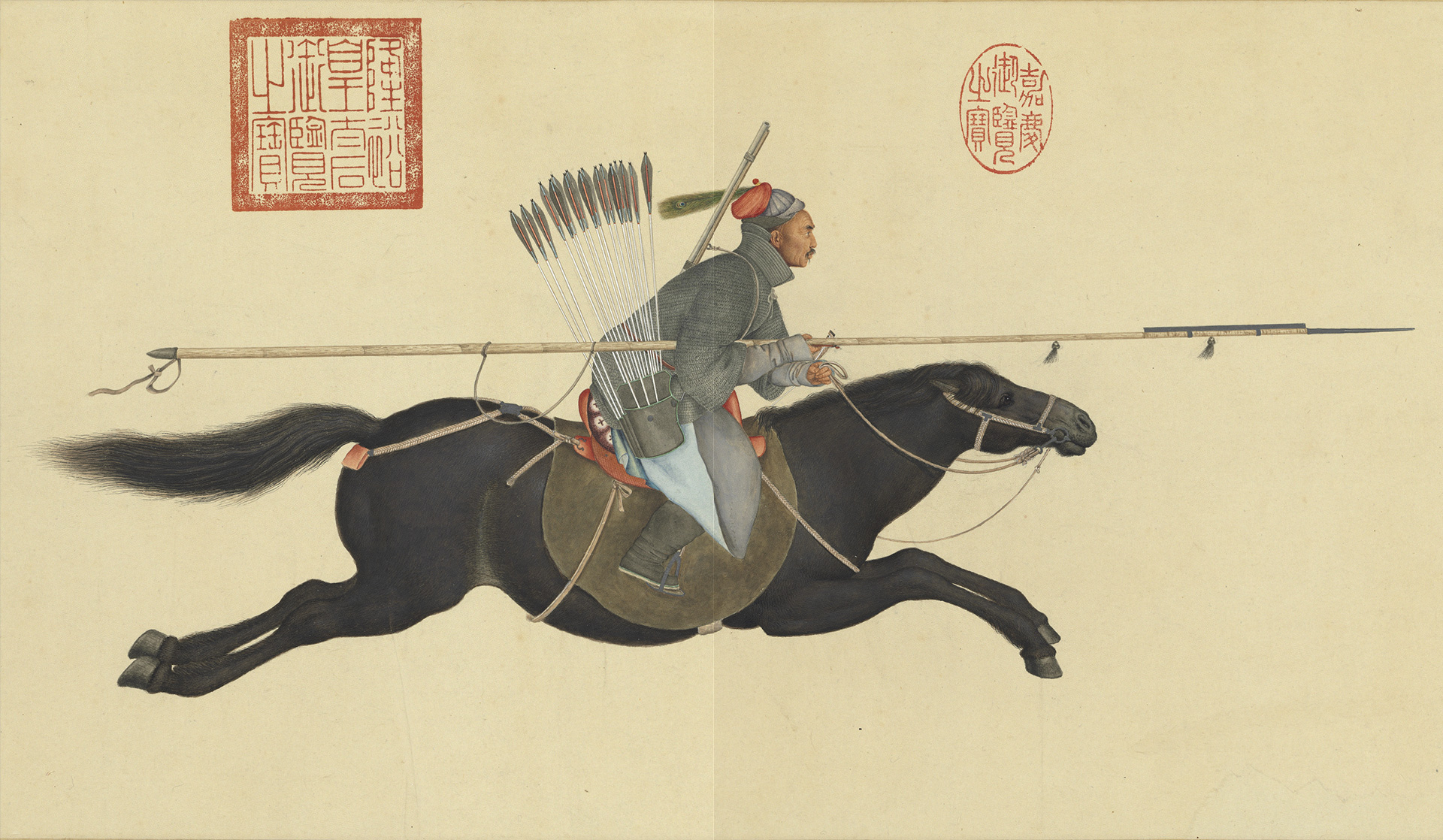
Cavaliere Qing

## Galleria degli Scudi

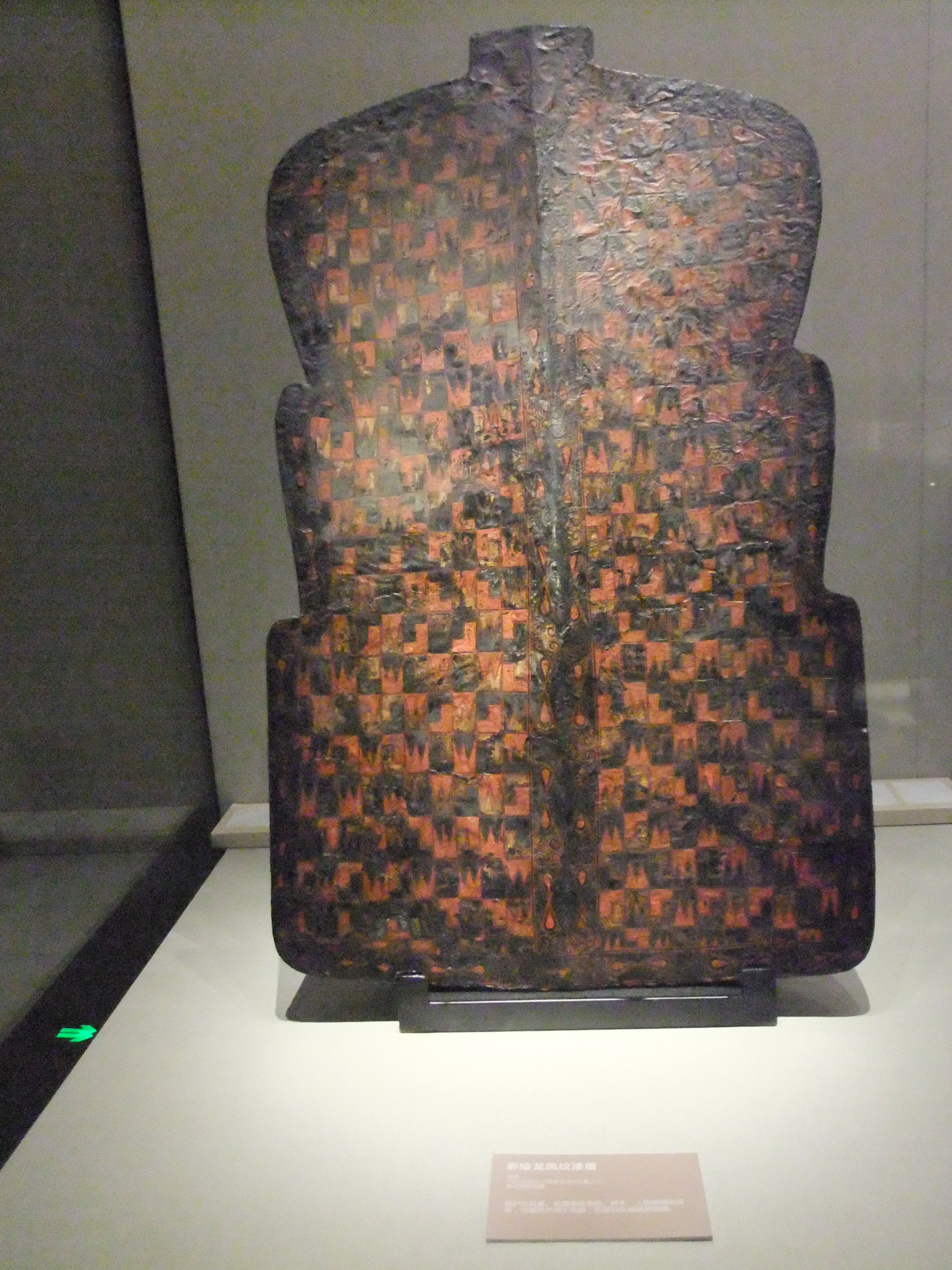
Scudo degli Stati Combattenti (altezza 94,2 cm, larghezza 60 cm, spessore 0,3 cm)
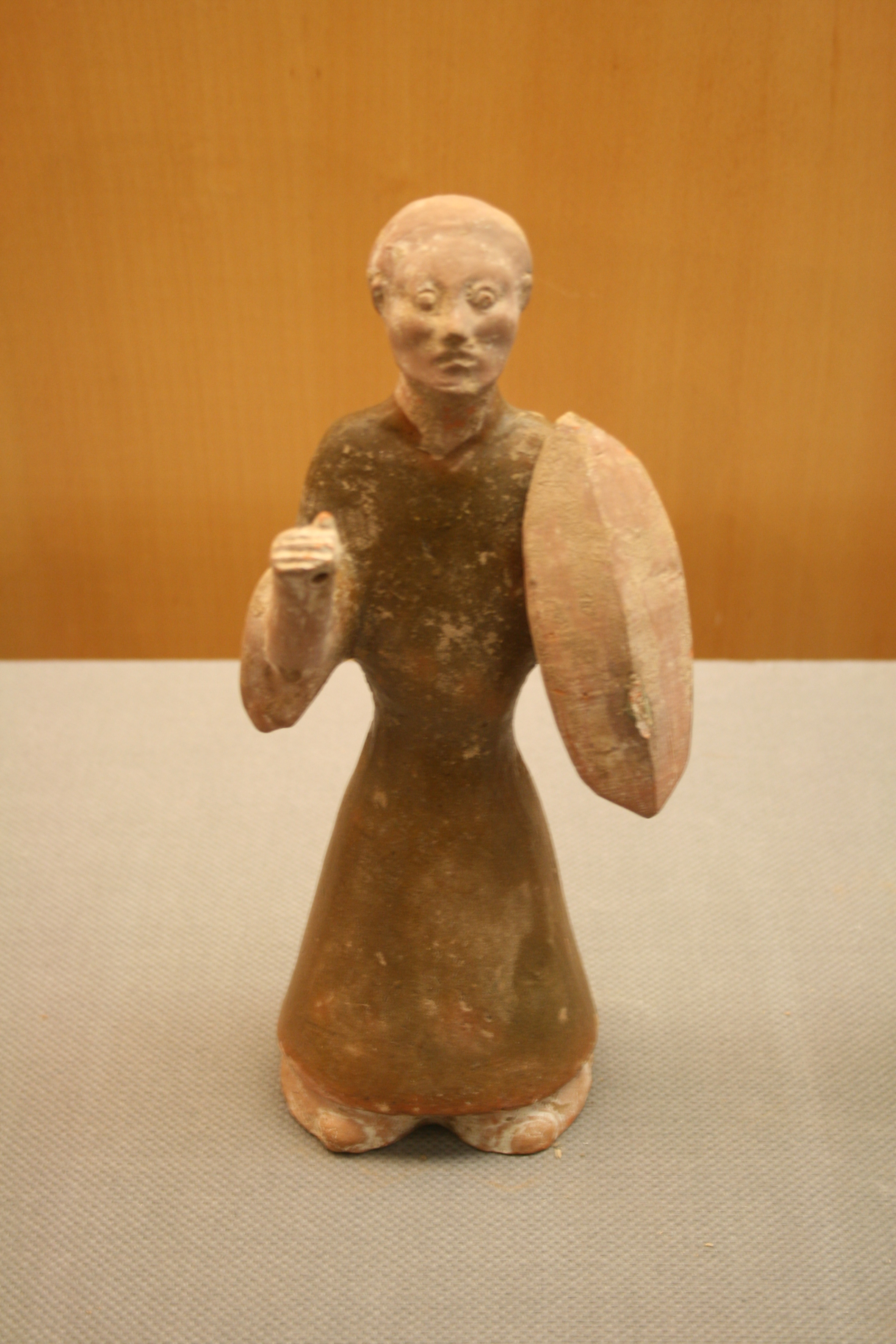
Portatore di scudo Han
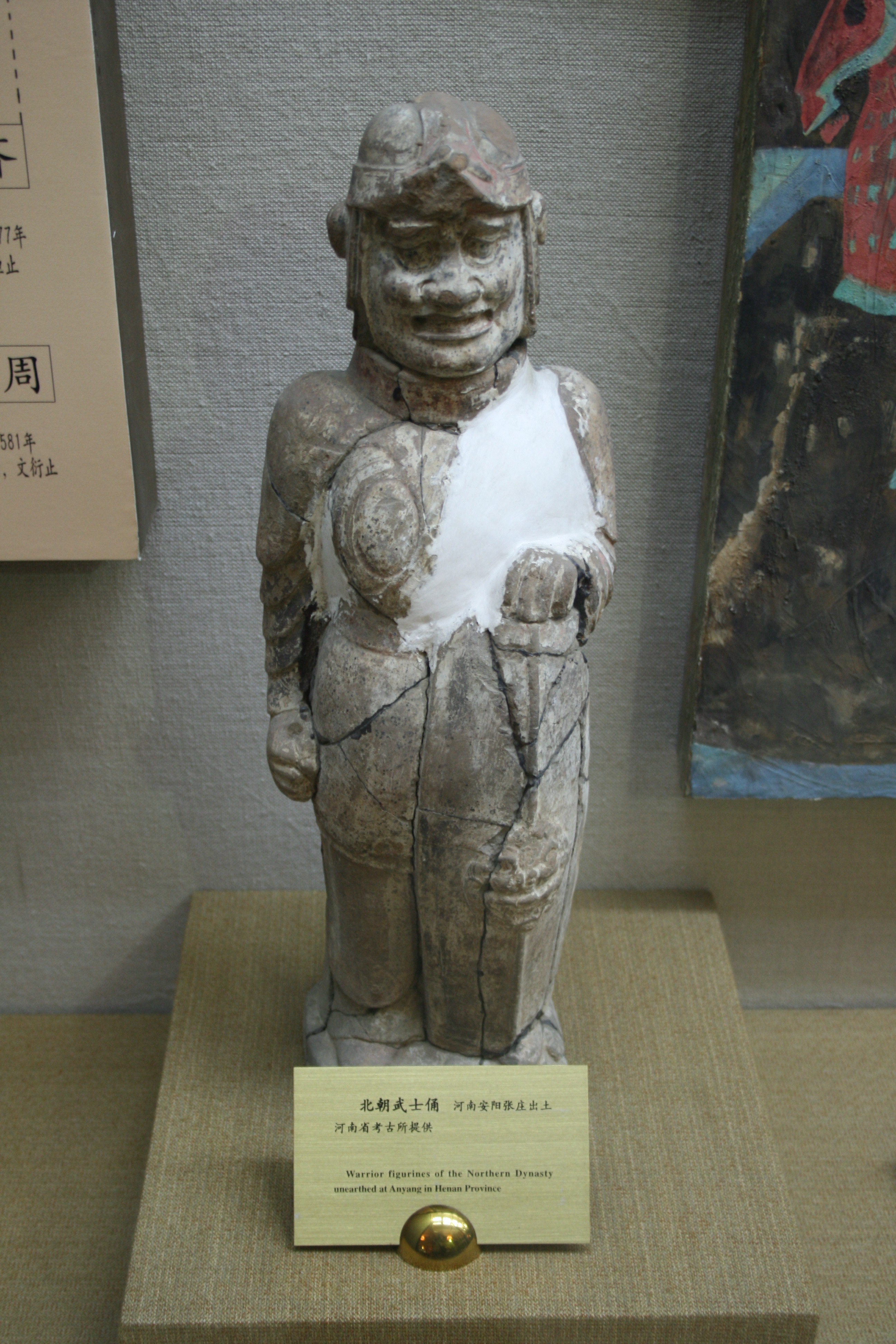
Portatore di scudi delle Dinastie del Nord e del Sud
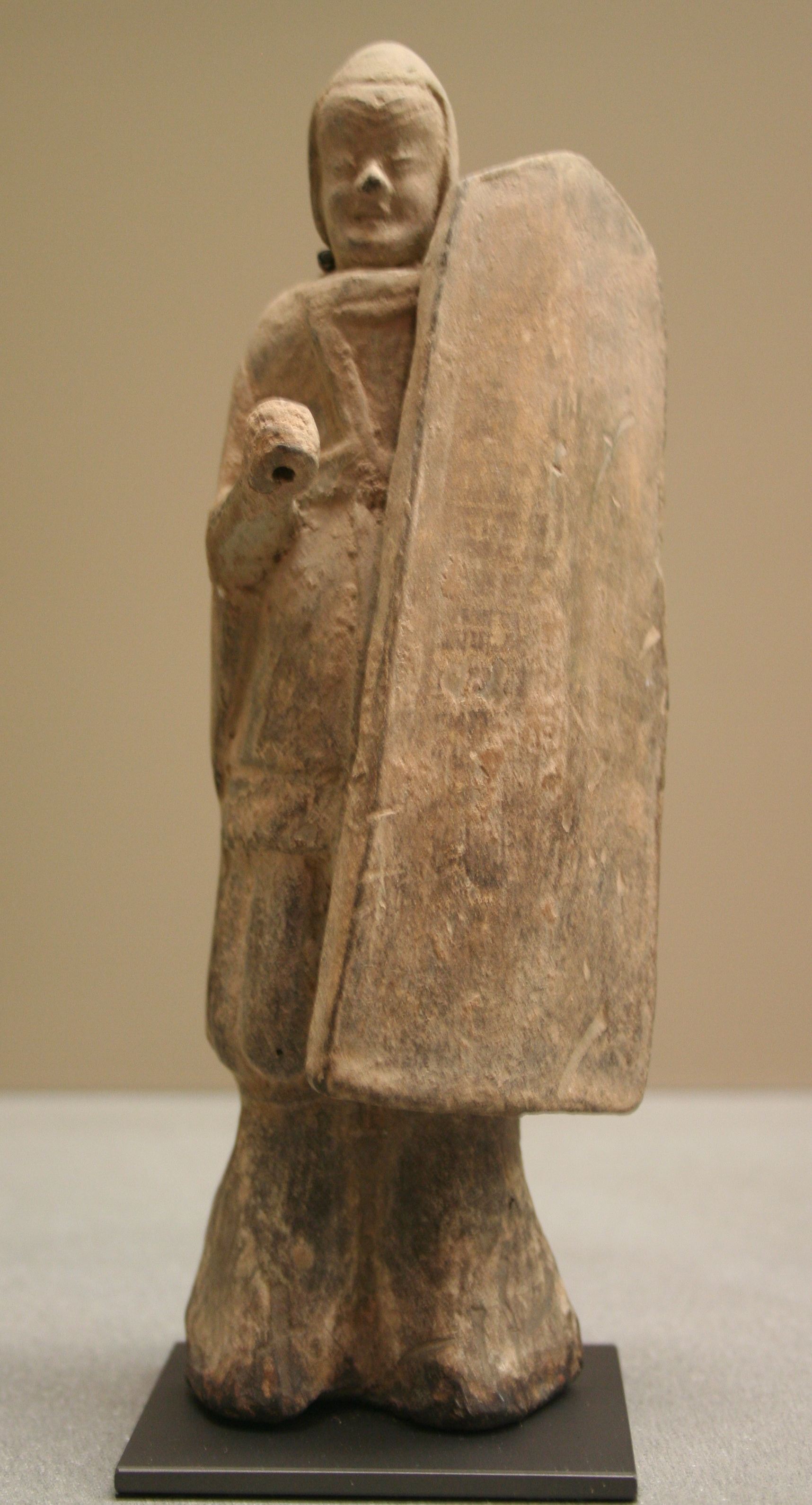
Portatore di scudi delle Dinastie del Nord e del Sud
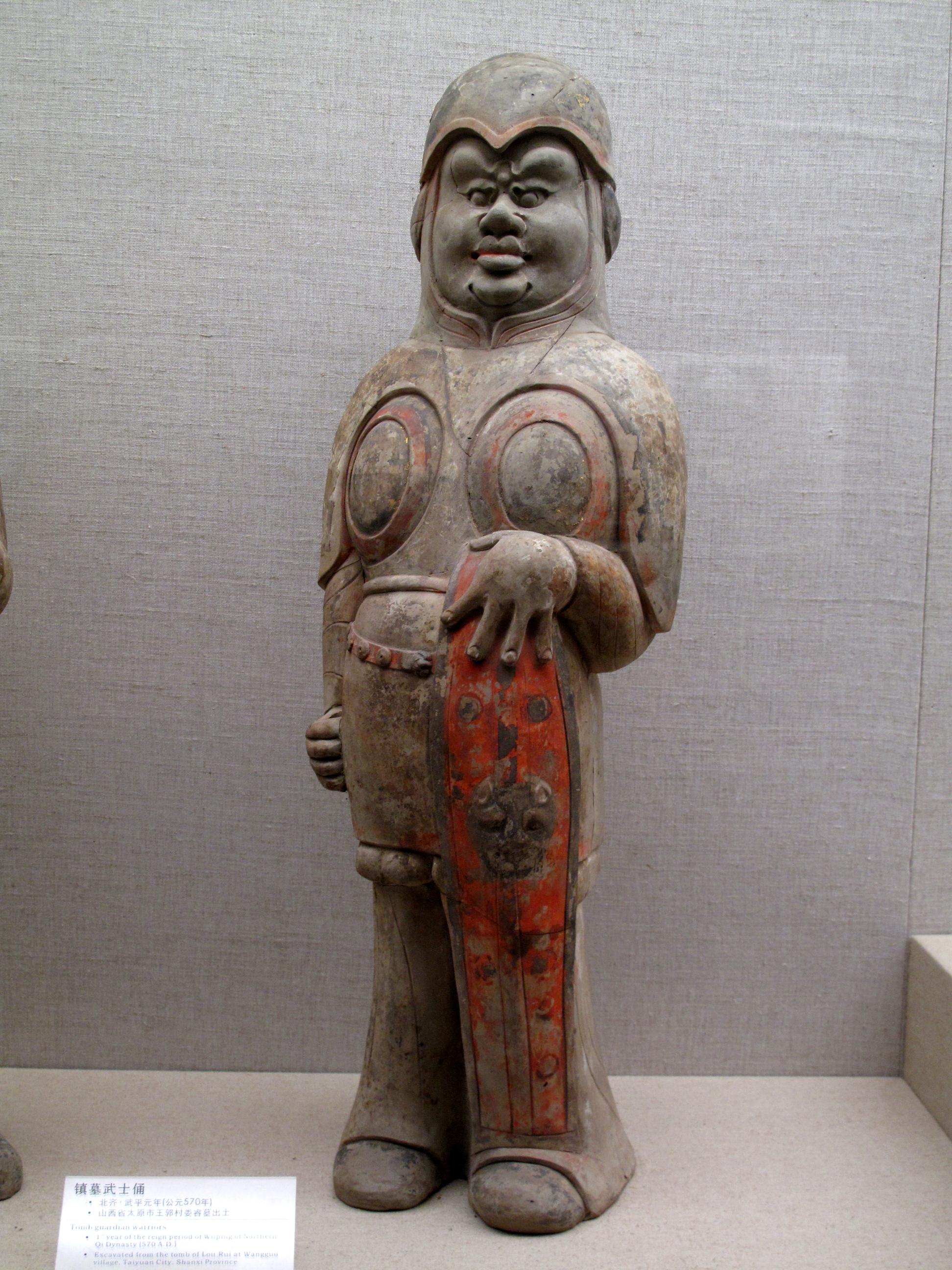
Portatore dello scudo del Qi settentrionale
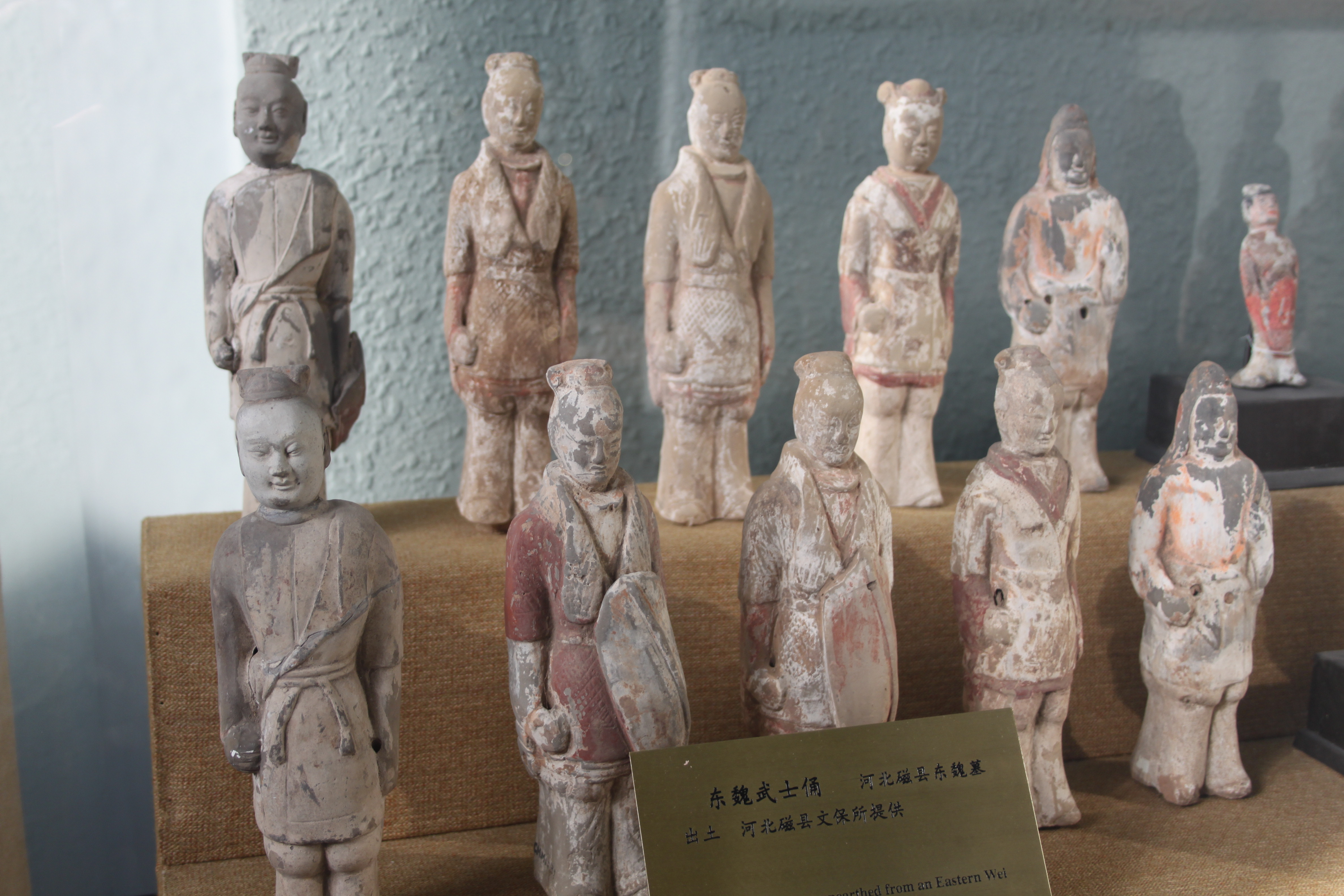
Portatori di scudi Wei orientali
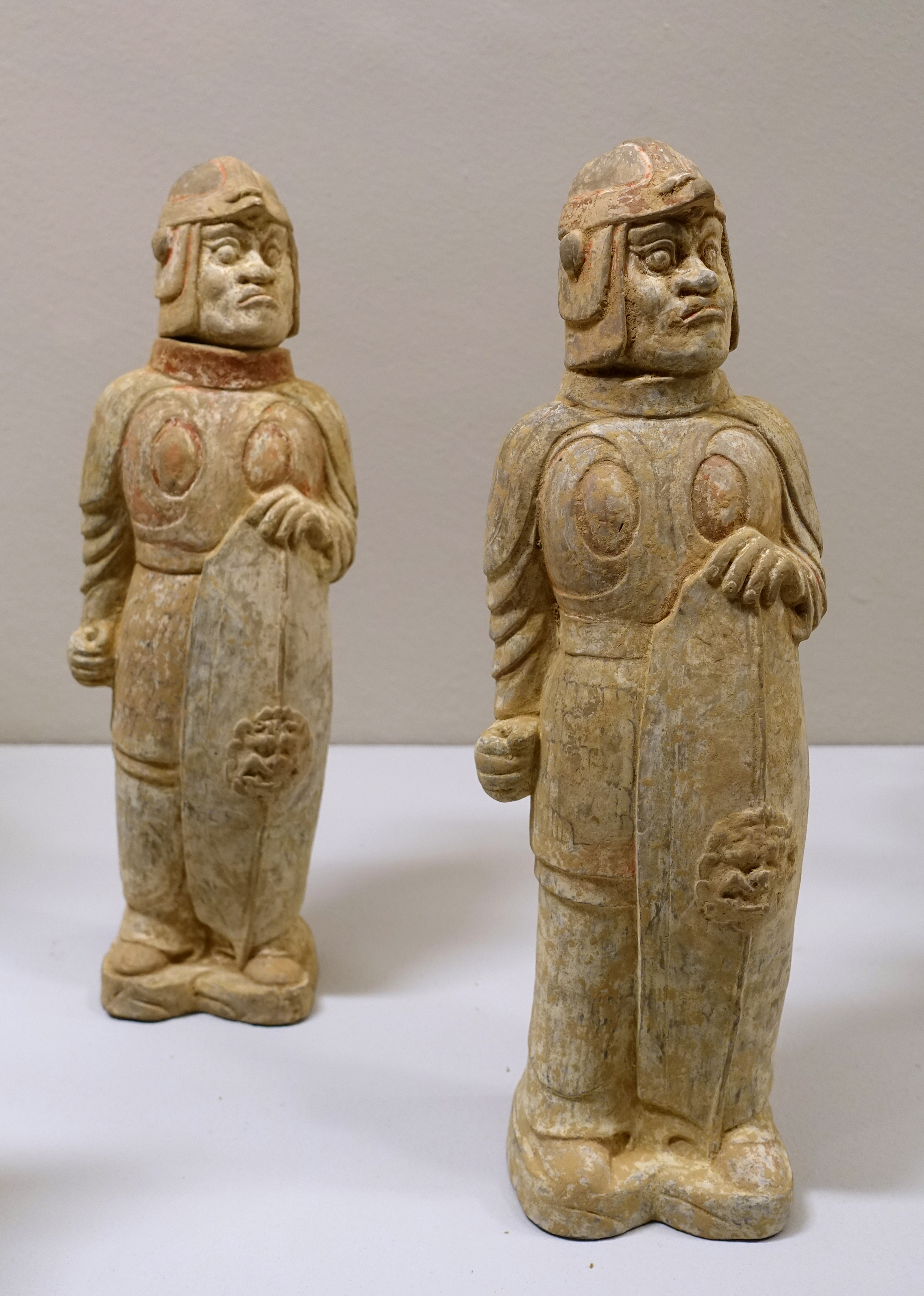
Portatori di scudi Wei orientali
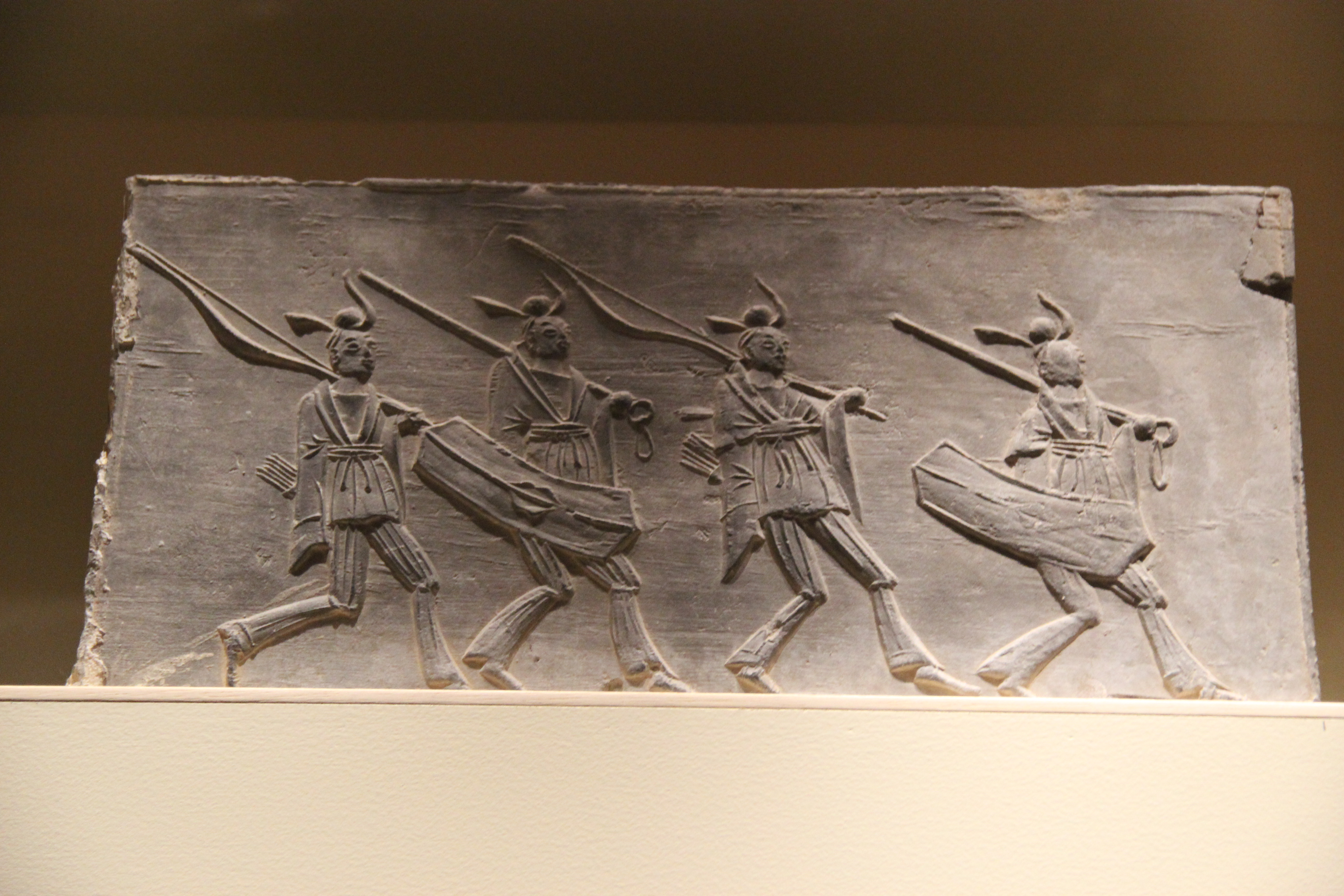
Soldati delle Dinastie meridionali con archi e scudi
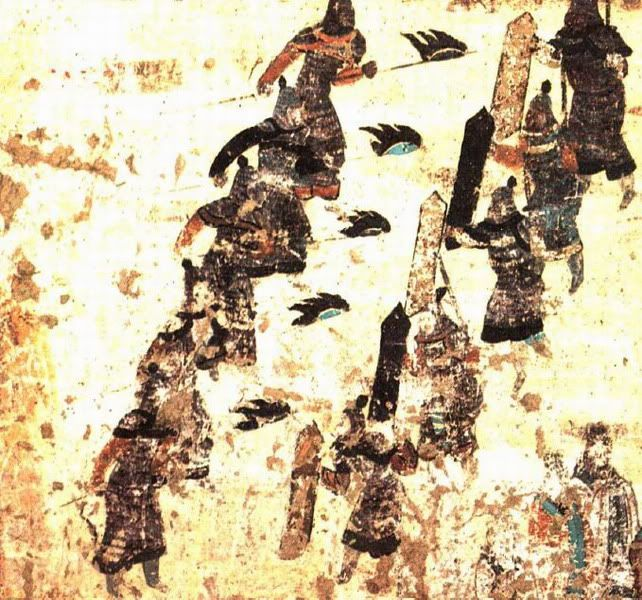
Portatori di scudi Tang
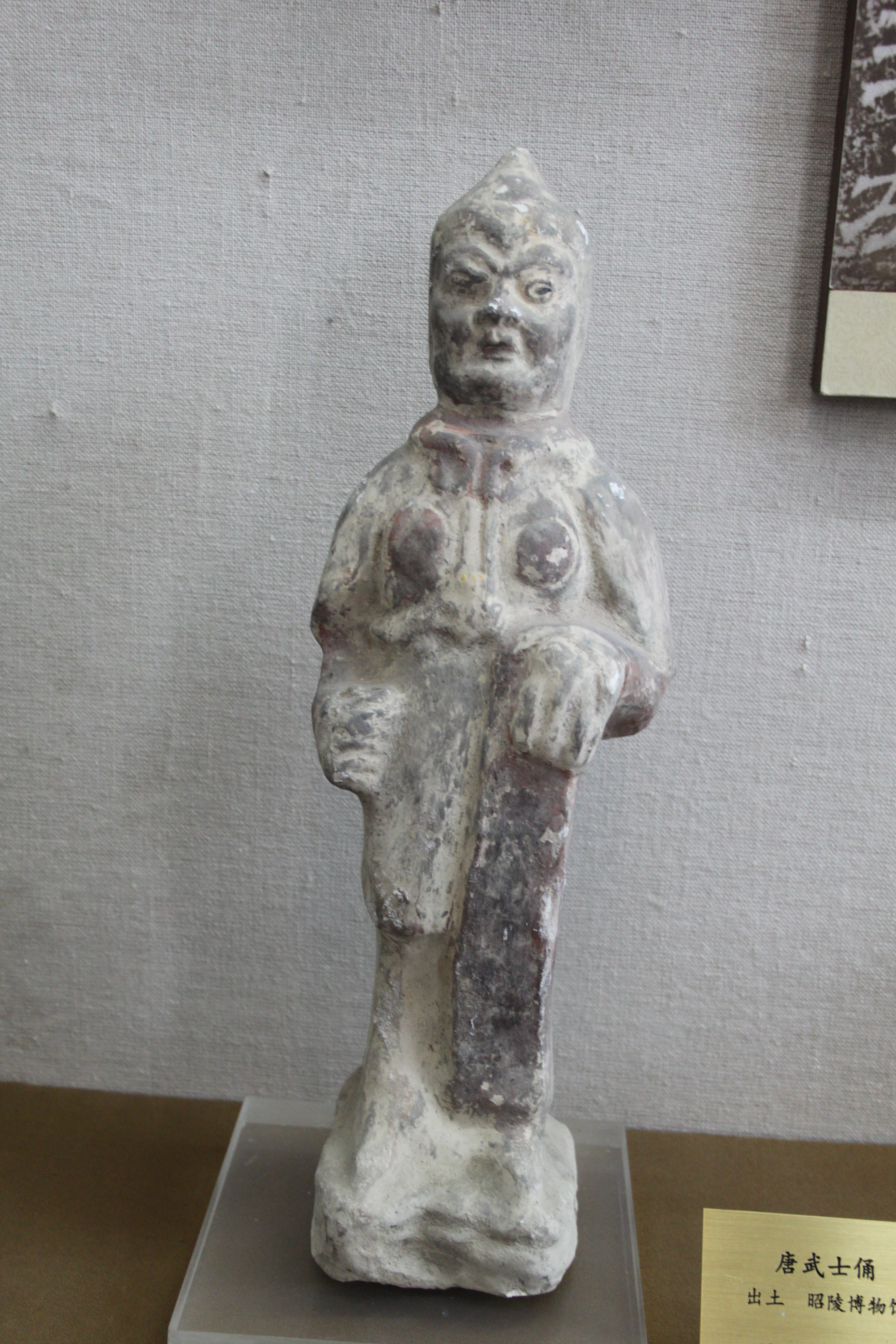
Portatore di scudo Tang
Soldati Song del Nord con scudi
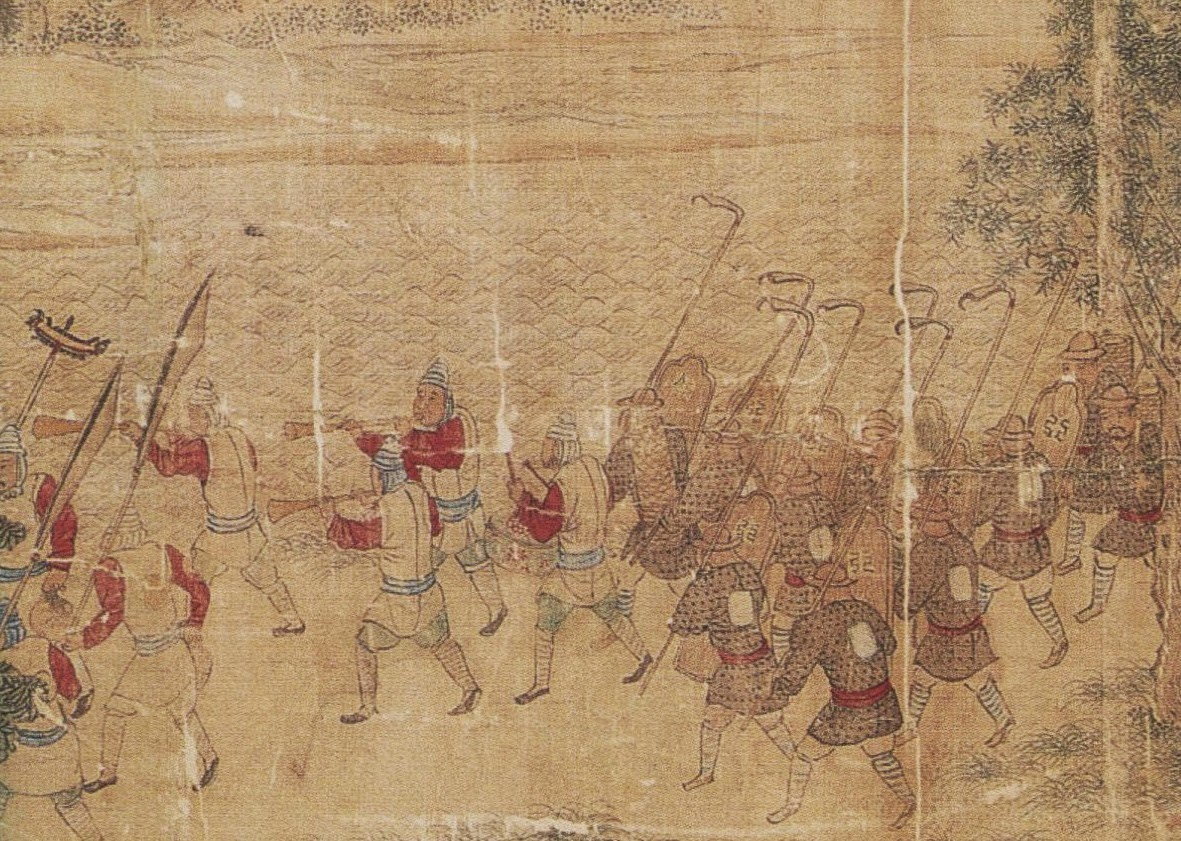
Truppe Lupo Ming armate di scudi
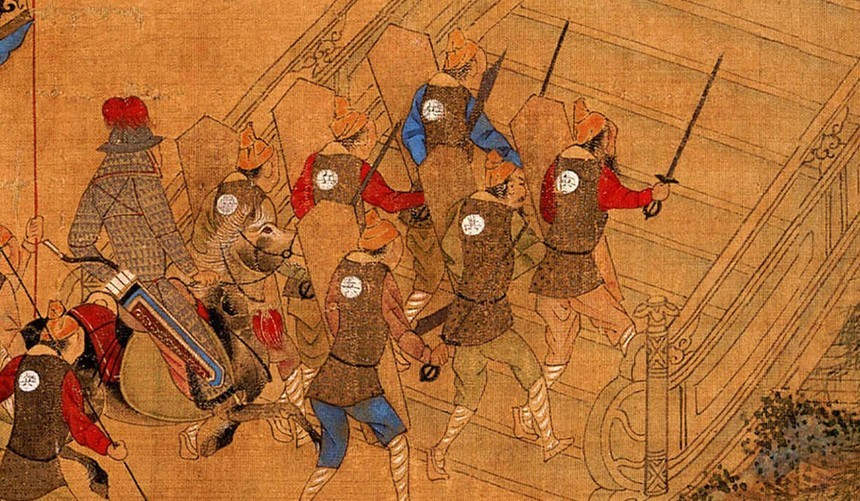
Soldati Ming con scudi
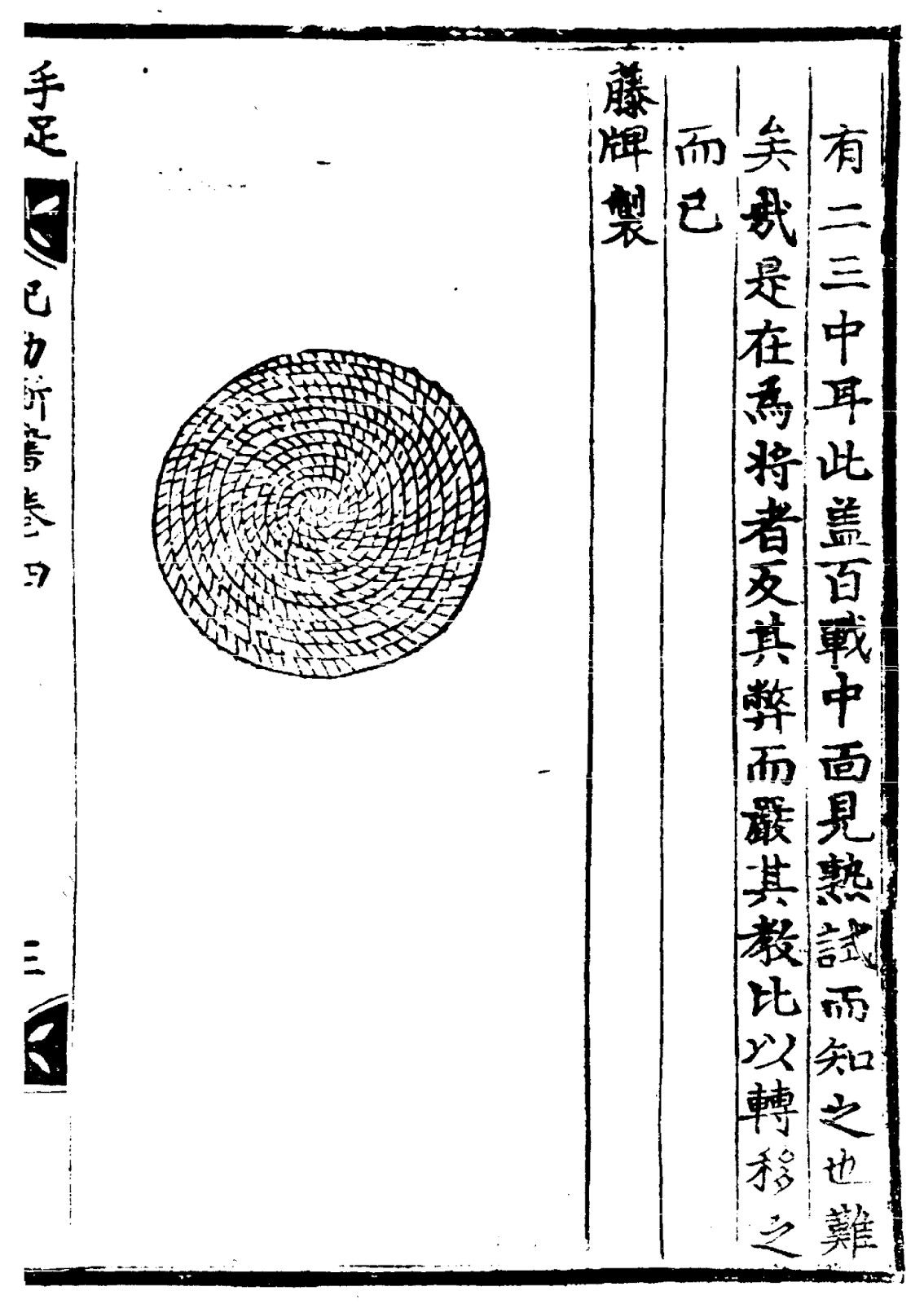
Scudo Ming di rattan
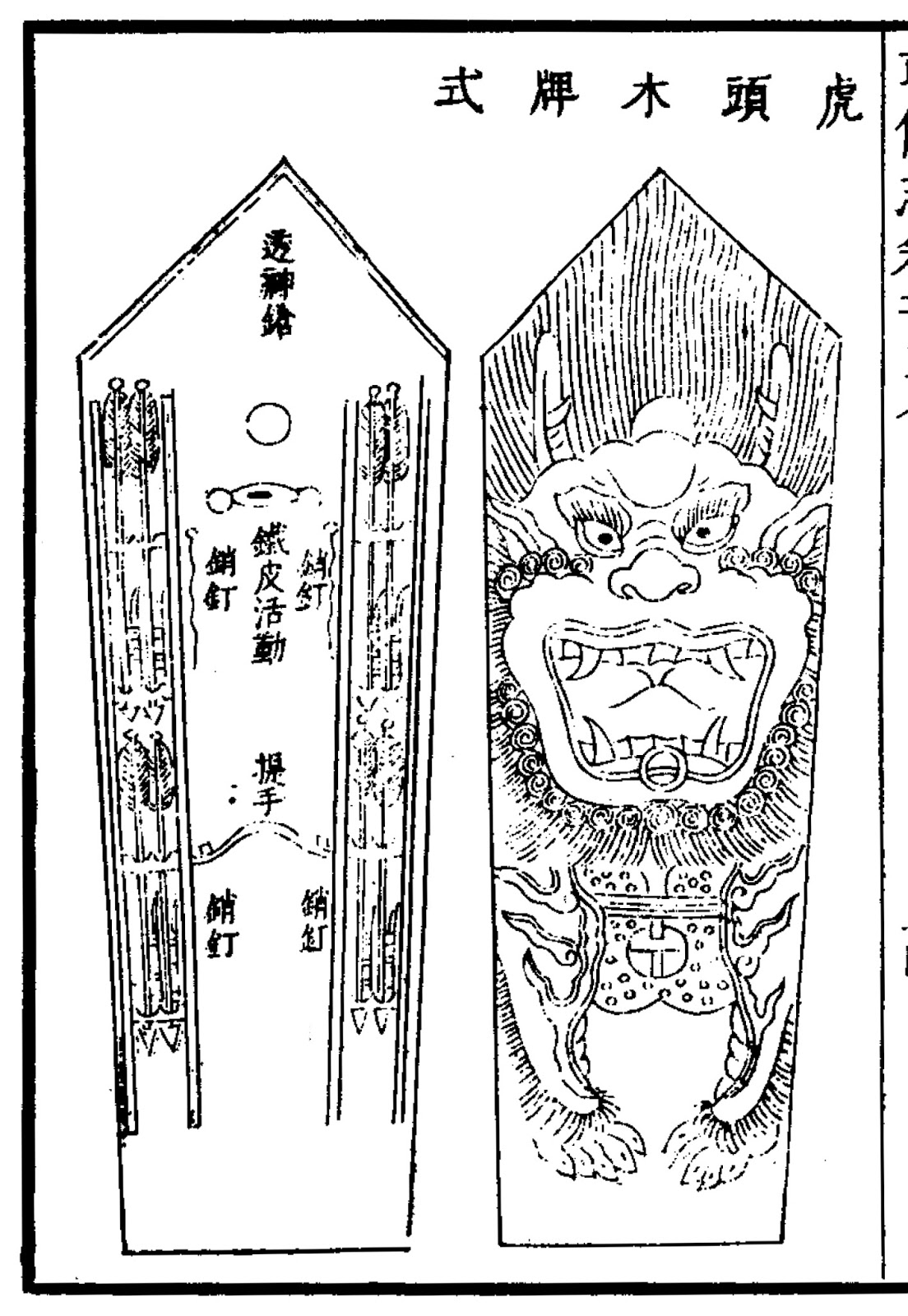
Scudo Ming con porta frecce di fuoco
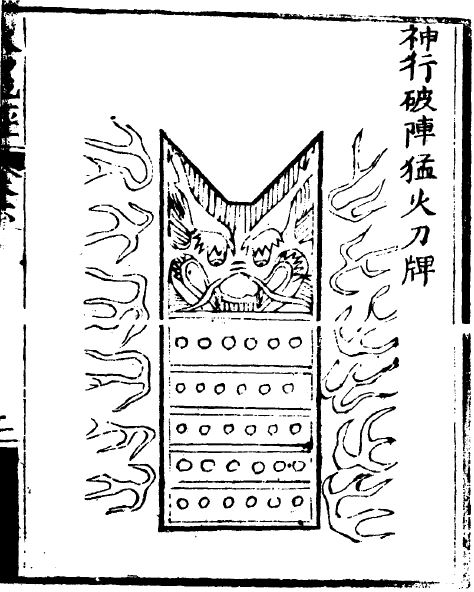
Scudo Ming dotato di lance di fuoco
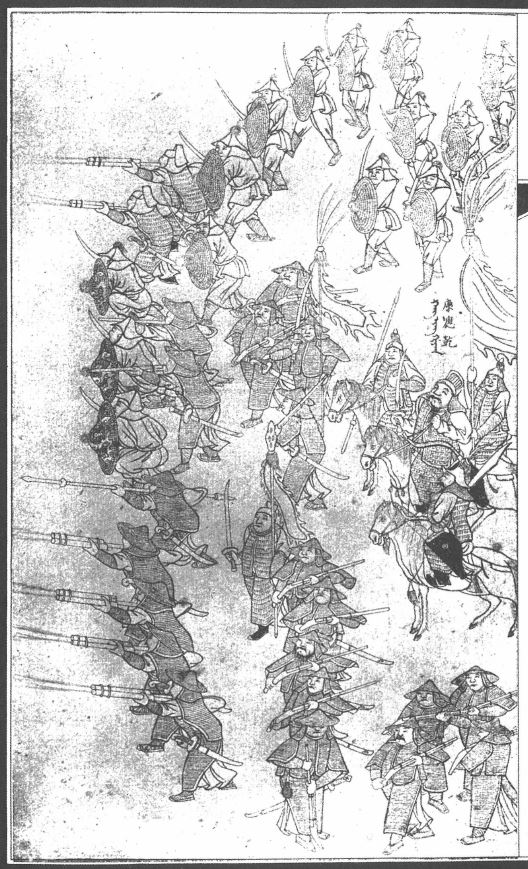
Soldati Ming con scudi di rattan
Scudo Ming a coda di rondine
Scudo Ming di sfondamento
Scudo Ming
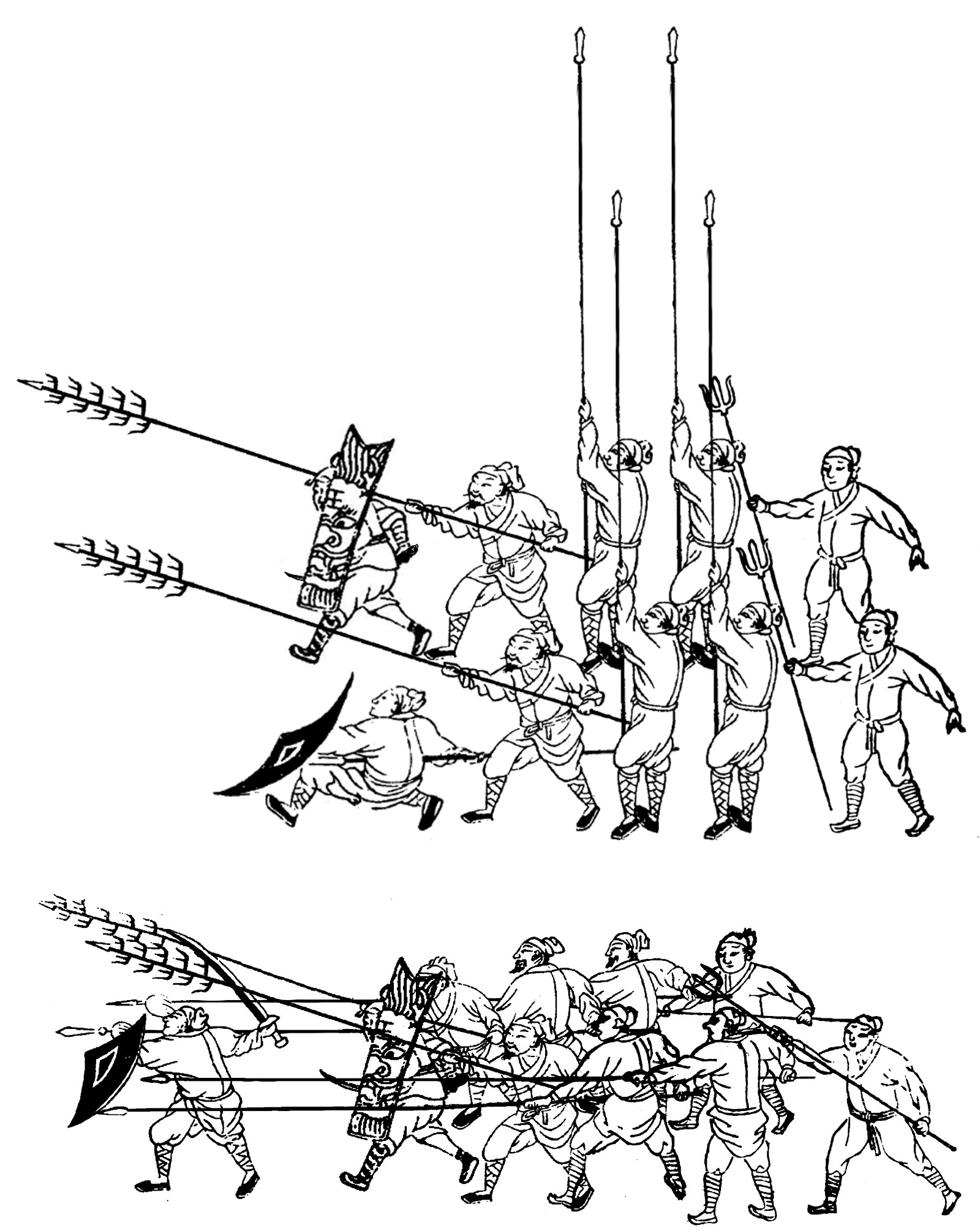
Sondati Ming in formazione "Anatra mandarina"

### Fonti
- (EN) Coyett F, Neglected Formosa: a translation from the Dutch of Frederic Coyett's Verwaerloosde Formosa ['t Verwaerloosde Formosa], 1975  [1675].
- (LA) Giovanni da Pian del Carpine, Historia Mongalorum.
- (ZH) Mao Y, Wubei Zhi, 1621.
- (ZH) Qi J, Jixiao Xinshu, XVI secolo.

### Studi
- (EN) Andrade T, The Gunpowder Age: China, Military Innovation, and the Rise of the West in World History, Princeton University Press, 2016, ISBN 978-0-691-13597-7.
- (EN) Crespigny R de, Fire Over Luoyang: A History of the Later Han Dynasty, 23-220 AD, Brill, 2017.
- (EN) Dien AE, A Study of Early Chinese Armor, in Artibus Asiae, vol. 43, n. 1/2, 1981,  pp. 5-66.
- (EN) Graff DA, The Eurasian Way of War: Military practice in seventh-century China and Byzantium, Routledge, 2016.
- (EN) Graff DA, Medieval Chinese Warfare, 300-900, Routledge, 2002.
- (EN) Kurz JL, China's Southern Tang Dynasty, 937-976, Routledge, 2011.
- (EN) Liu Y, Ancient Chinese Armour, Shanghai Chinese Classics Publishing House, 2003, ISBN 7-5325-3536-3.
- (EN) Lorge P, The Reunification of China: Peace through War under the Song Dynasty, Cambridge University Press, 2015.
- (EN) Peers CJ, Battles of Ancient China, Pen & Sword Military, 2013.
- (EN) Mesny W, Mesny's Chinese Miscellany, Vol. 1 (1895), China Gazette Office, 1896.
- (EN) Peers CJ, Soldiers of the Dragon: Chinese Armies 1500 BC - AD 1840, Osprey Publishing, 2006.
- (EN) Peers CJ, Late Imperial Chinese Armies: 1520-1840, Osprey Publishing, 1997.
- (EN) Peers CJ, Imperial Chinese Armies (2): 590-1260AD, Osprey Publishing, 1996.
- (EN) Peers CJ, Imperial Chinese Armies (1): 200BC-AD589, Osprey Publishing, 1995.
- (EN) Peers CJ, Medieval Chinese Armies: 1260-1520, Osprey Publishing, 1992.
- (EN) Peers CJ, Ancient Chinese Armies: 1500-200BC, Osprey Publishing, 1990.
- (EN) Perdue PC, China Marches West, The Belknap Press of Harvard University Press, 2005.
- (EN) Robinson KG, Science and Civilization in China Volume 7 Part 2: General Conclusions and Reflections, Cambridge University Press, 2004.
- (EN) Russell Robinson H, Oriental Armour, Walker, 1967, ISBN 978-0-486-16447-2.
- (EN) Stone GC, A Glossary of the Construction, Decoration and Use of Arms and Armor: In All Countries and in All Times, Courier Dover Publications, 1999, ISBN 978-0-486-40726-5.
- (EN) Swope KM, A Dragon's Head and a Serpent's Tail: Ming China and the First Great East Asian War, 1592–1598, University of Oklahoma Press, 2009.
- (EN) Wagner DB, Science and Civilization in China : Volume 5-11: Ferrous Metallurgy, Cambridge University Press, 2008.
- (EN) Wagner DB, Iron and Steel in Ancient China, Brill, 1996, ISBN 90-04-06234-3.
- (EN) Wood WW, Sketches of China, 1830.
- (EN) Whiting MC, Imperial Chinese Military History, Writers Club Press, 2002.